# Musikjahr 1959
Liste der Musikjahre

◄◄ | ◄ | 1955 | 1956 | 1957 | 1958 | Musikjahr 1959 | 1960 | 1961 | 1962 | 1963 | ► | ►►

Weitere Ereignisse · Country-Musik
Dieser Artikel behandelt das Musikjahr 1959.

## Ereignisse

### Afrika

#### Ägypten
- Franz Litschauer gründet in Kairo das Cairo Symphony Orchestra.

#### Südafrika
- 02. Februar: Das Musical King Kong von Todd Matshikiza (Musik) und Pat Willams (Text) um den südafrikanischen Schwergewichtsboxer Ezekiel Dlamini wird in der Witwatersrand-Universität von Johannesburg uraufgeführt.

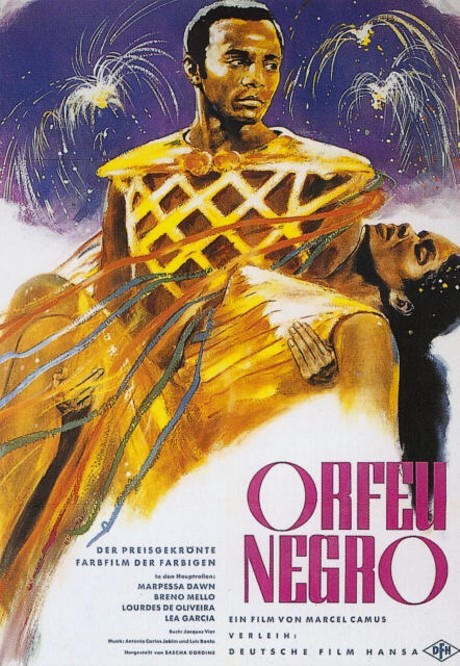
Filmplakat zu Orfeu Negro (1959)

### Amerika

#### Brasilien
- Der Film Orfeu Negro von Marcel Camus, in dem der antike Mythos von Orpheus und Eurydike in die Gegenwart des Karnevals in Rio de Janeiro verlegt[1] wird, kommt in die Kinos. Die Filmmusik von Antônio Carlos Jobim und Luiz Bonfá präsentiert bereits einige spätere Klassiker der Bossa Nova wie A Felicidade und Manhã de Carnaval. Daneben sind traditionelle Rhythmen und Gesänge des Samba zu hören.

#### Mexiko
- 12. Mai: Plácido Domingo hat sein Bühnendebüt am Teatro Degollado in Guadalajara als Pascual in der Oper Marina von Emilio Arrieta.

#### Panama
- 21. April: Die britische Tänzerin Margot Fonteyn wird in Panama zu 24 Stunden Gefängnis verurteilt. Ihr wird vorgeworfen, an der Planung eines Putschs gegen die Regierung von Präsident Ernesto de la Guardia Navarro beteiligt gewesen zu sein.[2]

#### Vereinigte Staaten von Amerika

##### Verleihung der Grammy Awards
- 04. Mai: Die erste Verleihung der Grammy Awards findet in Los Angeles statt. Gesponsert wird die Veranstaltung durch die National Academy of Recording Arts and Sciences Henry Mancinis The Music from Peter Gunn gewinnt in der Kategorie „Album of the Year“ und Domenico Modugnos Lied Nel blu, dipinto di blu (Volare) gewinnt in den Kategorien „Record of the Year“ und „Song of the Year“. Ella Fitzgerald erhält zwei Auszeichnungen: Für ihr Album Ella Fitzgerald Sings the Duke Ellington Songbook erhält sie den Grammy in der Kategorie „Beste Jazzdarbietung als Einzelinterpret“, für ihr Album Ella Fitzgerald Sings the Irving Berlin Songbook den Grammy in der „Kategorie beste weibliche Gesangsdarbietung“. Als „Beste Jazzdarbietung, Gruppe“ wird Count Basie für das Album Basie geehrt. In der Kategorie „Beste Country-und-Western-Darbietung“ gewinnt das Kingston Trio mit dem Lied Tom Dooley.[3]
- 29. November: Obwohl sie im selben Jahr wie die Eröffnungszeremonie stattfinden, werden die 2. jährlichen Grammy Awards in Los Angeles und New York City verliehen. Es ist die erste im Fernsehen übertragene Grammy-Verleihung. Frank Sinatras Come Dance with Me! gewinnt in der Kategorie Album des Jahres, Bobby Darins Version von Mack the Knife erhält die Auszeichnung Aufnahme des Jahres und Jimmy Driftwoods Lied The Battle of New Orleans gewinnt in der Kategorie Song des Jahres. Bobby Darin wird außerdem als bester neuer Künstler ausgezeichnet.[4]

##### Populäre Musik
- 22. Januar: Buddy Holly nimmt in seiner New Yorker Wohnung einige akustische Demos auf. Es sind die letzten Songs, die er aufnehmen wird. Zu den Songs gehören Peggy Sue Got Married, Crying, Waiting, Hoping, Learning the Game, What to Do, That’s What They Say und That Makes It Tough.
- 03. Februar: Am „Day the Music Died“ verlieren Buddy Holly, Ritchie Valens und The Big Bopper bei einem Flugzeugabsturz mit einer Beechcraft Bonanza kurz nach dem Start in der Nähe von Mason City in Iowa das Leben. Der zukünftige Country-Star Waylon Jennings sollte eigentlich im Flugzeug sitzen, überließ seinen Platz jedoch dem Big Bopper.
- 24. April: Die letzte Folge der Fernsehserie Your Hit Parade wird in den USA ausgestrahlt.
- 27. Juni: Der Musiktitel What’d I Say wird von Atlantic Records veröffentlicht. Mit ihm hat Ray Charles seinen ersten Millionenseller.
- Juli–November: Alan Lomax und die britische Sängerin Shirley Collins unternehmen eine Reise zum Sammeln von Volksliedern in den Süden der USA, auf der sie Mississippi Fred McDowell „entdecken“.
- Herbst: Bill Haley & His Comets beenden ihre Zusammenarbeit mit Decca Records, für die sie seit 1954 aufgenommen haben. Ihre erste Aufnahme für dieses Label, Rock Around the Clock, läutete die Rock-’n’-Roll-Ära ein. Haley unterschreibt bei Warner Bros. Records.
- Joan Baez tritt beim ersten Newport Folk Festival als Überraschungsgast auf und wird über Nacht zum gefeierten Folk-Star.
- Jimi Hendrix kauft seine erste E-Gitarre: eine White Single Pickup Supro Ozark 1560 S.
- Johnny Hortons Lied The Battle Of New Orleans wird sowohl in den Billboard Country- als auch in den Hot 100-Charts zum Nr. 1-Song des Jahres gekürt.
- George Jones landet mit White Lightnin‘ den ersten Nr. 1-Hit seiner über 50-jährigen Karriere.
- Roy Orbison unterschreibt bei Monument Records.
- Dolly Parton nimmt zum ersten Mal bei dem kleinen Label Goldband Records auf. Ihr erstes aufgenommenes Lied ist ein Rockabilly-Song namens Puppy Love.
- The Supremes werden als Quartett („The Primettes“) gegründet.

##### Jazz

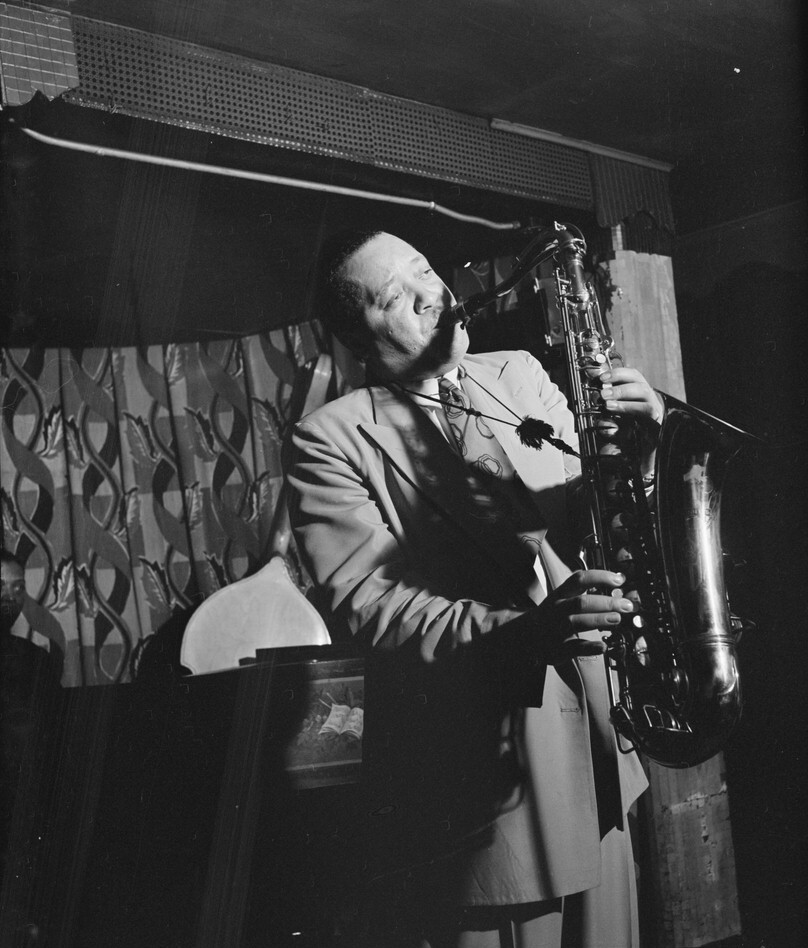
Lester Young (fotografiert 1946 von William P. Gottlieb)

- 05. Januar: Die ersten Aufnahmen für Ella Fitzgeralds George and Ira Gershwin Songbook erfolgen.
- 2. März – 22. April: Die Aufnahmen für das äußerst einflussreiche Jazzalbum Kind of Blue von Miles Davis finden im CBS 30th Street Studio in New York City statt.
- 15. März: Der Tenorsaxophonist und Klarinettist Lester Young, eine Schlüsselfigur des Jazz der frühen 1940er Jahre, stirbt in New York City.
- 2.–5. Juli: Das 6. Newport Jazz Festival findet in Newport, Rhode Island statt.[5] An den vier Festivaltagen treten Count Basie and His Orchestra, das Ahmad Jamal Trio, das Gene Krupa Trio, das Dizzy Gillespie Quintet, das Oscar Peterson Trio, Thelonious Monk, Duke Ellington and His Orchestra, Erroll Garner, die Louis Armstrong All Stars, das Kingston Trio und das Dave Brubeck Quartet auf.[5]

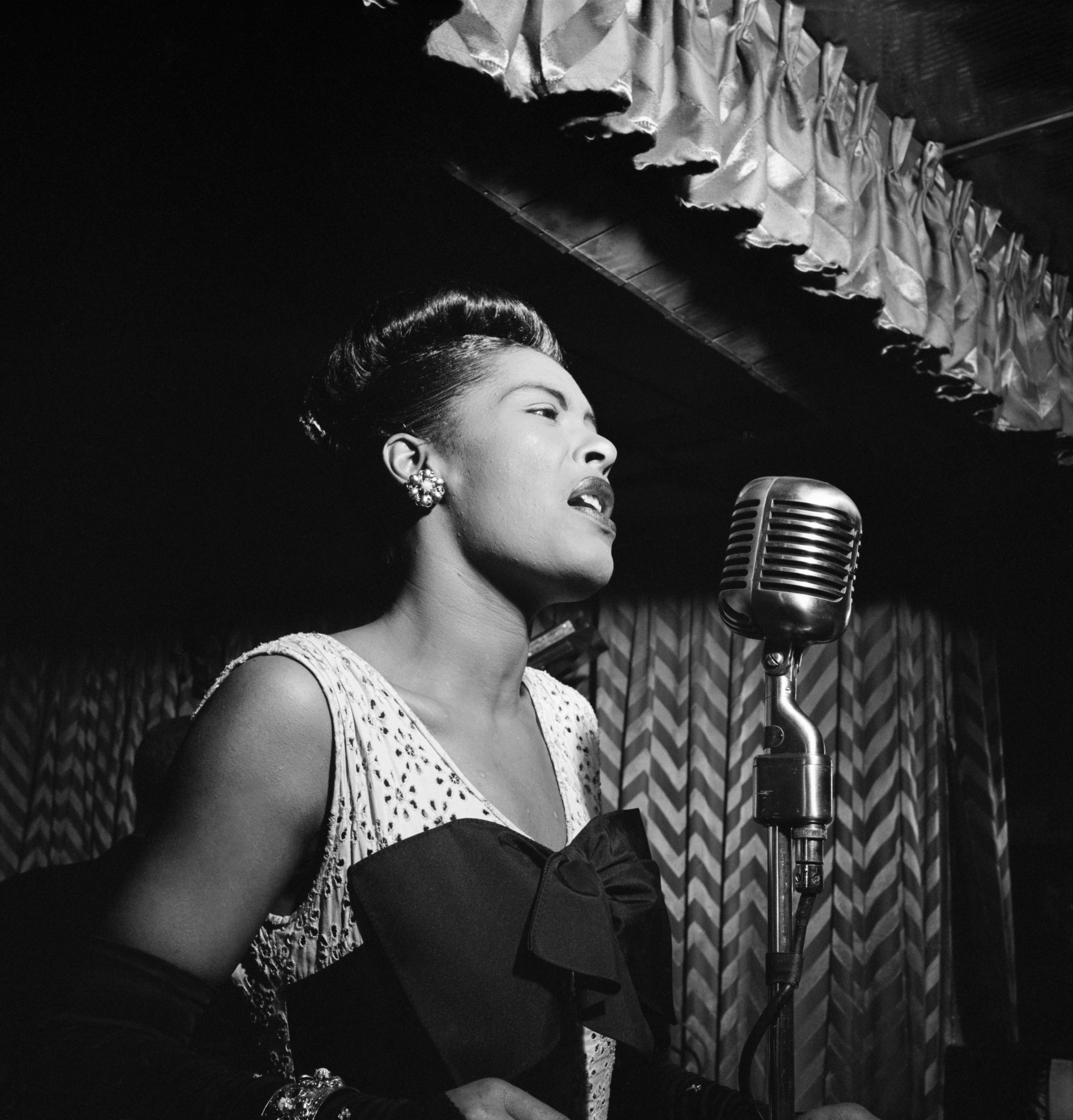
Billie Holiday (fotografiert 1947 von William P. Gottlieb)

- 17. Juli: In New York City stirbt Billie Holiday (Strange Fruit, God Bless the Child, Lover Man), eine der bedeutendsten Vokalistinnen in der Geschichte des Jazz.
- 7.–9. August: In Chicago findet das 1. Playboy Jazz Festival statt.[6]
- 17. August: Miles Davis’ Album Kind of Blue, ein Meilenstein in der Geschichte des Jazz, wird veröffentlicht. Das Album beginnt mit Davis’ Komposition So What. Es enthält außerdem die Davis-Bill Evans-Komposition Blue in Green.
- 25. August: Zwischen seinen Auftritten im Birdland in New York City wird Miles Davis von der Polizei geschlagen und inhaftiert.[7]
- 14. September: Charles Mingus veröffentlicht sein Album Mingus Ah Um. Es präsentiert eine vielseitige Mischung aus verschiedenen Jazz-Stilen, darunter Hard Bop, Bebop und Avantgarde-Jazz. Das Album enthält Kompositionen wie Better Git It in Your Soul, Goodbye Pork Pie Hat und Fables of Faubus, die zu Klassikern des Jazz geworden sind.
- 00. Oktober: Das Album The Shape of Jazz to Come von Ornette Coleman erscheint, das den Übergang Colemans zum Free Jazz und Avantgarde Jazz dokumentiert.
- 14. Dezember: Dave Brubeck veröffentlicht mit seinem Quartett das Album Time Out. Das Album enthält die Komposition Take Five, die zur erfolgreichsten Jazz-Single aller Zeiten avanciert.
- Ornette Coleman gibt ein legendäres und kontroverses Konzert im New Yorker Five Spot.
- The Nutty Squirrels, eine virtuelle Cartoon Band um den Jazzmusiker Don Elliott und den Sänger und Komponisten Alexander „Sascha“ Burland, machen ihre ersten Aufnahmen.

##### Klassische Musik und Musiktheater
- 14. Mai: Die Uraufführung der Kammeroper Rapunzel von Lou Harrison (Musik) mit einem Libretto von William Morris findet im Kaufmann Auditorium in New York City statt.
- 21. Mai: Das Musical Gypsy von Jule Styne (Musik), Stephen Sondheim (Liedtexte) und Arthur Laurents (Buch) wird am Broadway in New York City uraufgeführt.
- 16. November: Die Uraufführung des Musicals The Sound of Music von Richard Rodgers und Oscar Hammerstein erfolgt im Lunt-Fontanne Theatre in New York City.

##### Film und Fernsehen
- 12. September: In den USA wird von der NBC die erste Folge der Fernsehserie Bonanza ausgestrahlt. Besondere Bekanntheit erlangt die Titelmelodie der Serie von Jay Livingston und Ray Evans (die Melodiegitarre wird von Tommy Tedesco gespielt), die zu einem Bestandteil der Populärkultur wird.
- 18. November: In New York City hat der Film Ben Hur des Regisseurs William Wyler Premiere. Die Filmmusik stammt von Miklós Rózsa. Der Film gewinnt 1960 in elf Kategorien den Oscar (bei zwölf Nominierungen), darunter für die beste Filmmusik.

##### Musikindustrie und -wissenschaft
- 12. Januar: Das Plattenlabel Motown, eigentlich Motown Record Company, L. P., wird unter dem Namen Tamla Record Company von Berry Gordy in Detroit, Michigan, gegründet. Außerhalb der USA ist das Unternehmen teilweise auch als Tamla-Motown bekannt.
- Otto Luening und Vladimir Ussachevsky gründen das Columbia-Princeton Electronic Music Center in New York City.
- In Florence gründen Rick Hall, Billy Sherrill und Tom Stafford die FAME (Florence Alabama Music Enterprises) Studios. Zahlreiche Hits in den Bereichen Blues, Soul, Rock, Pop und Country werden hier produziert.
- Das Magnetband-Tonaufzeichnungsformat Fidelipac zur Rundfunkübertragung von Musik, Radiowerbespots, Jingles und zur Quellenkennung der Sender wird erstmals kommerziell eingesetzt.

Musikerporträts 1959
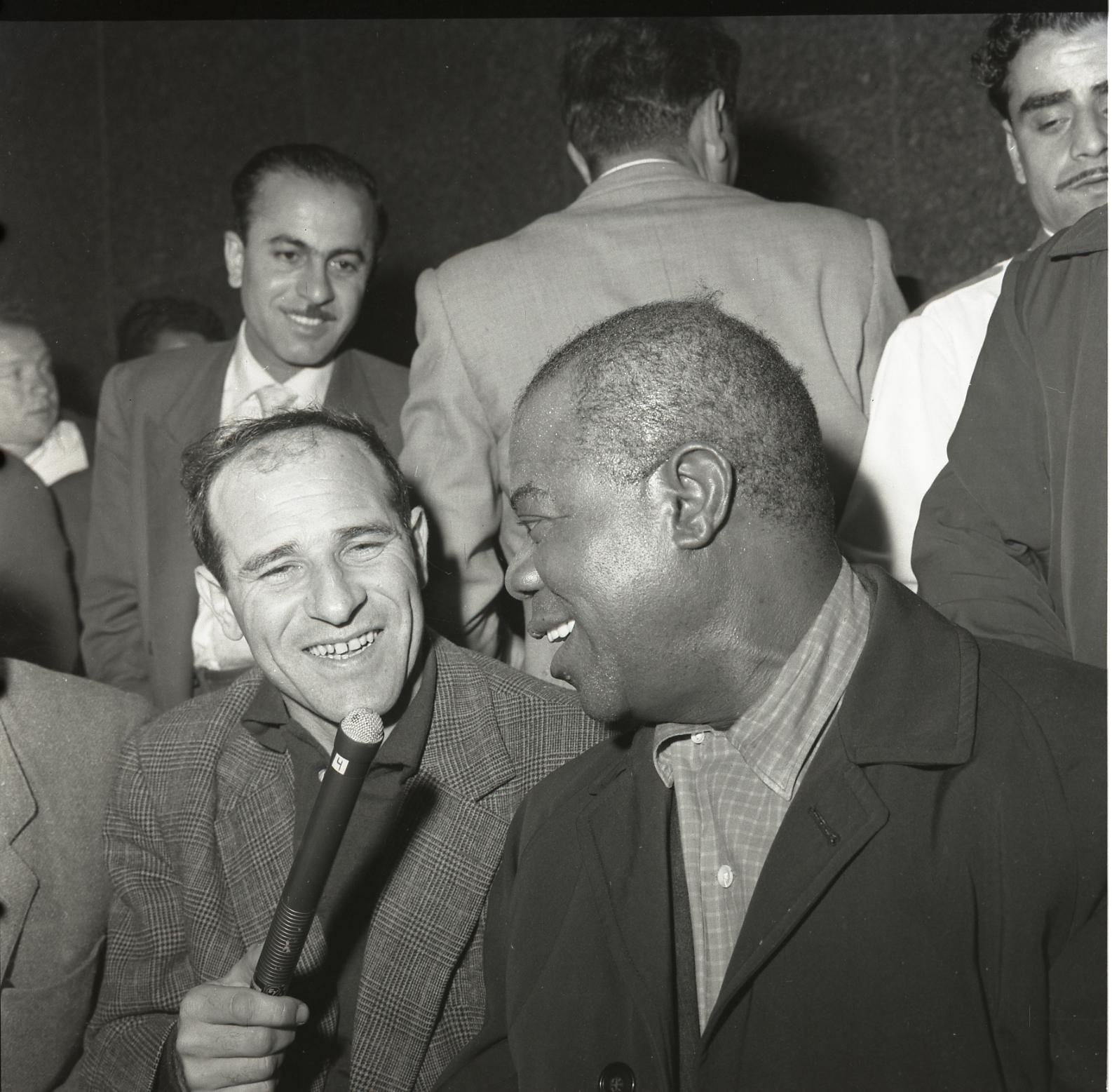
Louis Armstrong (1959)
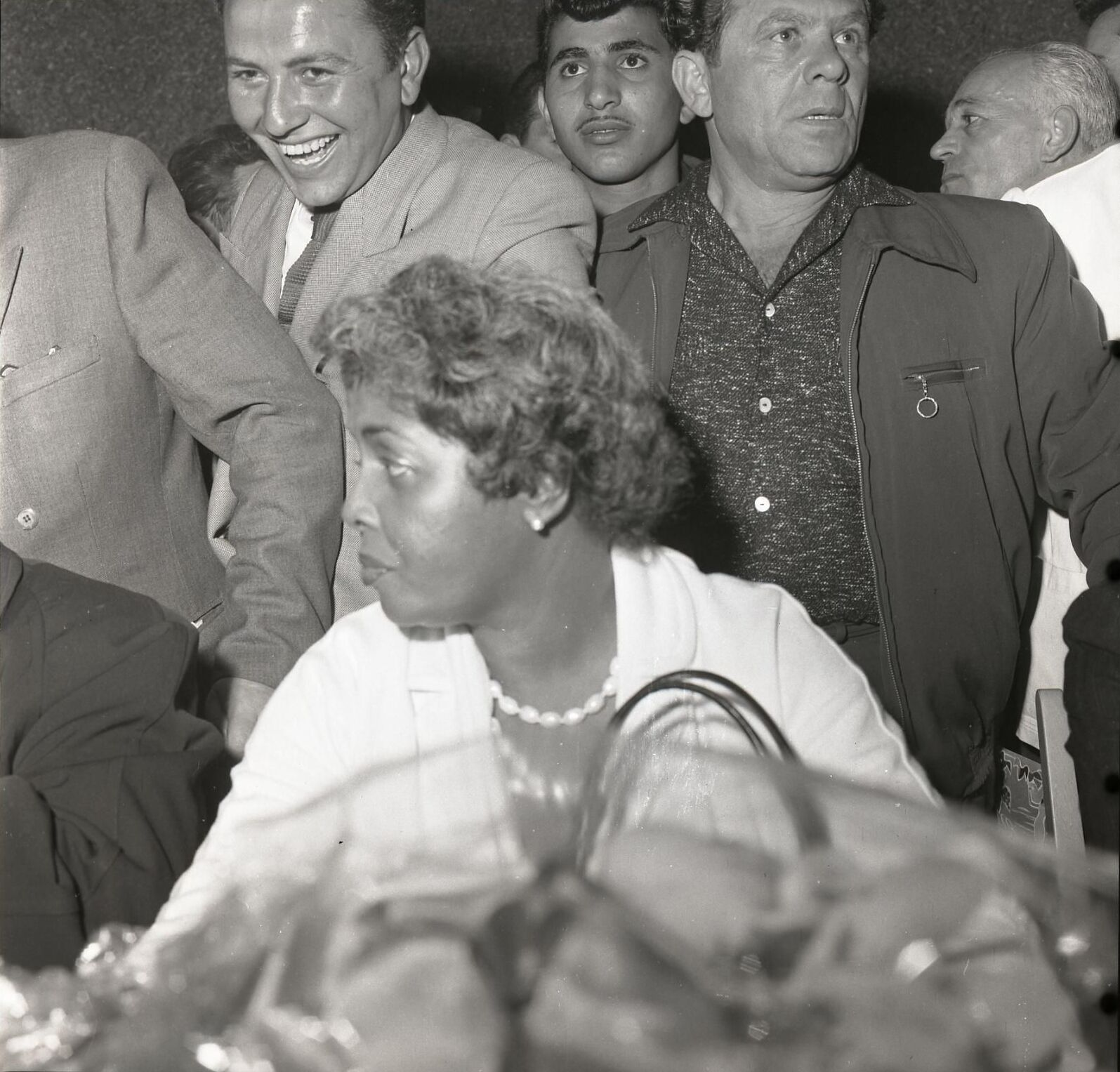
Lil Hardin Armstrong (1959)
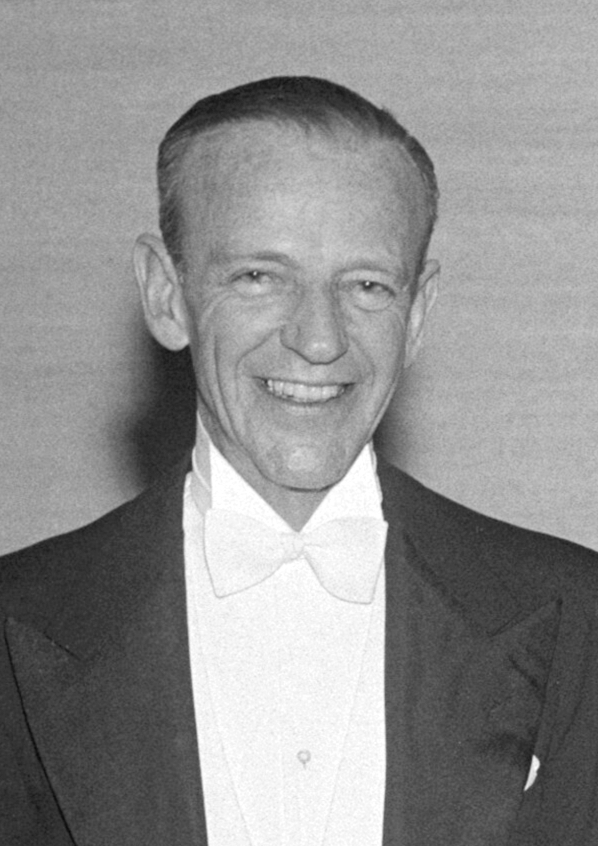
Fred Astaire (1959)
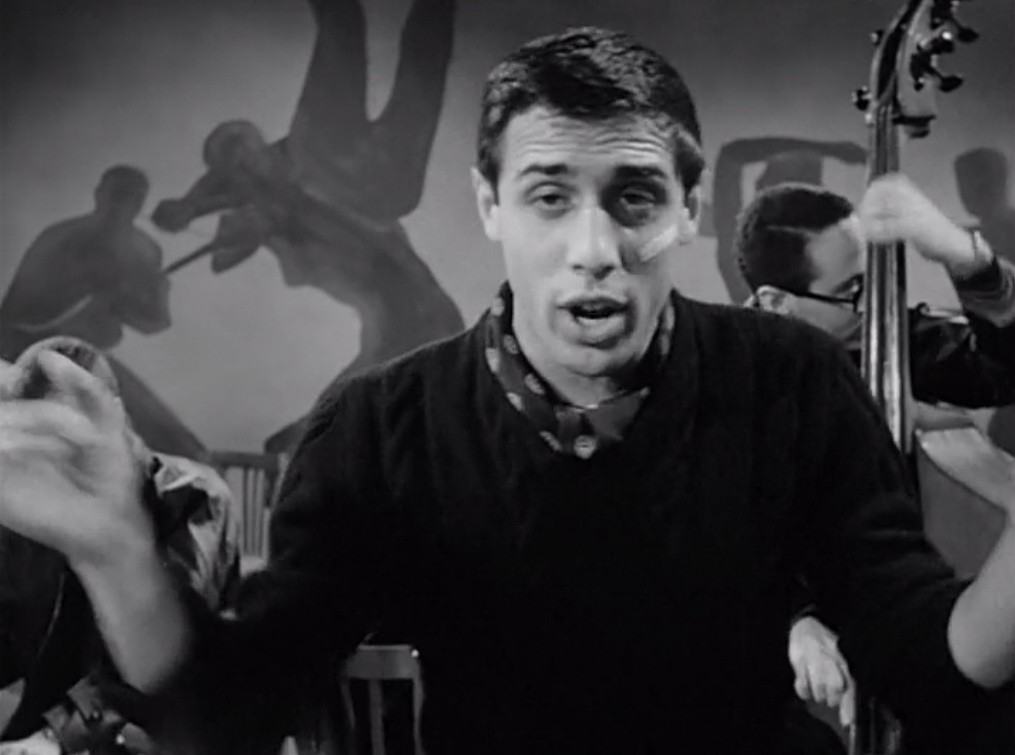
Adriano Celentano (1959)
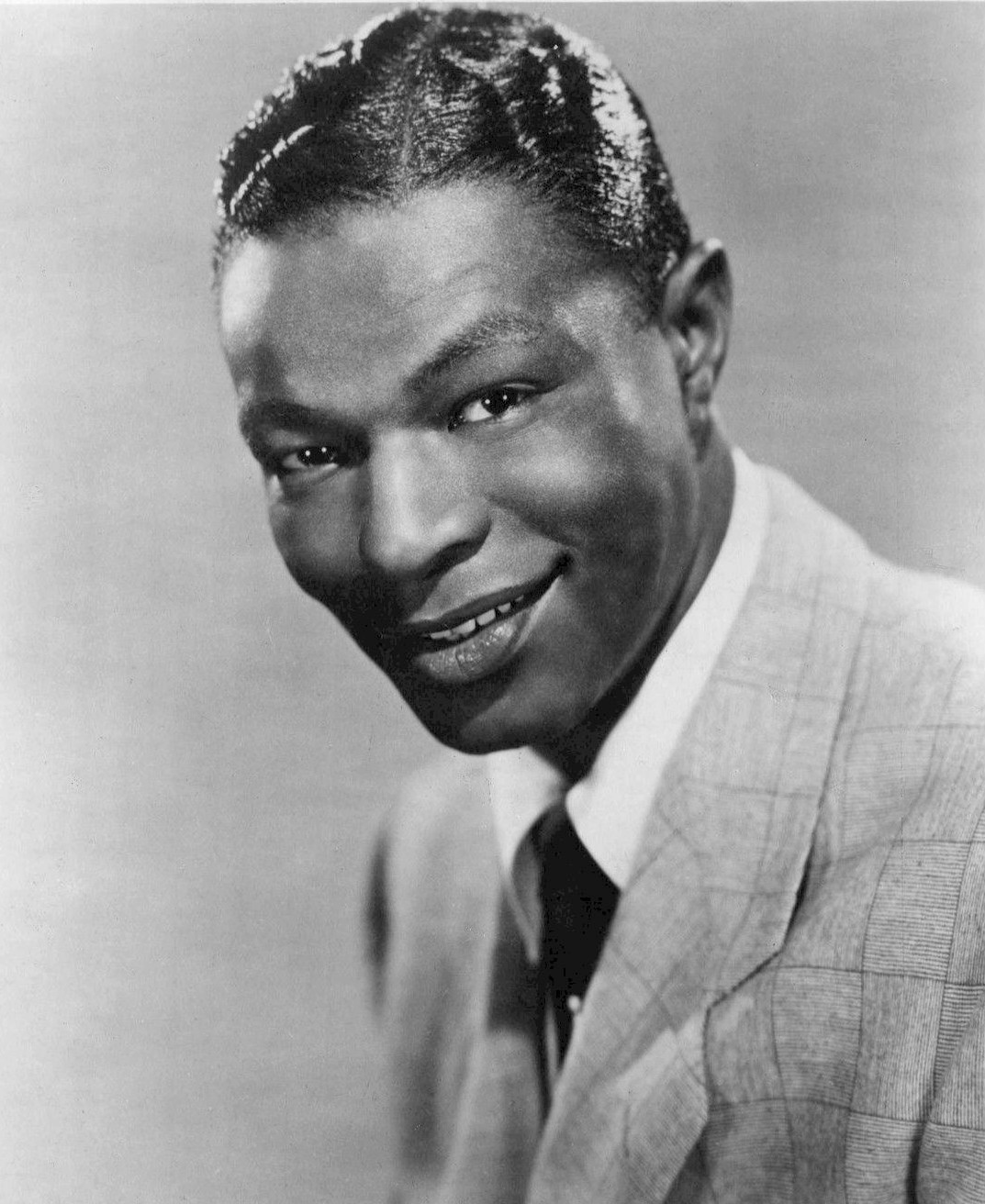
Nat King Cole (1959)
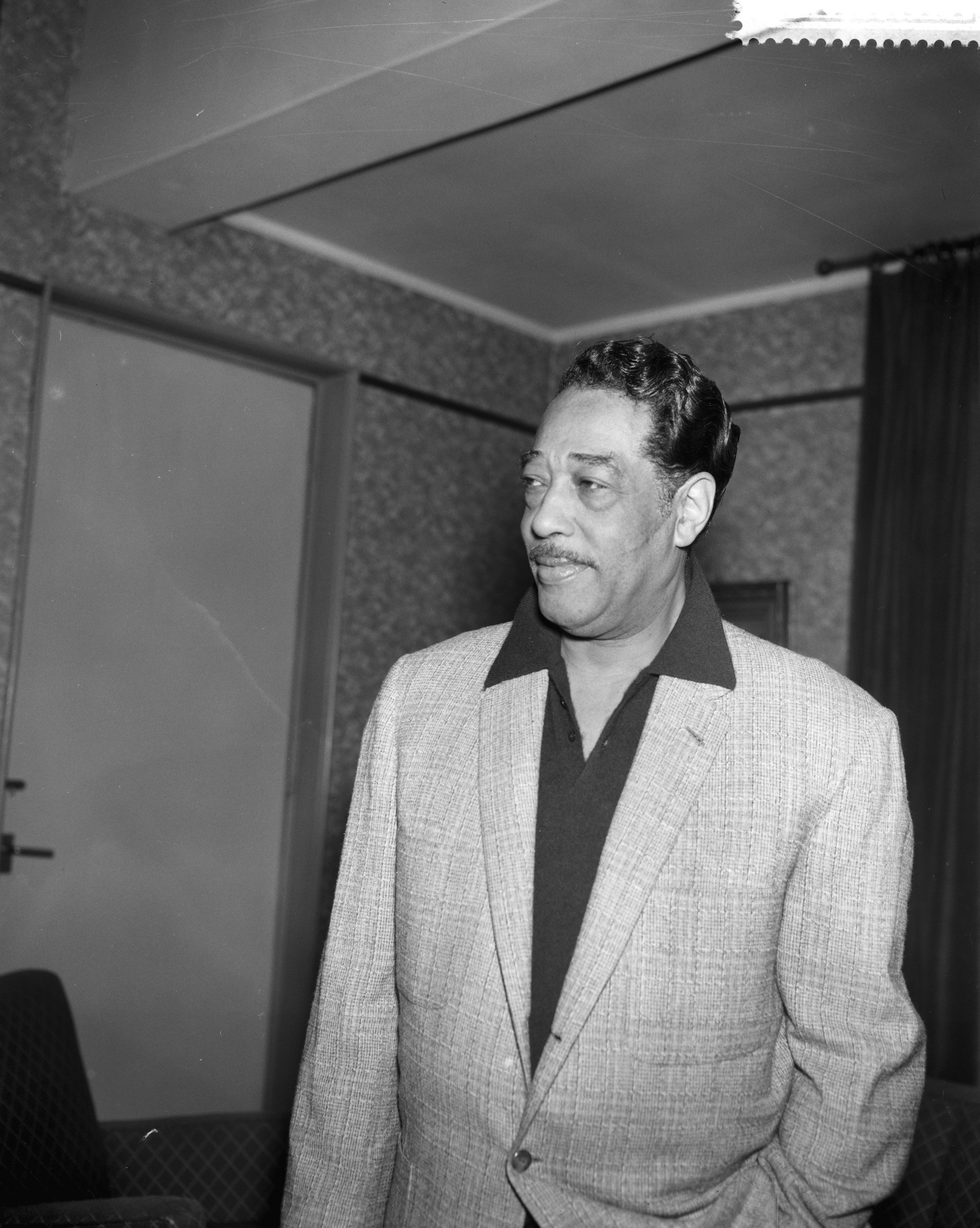
Duke Ellington (1959)
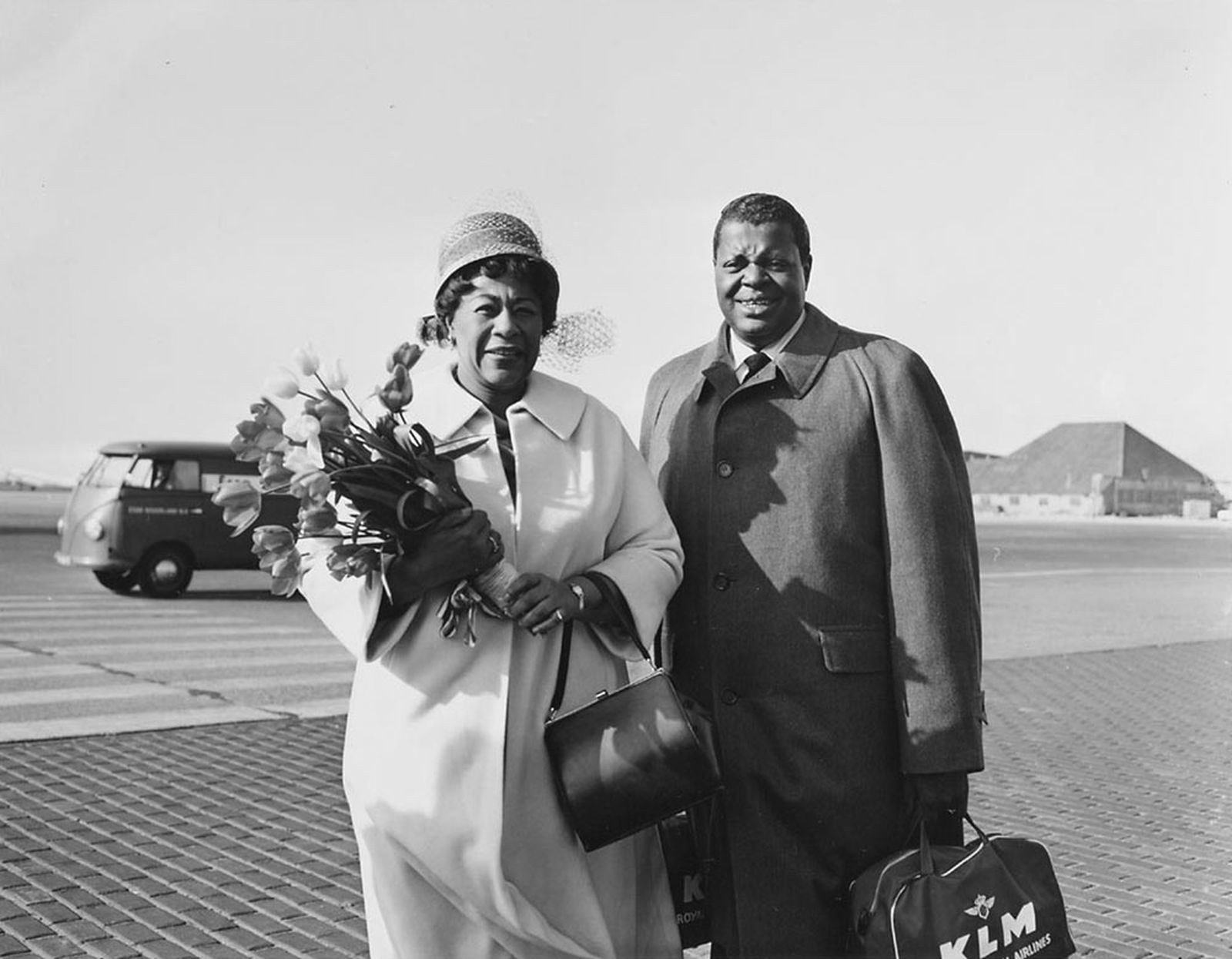
Ella Fitzgerald und Oscar Peterson (1959)
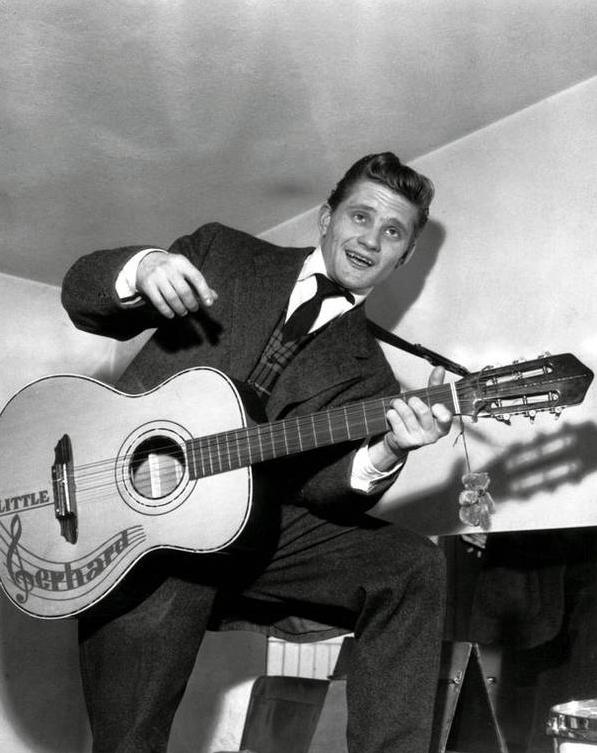
Little Gerhard (1959)
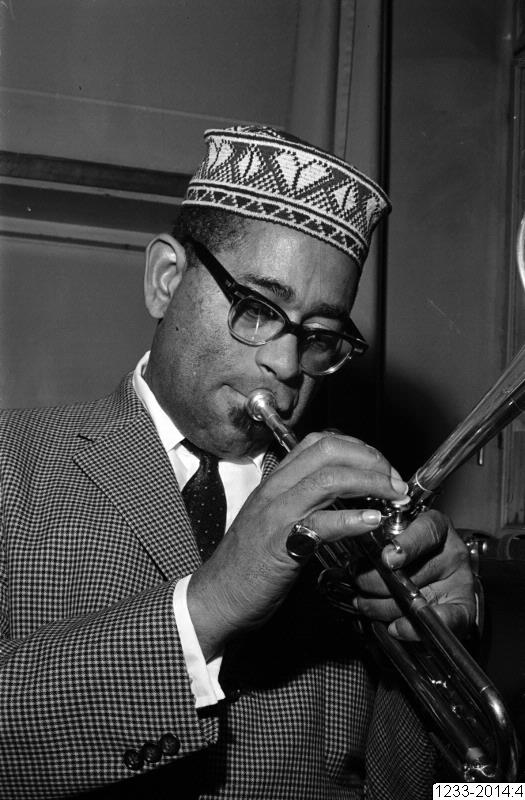
Dizzy Gillespie (1959)
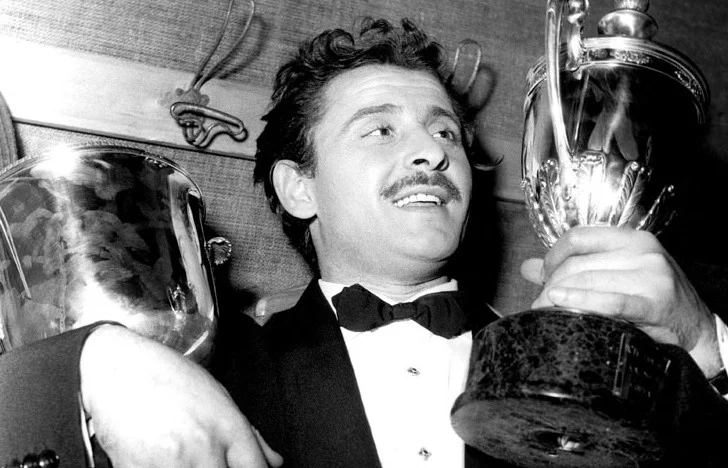
Domenico Modugno (1959)
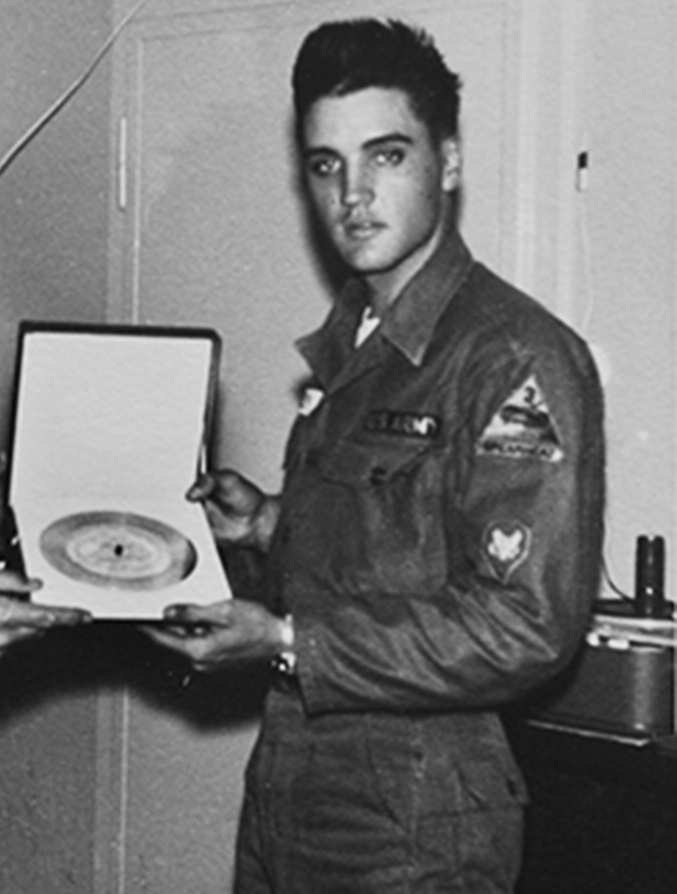
Elvis Presley (1959)
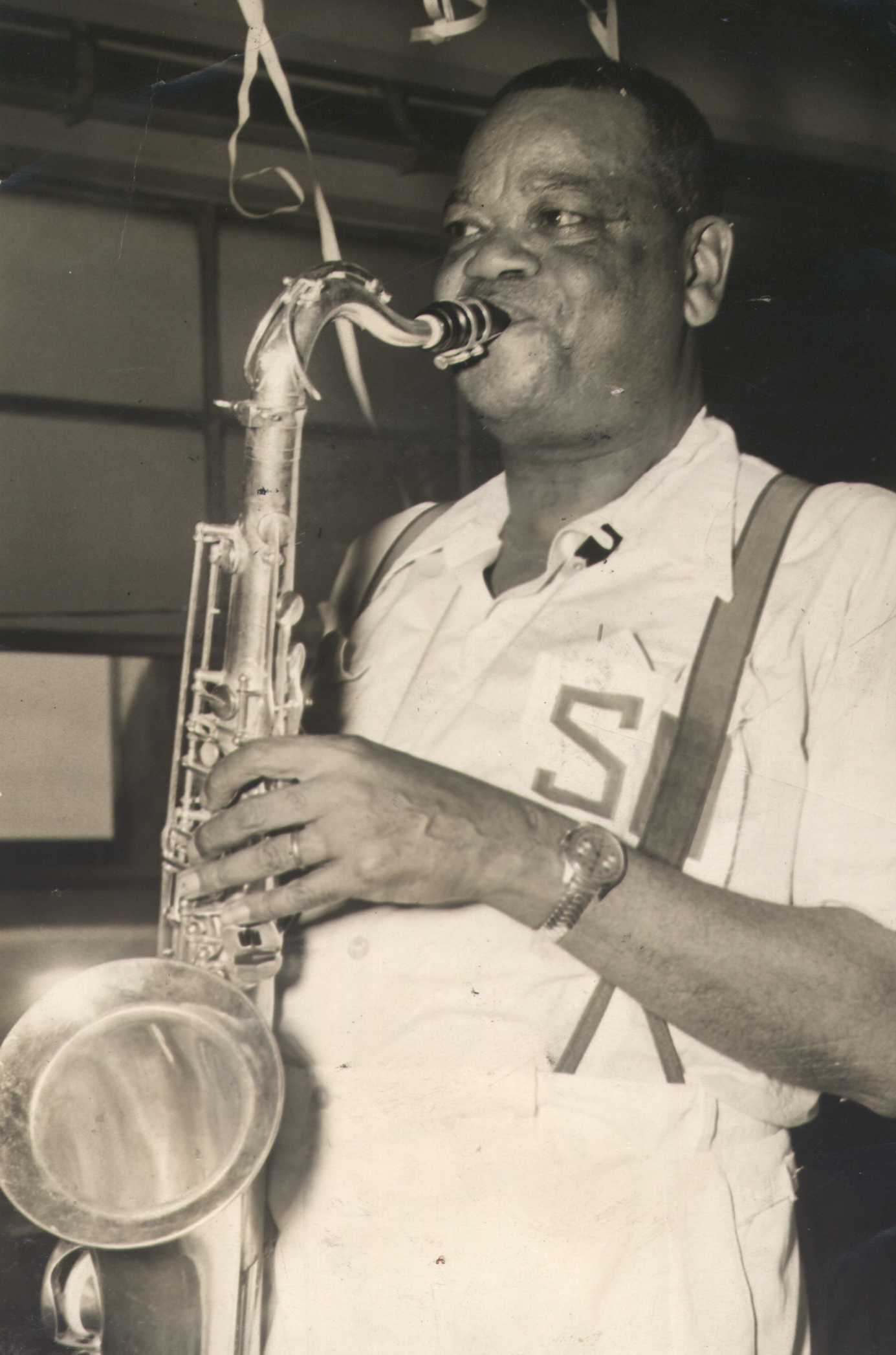
Pixinguinha (1959)
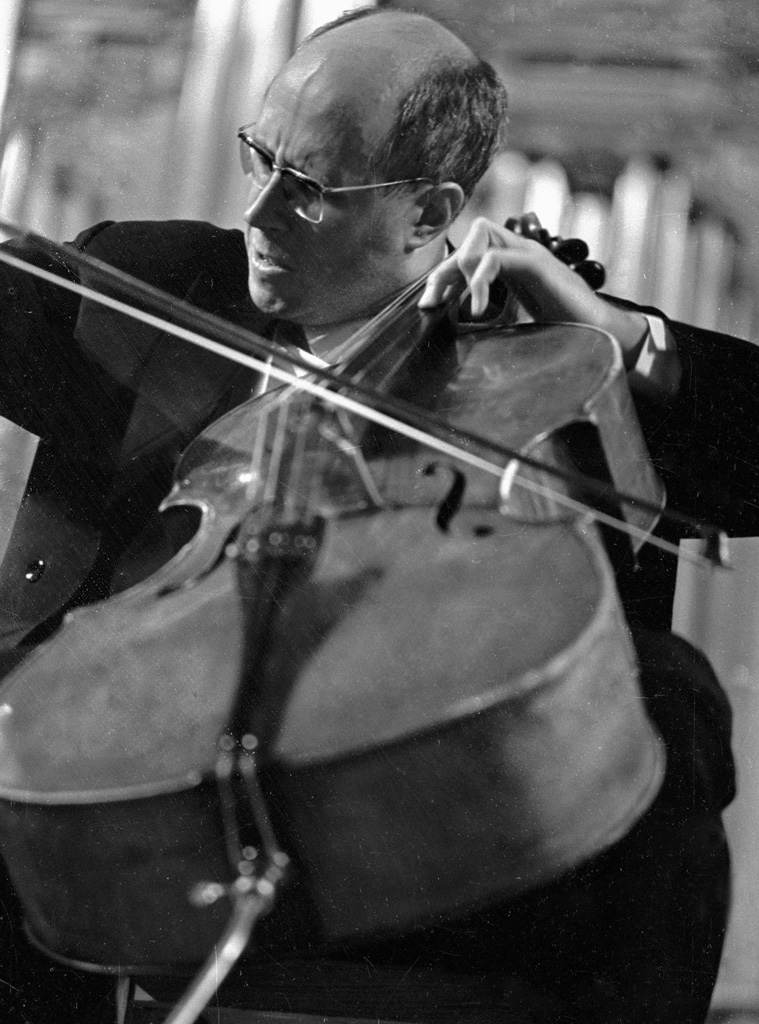
Mstislav Rostropovich (1959)
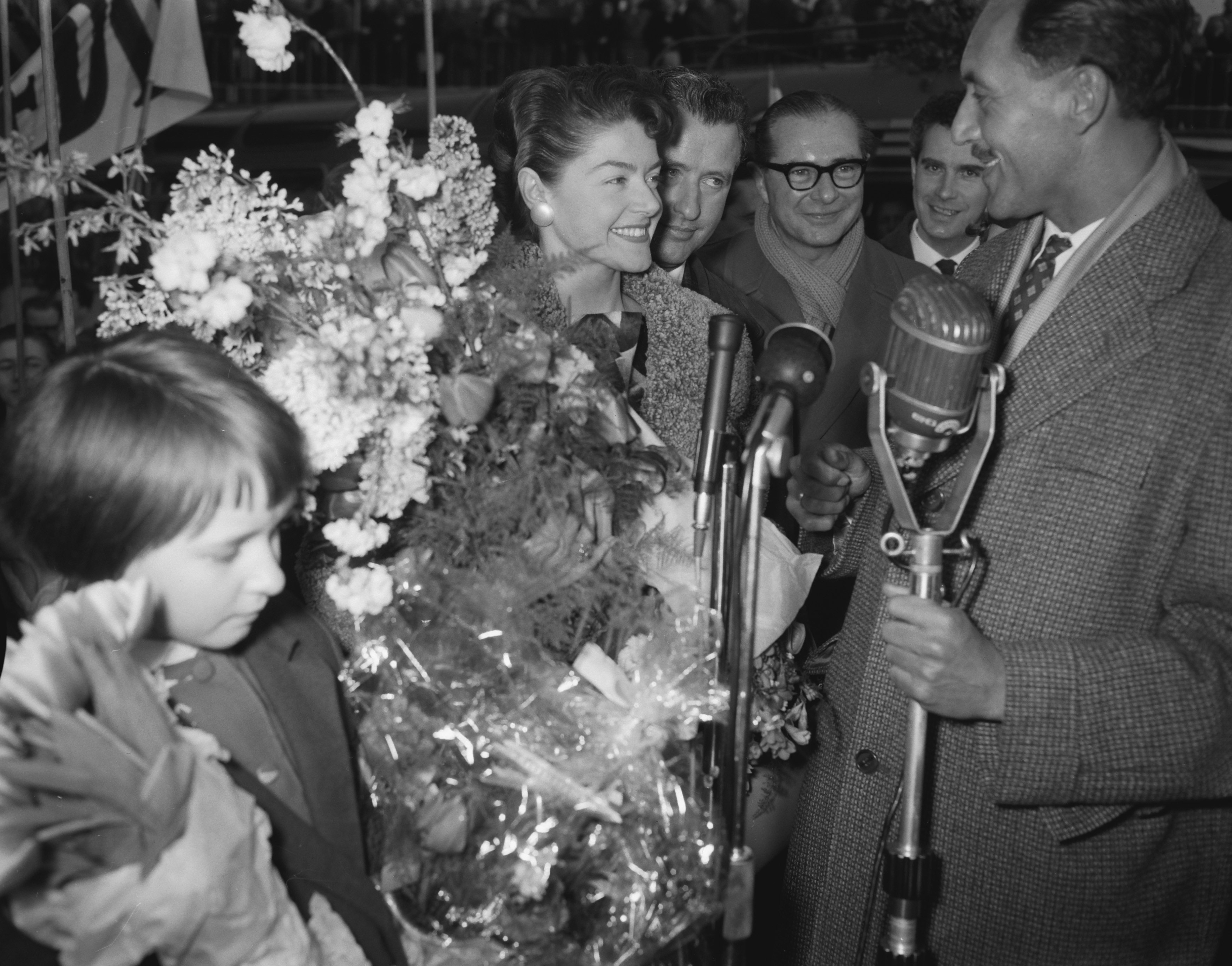
Teddy Scholten (1959)
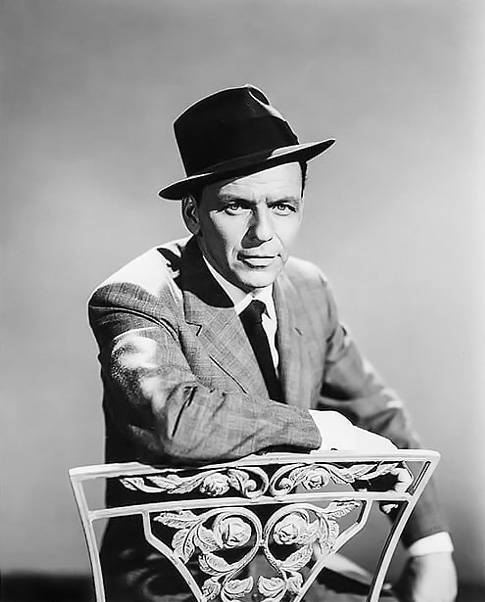
Frank Sinatra (1959)

### Asien

#### Israel
- 27. Oktober: Das Mundharmonika-Konzert des brasilianischen Komponisten Heitor Villa-Lobos wird in Jerusalem uraufgeführt.

### Australien
- 25. August: Während einer Vorstellung in Bathurst in New South Wales löst sich bei einem Konzert der Wiener Sängerknaben die Decke der Veranstaltungshalle ab. Als Ursache werden Tonschwingungen vermutet.[8]

### Europa

#### Belgien
- Das Comblain Jazz Festival findet erstmals in Comblain-la-Tour statt.
- Im Casino der belgischen Stadt Knokke wird erstmals das Songfestival von Knokke ausgetragen. Das Festival wird in den 1960er-Jahren nächst dem Festival von Sanremo und dem Grand Prix Eurovision de la Chanson der bedeutendste Wettbewerb des Schlager, Chansons und Popmusik umfassenden Musikgenres.

#### Bundesrepublik Deutschland und Westberlin

##### Populäre Musik und Jazz
- 17. März: Die Goldenen Löwen von Radio Luxemburg werden erstmals verliehen. Vergeben werden allerdings nur drei Bronzelöwen an Cornelia Froboess, Peter Kraus und Fred Bertelmann.
- 19. Oktober: Die erste Diskothek Deutschlands wird gegründet, der Scotch-Club.
- 17. November: Radio Luxemburg veranstaltet – orientiert am Sanremo-Festival – erstmals ein Deutsches Schlager-Festival in den Wiesbadener Rhein-Main-Hallen.

Beginn des Sandmännchen-Liedes in der BRD

- 01. Dezember: Das Sandmännchen des Sender Freies Berlin wird neun Tage nach dem Start seines Pendants beim Deutschen Fernsehfunk der DDR, in der Bundesrepublik das erste Mal ausgestrahlt. Die Melodie des Sandmännchen-Liedes stammt von Kurt Drabek, der Text von Helga Mauersberger.
- Die musikalische Veranstaltungsreihe Jazz im Palmengarten findet erstmals in Frankfurt am Main statt.

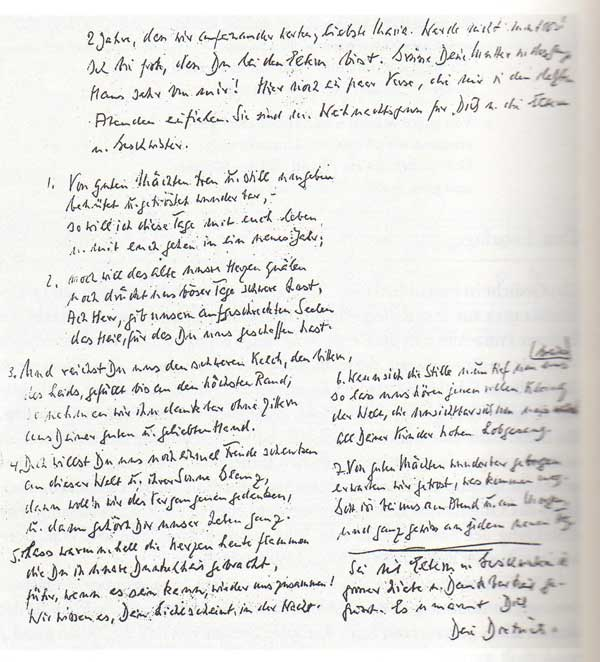
Von guten Mächten, Autograph Dietrich Bonhoeffers

- Mit der Melodie von Otto Abel aus dem Jahr 1959 wird das geistliche Gedicht Von guten Mächten treu und still umgeben in den Stammteil des Evangelischen Gesangbuchs unter der Nummer 65 (Zur Jahreswende),[9] in das Evangelisch-Lutherische Kirchengesangbuch² der SELK unter Nummer 379 und in das Mennonitische Gesangbuch unter der Nummer 272 (Durch das Jahr – Jahreswende und Epiphanias) aufgenommen. Der evangelische Theologe und NS-Widerstandskämpfer Dietrich Bonhoeffer hatte das Gedicht im Dezember 1944 in der Gestapo-Haft verfasst. Es war sein letzter erhaltener theologischer Text vor seiner Hinrichtung am 9. April 1945.

##### Klassische Musik und Musiktheater
- 14. Juni: In Düsseldorf erfolgt die Uraufführung der Oper Die tödlichen Wünsche von Giselher Klebe.[10]
- 23. Juli – 25. August: In Bayreuth finden die Bayreuther Festspiele statt.[11] Zur Eröffnung wird Richard Wagners Oper Der fliegende Holländer in der Inszenierung und dem Bühnenbild von Wieland Wagner und den Kostümen von Kurt Palm gegeben.[10] Es dirigiert Wolfgang Sawallisch und zu hören sind Josef Greindl, Leonie Rysanek, Fritz Uhl, Res Fischer, Georg Paskuda und George London.[12]
- 25. August – 5. September: In Darmstadt finden die Internationalen Ferienkurse für Neue Musik mit Vorträgen von Włodzimierz Kotoński, György Ligeti, Andrzej Markowski, Yoritsune Matsudaira, Werner Meyer-Eppler, Luigi Nono, Henri Pousseur, Karlheinz Stockhausen und Bo Wallner sowie Uraufführungen von Claude Baillifs Mouvements pour deux, Sylvano Bussottis Piano Pieces for David Tudor, Cornelius Cardews Two Books of Study for Pianists and Piano Piece 1959, Niccolo Castiglionis Cangiati per Pianoforte, Roman Haubenstock-Ramatis Interpolation: Mobile pour flûte, Mauricio Kagels Transición II, Angelo Paccagninis Canti brevi: secondo libro und Karlheinz Stockhausens Zyklus statt.
- 08. September: Die Einweihung des Neubaus der Beethovenhalle erfolgt in Bonn.
- 12. September: Der Neubau des Staatstheaters Kassel wird vom Hessischen Ministerpräsidenten Georg August Zinn feierlich eingeweiht. Zur Wiedereröffnung wird die hierfür in Auftrag gegebene Oper Prometheus von Rudolf Wagner-Régeny uraufgeführt.[10]
- 20. September: Die Uraufführung der Oper Die Ermordung Cäsars von Giselher Klebe findet in Essen statt.
- 04. Oktober: Arnold Schönbergs Oper Moses und Aron wird in Deutschland erstmals an der Deutschen Oper Berlin aufgeführt.[10]
- 13. November: Das Klavierkonzert der Neuen Musik Hommage à John Cage wird in einer Performance von Nam June Paik in der Galerie 22 in Düsseldorf uraufgeführt.
- 11. Dezember: Das Trauerspiel Oedipus der Tyrann mit Musik von Carl Orff und dem Text von Friedrich Hölderlin nach Sophokles, wird in den Württembergischen Staatstheatern in Stuttgart in der Inszenierung von Günther Rennert und unter dem Dirigenten Ferdinand Leitner und einem Bühnenbild von Caspar Neher uraufgeführt.[10]
- 15. Dezember: Das Musiktheater im Revier am Kennedyplatz in Gelsenkirchen-Schalke wird nach 41 Monaten Bauzeit eröffnet[13] und ist seitdem Aufführungsort von Opern, Musicals, Sinfoniekonzerten und Tanzaufführungen der „MiR Dance Company“. Zur Eröffnung wird am 20. Dezember Richard Wagners Lohengrin gegeben.[10]
- In Bad Gandersheim finden erstmals die Gandersheimer Domfestspiele statt.

##### Medien
- 28. April: Der Film Freddy, die Gitarre und das Meer, mit dem Sänger Freddy Quinn, läuft in den bundesdeutschen Kinos an.[14]
- 22. Oktober: Der deutsche Antikriegsfilm Die Brücke von Bernhard Wicki, mit Folker Bohnet, Fritz Wepper und Michael Hinz wird in Mannheim uraufgeführt. Die Filmmusik von Hans-Martin Majewski erhält ein Filmband in Gold.
- In der Bundesrepublik erscheint erstmals die Jugendzeitschrift twen.

#### Dänemark
- Die dänische Léonie-Sonning-Musikstiftung (Léonie Sonnings musikfond) stiftet den Léonie-Sonning-Musikpreis, der in diesem Jahr an Igor Strawinsky vergeben wird.

#### Deutsche Demokratische Republik
- 24. April: Auf der 1. Bitterfelder Konferenz gibt Walter Ulbricht Direktiven für eine neue sozialistische Kulturpolitik in der Deutschen Demokratischen Republik aus, mit der die „vorhandene Trennung von Kunst und Leben“ und die „Entfremdung zwischen Künstler und Volk“ überwunden werden soll.
- 12.–21. Juni: Im Bezirk Halle finden erstmals die Arbeiterfestspiele der DDR statt, bei denen in- und ausländische Berufs- und Volkskünstler aus den Bereichen Literatur, Theater, Musik und Bildende Kunst auftreten.

Beginn des Sandmännchen-Liedes in der DDR

- 22. November: Im Fernsehen der DDR wird die erste Folge von Unser Sandmännchen mit ihrer Titelmusik Sandmann, lieber Sandmann ausgestrahlt. Komponist des Liedes ist Wolfgang Richter, der Text stammt von Walter Krumbach.

#### Frankreich
- 06. Februar: An der Opéra-Comique in Paris findet die Uraufführung der Oper La voix humaine (Die menschliche Stimme) von Francis Poulenc statt.[10]
- 11. März: Die vierte Ausgabe des Eurovision Song Contest findet in Cannes statt. Die Niederlande gewinnen den Wettbewerb mit dem Lied Een beetje, gesungen von Teddy Scholten.
- Jacques Loussier veröffentlicht das Album Play Bach No.1 mit dem Bassisten Pierre Michelot und dem Schlagzeuger Christian Garros.
- Lucien Malson gründet die französische Jazz-Zeitschrift Les Cahiers du Jazz.
- Francis Poulenc stellt sein geistliches Chorwerk Laudes de Saint Antoine de Padoue fertig.

#### Italien
- 29.–31. Januar: Im städtischen Kasino in Sanremo findet die neunte Ausgabe des Festival della Canzone Italiana di Sanremo statt. Es gewinnen Domenico Modugno und Johnny Dorelli mit dem Lied Piove.
- 11. Juni: Beim 7. Festival della Canzone Napoletana in Neapel kommt es zu Gewaltausbrüchen und einem Skandal, der eine parlamentarische Untersuchung auslöst. Es gibt Vorwürfe der Korruption und der Beteiligung der organisierten Kriminalität am Gesangswettbewerb.[15]
- 17. Juni: Im Teatro Caio Melisso in Spoleto wird Samuel Barbers Oper A Hand of Bridge uraufgeführt.[10]
- 19. November: Die Farsa in einem Akt La notte di un nevrastenico (deutsch etwa: ‚Die Nacht eines Neurasthenikers‘) von Nino Rota (Musik) mit einem Libretto von Riccardo Bacchelli wird im italienischen Rundfunk ausgestrahlt. Die szenische Uraufführung erfolgt am 8. Februar 1960 in der Piccola Scala in Mailand.
- In Bologna wird erstmals das internationale Kinder-Songfestival Zecchino d’Oro veranstaltet.
- Die Weltmusiktage der Internationalen Gesellschaft für Neue Musik finden in Rom und Neapel statt.

#### Jugoslawien
- In Belgrad wird die PGP-RTB (Abk. für serb. Produkcija gramofonskih ploča Radio televizije Beograd) gegründet, ein in Staatsbesitz befindliches Plattenlabel der ehemaligen Föderativen Volksrepublik Jugoslawien. Hier werden viele der erfolgreichsten Hard-Rock-, Pop- und Turbofolk-Musiker Jugoslawiens verlegt.

#### Niederlande
- Das Ehepaar Jossy und Jacques Halland gründet in Amsterdam das jiddische Kabarett LiLaLo. Es ist das letzte jiddische Musik-Kabarett, das in Westeuropa bis 1983 existiert.

#### Norwegen
- 16. Februar: Das Den Norske Opera & Ballett gibt seine erste Vorstellung im Folketeatret in Oslo.[16]
- 29. Mai – 14. Juni: In Bergen findet das 7. Bergen International Festival statt.[17][18]

#### Österreich
- 01. Januar: Im Goldenen Saal des Wiener Musikvereins findet das 19. Neujahrskonzert der Wiener Philharmoniker statt. Es dirigiert zum fünften Mal Willi Boskovsky. Es ist das erste Neujahrskonzert, dessen 2. Teil im Fernsehen übertragen wird, und zwar von Anfang an als Eurovisionssendung.
- 08. März: Die Neuinszenierung der Oper Cavalleria rusticana von Pietro Mascagni sowie Pagliacci von Ruggero Leoncavallo an der Wiener Staatsoper wird von Lovro von Matačić dirigiert.[10]
- 30. Mai: Der dänische Opernsänger Helge Rosvaenge gibt sein Abschiedskonzert im großen Saal des Wiener Musikvereins.
- 14. Juni: Herbert von Karajan ist Regisseur und Dirigent einer Aufführung von Richard Wagners Tristan und Isolde an der Wiener Staatsoper. In den Hauptpartien sind Birgit Nilsson, Wolfgang Windgassen, Otto Wiener, Gottlob Frick und Hilde Rössl-Majdan zu hören.[10]
- 26. Juli – 31. August: In Salzburg finden die 40. Salzburger Festspiele statt:[19]
  - 08. August: Die Oper Die Schweigsame Frau von Richard Strauss in der Inszenierung von Günther Rennert wird aufgeführt. Unter der Leitung von Karl Böhm sind Hilde Güden, Hans Hotter, Hermann Prey und Fritz Wunderlich zu hören.[10][20]
  - 17. August: Die Oper Julietta von Heimo Erbse nach der Novelle „Die Marquise von O….“ von Heinrich von Kleist wird uraufgeführt. In der Inszenierung von Oskar Wälterlin dirigiert Antal Dorati.[21] Die Inszenierung fällt bei Publikum und Presse durch.[10]
- 01. Oktober: Günther Rennert inszeniert an der Wiener Staatsoper die Oper Die verkaufte Braut von Bedřich Smetana.[10]
- 25. Oktober: Günther Rennert inszeniert an der Wiener Staatsoper die Oper La Cenerentola von Gioachino Rossini. Unter der musikalischen Leitung von Alberto Erede sind Christa Ludwig, Waldemar Kmentt, Walter Berry und Karl Dönch zu hören.[10]
- 15. Dezember: Oscar Fritz Schuh inszeniert an der Wiener Staatsoper die Oper Orpheus und Eurydike von Christoph Willibald Gluck. Unter der musikalischen Leitung von Herbert von Karajan sind Giulietta Simionato, Wilma Lipp und Anneliese Rothenberger zu hören.[10]
- Bei den Bregenzer Festspielen wird 1001 Nacht von Ernst Reiterer nach Motiven von Johann Strauss (Sohn) aufgeführt.
- Das Haydn-Geburtshaus in der Marktgemeinde Rohrau im Bezirk Bruck an der Leitha in Niederösterreich, das im Jahr 1958 vom Land Niederösterreich erworben und in seinen ursprünglichen Zustand zurückversetzt wurde, wird 1959 anlässlich des 150. Todestages Joseph Haydns als Museum eröffnet.
- Nach dem Tod des Komponisten Josef Matthias Hauer wird das Österreichische Seminar für Zwölftonmusik aufgelöst.

#### Polen
- 10. November: Uraufführung der Rundfunkoper Przygoda Króla Artura (Die Abenteuer König Arturs) von Grażyna Bacewicz beim Sender Radio Warschau.
- 31. Mai: Karl-Birger Blomdahls Weltraumoper Aniara auf ein Libretto von Erik Lindegren nach dem Versepos Aniara von Harry Martinson wird an der Königlichen Oper Stockholm unter der Leitung von Sixten Ehrling uraufgeführt.[10]

#### Schweden
- 29. Januar: Das Melodifestivalen, der schwedische Vorentscheid für den Eurovision Song Contest, findet zum zweiten Mal in Stockholm statt.

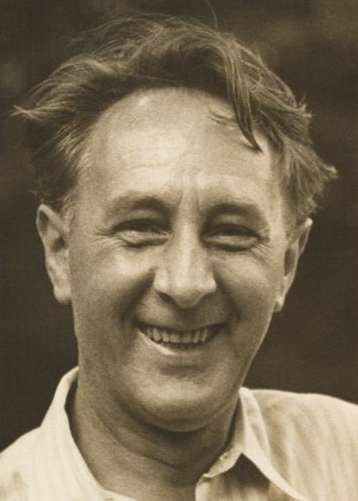
Bohuslav Martinů (um 1942)

#### Schweiz
- 19. März: Die musikalische Komödie Frank der Fünfte des Schweizer Schriftstellers Friedrich Dürrenmatt mit der Musik von Paul Burkhard wird im Schauspielhaus Zürich uraufgeführt.
- 28. August: Der tschechisch-US-amerikanische Komponist Bohuslav Martinů stirbt in Liestal.

#### Sowjetunion
- 24. Januar: Die musikalische Komödie (Operette) in drei Akten und fünf Bildern Moskau, Tscherjomuschki von Dmitri Schostakowitsch nach einem Libretto von Wladimir Mass und Michail Tscherwinski wird im Operettentheater in Moskau uraufgeführt.
- 04. Oktober: Das 1. Cellokonzert Es-Dur op. 107 von Dmitri Dmitrijewitsch Schostakowitsch wird im Großen Saal der Leningrader Philharmonie durch Mstislaw Rostropowitsch, dem das Konzert gewidmet ist, mit den Leningrader Philharmonikern unter der Leitung von Jewgeni Mrawinski uraufgeführt.[22]

#### Vereinigtes Königreich

##### Populäre Musik und Jazz
- 00. Januar: In London wird der Ealing Jazz Club eröffnet.
- 03. April: Die BBC verbietet den Song Charlie Brown von The Coasters wegen des Wortes „spitball“[23] im Liedtext, eine Entscheidung, die sie später im Monat wieder zurücknimmt.
- 01. Juni: Die erste Ausgabe der Sendung Juke Box Jury, moderiert von David Jacobs, wird im BBC-Fernsehen ausgestrahlt.
- 30. Oktober: Ronnie Scott’s Jazz Club wird im Londoner Stadtteil Soho eröffnet. Eigner und Geschäftsführer sind die Jazzmusiker Ronnie Scott und Pete King.
- Bert Weedon ist mit seinem Solo Guitar Boogie Shuffle der erste britische Gitarrist in den britischen Single-Charts.[24]

##### Klassische Musik und Musiktheater
- 10. Juni: Benjamin Brittens Fanfare for St Edmundsbury wird erstmals auf dem Gelände der St. Edmundsbury Cathedral in Bury St. Edmunds aufgeführt.[25]

## Musikcharts

### Deutschland
| Position | Singles                                     |
| -------- | ------------------------------------------- |
|          |                                             |
| 1        | Die Gitarre und das Meer Freddy Quinn       |
| 2        | Tom Dooley Nilsen Brothers                  |
| 3        | Sugar Baby Peter Kraus                      |
| 4        | My Happiness Gitta Lind & Christa Williams  |
| 5        | Petite fleur Chris Barber’s Jazz Band       |
| 6        | Am Tag, als der Regen kam Dalida            |
| 7        | Tschau, tschau, Bambina Caterina Valente    |
| 8        | Das hab’ ich in Paris gelernt Chris Howland |
| 9        | Kitty Cat Peter Kraus                       |
| 10       | Marina Rocco Granata                        |

Die längsten Nummer-eins-Singles
Lieder, die die meiste Zeit während eines anderen Jahres auf Platz 1 der Charts verbrachten, werden hier nicht aufgeführt.
1. Freddy – Die Gitarre und das Meer (4 Monate)
2. Dalida – Am Tag, als der Regen kam (2 Monate)

Alle weiteren Lieder waren einen Monat auf Platz 1 gelistet.
Alle Nummer-eins-Hits und die Hits des Jahres
Automatenmarkt-Chartsongs
Musikmarkt-Chartsongs

### Vereinigtes Königreich
| Position | Singles                                                                          |
| -------- | -------------------------------------------------------------------------------- |
|          |                                                                                  |
| 1        | Living Doll Cliff Richard & the Drifters                                         |
| 2        | What Do You Want to Make Those Eyes at Me For Emile Ford and the Checkmates      |
| 3        | It Doesn’t Matter Anymore Buddy Holly                                            |
| 4        | Travellin’ Light Cliff Richard & the Shadows                                     |
| 5        | Hoots Mon Lord Rockingham’s XI                                                   |
| 6        | Side Saddle Russ Conway                                                          |
| 7        | Dream Lover Bobby Darin                                                          |
| 8        | What Do You Want Adam Faith                                                      |
| 9        | (Now and Then There’s) A Fool Such as I / I Need Your Love Tonight Elvis Presley |
| 10       | The Battle of New Orleans Lonnie Donegan                                         |

Die längsten Nummer-eins-Singles
Lieder, die die meiste Zeit während eines anderen Jahres auf Platz 1 der Charts verbrachten, werden hier nicht aufgeführt.
1. Cliff Richard & the Drifters – Living Doll (6 Wochen)
2. Elvis Presley – (Now and Then There’s) A Fool Such as I / I Need Your Love Tonight; Cliff Richard & the Shadows – Travellin’ Light (jeweils 5 Wochen)
3. Shirley Bassey – As I Love You; Russ Conway – Side Saddle; Bobby Darin – Dream Lover; Craig Douglas – Only Sixteen (jeweils 4 Wochen)

Die längsten Nummer-eins-Alben
Alben, die die meiste Zeit während eines anderen Jahres auf Platz 1 der Charts verbrachten, werden hier nicht aufgeführt.
1. (Soundtrack) – South Pacific (52 Wochen)

South Pacific war das gesamte Jahr auf Platz 1 gelistet.
Alle Nummer-eins-Hits und die Hits des Jahres

### Vereinigte Staaten
Die längsten Nummer-eins-Singles
Lieder, die die meiste Zeit während eines anderen Jahres auf Platz 1 der Charts verbrachten, werden hier nicht aufgeführt.
1. Bobby Darin – Mack the Knife (9 Wochen)
2. Johnny Horton – The Battle of New Orleans (6 Wochen)
3. Frankie Avalon with Peter De Angelis & His Orchestra & Chorus – Venus (5 Wochen)

Die längsten Nummer-eins-Alben
Alben, die die meiste Zeit während eines anderen Jahres auf Platz 1 der Charts verbrachten, werden hier nicht aufgeführt.
1. Henry Mancini – The Music from Peter Gunn (10 Wochen)
2. Mitch Miller & The Gang – Christmas Sing – Along with Mitch; Original Broadway Cast – Flower Drum Song; Original Motion Picture Soundtrack – Gigi (jeweils 3 Wochen)
3. Mitch Miller & The Gang – Sing Along with Mitch (2 Wochen)

Ab dem 25. Mai erfolgte eine Aufteilung der Albumcharts in Mono- und Stereo-Aufnahmen.
Die längsten Nummer-eins-Alben (Mono)
Alben, die die meiste Zeit während eines anderen Jahres auf Platz 1 der Charts verbrachten, werden hier nicht aufgeführt.
1. The Kingston Trio – At Large (15 Wochen)
2. Martin Denny – Exotica; Johnny Mathis – Heavenly (jeweils 5 Wochen)
3. Original Motion Picture Soundtrack – Gigi (4 Wochen)

Die längsten Nummer-eins-Alben (Stereo)
Alben, die die meiste Zeit während eines anderen Jahres auf Platz 1 der Charts verbrachten, werden hier nicht aufgeführt.
1. Original Motion Picture Soundtrack – South Pacific (27 Wochen)
2. Rex Harrison & Julie Andrews – My Fair Lady (3 Wochen)

Alle weiteren Alben waren eine Woche auf Platz 1 gelistet.
Alle Nummer-eins-Hits und die Hits des Jahres

### Charts in weiteren Ländern
Siehe auch: Nummer-eins-Hits 1959 in  Australien, Belgien, Deutschland, Frankreich, Norwegen, Spanien, den Vereinigten Staaten und im Vereinigten Königreich.

### Top-Hits auf Schallplatte
- A Big Hunk o’ Love – Elvis Presley
- A Boy Without a Girl – Frankie Avalon
- (Now and Then There’s) A Fool Such as I – Elvis Presley
- A Teenager in Love – Dion and the Belmonts
- A Worried Man – The Kingston Trio
- All for the Love of a Girl – Johnny Horton
- (All of a Sudden) My Heart Sings – Paul Anka
- Among My Souvenirs – Connie Francis
- The Battle of New Orleans – Johnny Horton
- Beachcomber – Jo Ann Campbell
- Beyond the Sea – Bobby Darin
- The Big Hurt – Toni Fisher
- Billy Bayou – Jim Reeves
- Bobby Sox to Stockings – Frankie Avalon
- Ciao, Ciao Bambina – Dalida
- C’mon Everybody – Eddie Cochran
- Come Softly to Me – The Fleetwoods
- Crying, Waiting, Hoping – Buddy Holly
- Don’t You Know? – Della Reese
- Donna – Ritchie Valens
- Dream Lover – Bobby Darin
- Driftin – The Drifters
- Dynamite – Cliff Richard und The Shadows
- El Paso – Marty Robbins
- Enchanted – The Platters
- Expresso Bongo – Cliff Richard und The Shadows
- First Name Initial – Annette
- Feelin’ Fine – The Drifters
- Forty Miles of Bad Road – Duane Eddy
- Goodbye Baby – Jack Scott
- Goodbye Jimmy, Goodbye – Kathy Linden
- Gotta Travel On – Billy Grammer
- Heartaches by the Number – Guy Mitchell
- He’ll Have to Go – Jim Reeves
- Hey Little Girl – Dee Clark
- High Hopes – Frank Sinatra
- How About That – Dee Clark
- I’m Blue Again – Patsy Cline
- I Only Have Eyes for You – The Flamingos
- I Really Really Love You – Jo Ann Campbell
- (If You Cry) True Love, True Love – The Drifters
- It Doesn’t Matter Anymore – Buddy Holly
- It Was I – Skip & Flip
- It’s All in the Game – Tommy Edwards
- It’s Just a Matter of Time – Brook Benton
- It’s Only The Good Times – Tommy Edwards
- I’ve Had It – The Bell Notes
- I Wanna Be Loved – Ricky Nelson
- J’ai rêvé – Dalida
- Jet Black – The Drifters
- Just Ask Your Heart – Frankie Avalon
- Just a Little Too Much – Ricky Nelson
- Just Keep It Up - Dee Clark
- Kansas City – Wilbert Harrison
- Kissin’ Time – Bobby Rydell
- Kookie, Kookie (Lend Me Your Comb) – Edward Byrnes und Connie Stevens
- La Bamba – Ritchie Valens
- Let’s Jump the Broomstick – Brenda Lee
- Lipstick on Your Collar – Connie Francis
- Livin’ Lovin’ Doll – Cliff Richard und The Drifters
- Living Doll – Cliff Richard und The Drifters
- Lonely Boy – Paul Anka
- Lonely Street – Andy Williams
- Lonesome Fella – The Shadows
- Lonesome Town – Ricky Nelson
- Love in Portofino (A San Cristina) – Dalida
- Love Potion Number Nine – The Clovers
- M.T.A. – The Kingston Trio
- Mack the Knife – Bobby Darin
- Manhattan Spiritual – Reg Owen Orchestra
- Mean Streak – Cliff Richard und The Drifters
- Mr. Blue – The Fleetwoods
- Misty – Johnny Mathis
- My Happiness – Connie Francis
- Morgen – Ivo Robic
- My Heart Is an Open Book – Carl Dobkins Jr.
- Never Be Anyone Else But You – Ricky Nelson
- Never Mind – Cliff Richard und The Drifters
- Non Dimenticar – Nat King Cole
- Peggy Sue Got Married – Buddy Holly
- Personality – Lloyd Price
- Peter Gunn – Duane Eddy, Ray Anthony and His Orchestra
- Pillow Talk – Doris Day
- Pink Shoe Laces – Dodie Stevens
- Poison Ivy – The Coasters
- Poor Jenny – The Everly Brothers
- Plenty Good Lovin – Connie Francis
- Put Your Head on My Shoulder – Paul Anka
- Raining in My Heart – Buddy Holly
- Roberta – Frankie Ford
- Rockin’ Mother – Frankie Laine
- Rocks and Gravel – Frankie Laine
- Rummy Polka – Matys Brothers
- Running Bear – Johnny Preston
- Saturday Dance – The Shadows
- Sea Cruise – Frankie Ford
- Sea of Love – Phil Phillips
- Since I Don’t Have You – The Skyliners
- Sleep Walk – Santo & Johnny
- Small World – Johnny Mathis
- So Fine – The Fiestas
- So Many Ways – Brook Benton
- Some Kind-A Earthquake – Duane Eddy
- Sorry (I Ran All the Way Home) – The Impalas
- Stagger Lee – Lloyd Price
- Sweeter Than You – Ricky Nelson
- Sweet Nothin’s – Brenda Lee
- Take a Message to Mary – The Everly Brothers
- Tall Oak Tree – Dorsey Burnette
- Tallahassee Lassie – Freddy Cannon
- That’s Why (I Love You So) – Jackie Wilson
- The Happy Organ – Dave "Baby" Cortez
- The Three Bells – The Browns
- The Twist – Hank Ballard
- The Tijuana Jail – The Kingston Trio
- The Village of St. Bernadette – Andy Williams
- There Goes My Baby – The Drifters
- (Till) I Kissed You – The Everly Brothers
- Till There Was You – Anita Bryant
- Travellin’ Light – Cliff Richard und The Shadows
- Venus – Frankie Avalon
- What About Us – The Coasters
- What a Difference a Day Makes – Dinah Washington
- What Am I Living For – Ernest Tubb
- What’d I Say – Ray Charles
- Where the Boys Are – Connie Francis
- Yep! – Duane Eddy

## Musikpreise und Ehrungen

### Amerika

#### Vereinigte Staaten
Down-Beat-Poll-Sieger
- Kritiker-Poll
  - Big Band: Duke Ellington
  - Jazz Gruppe: Modern Jazz Quartet
  - Männlicher Vokalkünstler: Jimmy Rushing
  - Weibliche Vokalkünstlerin: Ella Fitzgerald
- Leser-Poll:
  - Hall of Fame: Lester Young
  - Persönlichkeiten des Jahres, Populäre Musik: Frank Sinatra
  - Persönlichkeiten des Jahres, Jazz: Miles Davis
  - Persönlichkeiten des Jahres, Rhythm & Blues: Ray Charles
  - Männlicher Vokalkünstler: Frank Sinatra
  - Weibliche Vokalkünstlerin: Ella Fitzgerald

Golden Globe Awards
- Bester Film – Musical: Gigi – Regie: Vincente Minnelli
- Bester Film – Komödie: Die tolle Tante (Auntie Mame) – Regie: Morton DaCosta
- Bester Hauptdarsteller – Musical/Komödie: Danny Kaye – Jakobowsky und der Oberst (Me and the Colonel)
- Beste Hauptdarstellerin – Musical/Komödie: Rosalind Russell – Die tolle Tante (Auntie Mame)

Grammy Awards
- Single des Jahres (Record of the Year): Nel blu dipinto di blu von Domenico Modugno
- Album des Jahres (Album of the Year): The Music from Peter Gunn von Henry Mancini
- Song des Jahres (Song of the Year): Nel blu dipinto di blu von Domenico Modugno (Autoren: Domenico Modugno, Franco Migliacci)

Oscarverleihung
- Beste Filmmusik: Dimitri Tiomkin – Der alte Mann und das Meer (The Old Man and the Sea)
- Bester Song: Gigi aus Gigi – Alan Jay Lerner, Frederick Loewe
- Beste Tonmischung: Fred Hynes – South Pacific

Primetime-Emmy-Verleihung
- Beste Musik- oder Unterhaltungsserie: The Dinah Shore Chevy Show, NBC
- Beste Regie Musik- oder Unterhaltungsprogramm: Bud Yorkin – An Evening with Fred Astaire, NBC
- Bestes Drehbuch Musik- oder Unterhaltungsserie: Herbert Baker, Bud Yorkin – An Evening with Fred Astaire, NBC
- Bester TV-Musikbeitrag: David Rose – An Evening with Fred Astaire, NBC
- Beste TV-Choreographie: Hermes Pan – An Evening with Fred Astaire, NBC
- Bester Hauptdarsteller Musik- oder Unterhaltungsserie: Perry Como – The Perry Como Show, CBS
- Beste Hauptdarstellerin Musik- oder Unterhaltungsserie: Dinah Shore – The Dinah Shore Chevy Show, NBC

Pulitzerpreis
- Pulitzerpreis/Musik: Concerto for Piano and Orchestra von John La Montaine

Tony Awards
- Bestes Musical: Albert Hague (Musik), Dorothy Fields (Liedtexte und Buch) und Herbert Fields (Buch) – Redhead
- Bester Produzent (Musical): Robert Fryer und Lawrence Carr – Redhead
- Bester Hauptdarsteller Musical: Richard Kiley – Redhead
- Beste Hauptdarstellerin Musical: Gwen Verdon – Redhead
- Bester Nebendarsteller Musical: Russell Nype und Leonard Stone – Goldilocks und Redhead
- Beste Nebendarstellerin Musical: Pat Stanley – Goldilocks
- Beste Choreographie: Bob Fosse – Redhead
- Bester Dirigent und Musikdirektor: Salvatore Dell’Isola – Flower Drum Song
- Beste Regie: Elia Kazan – J.B.

Weitere Musikpreisverleihungen und Ehrungen

### Asien

#### Indien
Filmfare Award
- Beste Musik: Madhumati – Salil Choudhury
- Bester Liedtext: Yeh Mera Diwanapan Hai – Yahudi – Shailendra
- Beste Playbacksängerin: Aaja Re Pardesi – Madhumati – Lata Mangeshkar
- Bester Playbacksänger: noch nicht vergeben
- Bester Ton: Chandan – Ishan Ghosh

#### Japan
- Japan Record Award
  - Lied: Kuroi Hanabira
  - Künstler: Hiroshi Mizuhara
  - Plattenfirma: Toshiba EMI
- Mainichi-Kunstpreis: Inoue Yasushi, Matsumoto Hakuō VIII., Mamiya Michio
- Otaka-Preis: Irino Yoshirō

### Europa

#### Bundesrepublik Deutschland
- Bravo Otto: 1959 nicht an Musiker vergeben
- Deutscher Kritikerpreis
  - Fachgruppe Musik: Städtische Oper Berlin
  - Fachgruppe Tanz: Judith Dornys
- Förderpreis Musik der Landeshauptstadt München: Josef Anton Riedl
- Förderpreis des Landes Nordrhein-Westfalen für junge Künstlerinnen und Künstler: Winfried Krisch (Solotänzer), Reinhard Peters (Kapellmeister), Sigrid Schmidt (Opernsängerin) und Herbert Seidemann (Pianist)
- Goldener Bildschirm: Peter Frankenfeld, Caterina Valente, Bernhard Grzimek, Ruprecht Essberger, Chariklia Baxevanos
- Großer Kunstpreis des Landes Nordrhein-Westfalen – Musik: Giselher Klebe
- Hans-Werner-Henze-Preis: Johannes Driessler
- Kultureller Ehrenpreis der Landeshauptstadt München: Bruno Walter
- Kulturpreis der Landsmannschaft Ostpreußen – Musik: nicht vergeben
- Kunstpreis Berlin – Musik: nicht vergeben
- Kunstpreis Rheinland-Pfalz: tbd
- Kunstpreis des Saarlandes: Heinrich Konietzny
- Louis Spohr Musikpreis Braunschweig: Karl Amadeus Hartmann
- Löwe von Radio Luxemburg:
  - Gold: wurde noch nicht vergeben
  - Silber: wurde noch nicht vergeben
  - Bronze: Fred Bertelmann (Der lachende Vagabund), Cornelia Froboess (I Love You Baby) und Peter Kraus (Sugar Baby)
- Nordgaupreis des Oberpfälzer Kulturbundes: nicht vergeben
- Paul-Lincke-Ring: Rudolf Nelson
- Schillerpreis der Stadt Mannheim: nicht vergeben

#### Dänemark
- Léonie-Sonning-Musikpreis: Igor Stravinsky

#### Deutsche Demokratische Republik
- Arthur-Nikisch-Preis: nicht vergeben
- Händel-Preis: Philine Fischer, Helmut Koch, Walther Siegmund-Schultze, Johanna Rudolph + Orchester des Halleschen Theaters des Friedens
- Kunstpreis der Stadt Leipzig: Walter Arnold, „Neuland unterm Pflug“-Schauspielerkollektiv, Heinz Rusch und Rudolf Fischer

#### Finnland
- Wihuri-Sibelius-Preis: nicht vergeben

#### Frankreich
- Prix Django Reinhardt: Roger Guérin
- Prix Fats Waller: Armstrong For Ever von Louis Armstrong (Odeon)

#### Italien
- Antonio-Feltrinelli-Preis: nicht an Musiker vergeben
- Prix de Rome: Alain Margoni und Françoise Cotron-Henry[26]

#### Niederlande
- Kompositionspreis der Stiftung Gaudeamus: Louis Andriessen

#### Norwegen
- Buddyprisen: nicht vergeben

#### Österreich
- Preis der Stadt Wien für Musik: Alexander Spitzmüller
- Kunstpreis der Stadt Innsbruck: nicht vergeben
- Mozart-Medaille der Mozartgemeinde Wien: nicht vergeben

#### Schweden
- Gyllene Skivan: Åke Persson: Quincy, Here We Come – Here Ce Come – Metronome

#### Schweiz
- Kulturpreis der Stadt Winterthur: nicht an Musiker vergeben
- Kunst- und Kulturpreis der Stadt Luzern: nicht an Musiker vergeben

#### Vereinigtes Königreich
Ivor Novello Awards
- The Year’s Outstanding Light Orchestral Composition: Ron Goodwin – I’m So Ashamed
- The Best Selling and Most Performed Song of the Year: Joe „Mr Piano“ Henderson – Trudie

## Musikfestivals und -wettbewerbe

### Musikfestivals und -veranstaltungen (Auswahl)
| Kontinent | Land                            | Von         | Bis           | Musikwettbewerb / -veranstaltung                                   | Ort                                | Weitere Informationen |
| --------- | ------------------------------- | ----------- | ------------- | ------------------------------------------------------------------ | ---------------------------------- | --------------------- |
| Amerika   | Kolumbien                       |             |               | Feria de Cali                                                      | Cali                               |                       |
| Amerika   | Puerto Rico                     |             |               | Festival Casals de Puerto Rico                                     | San Juan                           |                       |
| Amerika   | Vereinigte Staaten              | 02. Juli    | 05. Juli      | 5. Newport Jazz Festival                                           | Newport                            |                       |
| Amerika   | Vereinigte Staaten              |             |               | Newport Folk Festival                                              | Newport                            | Erstveranstaltung     |
| Amerika   | Vereinigte Staaten              |             |               | Monterey Jazz Festival                                             | Monterey                           |                       |
| Amerika   | Vereinigte Staaten              | 07. August  | 09. August    | Playboy Jazz Festival (heute: Hollywood Bowl Jazz Festival)        | Chicago, später: Los Angeles       | Erstveranstaltung     |
| Europa    | Belgien                         |             |               | Festival van Vlaanderen                                            | Flandern                           |                       |
| Europa    | Belgien                         |             |               | Comblain Jazz Festival                                             | Comblain-la-Tour                   | Erstveranstaltung     |
| Europa    | BR Deutschland                  |             |               | Deutsches Jazzfestival                                             | Frankfurt am Main                  |                       |
| Europa    | BR Deutschland                  |             |               | Brühler Schlosskonzerte                                            |                                    |                       |
| Europa    | BR Deutschland                  | 01. Juli    | 05. Juli      | 36. Bachfest                                                       | Mühlhausen                         |                       |
| Europa    | BR Deutschland                  | 23. Juli    | 25. August    | Bayreuther Festspiele                                              | Bayreuth                           |                       |
| Europa    | BR Deutschland                  | 17. Oktober | 18. Oktober   | Donaueschinger Musiktage                                           | Donaueschingen                     |                       |
| Europa    | BR Deutschland                  |             |               | 5. Deutsches Amateur-Jazz-Festival                                 | Düsseldorf                         |                       |
| Europa    | BR Deutschland                  | 25. August  | 05. September | 14. Internationale Ferienkurse für Neue Musik                      | Darmstadt                          |                       |
| Europa    | BR Deutschland                  |             |               | Figurentheater der Nationen                                        | Bochum                             |                       |
| Europa    | BR Deutschland                  |             |               | Pro musica nova                                                    | Bremen                             |                       |
| Europa    | BR Deutschland                  |             |               | Gandersheimer Domfestspiele                                        | Bad Gandersheim                    | Erstveranstaltung     |
| Europa    | BR Deutschland                  |             |               | Jazz im Palmengarten                                               | Frankfurt am Main                  | Erstveranstaltung     |
| Europa    | Deutsche Demokratische Republik |             |               | Berliner Festtage                                                  | Ost-Berlin                         |                       |
| Europa    | Deutsche Demokratische Republik |             |               | Hallische Musiktage                                                | Halle                              |                       |
| Europa    | Deutsche Demokratische Republik |             |               | Parkfestspiele Sanssouci                                           | Potsdam                            |                       |
| Europa    | Deutsche Demokratische Republik | 12. Juni    | 21. Juni      | Arbeiterfestspiele der DDR                                         | wechselnde Orte, erstmals in Halle | Erstveranstaltung     |
| Europa    | Italien                         | 10. Juni    | 16. Juni      | 33. Weltmusiktage der International Society for Contemporary Music | Rom/Neapel                         |                       |
| Europa    | Italien                         |             |               | Festival dei Due Mondi                                             | Spoleto                            |                       |
| Europa    | Italien                         |             |               | Zecchino d’Oro                                                     | Bologna                            | Erstveranstaltung     |
| Europa    | Niederlande                     |             |               | Holland Festival                                                   | Amsterdam                          |                       |
| Europa    | Norwegen                        | 29. Mai     | 14. Juni      | 7. Bergen International Festival                                   | Bergen                             |                       |
| Europa    | Österreich                      | 01. Januar  | 01. Januar    | Neujahrskonzert der Wiener Philharmoniker                          | Wien                               |                       |
| Europa    | Österreich                      | 26. Juli    | 31. August    | 39. Salzburger Festspiele                                          | Salzburg                           |                       |
| Europa    | Österreich                      |             |               | Mozartwoche                                                        | Salzburg                           |                       |
| Europa    | Österreich                      |             |               | Salzburger Schlosskonzerte                                         | Salzburg                           |                       |
| Europa    | Österreich                      |             |               | Kaffeesiederball                                                   | Wien                               |                       |
| Europa    | Österreich                      |             |               | Seefestspiele Mörbisch                                             | Mörbisch am See                    |                       |
| Europa    | Österreich                      | 22. Juli    | 16. August    | Bregenzer Festspiele                                               | Bregenz                            |                       |
| Europa    | Polen                           |             |               | Warschauer Herbst                                                  | Warschau                           |                       |
| Europa    | Polen                           |             |               | Jazz Jamboree                                                      | Warschau                           |                       |
| Europa    | Schweiz                         |             |               | Gstaad Menuhin Festival                                            | Gstaad                             |                       |

### Musikwettbewerbe (Auswahl)
| Kontinent | Land                            | Musikwettbewerb                                                   | Ort              | Preisträger/Sieger | Weitere Informationen |
| --------- | ------------------------------- | ----------------------------------------------------------------- | ---------------- | --- | --- |
| Amerika   | Vereinigte Staaten              | Metropolitan Opera National Council Auditions                     | New York City    | - Ronald Holgate, Bassbariton (1959) - Norman Mittelmann, Bariton (1959) - Roald Reitan, Bariton (1959) - Ann Scott, Sopran (1959) - Teresa Stratas, Sopran (1959)                                                                                                   | |
| Asien     | Japan                           | Kōhaku Uta Gassen                                                 |                  | - Akagumi (赤組 oder 紅組) unter Leitung von Meiko Nakamura | jährliches Musikprogramm, das seit 1951 im Fernsehen und im Radio an Silvester auf dem öffentlichen japanischen Sender NHK ausgestrahlt wird                              |
| Europa    | Europa                          | Eurovision Song Contest                                           | Cannes           | 1. Teddy Scholten: ’N beetje | 1. Pearl Carr & Teddy Johnson: Sing, Little Birdie 2. Jean Philippe: Oui, oui, oui, oui 3. Christa Williams: Irgendwoher 4. Birthe Wilke: Uh, jeg ville ønske jeg var dig |
| Europa    | Belgien                         | Concours Reine Elisabeth                                          | Brüssel          | - 1. Preis: Jaime Laredo - 2. Preis: Albert Markov - 3. Preis: Joseph Silverstein | |
| Europa    | Belgien                         | Songfestival von Knokke                                           | Knokke           | - Jean-Paul Vignon, Gélou, Olivier Jeanès, Robert Jeantal, Jean-Yves Gran | |
| Europa    | BR Deutschland                  | Schlager 1958                                                     |                  | - keine Preisvergabe 1959 | deutscher Vorentscheidung zum Eurovision Song Contest |
| Europa    | BR Deutschland                  | Deutsches Schlager-Festival 1959                                  | Wiesbaden        | - 1. Preis: Was wär’ das alles ohne dich – Ruth Fischer & Will Brandes - 2. Preis: Blacky Jones – Rainer Bertram - 3. Preis: Jenny-Jo – Rainer Bertram | |
| Europa    | Deutsche Demokratische Republik | Internationaler Robert-Schumann-Wettbewerb für Klavier und Gesang | Zwickau          | - keine Preisvergabe 1959; wird nur alle vier Jahre vergeben | |
| Europa    | Frankreich                      | Concours international de jeunes chefs d’orchestre de Besançon    | Besançon         | - Seiji Ozawa | |
| Europa    | Italien                         | Premio Paganini                                                   | Genua            | - 1. Preis: Stuart Canin (Vereinigte Staaten) - 2. Preis: Saschko Gawriloff (Deutschland) - 3. Preis: Liliane Caillon (Frankreich) - 4. Preis: Catherine Courtois (Frankreich) - 5. Preis: Eleonora Dell’Aquila (Italien) - 6. Preis: Johannes Brüning (Deutschland) | |
| Europa    | Italien                         | Sanremo-Festival                                                  | Sanremo          | - Domenico Modugno / Johnny Dorelli – Piove | |
| Europa    | Niederlande                     | Internationaler Orgelimprovisationswettbewerb Haarlem             | Haarlem          | - Hans Haselböck (Österreich) | |
| Europa    | Niederlande                     | 6. Internationaler Gesangswettbewerb von ’s-Hertogenbosch         | ’s-Hertogenbosch | - Arthur Loosli, Zofia Janukowicz, Mariëtte Dierckx | |
| Europa    | Schweden                        | 2. Melodifestivalen                                               | Stockholm        | - Brita Borg – Augustin | |
| Europa    | Sowjetunion                     | Tschaikowski-Wettbewerb                                           | Moskau           | - keine Preisvergabe 1959 | |
| Europa    | Spanien                         | Maria Canals International Music Competition                      | Barcelona        | - 1. Preis: nicht vergeben - 2. Preis (Herren): Jean-Jacques Hauser (Schweiz) - 2. Preis (Damen): Yoko Ikeda (Japan) | |

## Erst- und Letzterscheinungen

### Ersterscheinungen

#### Europa

##### Bundesrepublik Deutschland
- Musikmarkt – Fachzeitschrift der Musikwirtschaft
- Twen – Zeitschrift für junge Erwachsene mit Schwerpunkt um Lifestyle-Themen wie Mode, Musik und Urlaub sowie Sexualität und Partnerschaft

##### Frankreich
- Les Cahiers du Jazz – von Lucien Malson gegründete französische Jazz-Zeitschrift

##### Niederlande
- Monumenta musica Neerlandica – Buchreihe mit Werken der niederländischen Musik, die von der Vereeniging voor Nederlandse Muziekgeschiedenis (Vereinigung für niederländische Musikgeschichte) herausgegeben wird

## Erst- und Letztverleihungen

### Erstverleihung

#### Amerika

##### Argentinien
- Martín Fierro – argentinischer Rundfunkpreis

##### Vereinigte Staaten
- Grammy Awards – US-amerikanischer Musikpreis
  - Grammy Award for Album of the Year – Auszeichnung für das Album des Jahres
  - Grammy Award for Best Album for Children – Auszeichnung für das beste Album für Kinder
  - Grammy Award for Best Arrangement – Auszeichnung für das beste Arrangement
  - Grammy Award for Best Audio Book, Narration, and Storytelling Recording – Auszeichnung für das beste gesprochene Album
  - Grammy Award for Best Chamber Music Performance – Auszeichnung für die beste Kammermusik-Darbietung
  - Grammy Award for Best Classical Performance, Operatic or Choral – Auszeichnung für die beste klassische Darbietung – Oper oder Chor
  - Best Classical Performance – Vocal Soloist – Auszeichnung für das beste klassische Gesangs-Solo
  - Grammy Award for Best Comedy Album – Auszeichnung für das beste Comedy-Album
  - Grammy Award for Best Country & Western Recording – Auszeichnung für die beste Country- und Westernaufnahme
  - Grammy Award for Best Engineered Album, Classical – Auszeichnung für das bestabgemischte klassische Album
  - Grammy Award for Best Engineered Album, Non-Classical – Auszeichnung für das bestabgemischte nicht-klassische Album
  - Grammy Award for Best Female Pop Vocal Performance – Auszeichnung für die beste weibliche Pop-Gesangsdarbietung
  - Grammy Award for Best Instrumental Composition – Auszeichnung für die beste Instrumentalkomposition
  - Grammy Award for Best Instrumental Jazz Album, Individual or Group – Auszeichnung für das beste Jazz-Instrumentalalbum
  - Grammy Award for Best Instrumental Soloist Performance (without orchestra) – Auszeichnung für die beste Soloinstrument-Darbietung ohne Orchester
  - Grammy Award for Best Instrumental Soloist(s) Performance (with orchestra) – Auszeichnung für die beste Soloinstrument-Darbietung mit Orchester
  - Grammy Award for Best Jazz Performance – Auszeichnung für das beste improvisierte Jazz-Solo
  - Grammy Award for Best Male Pop Vocal Performance – Auszeichnung für die beste männliche Pop-Gesangsdarbietung
  - Grammy Award for Best Musical Theater Album – Auszeichnung für das beste Musical-Album
  - Grammy Award for Best New Artist – Auszeichnung für den besten neuen Künstler
  - Grammy Award for Best Orchestral Performance – Auszeichnung für die beste Orchester-Darbietung
  - Grammy Award for Best Performance by a Vocal Group or Chorus – Auszeichnung für die beste Darbietung durch eine Gesangsgruppe oder einen Chor
  - Grammy Award for Best Performance by an Orchestra or Instrumentalist with Orchestra – Auszeichnung für die beste Darbietung eines Orchesters oder Instrumentalisten mit Orchester
  - Grammy Award for Best Performance by an Orchestra – for Dancing – Auszeichnung für die beste Darbietung eines Orchesters – Tanz
  - Grammy Award for Best R&B Performance – Auszeichnung für die beste R&B-Darbietung
  - Grammy Award for Best Recording Package – Auszeichnung für die beste Tonträgerverpackung
  - Grammy Award for Best Sound Track Album or Recording of Original Cast From a Motion Picture or Television – Auszeichnung für das beste Soundtrack-Album oder die beste Aufnahme von Film- oder Fernsehmusik
  - Grammy Award for Record of the Year – Auszeichnung für die Aufnahme des Jahres
  - Grammy Award for Song of the Year – Auszeichnung für den Song des Jahres
- Handel Medallion – von der Stadt New York verliehener Preis zur Ehrung von Persönlichkeiten, die in höchstem Maße zum intellektuellen und kulturellen Leben der Stadt beigetragen haben

#### Asien

##### Indien
- Filmfare Award/Beste Playbacksängerin – Preiskategorie der jährlichen Filmfare Awards für Hindi-Filme
- Filmfare Award/Bester Liedtext – Preiskategorie der jährlichen Filmfare Awards für Hindi-Filme
- Filmfare Award/Bester Playbacksänger – Preiskategorie der jährlichen Filmfare Awards für Hindi-Filme

##### Japan
- Japan Record Award – japanischer Musikpreis
- Mainichi-Kunstpreis – vom japanischen Verlag Mainichi Shimbun für herausragende künstlerische Leistungen in Literatur, Theater, Musik, bildender Kunst und Film vergebener Preis

#### Europa

##### Belgien
- Songfestival von Knokke – musikalischer Wettstreit in Belgien mit Teilnehmern aus zahlreichen nord-, west- und südeuropäischen Ländern

##### Bundesrepublik Deutschland
- Goldener Bildschirm – deutscher Fernsehpreis
- Hans-Werner-Henze-Preis – Musikpreis, der vom Landschaftsverband Westfalen-Lippe alle sechs Jahre verliehen wird
- Kunstpreis des Saarlandes – Kulturpreis des Saarlandes
- Löwe von Radio Luxemburg – Hörfunk- bzw. Fernsehpreis, den der Sender Radio Luxemburg bzw. RTL-Radio an Künstler aus dem Bereich des Schlagers und der Popmusik vergeben hat

##### Dänemark
- Léonie-Sonning-Musikpreis – internationaler Musikpreis, der von der dänischen Léonie-Sonning-Musikstiftung (Léonie Sonnings musikfond) vergeben wird

##### Deutsche Demokratische Republik
- Händel-Preis – Musikpreis des Bezirkes Halle
- Kunstpreis der Stadt Leipzig – Auszeichnung der Stadt Leipzig

## Erst- und Letztveranstaltungen

### Erstveranstaltungen

#### Amerika

##### Vereinigte Staaten
- Newport Folk Festival – US-amerikanisches Folkmusik-Festival in Newport
- Playboy Jazz Festival – US-amerikanisches Musikfestival, das früher in Chicago und heute im Hollywood Bowl in Los Angeles stattfindet

#### Europa

##### Belgien
- Comblain Jazz Festival – belgisches Jazzfestival in Comblain-la-Tour

##### Bundesrepublik Deutschland
- Gandersheimer Domfestspiele – deutsches Freilicht-Theaterfestival in Bad Gandersheim
- Jazz im Palmengarten – musikalische Veranstaltungsreihe in Frankfurt am Main

##### Deutsche Demokratische Republik
- Arbeiterfestspiele der DDR – anfangs jährlich, später zweijährlich für jeweils eine Woche stattfindende Kulturfeste in der DDR

##### Italien
- Zecchino d’Oro – internationales Kinder-Songfestival in Bologna

## Gründungen und Auflösungen

### Gründungen

#### Afrika

##### Ägypten
- Cairo Symphony Orchestra – äygptisches Sinfonieorchester

#### Amerika

##### Vereinigte Staaten
- FAME Studios – US-amerikanisches Tonstudio in Muscle Shoals, Alabama
- KDAY – US-amerikanischer Hörfunksender in South Los Angeles

#### Europa

##### Bundesrepublik Deutschland
- Gesellschaft zur Verwertung von Leistungsschutzrechten – deutsche Verwertungsgesellschaft im Sinne des Verwertungsgesellschaftengesetzes (VGG)
- Internationale Arbeitsgemeinschaft für Hymnologie – deutsche Vereinigung, die sich für die Pflege und Erforschung des Kirchengesangs auf internationaler, interkonfessioneller und interdisziplinärer Ebene einsetzt
- Konzertbüro Schoneberg – örtlicher- sowie Tourneeveranstalter, der sich bundesweit auf die Vorbereitung, Durchführung und Nachbereitung von Musik- und Comedyveranstaltungen spezialisiert hat
- Lila Eule – Keller-Diskothek in der Bernhardstraße 10 im Bremer Viertel
- Ocambo-Club – Diskothek in der niedersächsischen Stadt Osnabrück
- Scotch-Club – deutsches Restaurant und Tanzlokal in Aachen, das 1959 zur „Jockey-Tanz-Bar“ ausgebaut wurde, vermutlich der ersten Diskothek Deutschlands mit von Schallplatten abgespielter und von einem Disc-Jockey (DJ) angekündigter Musik
- Vereinigung deutscher Opern- und Tanzensembles – deutscher Berufsverband, der die Interessen der Musiktheater- und Tanzensembles an den deutschen Bühnen vertritt
- Musiktheater im Revier – Theaterbau am Kennedyplatz in Gelsenkirchen-Schalke
- Tanzschule Herde – Tanzschule in Hamburg-Wandsbek

##### Jugoslawien
- PGP-RTB – in Staatsbesitz befindliches Plattenlabel in der ehemaligen SFR Jugoslawien mit Sitz in Belgrad

##### Niederlande
- LiLaLo – jüdisches Musikkabarett in Amsterdam

##### Österreich
- Forum Stadtpark – in Graz gegründete Aktionsgemeinschaft von Künstlern, Wissenschaftlern und Kulturschaffenden
- Haydn-Geburtshaus – Museum in der Marktgemeinde Rohrau im Bezirk Bruck an der Leitha in Niederösterreich

##### Schweiz
- Theater am Hechtplatz – Schweizer Kleintheater beim Bellevue in Zürich

##### Sowjetunion
- Ąžuoliukas – von Hermanas Perelšteinas gegründeter Knaben- und Jugendchor in der litauischen Hauptstadt Vilnius

##### Vereinigtes Königreich
- Ronnie Scott’s Jazz Club – britischer Jazz-Club in London

### Auflösungen

#### Österreich
- Österreichisches Seminar für Zwölftonmusik – österreichische Musikorganisation

Neuveröffentlichungen 1959 (Auswahl)
Freddy Quinn – Die Gitarre und das Meer
Tom und Tommy – Eine Handvoll Heimaterde
Marty Robbins – El Paso
Cindy Ellis – Fieber
Duane Eddy – Forty Miles of Bad Road
Ray Price – Heartaches by the Number
Peter Alexander – Ich zähle täglich meine Sorgen
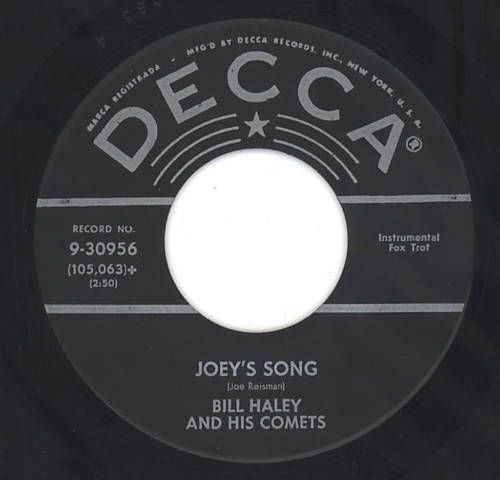
Bill Haley and His Comets – Joey’s Song
Freddy Quinn – Junge, komm bald wieder
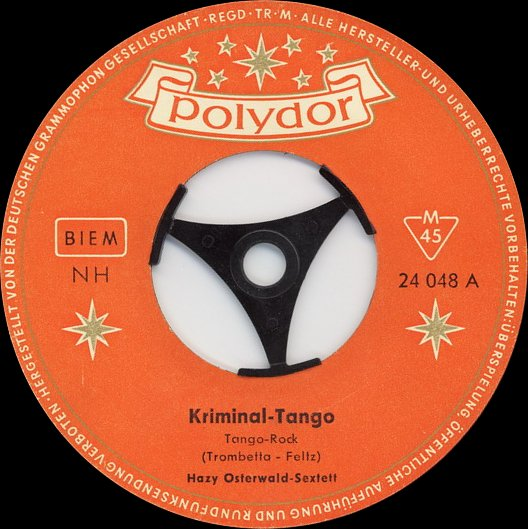
Hazy Osterwald Sextett – Kriminal-Tango
Rocco Granata – Marina
Edith Piaf – Milord
Barret Strong – Money
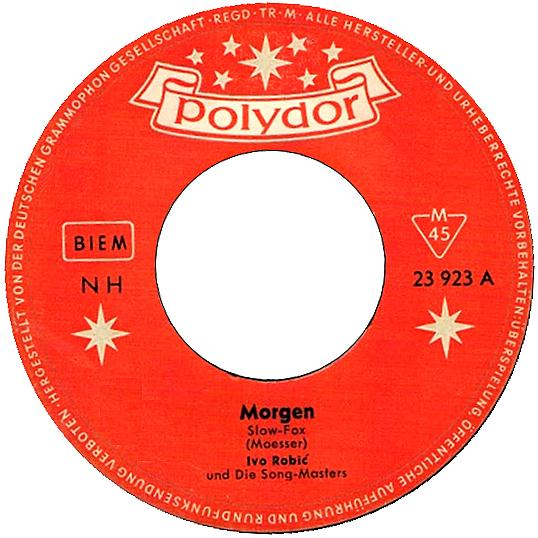
Ivo Robić – Morgen
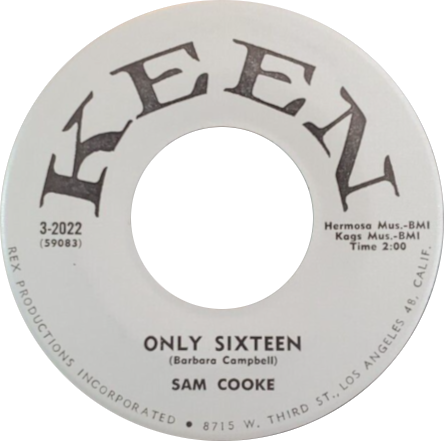
Sam Cooke – Only Sixteen
Johnny Preston – Running Bear
Caterina Valente – Schau ich zum Himmelszelt
Bill Ramsey – Souvenirs
Dave Brubeck Quartet – Take Five
Mark Dinning – Teen Angel
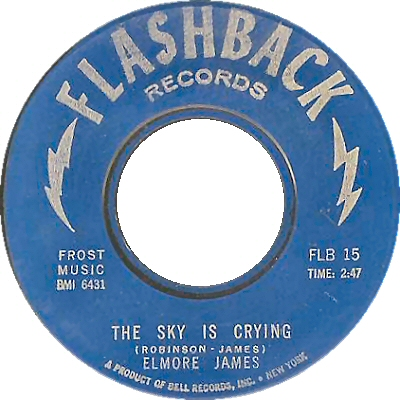
Elmore James – The Sky is Crying
Percy Faith – Theme from „A Summer Place“
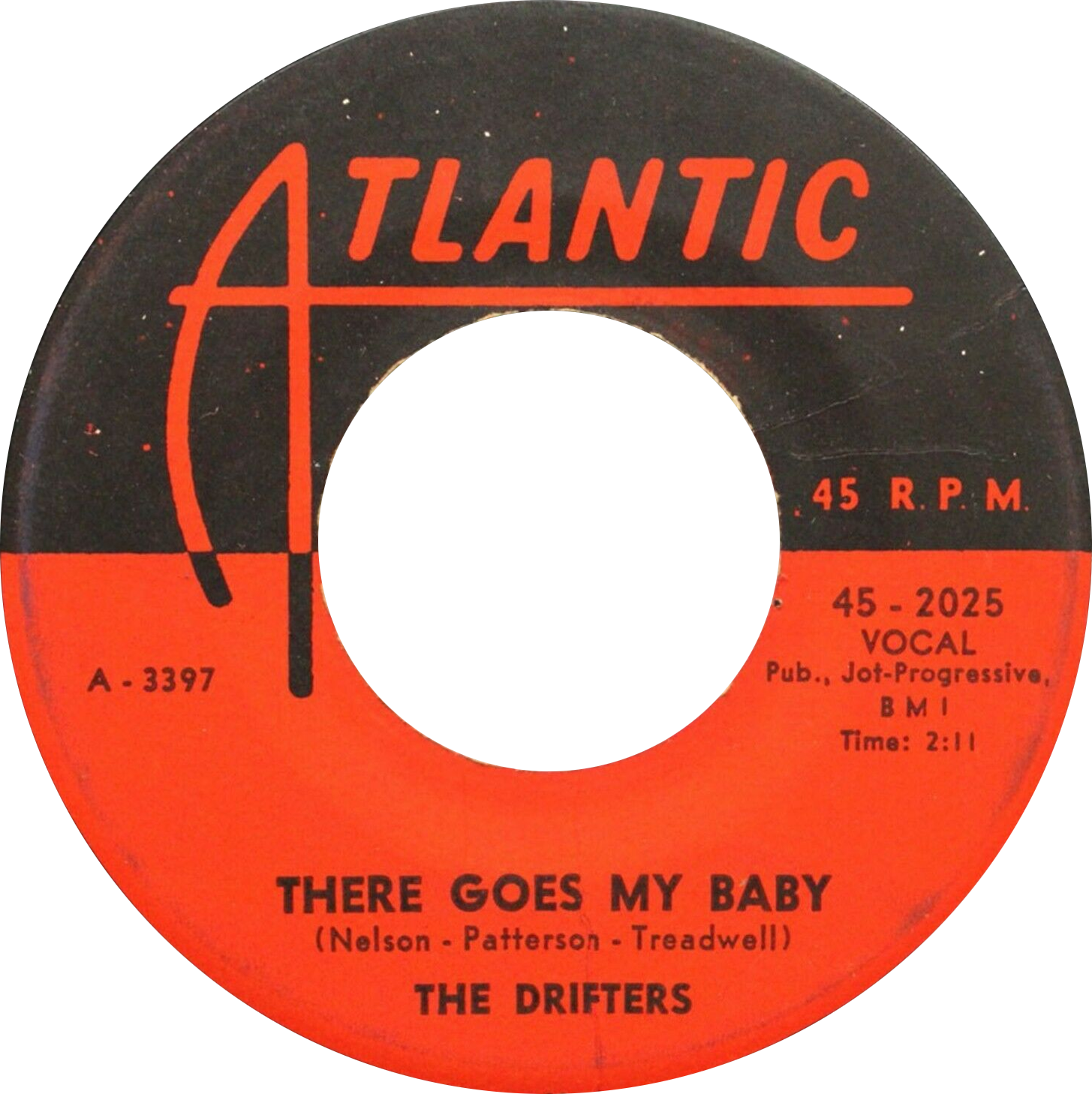
The Drifters – There Goes My Baby
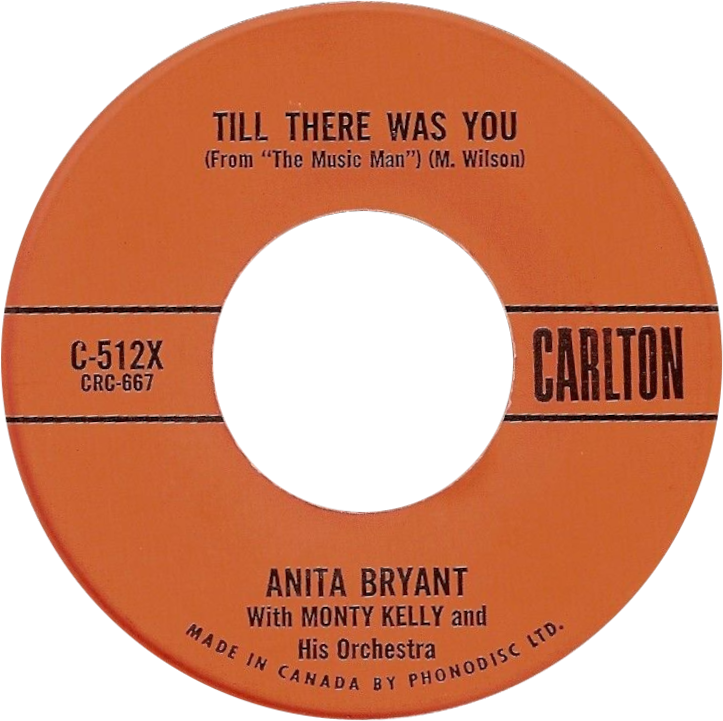
Anita Bryant – Till there was you
Freddy Quinn – Unter fremden Sternen
Frankie Avalon – Venus
Ray Charles – What'd I Say
Frankie Avalon – Why
Bert Kaempfert – Wunderland bei Nacht

## Neuveröffentlichungen (Auswahl)

### Lieder und Kompositionen
| Lied                                                               | Text                                                  | Musik                                                 | Erstinterpret                    | Label                            | Veröffentlichung   | Genre                          | Album                                             | Weitere Informationen |
| ------------------------------------------------------------------ | ----------------------------------------------------- | ----------------------------------------------------- | -------------------------------- | -------------------------------- | ------------------ | ------------------------------ | ------------------------------------------------- | --- |
| 77 Sunset Strip                                                    | Mack David & Jerry Livingston                         | Mack David & Jerry Livingston                         |                                  |                                  | 1959               | Filmmusik                      |                                                   | Titelsong der US-amerikanischen Fernsehserie 77 Sunset Strip |
| A Big Hunk o’ Love                                                 | Aaron Schroeder & Sid Wyche                           | Aaron Schroeder & Sid Wyche                           | Elvis Presley                    | RCA Victor                       | 23. Juni 1959      | Rock                           |                                                   | |
| A Teenager in Love                                                 | Jerome "Doc" Pomus & Mort Shuman                      | Jerome "Doc" Pomus & Mort Shuman                      | Dion and the Belmonts            | Laurie Records                   | 30. März 1959      | Doo Wop                        |                                                   | |
| Afro Blue                                                          |                                                       | Mongo Santamaría                                      | Cal Tjader Sextet                |                                  | 1959               | Jazz                           |                                                   | Jazzstandard |
| Along Came Jones                                                   | Jerry Leiber & Mike Stoller                           | Jerry Leiber & Mike Stoller                           | The Coasters                     | Atco Records                     | Mai 1959           | Rock                           |                                                   | |
| All Blues                                                          |                                                       | Miles Davis                                           | Miles Davis                      | Columbia Records                 | 17. August 1959    | Jazz                           | Kind of Blue                                      | Jazzstandard |
| All My Tomorrows                                                   | Sammy Cahn                                            | Jimmy Van Heusen                                      | Frank Sinatra                    | Capitol Records                  | 5. Juni 1959       | Pop                            |                                                   | Lied aus dem Film A Hole in the Head |
| Alvin’s Harmonica                                                  | Ross Bagdasarian                                      | Ross Bagdasarian                                      | Alvin and the Chipmunks          | Liberty Records                  | 20. Februar 1959   | Pop                            |                                                   | |
| Am Tag, als der Regen kam                                          | Pierre Delanoë (Fra) Ernst Bader (Deu)                | Gilbert Bécaud                                        | Dalida                           | Ariola                           | Mai 1959           | Schlager                       |                                                   | |
| Baby What You Want Me to Do                                        | Jimmy Reed                                            | Jimmy Reed                                            | Jimmy Reed                       |                                  | 1959               | Blues                          | Found Love                                        | |
| Bad Boy                                                            | Larry Williams                                        | Larry Williams                                        | Larry Williams                   |                                  | Januar 1959        | Rock                           |                                                   | |
| Bad Girl                                                           | Berry Gordy, Jr. & Smokey Robinson                    | Berry Gordy, Jr. & Smokey Robinson                    | The Miracles                     | Chess Records                    | 30. August 1959    | Soul, Doo Wop                  |                                                   | |
| Best Of Everything                                                 | Sammy Cahn                                            | Lionel Newman                                         |                                  |                                  | 1959               | Filmmusik                      |                                                   | Lied aus dem Film The Best of Everything |
| Big Iron                                                           | Marty Robbins                                         | Marty Robbins                                         | Marty Robbins                    | Columbia Records                 | 22. Februar 1959   | Country                        |                                                   | |
| Blau und Weiß, wie lieb’ ich dich                                  | Hans J. König                                         |                                                       |                                  |                                  | 1959               |                                |                                                   | offizielles Vereinslied des FC Schalke 04; geht auf das 1797 verfasste Jägerlied Lob der grünen Farbe von Ludwig von Wildungen zurück                                                                                |
| Blue in Green                                                      |                                                       | Miles Davis                                           | Miles Davis                      |                                  | 1959               | Jazz                           | Kind of Blue                                      | Modale Jazzkomposition aus Miles Davis’ Album Kind of Blue. Die Urheberschaft des Songs wird ausschließlich Davis auf Kind of Blue und Davis und Bill Evans auf Evans’ Portrait in Jazz zugeschrieben. Jazzstandard. |
| Broken-Hearted Melody                                              | Hal David & Sherman Edwards                           | Hal David & Sherman Edwards                           | Sarah Vaughan                    | Mercury Records                  | Juli 1959          | Pop                            |                                                   | |
| Centerpiece                                                        |                                                       | Harry „Sweets“ Edison mit Bill Tennyson               | Harry „Sweets“ Edison            |                                  | 1959               | Jazz                           |                                                   | Jazzstandard |
| Charlie Brown                                                      | Jerry Leiber & Mike Stoller                           | Jerry Leiber & Mike Stoller                           | The Coasters                     | Atco Records                     | Januar 1959        | Rhythm and Blues               |                                                   | |
| Chiclete com banana                                                | Gordurinha und Almira Castilho                        | Gordurinha und Almira Castilho                        | Jackson do Pandeiro              |                                  | 1959               | Samba                          |                                                   | |
| Climb Ev’ry Mountain                                               | Oscar Hammerstein II                                  | Richard Rodgers                                       | Patricia Neway                   |                                  | 1959               | Pop                            |                                                   | Gesungen von Patricia Neway im Musical The Sound of Music |
| Come Softly To Me                                                  | Gary Troxel, Barbara Ellis & Gretchen Christopher     | Gary Troxel, Barbara Ellis & Gretchen Christopher     | The Fleetwoods                   | Dolphin Records, Liberty Records | 16. Februar 1959   | Pop                            |                                                   | |
| Crying, Waiting, Hoping                                            | Buddy Holly                                           | Buddy Holly                                           | Buddy Holly                      |                                  | 1959               | Pop                            | The Buddy Holly Story Volume II                   | B-Seite der Single A-Seite Peggy Sue Got Married |
| Das Volk, das noch im Finstern wandelt                             | Schulte Nordholt                                      | Frits Mehrtens                                        |                                  |                                  | 1959               | Geistliches Lied               |                                                   | Adventslied |
| Die Gitarre und das Meer                                           | Aldo von Pinelli                                      | Lotar Olias                                           | Freddy Quinn                     | Polydor                          | 1959               | Schlager                       |                                                   | |
| Does Your Chewing Gum Lose Its Flavour (On the Bedpost Overnight?) | Marty Bloom, Ernest Breuer, Billy Rose                | Marty Bloom, Ernest Breuer, Billy Rose                | Lonnie Donegan                   | Pye Nixa (UK), Dot Records (US)  | Januar 1959        | Skiffle, Novelty               |                                                   | Coverversion von „Does the Spearmint Lose Its Flavor on the Bedpost Overnight?“ aus dem Jahr 1924 |
| Don’t You Know?                                                    | Bobby Worth                                           | Bobby Worth                                           | Della Reese                      | RCA Victor                       | 1959               | Rhythm and Blues, Pop          |                                                   | |
| Do-Re-Mi                                                           | Oscar Hammerstein II                                  | Richard Rodgers                                       |                                  |                                  | 1959               | Pop                            |                                                   | Vorgestellt von Mary Martin im Musical Sound of Music. Gesungen von Julie Andrews in der Filmversion des Musicals |
| Dream Lover                                                        | Bobby Darin                                           | Bobby Darin                                           | Bobby Darin                      | Atco Records                     | 20. April 1959     | Rock, Doo Wop, Pop             |                                                   | |
| Edelweiss                                                          | Oscar Hammerstein II                                  | Richard Rodgers                                       |                                  |                                  | 1959               | Pop                            |                                                   | Vorgestellt von Mary Martin im Musical Sound of Music. Gesungen von Julie Andrews und Christopher Plummer in der Filmversion des Musicals                                                                            |
| Eine Handvoll Heimaterde                                           | Karl Götz & Peter Kaegbein                            | Karl Götz & Peter Kaegbein                            | Tom und Tommy                    | Polydor                          | 1959               | Schlager                       |                                                   | |
| El Paso                                                            | Marty Robbins                                         | Marty Robbins                                         | Marty Robbins                    | Columbia Records                 | 26. Oktober 1959   | Country                        | Gunfighter Ballads and Trail Songs                | |
| Endlessly                                                          | Clyde Otis & Brook Benton                             | Clyde Otis & Brook Benton                             | Brook Benton                     | Mercury Records                  | April 1959         | Soul                           |                                                   | |
| Everything’s Coming Up Roses                                       | Stephen Sondheim                                      | Jule Styne                                            |                                  |                                  | 1959               | Pop                            |                                                   | Vorgestellt von Ethel Merman im Musical Gypsy. Gesungen in der Filmversion von Lisa Kirk synchronisiert für Rosalind Russell                                                                                         |
| Fables of Faubus                                                   |                                                       | Charles Mingus                                        | Charles Mingus                   | Columbia Records                 | 1959               | Jazz                           | Mingus Ah Um                                      | Jazzkomposition. Wurde von Charles Mingus erstmals auf seiner Columbia-LP Mingus Ah Um von 1959 eingespielt. |
| Fieber                                                             | Eddie Cooley & John Davenport                         | Eddie Cooley & John Davenport                         | Cindy Ellis                      | Polydor                          | 1959               | Rhythm and Blues               | Fever                                             | Coversong des Liedes Fever von Eddie Cooley, John Davenport aus dem Jahr 1956 |
| Frankie                                                            | Howard Greenfield                                     | Neil Sedaka                                           | Connie Francis                   | MGM Records                      | Mai 1959           | Pop                            |                                                   | |
| Freddie Freeloader                                                 |                                                       | Miles Davis                                           | Miles Davis                      | Columbia Records                 | 17. August 1959    | Jazz                           | Kind of Blue                                      | Jazzstandard |
| Forty Days                                                         | Chuck Berry                                           | Chuck Berry                                           | Ronnie Hawkins & The Hawks       |                                  | 1959               | Rock                           | $1,000,000 Worth of Twang                         | Coversong des Liedes von Chuck Berry aus dem Jahr 1955 |
| Forty Miles of Bad Road                                            |                                                       | Duane Eddy und Al Casey                               | Duane Eddy                       | Jamie Records                    | 1959               | Rock                           |                                                   | Instrumentalstück |
| Gitarren klingen leise durch die Nacht                             | Erich Moderer                                         | Horst Reipsch                                         | Günter Geißler                   | AMIGA                            | 1959               | Schlager                       |                                                   | |
| Goodbye Jimmy, Goodbye                                             | Jack Vaughn                                           | Jack Vaughn                                           | Kathy Linden                     | Felsted Records                  | März 1959          | Pop                            |                                                   | |
| Goodbye Pork Pie Hat                                               |                                                       | Charles Mingus                                        | Charles Mingus                   | Columbia Records                 | 1959               | Jazz                           | Mingus Ah Um                                      | Jazzstandard |
| Handy Man                                                          | Otis Blackwell & Jimmy Jones                          | Otis Blackwell & Jimmy Jones                          | Jimmy Jones                      | Cub Records                      | Dezember 1959      | Rock                           |                                                   | |
| Happy Anniversary                                                  | Al Stillman                                           | Robert Allen                                          |                                  |                                  | 1959               | Filmmusik                      |                                                   | Lied aus dem Film Happy Anniversary |
| Heartaches by the Number                                           | Harlan Howard                                         | Harlan Howard                                         | Ray Price                        | Columbia Records                 | 1959               | Country                        |                                                   | |
| Heute Abend wollen wir tanzen geh’n                                | Astrid Voltmann                                       | Helmut Zander                                         | Kessler-Zwillinge                |                                  | 1959               | Schlager                       |                                                   | deutscher Beitrag zum Eurovision Song Contest 1959 |
| He’ll Have To Go                                                   | Joe Allison & Audrey Allison                          | Joe Allison & Audrey Allison                          | Jim Reeves                       | RCA Victor                       | November 1959      | Country                        |                                                   | |
| High Hopes                                                         | Sammy Cahn                                            | Jimmy Van Heusen                                      | Frank Sinatra                    |                                  | 1959               | Pop                            | All the Way                                       | Gesungen von Frank Sinatra und Eddie Hodges in dem Film A Hole in the Head |
| I Ain’t Never                                                      | Webb Pierce & Mel Tillis                              | Webb Pierce & Mel Tillis                              | Webb Pierce                      | MGM Records                      | 1959               | Country                        |                                                   | |
| I Know                                                             | Carl Stutz & Edith Lindeman                           | Carl Stutz & Edith Lindeman                           | Perry Como                       |                                  | 1959               | Pop                            |                                                   | |
| I Need Your Love Tonight                                           | Sid Wayne & Bix Reichner                              | Sid Wayne & Bix Reichner                              | Elvis Presley                    | RCA Victor                       | 10. März 1959      | Rock                           |                                                   | |
| Ich hab’ Ehrfurcht vor schneeweißen Haaren                         | Bobbejaan Schoepen                                    | Bobbejaan Schoepen                                    | Bobbejaan                        |                                  | 1959               | Schlager                       |                                                   | |
| Ich zähle täglich meine Sorgen                                     | Harlan Howard                                         | Harlan Howard                                         | Peter Alexander                  | Polydor                          | 1959               | Schlager                       |                                                   | deutschsprachige Coverversion des Liedes Heartaches by the Number |
| If I Ever Fall In Love Again                                       | Peter Wildeblood                                      | Peter Greenwell                                       |                                  |                                  | 1959               | Pop                            |                                                   | Lied aus dem Musical The Crooked Mile |
| I’m Gonna Get Married                                              | Lloyd Price & Harold Logan                            | Lloyd Price & Harold Logan                            | Lloyd Price                      | ABC-Paramount                    | Juli 1959          | Rhythm and Blues, Pop          |                                                   | |
| I’m Looking Out the Window                                         | John Jacob Niles, Don Raye                            | John Jacob Niles, Don Raye                            | Peggy Lee                        |                                  | 1959               | Pop                            |                                                   | |
| It Doesn’t Matter Anymore                                          | Paul Anka                                             | Paul Anka                                             | Buddy Holly                      | Coral Records                    | 5. Januar 1959     | Pop                            |                                                   | |
| Jin-go-lo-ba                                                       | Babatunde Olatunji                                    | Babatunde Olatunji                                    | Babatunde Olatunji               |                                  | 1959               | Afrobeat                       |                                                   | |
| Joey’s Song                                                        |                                                       | Joe Reisman, Sammy Gallop                             | Bill Haley and His Comets        | Decca Records                    | 1959               | Rock                           |                                                   | Instrumental |
| Kansas City                                                        | Jerry Leiber & Mike Stoller                           | Jerry Leiber & Mike Stoller                           | Wilbert Harrison                 |                                  | 1959               | Blues                          |                                                   | Coverversionen des Liedes von Little Willie Littlefield aus dem Jahr 1952 |
| Kookie, Kookie (Lend Me Your Comb)                                 | Irving Taylor                                         | Irving Taylor                                         | Edward Byrnes und Connie Stevens | Warner Bros. Records             | März 1959          | Novelty                        |                                                   | |
| Kriminal-Tango                                                     | Kurt Feltz                                            | Piero Trombetta                                       | Hazy Osterwald Sextett           | Polydor                          | 1959               | Schlager                       |                                                   | |
| Leave My Kitten Alone                                              | Little Willie John, Titus Turner & James McDougal     | Little Willie John, Titus Turner & James McDougal     | Little Willie John               |                                  | Juni 1959          | Rock                           | In Action                                         | |
| Lipstick On Your Collar                                            | Eddie Lewis                                           | George Goehring                                       | Connie Francis                   | MGM Records                      | Mai 1959           | Rock                           |                                                   | |
| Little Donkey                                                      | Eric Boswell                                          | Eric Boswell                                          | Gracie Fields                    |                                  | 1959               | Weihnachtslied                 |                                                   | |
| Living Doll                                                        | Lionel Bart                                           | Lionel Bart                                           | Cliff Richard and The Drifters   | Columbia Records                 | 10. Juli 1959      | Rock, Pop, Country             |                                                   | |
| Lock Up Your Daughters                                             | Lionel Bart                                           | Laurie Johnson                                        |                                  |                                  | 1959               | Pop                            |                                                   | Lied aus dem Musical Lock Up Your Daughters |
| Lonely Blue Boy                                                    | Ben Weisman, Fred Wise                                | Ben Weisman, Fred Wise                                | Conway Twitty                    | MGM Records                      | Dezember 1959      | Rockabilly                     |                                                   | |
| Lonely Boy                                                         | Paul Anka                                             | Paul Anka                                             | Paul Anka                        | ABC-Paramount                    | 11. Mai 1959       | Pop                            |                                                   | |
| Lonely Woman                                                       |                                                       | Ornette Coleman                                       | Ornette Coleman                  | Atlantic Records                 | Oktober 1959       | Jazz                           | The Shape of Jazz to Come                         | Jazzstandard |
| Love Potion No. 9                                                  | Jerry Leiber & Mike Stoller                           | Jerry Leiber & Mike Stoller                           | The Clovers                      | Capitol Records                  | Juli 1959          | Doo Wop                        |                                                   | |
| Lullaby In Ragtime                                                 | Sylvia Fine                                           | Sylvia Fine                                           | Danny Kaye                       |                                  | 1959               | Filmmusik                      |                                                   | Gesungen von Danny Kaye im Film The Five Pennies. |
| Mack The Knife                                                     | Bertolt Brecht (Deu), Marc Blitzstein (Eng)           | Kurt Weill                                            | Bobby Darin                      |                                  | 1959               | Jazz                           |                                                   | Englischsprachige Coversong des Bänkelliedes Die Moritat von Mackie Messer Bertolt Brecht (Text) und Kurt Weill (Musik)                                                                                              |
| Manhã de Carnaval                                                  | Luiz Bonfá & Antônio Maria                            | Luiz Bonfá & Antônio Maria                            | Luiz Bonfá                       |                                  | 1959               | Bossa Nova                     |                                                   | Jazzstandard |
| Maria                                                              | Oscar Hammerstein II                                  | Richard Rodgers                                       |                                  |                                  | 1959               | Pop                            |                                                   | Gesungen von Patricia Neway, Muriel O’Malley, Elizabeth Howell und Karen Shepard im Musical Sound of Music |
| Marina                                                             | Ray Maxwell (Eng)                                     | Rocco Granata                                         | Rocco Granata                    | Tonality                         | 1959               | Pop                            | Marina & Other Italian Favorites                  | |
| May You Always                                                     | Larry Markes & Dick Charles                           | Larry Markes & Dick Charles                           | The McGuire Sisters              |                                  | 1959               | Pop                            |                                                   | |
| Memphis, Tennessee                                                 | Chuck Berry                                           | Chuck Berry                                           | Chuck Berry                      |                                  | 1959               | Rock                           |                                                   | |
| Milord                                                             | Georges Moustaki (Fra), B. G. Lewis Joseph (Eng)      | Marguerite Monnot                                     | Edith Piaf                       | Columbia Records                 | 1959               | Chanson                        |                                                   | |
| Moanin’                                                            | Jon Hendricks                                         | Bobby Timmons                                         | Art Blakey & The Jazz Messengers | Blue Note Records                | 1959               | Jazz                           | Moanin’                                           | Jazzstandard |
| Money (That’s What I Want)                                         | Janie Bradford, Berry Gordy                           | Janie Bradford, Berry Gordy                           | Barret Strong                    | Anna Records                     | August 1959        | Rhythm & Blues                 |                                                   | |
| Morgen                                                             | Noel Sherman (Eng) Peter Moesser (Ger)                | Peter Moesser                                         | Ivo Robić                        | Polydor, Laurie Records          | März 1959          | Pop                            |                                                   | |
| Mr. Blue                                                           | Dewayne Blackwell                                     | Dewayne Blackwell                                     | The Fleetwoods                   | Dolton Records                   | 1959               | Pop                            |                                                   | |
| My Wish Came True                                                  | Ivory Joe Hunter                                      | Ivory Joe Hunter                                      | Elvis Presley                    | RCA Records                      | 1959               | Pop                            |                                                   | |
| Ne me quitte pas                                                   | Jacques Brel                                          | Jacques Brel                                          | Jacques Brel                     | Philips                          | 1959               | Chanson                        | La Valse à mille temps                            | |
| Nostalgia in Times Square                                          |                                                       | Charles Mingus                                        | Charles Mingus                   | United Artists Records           | September 1959     | Jazz                           |                                                   | Jazzstandard. Lied für den Film Shadows von John Cassavetes und aufgenommen von Charles Mingus auf seinem Album Jazz Portraits: Mingus in Wonderland                                                                 |
| Oh! Carol                                                          | Howard Greenfield                                     | Neil Sedaka                                           | Neil Sedaka                      | RCA Victor                       | 1959               | Rock, Pop                      | Neil Sedaka Sings Little Devil and His Other Hits | |
| Once Upon a Dream                                                  | Sammy Fain, Jack Lawrence                             | Sammy Fain, Jack Lawrence                             | Mary Costa & Bill Shirley        |                                  | 1959               | Pop                            | Walt Disney’s Sleeping Beauty (O.S.T.)            | |
| Only Sixteen                                                       | Sam Cooke                                             | Sam Cooke                                             | Sam Cooke                        | Keen Records                     | 1959               | Rhythm & Blues, Soul, Pop      |                                                   | |
| Personality                                                        | Lloyd Price & Harold Logan                            | Lloyd Price & Harold Logan                            | Lloyd Price                      | ABC-Paramount                    | April 1959         | Rhythm & Blues                 |                                                   | |
| Peter Gunn Theme                                                   |                                                       | Henry Mancini                                         | Henry Mancini                    | RCA Victor                       | 1959               | Jazz, Rock                     | The Music from Peter Gunn                         | |
| Pillow Talk                                                        | Buddy Pepper & Inez James                             | Buddy Pepper & Inez James                             | Doris Day                        |                                  | 1959               | Filmmusik                      |                                                   | Gesungen von Doris Day und Rock Hudson in dem Film Bettgeflüster |
| Piove (Ciao, ciao bambina)                                         | Dino Verde                                            | Domenico Modugno                                      | Domenico Modugno                 | Fonit                            | 1959               | Pop                            |                                                   | Das Lied gewinnt den 1. Platz beim Sanremo-Festival 1959 |
| Poison Ivy                                                         | Jerry Leiber & Mike Stoller                           | Jerry Leiber & Mike Stoller                           | The Coasters                     | Atco Records                     | August 1959        | Rock                           |                                                   | |
| Puppy Love                                                         | Dolly Parton                                          | Dolly Parton                                          | Dolly Parton                     |                                  | 1959               | Country                        |                                                   | |
| Put Your Head on My Shoulder                                       | Paul Anka                                             | Paul Anka                                             | Paul Anka                        | ABC-Paramount                    | 17. August 1959    | Pop, Doo Wop                   |                                                   | |
| Rawhide                                                            | Ned Washington                                        | Dimitri Tiomkin                                       | Frankie Laine                    |                                  | 1959               | Country                        |                                                   | Titelsong der gleichnamigen US-Westernserie |
| Running Bear                                                       | J. P. Richardson                                      | J. P. Richardson                                      | Johnny Preston                   | Mercury Records                  | 21. Mai 1959       | Country                        |                                                   | |
| Satchan                                                            | Hiroo Sakata                                          | Megumi Ōnaka                                          |                                  |                                  | 1959               | Kinderlied                     |                                                   | |
| Say Man                                                            | Ellas McDaniel                                        | Ellas McDaniel                                        | Bo Diddley                       | Checker Records                  | 1959               | Rhythm and Blues               |                                                   | |
| Schau ich zum Himmelszelt                                          | Ernst Bader, Ralf Arnie, Werner Müller                | Ernst Bader, Ralf Arnie, Werner Müller                | Caterina Valente                 | Decca Records                    | 1959               | Schlager                       | Rendezvous International – Du bist wunderbar      | |
| Sea Cruise                                                         | Huey „Piano“ Smith                                    | Huey „Piano“ Smith                                    | Frankie Ford                     | Ace Records                      | 1959               | Rhythm and Blues               |                                                   | |
| Sea Of Love                                                        | George Khoury & Phil Baptiste                         | George Khoury & Phil Baptiste                         | Phil Phillips & The Twilights    | Mercury Records                  | Juli 1959          | Rhythm and Blues               |                                                   | |
| See You in September                                               | Sid Wayne                                             | Sherman Edwards                                       | The Tempos                       | Climax Records                   | Juni 1959          | Pop                            |                                                   | |
| Seven Little Girls Sitting in the Backseat                         | Bob Hilliard                                          | Lee Pockriss                                          | Paul Evans                       | Guaranteed                       | 1959               | Rock                           |                                                   | |
| Shout                                                              | O’Kelly Isley, Ronald Isley, Rudolph Isley            | O’Kelly Isley, Ronald Isley, Rudolph Isley            | The Isley Brothers               | RCA Victor                       | August 1959        | Rock, Gospel, Rhythm and Blues |                                                   | |
| Side Saddle                                                        |                                                       | Trevor H. Stanford                                    | Russ Conway                      | Columbia Records                 | Februar 1959       | Pop                            |                                                   | Instrumental |
| Sleep Walk                                                         |                                                       | Ann Farina                                            | Johnny Farina & Santo Farina     | Canadian-American Records        | August 1959        | Rock                           |                                                   | Instrumental |
| Small World                                                        | Stephen Sondheim                                      | Jule Styne                                            |                                  |                                  | 1959               | Pop                            |                                                   | Gesungen von Ethel Merman und Jack Klugman in dem MusicalGypsy |
| So What                                                            |                                                       | Miles Davis                                           | Miles Davis                      | Columbia Records                 | 17. August 1959    | Jazz                           | Kind of Blue                                      | Jazzstandard |
| Souvenirs                                                          | Cy Coben                                              | Cy Coben                                              | Bill Ramsey                      | Polydor                          | 1959               | Schlager                       |                                                   | Coverversion des gleichnamigen englischsprachigen Songs von Cy Coben |
| Sweet Nothin’s                                                     | Ronnie Self                                           | Ronnie Self                                           | Brenda Lee                       | Decca Records                    | 28. September 1959 | Rockabilly, Country            |                                                   | |
| Take Five                                                          |                                                       | Paul Desmond                                          | Dave Brubeck Quartet             | Columbia Records                 | 21. September 1959 | Jazz                           | Time Out                                          | Jazzstandard |
| Take Me Along                                                      | Bob Merrill                                           | Bob Merrill                                           |                                  |                                  | 1959               | Pop                            |                                                   | Gesungen von Jackie Gleason und Walter Pidgeon in dem Musical Take Me Along |
| Take Out Some Insurance                                            | Waldenese Hall / Charles Singleton                    | Waldenese Hall / Charles Singleton                    | Jimmy Reed                       |                                  | April 1959         | Blues                          | Rockin' With Reed                                 | |
| Tallahassee Lassie                                                 | Frank C. Slay Jr, Bob Crewe & Frederick A. Picariello | Frank C. Slay Jr, Bob Crewe & Frederick A. Picariello | Freddy Cannon                    | Swan Records                     | Mai 1959           | Rock                           |                                                   | |
| Teen Angel                                                         | Jean Surrey & Red Surrey                              | Jean Surrey & Red Surrey                              | Mark Dinning                     | MGM Records                      | Oktober 1959       | Pop                            | Teen Angel                                        | |
| Teen Beat                                                          |                                                       | Arthur Egnoian & Sandy Nelson                         | Sandy Nelson                     | Original Sound Records           | 1959               | Rock                           |                                                   | Instrumental |
| The Battle of New Orleans                                          | Jimmy Driftwood                                       | Jimmy Driftwood                                       | Johnny Horton                    | RCA Victor                       | 1959               | Country                        | Newly Discovered Early American Folk Songs        | |
| The Best of Everything                                             | Sammy Cahn                                            | Alfred Newman                                         | Johnny Mathis                    |                                  | 1959               | Filmmusik                      |                                                   | Gesungen von Johnny Mathis in dem Film Alle meine Träume (Originaltitel: The Best of Everything) |
| The Hanging Tree                                                   | Mack David                                            | Jerry Livingston                                      | Marty Robbins                    | Columbia Records                 | 1959               | Filmmusik                      |                                                   | Gesungen von Marty Robbins in dem Film The Hanging Tree |
| The Happy Organ                                                    | Kurt Wood, David Clowney & James Kreigsmann           | Kurt Wood, David Clowney & James Kreigsmann           | Dave Cortez                      | Chess Records                    | 1959               | Rock                           |                                                   | Instrumental |
| The Lonely Goatherd                                                | Oscar Hammerstein II                                  | Richard Rodgers                                       | Mary Martin                      |                                  | 1959               | Pop                            |                                                   | Gesungen von Mary Martin und Kindern in dem Musical Sound of Music und von Julie Andrews in der Filmversion. |
| The Same Old Me                                                    | Fuzzy Owen                                            | Fuzzy Owen                                            | Ray Price                        | Columbia Records                 | 1959               | Country                        |                                                   | |
| The Sky Is Crying                                                  | Elmore James                                          | Elmore James                                          | Elmore James                     |                                  | November 1959      | Blues                          |                                                   | |
| The Sound Of Music                                                 | Oscar Hammerstein II                                  | Richard Rodgers                                       | Mary Martin                      |                                  | 1959               | Pop                            |                                                   | Gesungen von Mary Martin in dem Musical Sound of Music. |
| The Tijuana Jail                                                   | Denny Thompson                                        | Denny Thompson                                        | The Kingston Trio                | Capitol Records                  | 23. Februar 1959   | Folk                           |                                                   | |
| The Village of St. Bernadette                                      | Eula Parker                                           | Eula Parker                                           | Andy Williams                    | Cadence Records                  | Dezember 1959      | Pop                            |                                                   | |
| Theme from “A Summer Place”                                        | Mack Discant                                          | Max Steiner                                           | Percy Faith                      | Columbia Records                 | September 1959     | Filmmusik                      | A Summer Place                                    | Titelmelodie des Kinofilms A Summer Place |
| There Goes My Baby                                                 | Benjamin Nelson, Lover Patterson, George Treadwell    | Benjamin Nelson, Lover Patterson, George Treadwell    | The Drifters                     | Atlantic Records                 | 24. April 1959     | Soul, Rhythm & Blues, Doo Wop  |                                                   | |
| Three Cool Cats                                                    | Jerry Leiber                                          | Mike Stoller                                          | The Coasters                     |                                  | Januar 1959        | Rhythm & Blues                 |                                                   | |
| (’Til) I Kissed You                                                | Don Everly                                            | Don Everly                                            | The Everly Brothers              | Cadence Records                  | 1959               | Pop                            |                                                   | |
| Till there was you                                                 | Meredith Willson                                      | Meredith Willson                                      | Anita Bryant                     | Carlton Records                  | Mai 1959           | Pop                            |                                                   | |
| Unter fremden Sternen (fährt ein weißes Schiff nach Hongkong)      | Aldo von Pinelli                                      | Lotar Olias                                           | Freddy Quinn                     | Polydor                          | 1959               | Schlager                       |                                                   | |
| Venus                                                              | Ed Marshall                                           | Ed Marshall                                           | Frankie Avalon                   | Chancellor Records               | 1959               | Pop                            |                                                   | |
| Von guten Mächten treu und still umgeben                           | Dietrich Bonhoeffer                                   | Otto Abel                                             |                                  |                                  | 1959               | Geistliches Lied               |                                                   | Lied verfasst auf Bassis des geistlichen Gedichts des evangelischen Theologen und NS-Widerstandskämpfers Dietrich Bonhoeffer, das er im Dezember 1944 in der Gestapo-Haft schrieb                                    |
| Waterloo                                                           | John D. Loudermilk & Marijohn Wilkin                  | John D. Loudermilk & Marijohn Wilkin                  | Stonewall Jackson                | Columbia Records                 | 1959               | Country                        |                                                   | |
| We Got Love                                                        | Kal Mann                                              | Bernie Lowe                                           | Bobby Rydell                     | Cameo-Parkway                    | 1959               | Pop                            |                                                   | |
| What a Difference A Day Makes                                      | María Grever, Stanley Adams                           | María Grever, Stanley Adams                           | Dinah Washington                 | Mercury Records                  | 1959               | Pop, Jazz                      |                                                   | |
| What Do You Want?                                                  | Les Vandyke                                           | Les Vandyke                                           | Adam Faith                       | Parlophone                       | 24. Oktober 1959   | Pop                            |                                                   | |
| What’d I Say                                                       | Ray Charles                                           | Ray Charles                                           | Ray Charles                      | Atlantic Records                 | 1959               | Rhythm & Blues                 | What’d I Say                                      | |
| White Lightning                                                    | J. P. Richardson                                      | J. P. Richardson                                      | George Jones                     | Mercury Records                  | 9. Februar 1959    | Rock, Rockabilly               |                                                   | |
| Why                                                                | Bob Marcucci                                          | Peter De Angelis                                      | Frankie Avalon                   | Chancellor Records               | 1959               | Pop                            |                                                   | |
| Woo Hoo                                                            |                                                       |                                                       | Rock-A-Teens                     | Doran Records                    | 1959               | Rock                           | Woo Hoo                                           | |
| Wumba-Tumba Schokoladeneisverkäufer                                | Sheb Wooley (Eng), Kurt Feltz (Deu)                   | Sheb Wooley                                           | Bill Ramsey                      | Polydor                          | 1959               | Schlager                       |                                                   | deutsche Coverversionen des Liedes The Purple People Eater aus dem Jahr 1958 |
| Wunderland bei Nacht                                               |                                                       | Klaus Günter Neumann                                  | Bert Kaempfert                   | Polydor                          | 1959               | Blues                          |                                                   | Instrumental |
| You’re So Fine                                                     | Lance Finney, Willie Schofield, Bob West              | Lance Finney, Willie Schofield, Bob West              | The Falcons                      | Unart Records                    | 1959               | Rhythm & Blues                 |                                                   | |

### Alben
| Album                                                         | Interpret                                        | Label                              | Veröffentlichung   | Genre                                  | Weitere Informationen |
| ------------------------------------------------------------- | ------------------------------------------------ | ---------------------------------- | ------------------ | -------------------------------------- | --------------------- |
| ...from the “Hungry i”                                        | The Kingston Trio                                | Capitol Records                    | 1959               | Rock, Pop, Folk, World & Country       |                       |
| 5 by Monk by 5                                                | Thelonious Monk                                  | Riverside Records                  | 1959               | Jazz                                   |                       |
| 50,000,000 Elvis Fans Can’t Be Wrong                          | Elvis Presley                                    | RCA Victor                         | 13. November 1959  | Rock, Pop                              |                       |
| A Date with Elvis                                             | Elvis Presley                                    | RCA Victor                         | 24. Juli 1959      | Rock, Pop                              |                       |
| A Jazz Portrait of Frank Sinatra                              | Oscar Peterson                                   | Verve Records                      | 1959               | Jazz                                   |                       |
| Abbey Is Blue                                                 | Abbey Lincoln                                    | Riverside Records                  | 1959               | Jazz                                   |                       |
| Ahmad Jamal Trio Volume IV                                    | Ahmad Jamal                                      | Argo Records                       | 1959               | Jazz                                   |                       |
| Art Pepper + Eleven                                           | Art Pepper                                       | Contemporary Records               | 1959               | Jazz                                   |                       |
| At Large                                                      | The Kingston Trio                                | Capitol Records                    | 1959               | Pop, Folk, Weltmusik & Country         |                       |
| Back to Back: Duke Ellington and Johnny Hodges Play the Blues | Johnny Hodges und Duke Ellington                 | His Master’s Voice                 | 1959               | Jazz                                   |                       |
| Ballad of the Blues                                           | Jo Stafford                                      | Columbia Records                   | 1959               | Blues                                  |                       |
| Ben Webster and Associates                                    | Ben Webster                                      | His Master’s Voice                 | 1959               | Jazz                                   |                       |
| Blind Joe Death                                               | John Fahey                                       | Takoma Records                     | 1959               | Blues, Folk, Weltmusik & Country       |                       |
| Blowin’ the Blues Away                                        | Horace Silver                                    | Blue Note Records                  | 1959               | Jazz                                   |                       |
| Blue Soul                                                     | Blue Mitchell                                    | Riverside Records                  | 1959               | Jazz                                   |                       |
| Blues-ette                                                    | Curtis Fuller                                    | Savoy Records                      | 1959               | Jazz                                   |                       |
| Byrd in Hand                                                  | Donald Byrd                                      | Blue Note Records                  | Dezember 1959      | Jazz                                   |                       |
| Cannonball Takes Charge                                       | Cannonball Adderley                              | Riverside Records                  | 1959               | Jazz                                   |                       |
| Cattin’ with Coltrane and Quinichette                         | John Coltrane & Paul Quinichette                 | Prestige Records                   | 1959               | Jazz                                   |                       |
| Chega de Saudade                                              | João Gilberto                                    | Odeon                              | 1959               | Jazz, Latin, Folk, Weltmusik & Country |                       |
| Chet                                                          | Chet Baker                                       | Riverside Records                  | 1959               | Jazz                                   |                       |
| Chuck Berry Is on Top                                         | Chuck Berry                                      | Chess Records                      | 1959               | Rock                                   |                       |
| Cliff                                                         | Cliff Richard and The Drifters                   | Columbia Records                   | 1959               | Rock                                   | Debütalbum            |
| Cliff Sings                                                   | Cliff Richard                                    | Columbia Records                   | 1959               | Rock                                   |                       |
| Coleman Hawkins Encounters Ben Webster                        | Coleman Hawkins                                  | Verve Records                      | 1959               | Jazz                                   |                       |
| Come Dance with Me!                                           | Frank Sinatra                                    | Capitol Records                    | 1959               | Jazz                                   |                       |
| Como Swings                                                   | Perry Como                                       | RCA Victor                         | 1959               | Jazz, Pop, Folk, Weltmusik & Country   |                       |
| Davis Cup                                                     | Walter Davis                                     | Blue Note Records                  | 1959               | Jazz                                   |                       |
| Die Gitarre und das Meer                                      | Freddy Quinn                                     | Polydor                            | 1959               | Schlager                               | EP                    |
| Dinah, Yes Indeed!                                            | Dinah Shore                                      | Capitol Records                    | 1959               | Jazz, Pop                              |                       |
| Dreams of Italy                                               | Johnny Cole                                      | Crown Records                      | 1959               | Folk, Weltmusik & Country              |                       |
| Ella Fitzgerald Sings Sweet Songs for Swingers                | Ella Fitzgerald                                  | Verve Records                      | 1959               | Jazz                                   |                       |
| Everybody Digs Bill Evans                                     | Bill Evans                                       | Riverside Records                  | 1959               | Jazz                                   |                       |
| Finger Poppin’ With The Horace Silver Quintet                 | Horace Silver                                    | Blue Note Records                  | 1959               | Jazz                                   |                       |
| For LP Fans Only                                              | Elvis Presley                                    | RCA Victor                         | 1959               | Rock, Pop                              |                       |
| Get Happy!                                                    | Ella Fitzgerald                                  | His Master’s Voice                 | 1959               | Jazz                                   |                       |
| Go Bo Diddley                                                 | Bo Diddley                                       | Checker Records                    | Juli 1959          | Rock, Blues                            |                       |
| Gongs East!                                                   | Chico Hamilton                                   | Warner Bros. Records               | April 1959         | Jazz                                   |                       |
| Great Jazz Standards                                          | Gil Evans                                        | Pacific Jazz                       | 1959               | Jazz                                   |                       |
| Greatest!                                                     | Johnny Cash                                      | Sun Records                        | 1959               | Country                                |                       |
| Groovin’ with Golson                                          | Benny Golson                                     |                                    | 1959               | Jazz                                   |                       |
| Gunfighter Ballads and Trail Songs                            | Marty Robbins                                    | Columbia Records                   | 1959               | Country                                |                       |
| Hawk Eyes                                                     | Coleman Hawkins, Charlie Shavers und Tiny Grimes | Prestige Records                   | 1959               | Jazz                                   |                       |
| Heimweh / Heimatlos                                           | Freddy Quinn                                     | Polydor                            | 1959               | Schlager                               | EP                    |
| Here’s Freddy!                                                | Freddy Quinn                                     | Polydor                            | 1959               | Schlager                               | EP                    |
| Here We Go Again!                                             | The Kingston Trio                                | Capitol Records                    | 1959               | Pop, Folk, Weltmusik & Country         |                       |
| Hymns by Johnny Cash                                          | Johnny Cash                                      | Columbia Records                   | 1959               | Country, Gospel                        |                       |
| I’ll Be Seeing You                                            | Jo Stafford                                      | Columbia Records                   | 1959               | Jazz, Pop                              |                       |
| I’m Nobody’s Baby                                             | Jo Ann Campbell                                  | End                                | 1959               | Rock, Pop                              |                       |
| Jazz in Silhouette                                            | Sun Ra and His Arkestra                          | El Saturn, Impulse!, Evidence      | 1959               | Jazz                                   |                       |
| Jazz Portraits – Mingus In Wonderland                         | Charles Mingus                                   | United Artists / Blue Note Records | 1959               | Jazz                                   |                       |
| Kelly Blue                                                    | Wynton Kelly                                     | Riverside Records                  | 1959               | Jazz                                   |                       |
| Kind of Blue                                                  | Miles Davis                                      | Columbia Records                   | 17. August 1959    | Jazz                                   |                       |
| Les Liaisons Dangereuses 1960                                 | Art Blakey                                       | Fontana                            | 1959               | Jazz                                   |                       |
| Liturgical Jazz                                               | Ed Summerlin                                     | Ecclesia Records                   | Dezember 1959      | Jazz                                   |                       |
| Lonely Street                                                 | Andy Williams                                    | Cadence Records                    | Dezember 1959      | Pop                                    |                       |
| Look to Your Heart                                            | Frank Sinatra                                    | Capitol Records                    | September 1959     | Pop                                    |                       |
| Love in Portofino (A San Cristina)                            | Dalida                                           | Barclay                            | September 1959     | Pop, Chanson                           |                       |
| Meet Oliver Nelson                                            | Oliver Nelson                                    | New Jazz                           | 1959               | Jazz                                   |                       |
| Mingus Ah Um                                                  | Charles Mingus                                   | Columbia Records                   | 14. September 1959 | Jazz                                   |                       |
| Mingus Dynasty                                                | Charles Mingus                                   | Columbia Records                   | 1959               | Jazz                                   |                       |
| Moanin’ in the Moonlight                                      | Howlin’ Wolf                                     | Chess Records                      | 1959               | Blues                                  | Debütalbum            |
| Modern Jazz Classics                                          | Art Pepper                                       | Contemporary Records               | 1959               | Jazz                                   |                       |
| Music from Odds Against Tomorrow                              | The Modern Jazz Quartet and Orchestra            | United Artists Records             | 1959               | Jazz                                   |                       |
| My Conception                                                 | Sonny Clark                                      | Blue Note Records                  | 1959               | Jazz                                   |                       |
| New York, N.Y.                                                | George Russell                                   | Decca Records                      | 1959               | Jazz                                   |                       |
| Newk’s Time                                                   | Sonny Rollins                                    | Blue Note Records                  | Januar 1959        | Jazz                                   |                       |
| No One Cares                                                  | Frank Sinatra                                    | Capitol Records                    | August 1959        | Jazz, Pop                              |                       |
| ¡Olé Tormé!                                                   | Mel Tormé                                        | Verve Records                      | 1959               | Jazz, Latin                            |                       |
| Persuasive Percussion                                         | Terry Snyder and the All Stars                   | Command                            | 1959               | Jazz, Pop                              |                       |
| Play Bach No.1                                                | Jacques Loussier                                 | Decca Records                      | 1959               | Jazz                                   |                       |
| Porgy and Bess                                                | Ella Fitzgerald, Louis Armstrong                 | Verve Records                      | 1959               | Jazz                                   |                       |
| Ricky Sings Again                                             | Ricky Nelson                                     | Imperial Records                   | 1959               | Rock                                   |                       |
| Ritchie Valens                                                | Ritchie Valens                                   | Del-Fi Records                     | März 1959          | Rock, Pop                              |                       |
| Satan Is Real                                                 | The Louvin Brothers                              | Capitol Records                    | Dezember 1959      | Gospel, Bluegrass                      |                       |
| Season’s Greetings from Perry Como                            | Perry Como                                       | RCA Victor                         | 1959               | Pop                                    |                       |
| Side by Side                                                  | Duke Ellington & Johnny Hodges                   | Verve Records                      | 1959               | Jazz                                   |                       |
| Songs by Ricky                                                | Ricky Nelson                                     | Imperial                           | 1959               | Rock                                   |                       |
| Songs of Our Soil                                             | Johnny Cash                                      | Columbia Records                   | 1959               | Country                                |                       |
| Stereo Concert                                                | The Kingston Trio                                | Capitol Records                    | 1959               | Rock, Pop                              |                       |
| Strictly Instrumental                                         | Bill Haley & His Comets                          | Festival Records                   | 1959               | Rock                                   |                       |
| Swing Along                                                   | The Four Lads                                    | Columbia Records                   | 1959               | Pop                                    |                       |
| Swing Me an Old Song                                          | Julie London                                     | Liberty Records                    | 1959               | Jazz, Pop, Folk, Country               |                       |
| That’s All                                                    | Bobby Darin                                      | ATCO Records                       | März 1959          | Rock, Pop                              |                       |
| The Easy Way                                                  | Jimmy Giuffre                                    | Verve Records                      | 1959               | Jazz                                   |                       |
| The Fabulous Little Richard                                   | Little Richard                                   | Specialty Records                  | 1959               | Rock, Blues                            |                       |
| The Genius of Ray Charles                                     | Ray Charles                                      | Atlantic Records                   | Oktober 1959       | Jazz, Pop                              |                       |
| The Music from Peter Gunn                                     | Henry Mancini                                    | RCA Victor                         | 1959               | Jazz                                   |                       |
| The Sermon!                                                   | Jimmy Smith                                      | Blue Note Records                  | 1959               | Jazz                                   |                       |
| The Shape of Jazz to Come                                     | Ornette Coleman                                  | Atlantic Records                   | Oktober 1959       | Jazz                                   |                       |
| The Thelonious Monk Orchestra at Town Hall                    | Thelonious Monk                                  | Riverside Records                  | 1959               | Jazz                                   |                       |
| The Three Faces of Chico                                      | Chico Hamilton                                   | Warner Bros. Records               | November 1959      | Jazz                                   |                       |
| The Wes Montgomery Trio                                       | Wes Montgomery                                   | Riverside Records                  | 1959               | Jazz                                   |                       |
| Thelonious Alone in San Francisco                             | Thelonious Monk                                  | Riverside Records                  | 1959               | Jazz                                   |                       |
| Time Out                                                      | Dave Brubeck Quartet                             | Columbia Records                   | 14. Dezember 1959  | Jazz                                   |                       |
| Tomorrow Is the Question!                                     | Ornette Coleman                                  | Contemporary Records               | 1959               | Jazz                                   |                       |
| Unter fremden Sternen                                         | Freddy Quinn                                     | Polydor                            | 1959               | Schlager                               | EP                    |
| Vaughan and Violins                                           | Sarah Vaughan                                    | Mercury Records                    | 1959               | Jazz                                   |                       |
| What a Diff’rence a Day Makes!                                | Dinah Washington                                 | Mercury Records                    | 1959               | Jazz, Pop                              |                       |
| What Is There to Say?                                         | Gerry Mulligan                                   | Columbia Records                   | 1959               | Jazz                                   |                       |
| Workin’ with the Miles Davis Quintet                          | Miles Davis                                      | Prestige Records                   | 1959               | Jazz                                   |                       |
| Your Number Please                                            | Julie London                                     | Liberty                            | 1959               | Jazz                                   |                       |

## Musiktheater

### Musical (Auswahl)
| Datum Uraufführung / Wiederaufnahme | Musical                        | Komponist                      | Buch und Liedtexte                                                        | Theater                   | Ort                 | Weitere Informationen                                               |
| ----------------------------------- | ------------------------------ | ------------------------------ | ------------------------------------------------------------------------- | ------------------------- | ------------------- | ------------------------------------------------------------------- |
| 15. Januar                          | On the Town                    | Leonard Bernstein              | Betty Comden und Adolph Green                                             | Carnegie Hall Playhouse   | New York City       | Broadway-Wiederaufnahme mit insgesamt 70 Vorstellungen              |
| 24. Januar                          | Moskau, Tscherjomuschki        | Dmitri Schostakowitsch         | Wladimir Mass und Michail Tscherwinski                                    | Operettentheater          | Moskau              |                                                                     |
| 02. Februar                         | King Kong                      | Todd Matshikiza                | Pat Willams                                                               | Witwatersrand-Universität | Johannesburg        | Musical um den südafrikanischen Schwergewichtsboxer Ezekiel Dlamini |
| 05. Februar                         | Redhead                        | Albert Hague                   | Dorothy Fields, Herbert Fields, Sidney Sheldon und David Shaw             | 46th Street Theatre       | New York City       | Broadway-Produktion mit insgesamt 405 Vorstellungen                 |
| 00. Februar                         | Fings Ain't Wot They Used T'Be | Lionel Bart                    | Lionel Bart und Frank Norman                                              | Theatre Royal             | Stratford-upon-Avon | Produktion in Stratford mit insgesamt 63 Vorstellungen              |
| 09. März                            | Juno                           | Marc Blitzstein                | Joseph Stein                                                              | Winter Garden Theatre     | New York City       | Broadway-Produktion mit insgesamt 16 Vorstellungen                  |
| 19. März                            | Frank der Fünfte               | Paul Burkhard                  | Friedrich Dürrenmatt                                                      | Schauspielhaus Zürich     | Zürich              |                                                                     |
| 23. April                           | Destry Rides Again             | Harold Rome                    | Harold Rome und Leonard Gershe                                            | Imperial Theatre          | New York City       | Broadway-Produktion mit insgesamt 472 Vorstellungen                 |
| 21. Mai                             | Gypsy                          | Jule Styne                     | Arthur Laurents und Stephen Sondheim                                      | The Broadway Theatre      | New York City       | Broadway-Produktion mit insgesamt 702 Vorstellungen                 |
| 28. Mai                             | Lock Up Your Daughters         | Laurie Johnson                 | Lionel Bart                                                               | Mermaid Theatre           | London              | Produktion in London mit insgesamt 328 Vorstellungen                |
| 00. Mai                             | Once Upon a Mattress           | Mary Rodgers                   | Marshall Barer                                                            | Phoenix Theatre           | New York City       |                                                                     |
| 23. September                       | Pieces of Eight                | Sandy Wilson                   | Peter Cook                                                                | Apollo Theatre            | London              |                                                                     |
| 12. Oktober                         | The Love Doctor                |                                |                                                                           | Piccadilly Theatre        | London              | Produktion in London mit insgesamt 16 Vorstellungen                 |
| 19. Oktober                         | Make Me an Offer               | David Heneker und Monty Norman | Wolf Mankowitz                                                            | Theatre Royal             | Stratford           |                                                                     |
| 22. Oktober                         | Take Me Along                  | Bob Merrill                    | Joseph Stein und Robert Russell (Buch) sowie Bob Merrill (Liedtexte)      | Shubert Theatre           | New York City       | Broadway-Produktion mit insgesamt 448 Vorstellungen                 |
| 16. November                        | The Sound of Music             | Richard Rodgers                | Oscar Hammerstein II                                                      | Lunt-Fontanne Theatre     | New York City       | Broadway-Produktion mit insgesamt 1443 Vorstellungen                |
| 18. November                        | Little Mary Sunshine           | Rick Besoyan                   | Rick Besoyan                                                              | Orpheum Theatre           | New York City       | Off-Broadway-Produktion mit insgesamt 1143 Vorstellungen            |
| 23. November                        | Fiorello!                      | Jerry Bock                     | Jerome Weidman und George Abbott (Buch) sowie Sheldon Harnick (Liedtexte) | Broadhurst Theatre        | New York City       | Broadway-Produktion mit insgesamt 795 Vorstellungen                 |

### Oper und Operette (Auswahl)
| Datum der Uraufführung | Oper / Operette             | Komponist            | Libretto                                             | Opernhaus              | Ort           | Weitere Informationen                            |
| ---------------------- | --------------------------- | -------------------- | ---------------------------------------------------- | ---------------------- | ------------- | ------------------------------------------------ |
| 06. Februar            | La voix humaine             | Francis Poulenc      | Jean Cocteau                                         | Opéra-Comique          | Paris         | Monooper                                         |
| 15. März               | La cabine téléphonique      | Claude Arrieu        | Michel Vaucaire                                      |                        |               | Radiooper                                        |
| 14. Mai                | Rapunzel                    | Lou Harrison         | William Morris                                       | Kaufmann Auditorium    | New York City | Kammeroper                                       |
| 31. Mai                | Aniara                      | Karl-Birger Blomdahl | Erik Lindegren                                       | Königliche Oper        | Stockholm     |                                                  |
| 14. Juni               | Die tödlichen Wünsche       | Giselher Klebe       | Giselher Klebe                                       | Deutsche Oper am Rhein | Düsseldorf    |                                                  |
| 17. Juni               | A Hand of Bridge            | Samuel Barber        | Gian-Carlo Menotti                                   | Teatro Caio Melisso    | Spoleto       |                                                  |
| 19. Juni               | Salto mortale               | Henk Badings         |                                                      |                        |               | Fernseh-Kammeroper                               |
| 28. Juni               | Kalchas                     | Jurriaan Andriessen  |                                                      |                        |               | Fernsehoper, ausgestrahlt im niederländischen TV |
| 12. September          | Prometheus                  | Rudolf Wagner-Régeny | Rudolf Wagner-Régeny                                 | Staatstheater Kassel   | Kassel        |                                                  |
| 20. September          | Die Ermordung Cäsars        | Giselher Klebe       | Giselher Klebe                                       | Grillo-Theater         | Essen         |                                                  |
| 28. Oktober            | Love Propitiated            | Carlos Chávez        |                                                      |                        | Mexico City   | überarbeitete Version von Panfilo e Lauretta     |
| 10. November           | Przygoda króla Artura       | Grażyna Bacewicz     |                                                      |                        | Warschau      | Radiooper                                        |
| 19. November           | La notte di un nevrastenico | Nino Rota            | Riccardo Bacchelli                                   |                        |               | Ausstrahlung im italienischen Rundfunk           |
| 11. Dezember           | Oedipus der Tyrann          | Carl Orff            | Sophokles in der Übersetzung von Friedrich Hölderlin |                        | Stuttgart     |                                                  |

## Klassische Musik

### Premieren (Auswahl)
| Datum der Uraufführung | Komponist                      | Komposition           | Ort                     |
| ---------------------- | ------------------------------ | --------------------- | ----------------------- |
| 12. Mai                | Luciano Berio                  | Streichquartett Nr. 1 | Wien                    |
| 00. Juni               | Douglas Lilburn                | Sinfonie Nr. 2        | Wellington              |
| 10. Juli               | Sergei Sergejewitsch Prokofjew | Sonate für Violine    | Moskau                  |
| 25. August             | Karlheinz Stockhausen          | Zyklus                | Darmstadt (Ferienkurse) |
| 02. Oktober            | Karlheinz Stockhausen          | Refrain               | Berlin (Festwochen)     |

### Kompositionen (Auswahl)
- Juhan Aavik – Requiem
- Jean Absil –
  - Danses bulgares, op. 103, für Piano
  - Passacaglia in memoriam Alban Berg, op. 101, für Piano
  - Rhapsody No. 5, op. 102, für zwei Pianos
- Murray Adaskin – Saskatchewan Legend, für Orchester
- Samuel Adler – Toccata, Recitation, and Postlude, für Orgel
- Stephen Albert – zwei Toccatas, für Piano
- William Alwyn–
  - Sinfonie Nr. 4[89]
  - Streichertrio
- Hendrik Andriessen –
  - Signum Magnum, für Sopran, Chor und Orgel
  - Suite, für Flöte oder Blockflöte und Piano
  - Tota pulchra, anima mea, für zwei Stimmen und Orgel
- Jurriaan Andriessen – Sonata da camera, für Flöte, Viola und Gitarre
- Louis Andriessen –
  - Nocturnen, für Sopran und Kammerorchester
  - Percosse, für Flöte, Trompete, Fagott und Schlagzeug
- István Anhalt –
  - Electronic Composition No. 1 "Sine nomine I"
  - Electronic Composition No. 2 "Sine nomine II"
- Hans Erich Apostel –
  - Fantasie, op. 31b, für Piano
  - Österreichische Miniaturen (5), für Orchester
  - Vier kleine Klavierstücke, op. 31a, für Piano
- Malcolm Arnold –
  - Concerto, op. 67, für Gitarre und Kammerorchester
  - Song of Simeon op. 69
  - Sweeney Todd, op. 68 (Ballett)[90]
  - William Blake Songs, op. 66, für Altstimme und Streicher
- Claude Arrieu –
  - Fantaisie lyrique, für Ondes Martenot und Piano
  - Suite, für Streichorchester
- Robert Ashley – Klaviersonate („Christopher Columbus crosses to the New World in the Niña, the Pinta and the Santa Maria using only dead reckoning and a crude astrolabe“)
- Larry Austin – Homecoming, Kantate für Sopran und Jazzquintett
- Jan Bach – Toccata, für Orchester
- Sven-Erik Bäck – A Game around a Game, für Orchester
- Henk Badings –
  - Capriccio, für Violine mit Begleitung von zwei elektromagnetische Klangspuren, zusammengestellt mit 12 Sinusgeneratoren
  - Die Frau von Andros, Ballett, elektronische Musik
  - Jungle, Ballett, elektronische Musik
  - Languentibus in purgatorio, für gemischten Chor
  - Psalm 147, für Kinderchor, Kammerchor, Chor und Orchester
- Claude Ballif – Mouvements pour deux, op. 27, für Flöte und Piano
- Tadeusz Baird – Espressioni varianti, für Violine und Orchester
- Leonardo Balada – Musica en cuatro tiempos, für Piano
- Samuel Barber – Nocturne (Homage to John Field), op. 33, für Piano
- Jean Barraqué – ... Au delà du hasard, für vier Instrumentalgruppen und eine Vokalgruppe
- Leslie Bassett –
  - Duette, für zwei Cellos
  - For City, Nation, World, Kantate für Tenor, SATB Chor, Kinderchor ad lib., vier Posaunen und Orgel
  - Sonata, für Violine und Piano
- Jürg Baur –
  - Choralvorspiele, für Orgel
  - Concertino, für Flöte, Oboe, Klarinette, Streichorchester und Pauke
  - Metamorphosen, für Piano, Violine und Cello
- Gustavo Becerra-Schmidt – Streichquartett Nr. 5
- John J. Becker –
  - At Dieppe, für Stimme und Piano
  - Streichquartett Nr. 3 (unvollendet)
- John Beckwith – Music for Dancing, für Orchester (zweite Orchestrierung)
- Jack Beeson –
  - Against Idleness and Mischief and in Praise of Labor, für hohe Stimme und Piano
  - Fire, Fire, Quench Desire, für hohe Stimme und Piano
  - Lullaby, für Alt und Klavier (revidierte Version)
  - Round and Round, für vierhändiges Piano
  - Symphony Nr. 1, in A-Dur
  - Three Love Songs, für Alt und Klavier (revidierte Version)
  - Transformations, für großes Orchester
- Paul Ben-Haim –
  - Hazono shel navi [Die Vision eines Propheten], für Tenor, SATB-Chor und Orchester
  - Poème, für Harfe
- Arthur Benjamin – Streichquartett Nr. 2
- Richard Rodney Bennett – Music for an Occasion, für Orchester
- Niels Viggo Bentzon – Klaviersonate Nr. 7, op. 121
- Gunnar Berg –
  - Gaffkys I–X, für Piano
  - Pour clarinette et violon, für Klarinette und Violine
  - Pour piano et orchestre, für Klavier und Orchester
  - 37 Aspects (Spoon River), für Ensemble
- Arthur Berger – Chamber Concerto, für kleines Orchester
- Luciano Berio –
  - Allez Hop!,
  - Différences (1958–59), für Ensemble und Tonband
  - Quaderni I, für Orchester
  - Thema (Omaggio a Joyce) (1958–59) für Stimme und Tonband
- Lennox Berkeley –
  - Overture, für kleines Orchester
  - So sweet love seemed, für Mezzosopran oder Bariton und Piano
  - Sonatina, op. 52, Nr. 2, für zwei Pianos
- Boris Blacher – Musica giocosa, op. 59, für Orchester
- Easley Blackwood, Jr. –
  - Concertino, op. 5, für fünf Instrumente
  - Streichquartett Nr. 2, op. 6
- Arthur Bliss – Birthday Song for a Royal Child, SATB Chor (komponiert zur Feier der Geburt von Prinz Andrew)[91]
- Augustyn Bloch –
  - Espressioni, für Sopran und Orchester
  - Impressioni poetiche, für Männerchor und Orchester
- Konrad Boehmer – Variation, für Orchester
- William Bolcom – Romantic Pieces, für Piano
- Margaret Bonds –
  - Dream Portraits (3), für Gesang und Piano
  - Ezekiel saw the wheel, für Gesang und Piano
  - I Got a Home in That Rock, für Gesang und Orchester oder Piano
  - Messe in d-Moll Mass, für Chor und Orgel
- Narcís Bonet – Choral, für Orgel
- Pierre Boulez –
  - Improvisation sur Mallarmé III: A la nue accablante tu, für Sopran und Orchester
  - Tombeau, für Sopran und Orchester
- Paul Bowles – Sweet Bird of Youth, Bühnenmusik zum Stück von Tennessee Williams
- Henry Brant – The Crossing, für Tenor-, Oboe- oder Sopransaxophon, Glockenspiel, Violine und Cello
- Havergal Brian – Sinfonie Nr. 13 in C-Dur
- Benjamin Britten –
  - Cantata academica, carmen basiliense, op. 62, for SATB Chor und Orchester
  - Fanfare for St Edmundsbury, für drei Trompeten
  - Missa brevis in D, op. 63, für Knabenchor und Orgel
  - Oliver Cromwell, für Gesang unisono und Piano
- Earle Brown – Hodograph I, für Flöte, Piano, Celesta und Percussion
- Alan Bush – Dorian Passacaglia and Fugue, op. 52, für Orchester
- Geoffrey Bush – Songs of Wonder, für Sopran oder Tenor und Streichorchester oder Klavier
- Sylvano Bussotti – Piano Pieces for David Tudor
- Nigel Butterley – Joseph and Mary, für Sopran und Flöte
- Cornelius Cardew – Piano Piece 1959
- Elliott Carter – Streichquartett Nr. 2
- Niccolo Castiglioni – Cangiati, für Piano
- Chen Gang & He Zhanhao – Butterfly Lovers’ Violin Concerto
- Aldo Clementi –
  - Ideogrammi No. 1, für 16 Instrumente
  - Ideogrammi No. 2, für Flöte und 17 Instrumente
- Aaron Copland –
  - Dance Panels, für Orchester
  - Paisaje mexicana and Danza de Jalisco, as Two Mexican Pieces, für Orchester; wurde später Teil von Three Latin American Sketches (1971)
- John Corigliano –
  - Kaleidoscope, für 2 Pianos
  - Petits Fours, für Violine und Piano
- Paul Creston –
  - Janus, op. 77, für Orchester
  - Prelude and Dance, op. 76
- George Crumb – Variazioni für großes Orchester
  - Halim El-Dabh –
  - Elements, Beings and Primevals
  - Juxtaposition No. 1, für Percussion-Ensemble
  - Juxtaposition No. 2, für Percussion und Harfe
  - Juxtaposition No. 3, für Mezzosopran, 2 Harfen und Percussion
  - Leiyla and the Poet, für Bandgerät
  - Meditation on White Noise, für Bandgerät
  - The Word, für Bandgerät
- Mario Davidovsky – Serie sinfonica 1959 für Orchester
- Peter Maxwell Davies –
  - Ricercar and Doubles, für Ensemble, op. 10
  - Richard II, Bühnenmusik zu Shakespeares Stück, WoO 51
- Paul Dessau –
  - Flug zur Sonne, Tanzszenen
  - Hymne auf den Beginn einer neuen Geschichte der Menschheit, für Sprecher, Sopran, Chor, 3 Klaviere, 2 Harfen, Kontrabass, Pauke und Schlagzeug
- David Diamond –
  - A Private World, für Piano
  - Sonate, für Cello solo
  - Sonate, für Violine solo
  - Sinfonie Nr. 7
- John Downey – Eastlake Terrace, für Piano
- Henri Dutilleux – Sinfonie Nr. 2 (Le Double)
- Werner Egk –
  - Furchtlosigkeit und Wohlwollen, Oratorium für Tenor, gemischten Chor und Orchester (revidierte Fassung)
  - Variationen über ein karibisches Thema, für Orchester
- Gottfried von Einem – Tanz-Rondo, op. 27, für Orchester
- Hanns Eisler –
  - Brandverse, für Gesang und Piano
  - Motto (Auf einer chinesischen Theewurzellöwen), für Gesang und Piano
  - Musik zu ‘Schweyk im zweiten Weltkrieg’, für Gesang und kleines Orchester
  - Trommellied, für Gesang und Piano
  - Rezitativ und Fuge auf 60. Geburtstag von J. R. Becher, für Gesang und Piano
  - Um meine Weisheit unbekümmert, für Gesang und Piano
- Nicolas Flagello –
  - Streichkonzert, op. 27
  - Tristis est anima mea, für SATB Chor und Orchester, op. 29
- Kenneth Gaburo – Stray Birds, für Sopran und Piano
- Roberto Gerhard –
  - Asylum Diary, Bühnenmusik zum Stück von Lavant
  - Chaconne, für Violine solo
  - Coriolanus, Bühnenmusik zum Stück von Shakespeare
  - Don Carlos, Bühnenmusik zum Stück von Schiller
  - Lament on the Death of a Bullfighter, für Sprecher und Bandgerät
- Ottmar Gerster –
  - Concerto, für Horn und Orchester
  - Vorwärts!, für Bariton, Sprecher, SATB-Chor und Kammerorchester
- Peggy Glanville-Hicks –
  - Drama for Orchestra, für Klarinette, Trompete, Klavier, 3 Schlagzeuger, Streicher
  - Saul and the Witch of Endor, Fernsehballett
- Roger Goeb –
  - Concertino no. 2, für Orchester
  - Iowa Concerto, für Kammerorchester
- Alexander Goehr –
  - Fantasia, op. 4 (überarbeitete Version), für Orchester
  - Songs from the Japanese, op. 9, für Mezzosopran und Klavier oder Orchester
  - Variations, op. 8, für Flöte und Piano
- Henryk Górecki – Sinfonie Nr. 1
- Fernando Lopes Graça –
  - Canções populares portuguesas (24), Buch 4, für Gesang und Piano
  - História trágico-marítima, zweite Fassung, für Bariton, Chor und Orchester
  - A menina do mar, für Kammerorchester
  - Nocturnos (5), für Piano
  - As predicações de Adamastor contra os portugueses, für Gesang und Piano
  - Prelúdio e dança burlesca, für zwei Pianos
  - Rondes et complaintes des provinces de France, für Chor
  - Tres peças, für Violine und Piano
  - Tres velhos fandangos portugueses, Version für Piano
- Camargo Guarnieri –
  - O amor de agora, für Gesang und Piano
  - Onde andará, für Gesang und Piano
  - Ponteios, Volume 5, für Piano
  - Sonata No. 5, für Violine und Piano
  - Valsa No. 10, für Piano
- Cristóbal Halffter –
  - Sonata, für Violine solo
  - Three Pieces, für Flöte solo
- Rodolfo Halffter – Tripartita, op. 25, für Orchester
- Iain Hamilton –
  - Sinfonia, für zwei Orchester[92]
  - Sonata, für Cello und Piano
- Karl Amadeus Hartmann – Concerto funebre für Violine und Streicher (1939, überarbeitet 1959)
- Roman Haubenstock-Ramati – Interpolation: Mobile pour flûte
- Bernhard Heiden – Bratschensonate
- Hans Werner Henze –
  - Klaviersonate
  - L’usignolo dell’imperatore, Ballett-Pantomime, nach Hans Christian Andersen
- Paul Hindemith –
  - Festmarsch, für 3 Männerstimmen und Tuba
  - Joseph, lieber Joseph mein, Kanon für vier Stimmen
  - Six songs from Das Marienleben, op. 27, arrangiert für Sopran und Orchester
- Alan Hovhaness –
  - Bardo Sonata, op. 192, für Piano
  - Concerto for Accordion and Orchestra, op. 174
  - Lake of Van Sonata, op. 175, für Piano (überarbeitete Version)
  - Sinfonie Nr. 6 „Celestial Gate“, op. 173, für Kammerorchester
  - Sinfonie Nr. 7 „Nanga Parvat“, op. 175, für Bläserensemble
- Andrew Imbrie – Legend, für Orchester
- Maki Ishii – Prelude and Variations, für Flöte, Klarinette, Fagott, Horn, Violine, Viola, Cello, Klavier und Schlagzeug
- Jānis Ivanovs – Klavierkonzert g-Moll
- Francis Jackson – Diversion for Mixtures
- Miloslav Kabeláč –
  - Cizokrajné motivy [Motive aus fremden Ländern], op. 38, für Piano
  - Suite from Master of Nine Songs, op. 34a, für Bariton und Orchester
  - Suite, op. 39, für Saxophon und Piano
- Dmitri Borissowitsch Kabalewski
  - Preludes and Fugues, op. 61
  - The Leninists, Kantate nach Jewgeni Aronowitsch Dolmatowski für drei Chöre und großes Sinfonieorchester, op. 63
- Mauricio Kagel – Transición II, für Klavier, Schlagzeug und zwei Bandgeräte
- Aram Chatschaturjan –
  - Lermontov: Suite, für Orchester
  - Sonatina, für Piano
- Tichon Nikolajewitsch Chrennikow – Violinkonzert Nr. 1, op. 14
- Gottfried Michael Koenig –
  - Quintet for Winds, für Flöte, Oboe, Englischhorn, Klarinette und Fagott
  - String Quartet 1959
- Ernst Krenek –
  - Flötenstück neunphasig, op. 171, für Flöte und sechs Pianos
  - Hausmusik, op. 172, für diverse Instrumente
  - Quaestio temporis, op. 170, für kleines Orchester
  - Six Motets, op. 169, zu vier Stimmen
- György Kurtág –
  - Streichquartett Nr. 1, op. 1
  - Bläserquintett, op. 2
- John La Montaine – Fragments from the Song of Songs, op. 29, für Sopran und Orchester
- Ingvar Lidholm – Mutanza, für Orchester
- György Ligeti – Apparitions, für Orchester (1958–59)
- Otto Luening – Fantasia, für Streichquartett und Orchester
- Witold Lutosławski –
  - Dance Preludes, Version für neun Instrumente
  - Piosenki dziecinne (3), für Gesang und Piano
- Elizabeth Maconchy – A Hymn to God the Father, für Tenor und Piano
- Bruno Maderna –
  - L’altro mondo, ovvero Gli stati e imperi della luna, Musik zu einem Hörspiel von A. Brissoni nach Jonathan Swifts Gullivers Reisen
  - Klavierkonzert
- Donald Martino – Trio, für Violine, Klarinette und Piano
- Bohuslav Martinů –
  - The Burden of Moab, Kantate, für Männerstimmen und Klavier
  - Impromptus (2), für Cembalo
  - Madrigaly, für gemischte Stimmen
  - Mikeš z hor, Kammerkantate für Solostimmen, Chor, 2 Violinen, Viola und Klavier
  - Musique de chambre no. 1, für Klarinette, Violine, Viola, Cello, Harfe und Klavier
  - Nonet, für Flöte, Oboe, Klarinette, Fagott, Horn, Violine, Viola, Cello und Kontrabass
  - Pièce, für zwei Cellos
  - Písničky pro dětský sbor, für Kinderchor
  - The Prophecy of Isaiah, Kantate für Solostimmen, Männerchor, Trompete, Viola, Klavier und Pauke
  - Ptačí hody, für Kinderstimmen und Trompete
  - Variations on a Slovak Folksong, für Cello und Piano
  - Vigilie, für Orgel
  - Znělka, für Kinderstimmen
- Yoritsune Matsudaira –
  - Danse sacrée et Danse finale, für Orchester
  - Katsura, für Sopran, Flöte, Gitarre, Harfe, Cembalo und Schlagzeug
- Toshirō Mayuzumi –
  - Campanology, elektronische Musik
  - Sange, für Männerchor
  - Shukukon-ka [Hochzeitslied], für Chor und Orchester
  - U so ri, Oratorium
- Peter Mennin – Sonata concertante, für Violine und Piano
- Darius Milhaud –
  - Burma Road, op. 375, Begleitmusik fürs Fernsehen
  - Mother Courage, op. 379, Bühnenmusik zum Theaterstück von Bertolt Brecht
  - Sonatina, op. 378, für Viola und Klavier
  - Symphonie concertante, op. 376, für Fagott, Horn, Trompete, Kontrabass und Orchester
  - Sinfonie Nr. 9, op. 380
- Federico Mompou – Impressiones intimas, für Piano (überarbeitete Version)
- Makoto Moroi –
  - Kammerkantate Nr. 2
  - Pitagoras no hoshi [Sterne des Pythagoras], Musikdrama, für Solostimme, Instrumente und Tonband
- Thea Musgrave –
  - Scottish Dance Suite, für Orchester
  - Triptych, für Tenor und Orchester
- Bo Nilsson –
  - Ett blocks timme, Kantate für Sopran und Kammerorchester
  - Stenogram, für Orgel
  - Brief an Gösta Oswald, Kantatentrilogie
    - Ein irrender Sohn, für Alt, Altflöte und Kammerensemble
    - Mädchentotenlieder, für Sopran, Altflöte und Kammerensemble
    - Und die Zeiger seiner Augen wurden langsam zurückgedreht, für Alt oder Sopran und Orchester
- Luigi Nono – Composizione no. 2 (Diario polacco ‘58), für Orchester
- Andrzej Panufnik –
  - Pieśni ludowych (5) Unisono-Chor, 2 Flöten, 2 Klarinetten und Bassklarinette (überarbeitete Version)
  - Polonia, Suite für Orchester
- Arvo Pärt –
  - Meie aed, op. 3, für Kinderchor und Orchester
  - Sonatine, op. 1, Nr. 2, für Piano
- Ödön Pártos –
  - Improvisation and Niggun, für Harfe
  - Maqamat, für Flöte und Streicher für Flöte und Streicher
- Vincent Persichetti –
  - Song of Peace, op. 82, für TTBB/SATB Chor und Piano
  - Streichquartett Nr. 3, op. 81
- Michel Philippot – Komposition Nr. 1, für Streichorchester
- Walter Piston –
  - Concerto, für zwei Pianos und Orchester
  - Three New England Sketches, für Orchester
- Quincy Porter –
  - Konzert für Cembalo und Orchester
  - Concerto (Concertino), für Blasorchester
- Francis Poulenc – Gloria
- Henri Pousseur –
  - Préhistoire du cinéma, für 1-Spur-Tonband
  - Rimes pour différentes sources sonores, für 3 Orchestergruppen und 2-Spur-Tonband
- Juan Orrego-Salas –
  - Alabanzas a la Virgen, op. 49, für Sopran oder Tenor und Klavier
  - Garden Songs, op. 47, für Sopran, Flöte, Viola und Harfe
- George Perle – Bläserquintett Nr. 1[93]
- Allan Pettersson – Sinfonie Nr. 4 (1958–59)
- H. Owen Reed –
  - Che-Ba-Kun-Ah (Road of Souls), für Band oder für Bläser und Streichquartett
  - Renascence, für Band
- George Rochberg – Bartókiana, für Piano
- Ned Rorem –
  - "Memory", für Gesang und Piano
  - Miracles of Christmas, für SATB Chor und Orgel
  - My Papa’s Waltz, für Gesang und Piano
  - Night Crow, für Gesang und Piano
  - Root Cellar, für Gesang und Piano
  - Two Poems of Theodore Roethke, für Gesang und Piano
  - The Waking, für Gesang und Piano
- Hilding Rosenberg –
  - Glaukes sånger (überarbeitete Version), für Gesang und Piano
  - Quintett für Bläser
  - Riflessioni Nr. 1, für Streichorchester
  - Sonate, für Flöte solo
  - Songs (4), für Gesang und Piano
- Frederic Rzewski – Poem, für Piano
- Wadim Nikolajewitsch Salmanow – Sinfonie Nr. 2 in G-Dur
- Domingo Santa Cruz Wilson – Streichquartett Nr. 3, op. 31
- Giacinto Scelsi – Quattro pezzi su una nota sola
- Bogusław Schaeffer – Concerto breve, für Cello
- Pierre Schaeffer – Etudes aux objets
- R. Murray Schafer – In memoriam: Alberto Guerrero, für Streichorchester
- Hermann Schroeder –
  - Missa figuralis, für Chor, Instrumente und Orgel
  - Partita Veni Creator Spiritus, für Orgel
  - Quartett Nr. 3, für Oboe, Violine, Viola und Cello
- Gunther Schuller –
  - Abstraction, für neun Instrumente
  - Concertino, für Jazzquartett und Orchester
  - Conversations, für Jazzquartett und Streichquartett
- William Schuman – Violinkonzert (überarbeitete Version)
- Makoto Shinohara –
  - Kassouga, für Flöte und Piano
  - Pièces concertantes (3), für Trompete und Piano
- Dmitri Dmitrijewitsch Schostakowitsch – 1. Cellokonzert
- Karlheinz Stockhausen –
  - Refrain, für drei Instrumente
  - Zyklus, für einen Schlagzeuger
- Igor Strawinsky –
  - Double Canon: Raoul Dufy in memoriam, für vier Instrumente
  - Epitaphium, "Für das Grabmal des Prinzen Max Egon zu Fürstenberg", für Flöte, Klarinette und Harfe
- Carlos Surinach – Konzert für Orchester
- Tōru Takemitsu –
  - Ikari wo komete furikaereba, Bühnenmusik
  - Kaizoku, Bühnenmusik
  - Saegirarenai kyūsoku I–III, für Piano
  - Scene, für Cello und Streichorchester
  - Shiseru ōjo, Bühnenmusik
- Randall Thompson –
  - Frostiana, für 3–7 Stimmen und Piano oder Orchester
  - The Gate of Heaven, 4-teiliger Chor
- Virgil Thomson –
  - Bertha (Bühnenmusik zum Theaterstück von K. Koch)
  - Collected Poems (K. Koch), für Sopran, Bariton und Orchester
  - Fugues and Cantilenas, für Orchester
  - Lamentations, für Akkordeon
  - Mostly about Love (Four Songs for Alice Estey), für Gesang und Piano
- Michael Tippett – Lullaby, für 6 Solostimmen: Alt, zwei Soprane, zwei Tenöre und Bass
- Erich Urbanner – Concertino, für Flöte und Orchester
- Vladimir Ussachevski –
  - The Boy Who Saw Through, Filmmusik
  - Studies in Sound, Plus, für Tonband
- David Van Vactor – Sinfonie Nr. 3
- Heitor Villa-Lobos –
  - Concerto Grosso, für Bläserquartett und Bläserensemble
  - Suite No. 1, für Kammerorchester
  - Suite No. 2, für Kammerorchester
- William Walton –
  - Anon in Love, sechs Lieder für Tenor und Gitarre oder Orchester
  - March: A History of the English-speaking Peoples, Bühnenmusik für ABC TV
  - A Queen’s Fanfare, für Blasinstrumente
- Egon Wellesz –
  - Lieder aus Wien, op. 82, für Gesang und Piano
  - Quintett, op. 81, für Klarinette und Streichquartett
  - Rhapsodie, op. 87, für Viola
- Healey Willan –
  - Passacaglia und Fuge Nr. 2 in e-Moll, op. 178, für Orgel
  - Poem for Strings, op. 82, Version für Streichorchester
- Grace Williams – All Seasons Shall Be Sweet
- Charles Wuorinen –
  - Musica duarum partium ecclesiastica, für Blechbläserquintett, Pauke, Klavier und Orgel[94]
  - Sinfonie Nr. 3[94][95]
  - Trio concertante, für Oboe, Violine und Klavier[94]
- La Monte Young –
  - Sarabande, für beliebige Instrumente
  - Studies I, II und III, für Piano
  - Vision, für Piano, 2 Blechbläser, Blockflöte, 4 Fagotte, Violine, Viola, Cello und Kontrabass
- Jōji Yuasa – Projection Topologic, für Piano
- Iannis Xenakis –
  - Analogique B, für 2-Spur-Bandgerät
  - Duel for Two Small Orchestras
  - Syrmos, für 12 Violinen, 3 Celli und 3 Kontrabässe
- Çesk Zadeja – Atdheu im, Kantate für Tenor und gemischten Chor

## Film

### Filmmusik (Auswahl)
| Originaltitel                      | deutscher Titel                    | Besetzung                                                              | Regie            | Komponist                                            |
| ---------------------------------- | ---------------------------------- | ---------------------------------------------------------------------- | ---------------- | ---------------------------------------------------- |
| A Summer Place                     | Die Sommerinsel                    | in den Hauptrollen Richard Egan, Dorothy McGuire und Sandra Dee        | Delmer Daves     | Max Steiner                                          |
| Anatomy of a Murder                | Anatomie eines Mordes              | in den Hauptrollen James Stewart, Lee Remick und Ben Gazzara           | Otto Preminger   | Duke Ellington                                       |
| Ben-Hur                            | Ben Hur                            | in den Hauptrollen Charlton Heston, Haya Harareet und Stephen Boyd     | William Wyler    | Miklós Rózsa                                         |
| Die Brücke                         | Die Brücke                         | in den Hauptrollen Folker Bohnet, Fritz Wepper und Michael Hinz        | Bernhard Wicki   | Hans-Martin Majewski                                 |
| Journey to the Center of the Earth | Die Reise zum Mittelpunkt der Erde | in den Hauptrollen Pat Boone, James Mason und Arlene Dahl              | Henry Levin      | Bernard Herrmann                                     |
| Killers of Kilimanjaro             | Rivalen unter heißer Sonne         | in den Hauptrollen Robert Taylor, Anthony Newley und Anne Aubrey       | Richard Thorpe   | William Alwyn                                        |
| Les Liaisons dangereuses           | Gefährliche Liebschaften           | in den Hauptrollen Jeanne Moreau, Gérard Philipe und Annette Stroyberg | Roger Vadim      | James Campbell-Badiane, Duke Jordan, Thelonious Monk |
| No Trees in the Street             | Straße ohne Zukunft                | in den Hauptrollen Sylvia Syms, Herbert Lom und Ronald Howard          | J. Lee Thompson  | Laurie Johnson                                       |
| North by Northwest                 | Der unsichtbare Dritte             | in den Hauptrollen Cary Grant, Eva Marie Saint und James Mason         | Alfred Hitchcock | Bernard Herrmann                                     |
| Orfeu Negro                        | Orfeu Negro                        | in den Hauptrollen Breno Mello, Marpessa Dawn und Lourdes de Oliveira  | Marcel Camus     | Antônio Carlos Jobim und Luiz Bonfá                  |
| Rio Bravo                          | Rio Bravo                          | in den Hauptrollen John Wayne, Dean Martin und Ricky Nelson            | Howard Hawks     | Dimitri Tiomkin                                      |
| The Man Who Could Cheat Death      | Den Tod überlistet                 | in den Hauptrollen Anton Diffring, Hazel Court und Christopher Lee     | Terence Fisher   | Richard Rodney Bennett                               |
| The Hound of the Baskervilles      | Der Hund von Baskerville           | in den Hauptrollen Peter Cushing, André Morell und Christopher Lee     | Terence Fisher   | James Bernard                                        |
| Tiger Bay                          | Tiger Bay - ich kenne den Mörder   | in den Hauptrollen John Mills, Horst Buchholz und Hayley Mills         | J. Lee Thompson  | Laurie Johnson                                       |
| Violent Moment                     | Ein Whisky zuviel                  | in den Hauptrollen Lyndon Brook, Jane Hylton und Roy Vickers           | Sidney Hayers    | Stanley Black                                        |

### Musikfilme im Kino (Auswahl)
| Originaltitel                    | deutscher Titel                  | Besetzung | Regie                  |
| -------------------------------- | -------------------------------- | --- | ---------------------- |
| Khovanshchina (Хованщина)        | Chowanschtschina                 | in den Hauptrollen Aleksey Krivchya, Anton Grigoyev und Aleksei Maslennikov                                                                                                   | Wera Pawlowna Strojewa |
| Expresso Bongo                   |                                  | in den Hauptrollen Laurence Harvey, Sylvia Syms und Yolande Donlan | Val Guest              |
| Follow a Star                    |                                  | in den Hauptrollen Norman Wisdom, June Laverick und Jerry Desmonde | Robert Asher           |
| Freddy, die Gitarre und das Meer | Freddy, die Gitarre und das Meer | in den Hauptrollen Freddy Quinn, Corny Collins und Sabine Sesselmann | Wolfgang Schleif       |
| Go, Johnny, Go                   |                                  | in den Hauptrollen Jimmy Clanton und Sandy Stewart sowie mit Chuck Berry, Jackie Wilson, Ritchie Valens, The Cadillacs, Jo-Ann Campbell, The Flamingos und Eddie Cochran.     | Paul Landres           |
| Li’l Abner                       |                                  | in den Hauptrollen Peter Palmer, Leslie Parrish und Stubby Kaye sowie die meisten Darsteller der ursprünglichen Broadway-Produktion                                           | Melvin Frank           |
| Porgy And Bess                   | Porgy And Bess                   | in den Hauptrollen Sidney Poitier (Gesangsstimme synchronisiert von Robert McFerrin), Dorothy Dandridge (Gesangsstimme synchronisiert von Adele Addison) und Sammy Davis, Jr. | Otto Preminger         |
| Say One for Me                   | Engel auf heißem Pflaster        | in den Hauptrollen Bing Crosby, Robert Wagner und Debbie Reynolds | Frank Tashlin          |
| The Five Pennies                 | Fünf Pennies                     | in den Hauptrollen Danny Kaye, Barbara Bel Geddes und Louis Armstrong | Melville Shavelson     |
| The Lady is a Square             |                                  | in den Hauptrollen Anna Neagle, Frankie Vaughan, Janette Scott, Anthony Newley und Wilfrid Hyde-White                                                                         | Herbert Wilcox         |
| Tommy the Toreador               | Tommy, der Torero                | in den Hauptrollen Tommy Steele, Janet Munro und Sidney James | John Paddy Carstairs   |

## Geboren

### Januar

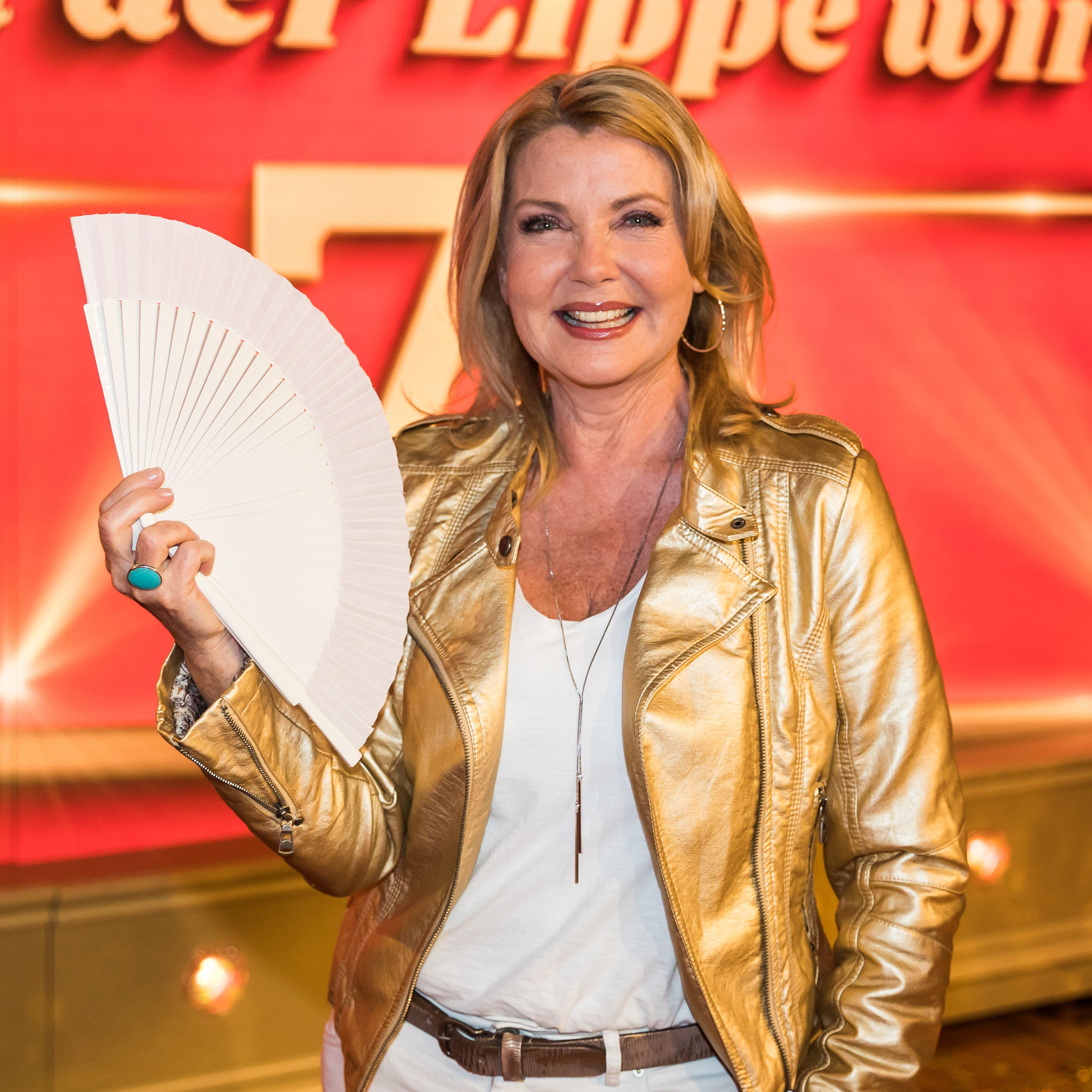
Jane Comerford; * 1. Januar

- 01. Januar: Jane Comerford, australische Dozentin für Gesang und Leadsängerin
- 04. Januar: Vanity, kanadische Schauspielerin, Model und Sängerin († 2016)
- 06. Januar: Kathy Sledge, US-amerikanische Singer-Songwriterin und Produzentin (Sister Sledge)
- 07. Januar: Praga Khan, belgischer Musikproduzent, Komponist, Sänger und DJ

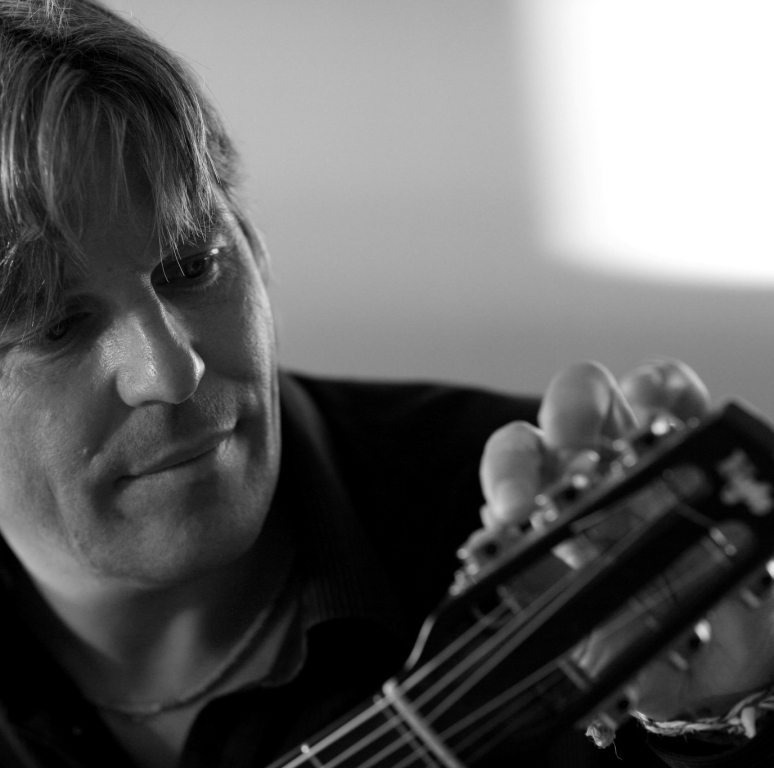
Jon Larsen; * 7. Januar

- 07. Januar: Jon Larsen, norwegischer Gitarrist, Jazzmusiker und Maler
- 07. Januar: Kathy Valentine, US-amerikanische Bassistin (The Go-Go’s)
- 08. Januar: Paul Hester, australischer Musiker (Crowded House) († 2005)
- 08. Januar: Ulf Schirmer, deutscher Dirigent
- 10. Januar: Lothar Arnold, deutscher Musiker und Schachspieler
- 10. Januar: Curt Kirkwood, US-amerikanischer Songwriter, Sänger und Gitarrist (Meat Puppets)
- 11. Januar: Simon Nabatov, US-amerikanischer Jazzpianist
- 11. Januar: Christian Stadelmann, deutscher Geiger († 2019)
- 11. Januar: Pierangelo Valtinoni, italienischer Komponist

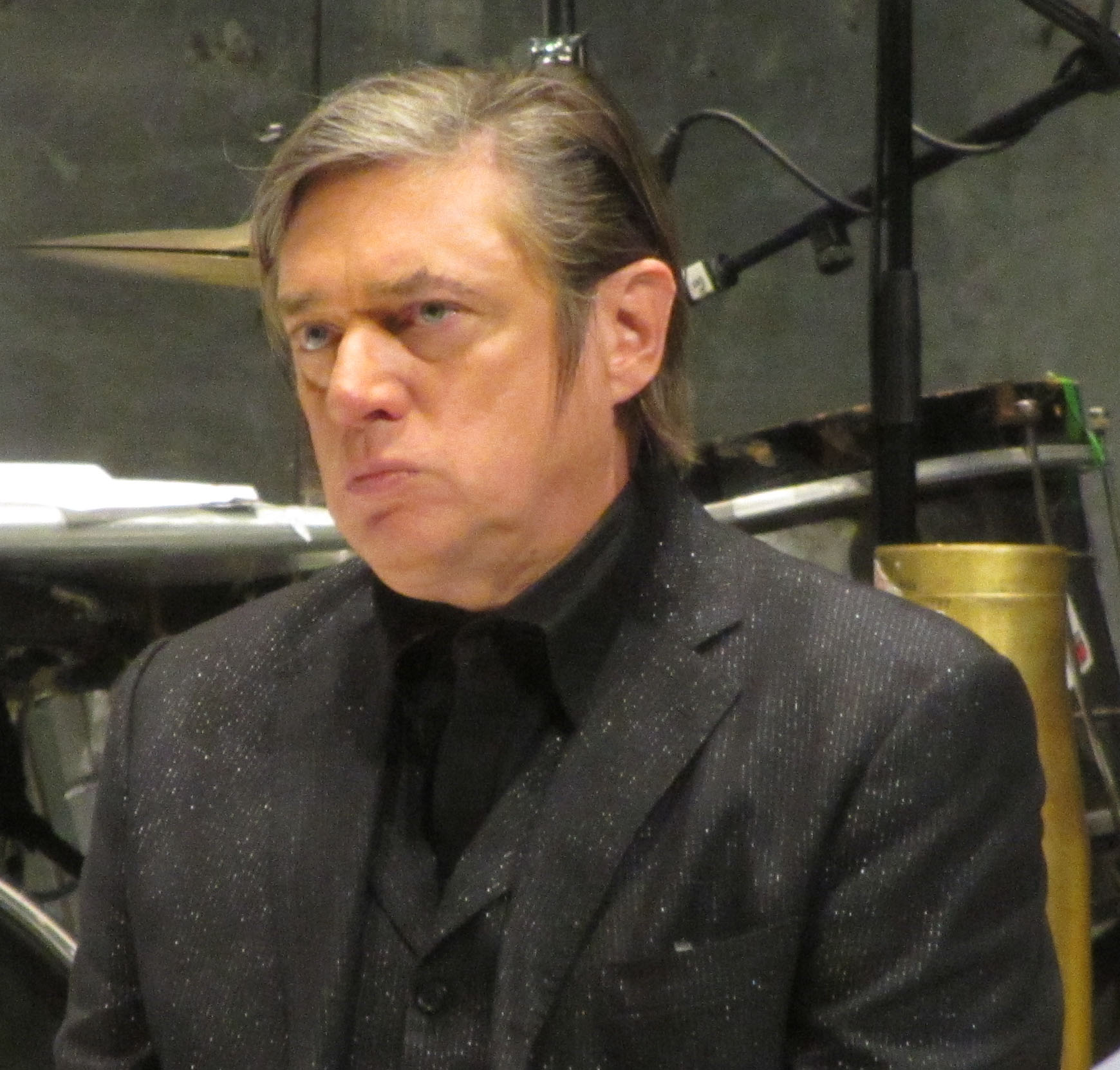
Blixa Bargeld; * 12. Januar

- 12. Januar: Blixa Bargeld, deutscher Musiker, Performance-Künstler, Komponist, Autor und Schauspieler (Einstürzende Neubauten)
- 12. Januar: Per Gessle, schwedischer Musiker und Songschreiber (Roxette)
- 12. Januar: Torsten Zwingenberger, deutscher Jazz-Schlagzeuger
- 13. Januar: Kid Ramos, US-amerikanischer Bluesrockgitarrist
- 14. Januar: René Creemers, niederländischer Jazzmusiker
- 14. Januar: Bernd Franke, deutscher Komponist
- 14. Januar: Nguyên Lê, französischer Jazz-Gitarrist und Komponist
- 14. Januar: Chas Smash, britischer Singer-Songwriter und Multiinstrumentalist (Madness)
- 14. Januar: Geoff Tate, US-amerikanischer Sänger (Queensrÿche)
- 15. Januar: Pete Trewavas, britischer Musiker

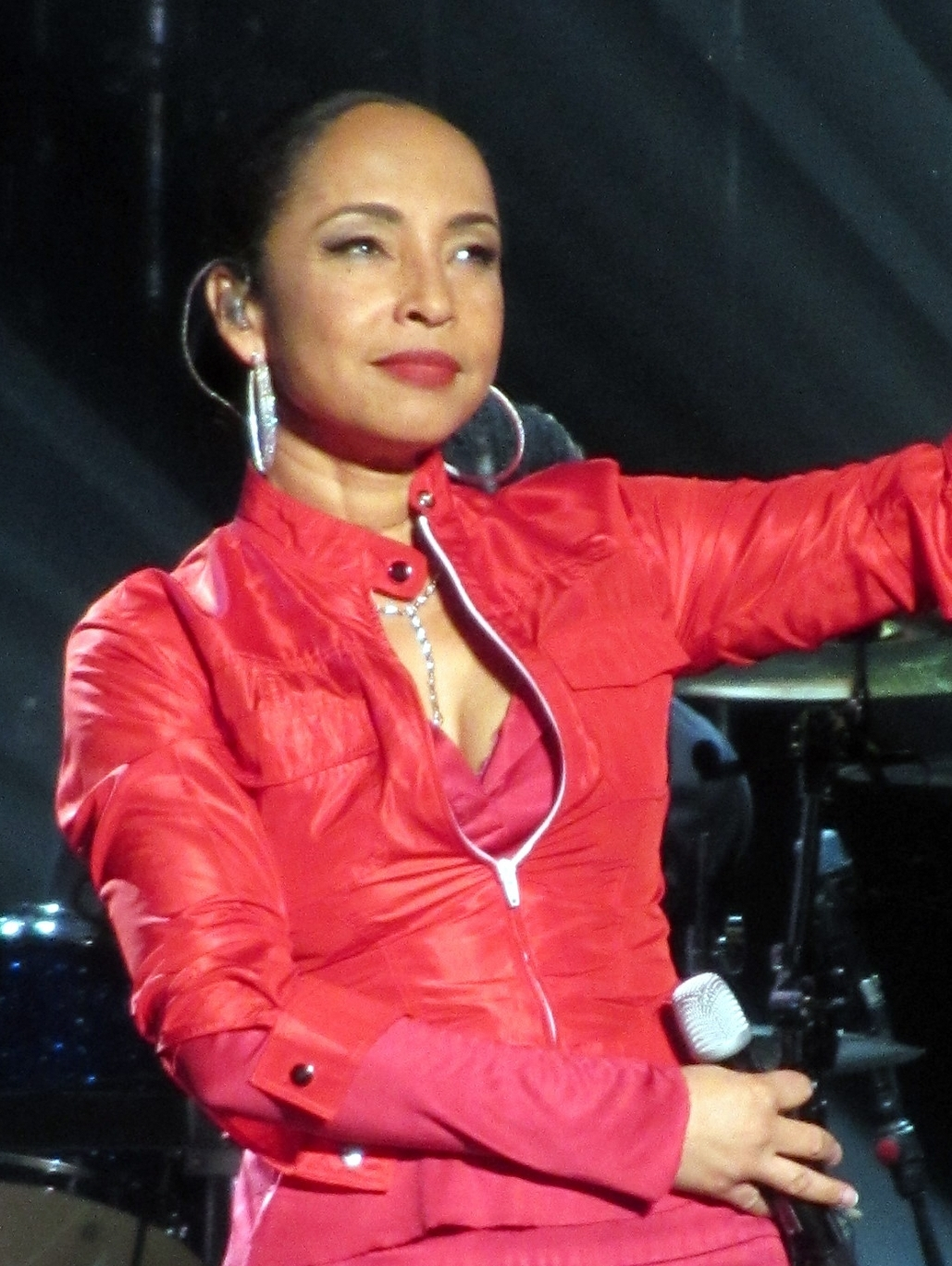
Sade Adu; * 16. Januar

- 16. Januar: Sade Adu, nigerianisch-britische Soul- und R&B-Sängerin
- 16. Januar: Jill Sobule, US-amerikanische Sängerin und Schauspielerin († 2025)
- 17. Januar: Cristina, US-amerikanische Sängerin († 2020)
- 17. Januar: Susanna Hoffs, US-amerikanische Popsängerin (The Bangles)
- 17. Januar: Salome Kammer, deutsche Schauspielerin, Stimmsolistin, Sängerin und Cellistin

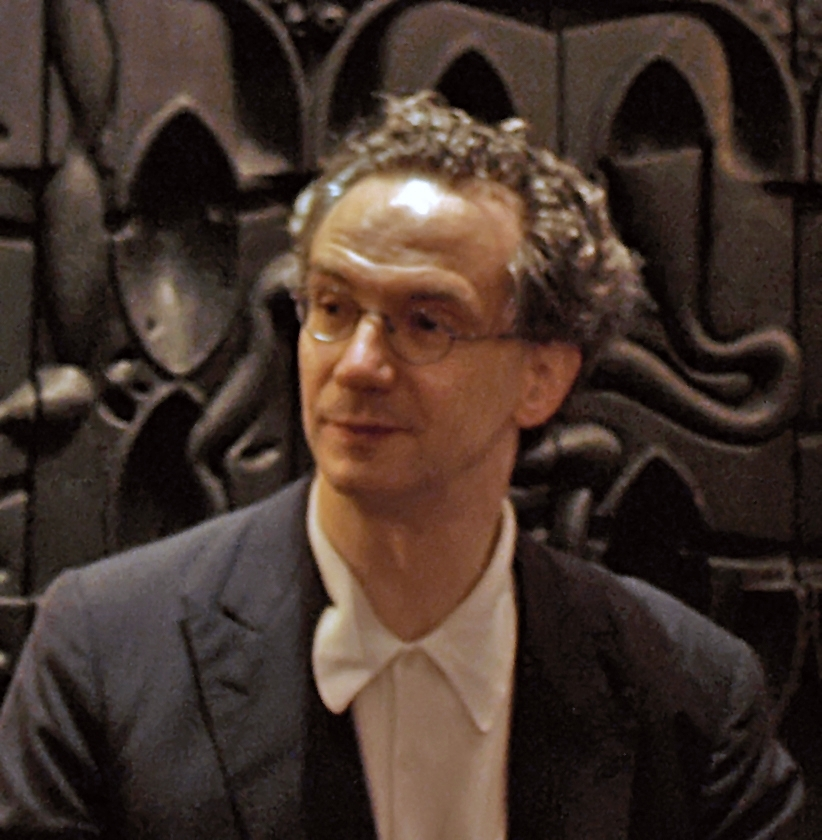
Fabio Luisi; * 17. Januar

- 17. Januar: Fabio Luisi, italienischer Dirigent und Parfümeur
- 17. Januar: Momoe Yamaguchi, japanische Sängerin, Schauspielerin und japanisches Idol
- 19. Januar: Veit F. Stauffer, Schweizer Schallplattenverkäufer und Konzertveranstalter († 2024)
- 20. Januar: Antoine Hervé, französischer Komponist und Pianist
- 21. Januar: Duane Denison, US-amerikanischer Gitarrist (The Jesus Lizard und Tomahawk)
- 24. Januar: Nils Mathisen, norwegischer Jazzmusiker und Komponist
- 25. Januar: Radomír Ištvan, tschechischer Komponist und Musikpädagoge
- 26. Januar: Gary Lux, österreichischer Sänger, Komponist und Musikproduzent
- 28. Januar: Dave Sharp, britischer Gitarrist (The Alarm und The Hard Travelers)
- 28. Januar: Bill Ware, US-amerikanischer Jazzmusiker
- 30. Januar: Steve Augeri, US-amerikanischer Sänger
- 30. Januar: Jody Watley, US-amerikanische Musikerin

### Februar

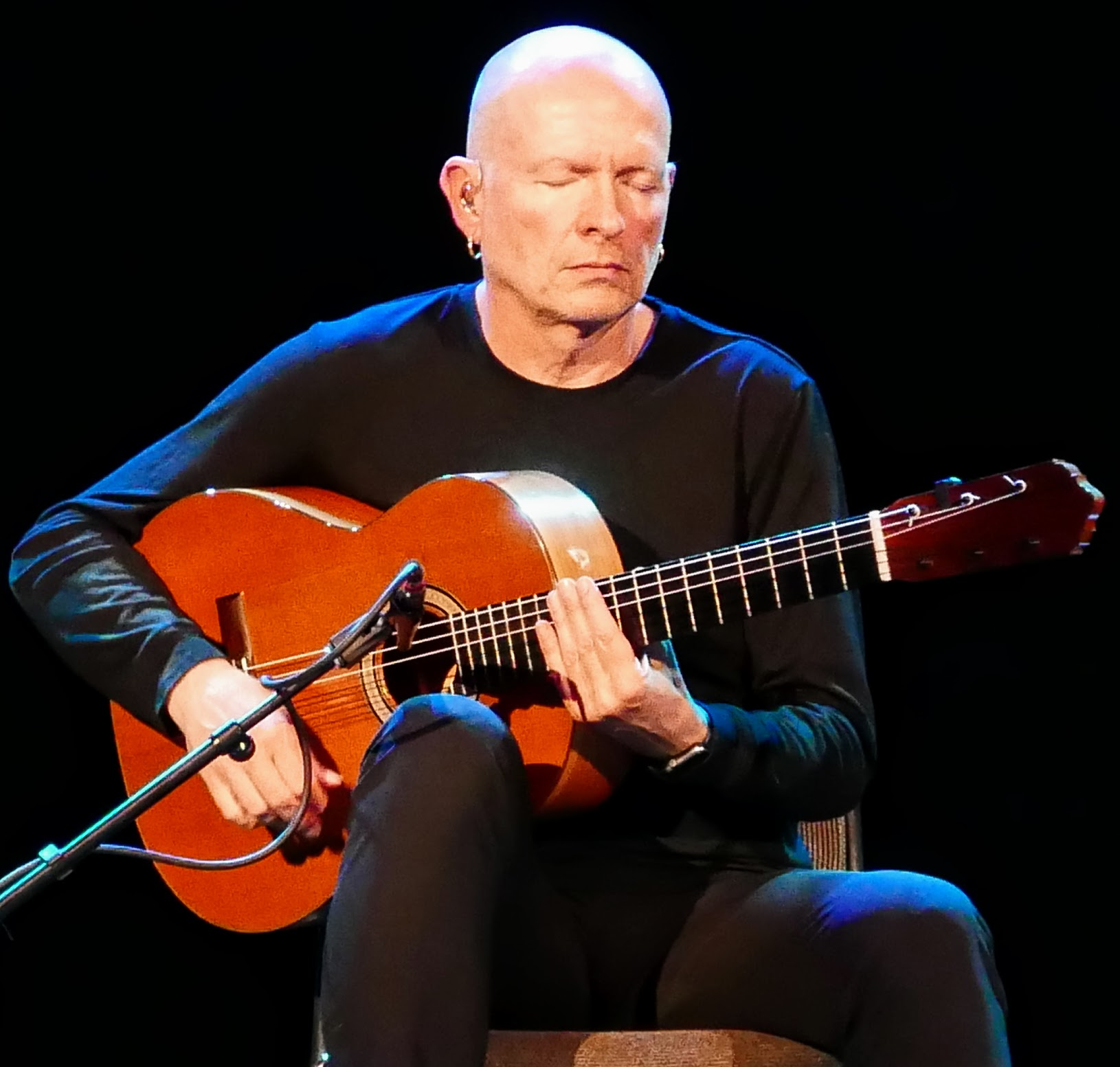
Ottmar Liebert; 1. Februar

- 01. Februar: Ottmar Liebert, deutscher Gitarrist
- 03. Februar: Lol Tolhurst, britischer Schlagzeuger (The Cure, Presence, Easy Cure und Levinhurst)
- 07. Februar: Vinz Vonlanthen, Schweizer Jazz- und Improvisationsmusiker († 2024)
- 09. Februar: Russel Walder, US-amerikanischer Oboist
- 12. Februar: Omar Hakim, US-amerikanischer Schlagzeuger

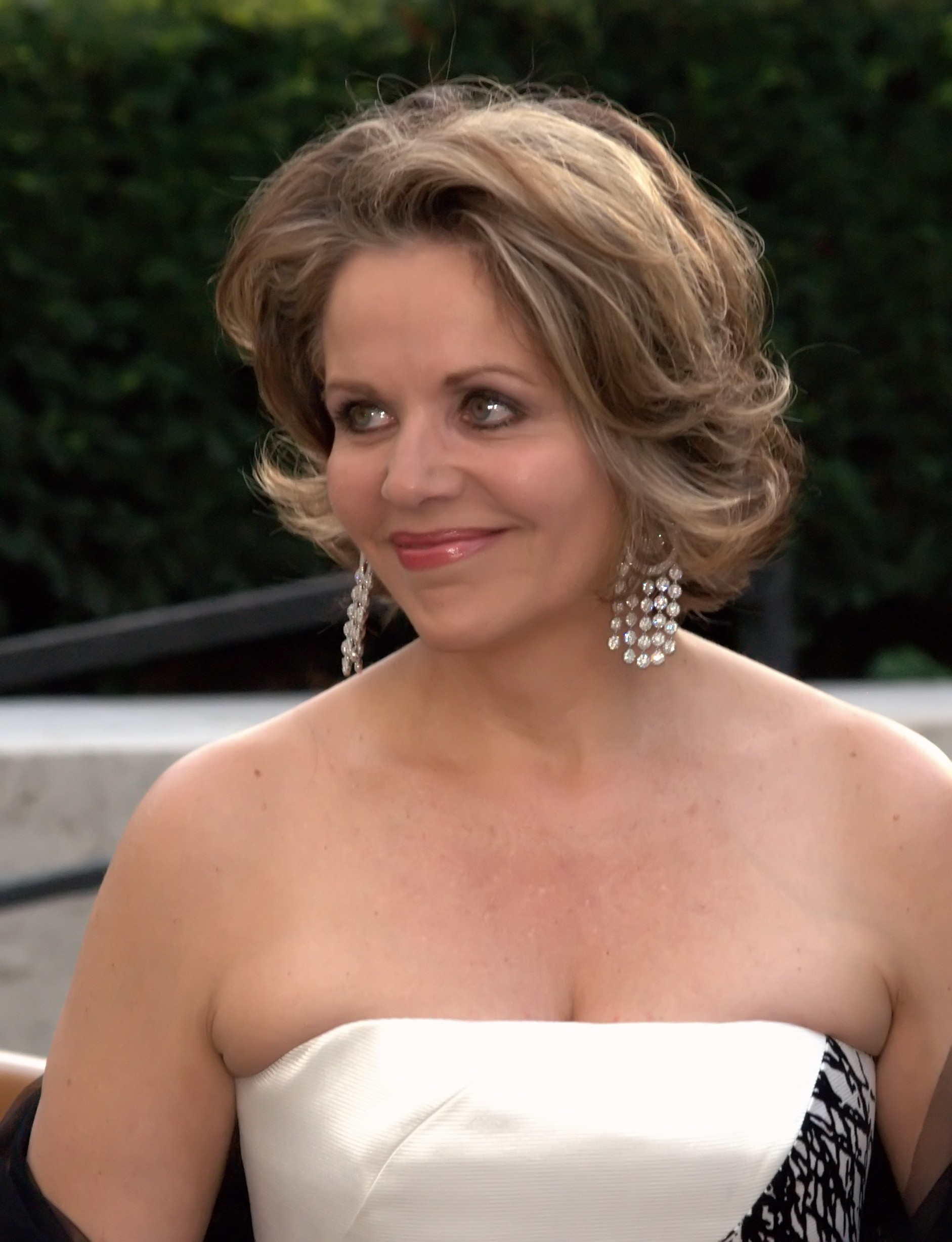
Renée Fleming; * 14. Februar

- 14. Februar: Renée Fleming, US-amerikanische Sopranistin
- 14. Februar: Phillip Greenlief, US-amerikanischer Jazzsaxophonist
- 15. Februar: Ali Campbell, britischer Reggae-Musiker (UB40)
- 19. Februar: Jackie Allen, US-amerikanische Jazzmusikerin (Gesang)
- 25. Februar: Mike Peters, britischer Singer-Songwriter (The Alarm)
- 27. Februar: Geir Botnen, norwegischer klassischer Pianist
- 27. Februar: Akira Jimbo, japanischer Jazz-Fusion-Schlagzeuger

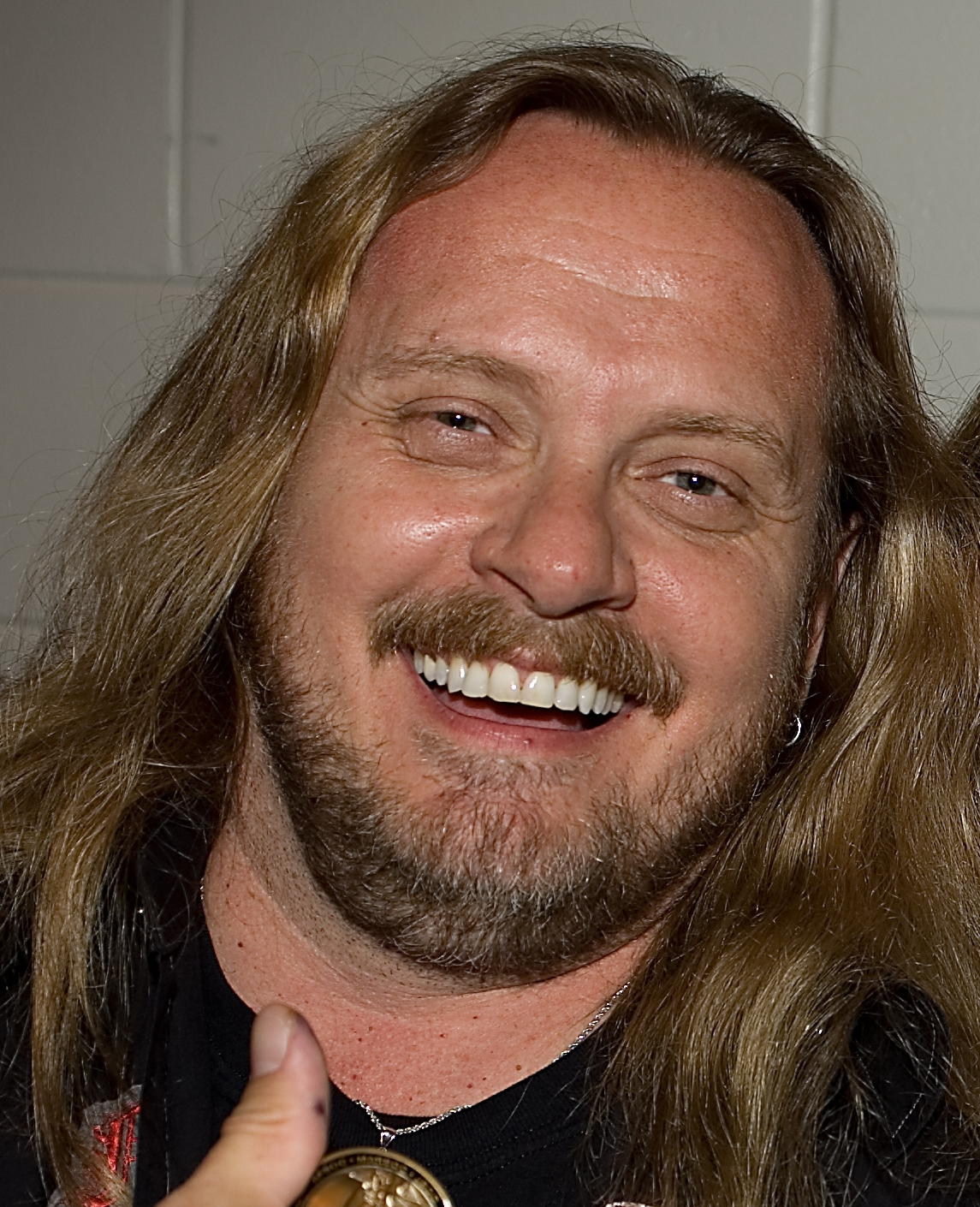
Johnny van Zant; * 27. Februar

- 27. Februar: Johnny Van Zant, US-amerikanischer Rock- und Country-Sänger
- 28. Februar: Phil Roy, US-amerikanischer Singer-Songwriter

### März
- 01. März: Bernadette, niederländische Popsängerin
- 01. März: Laura Karpman, US-amerikanische Komponistin und Hochschullehrerin

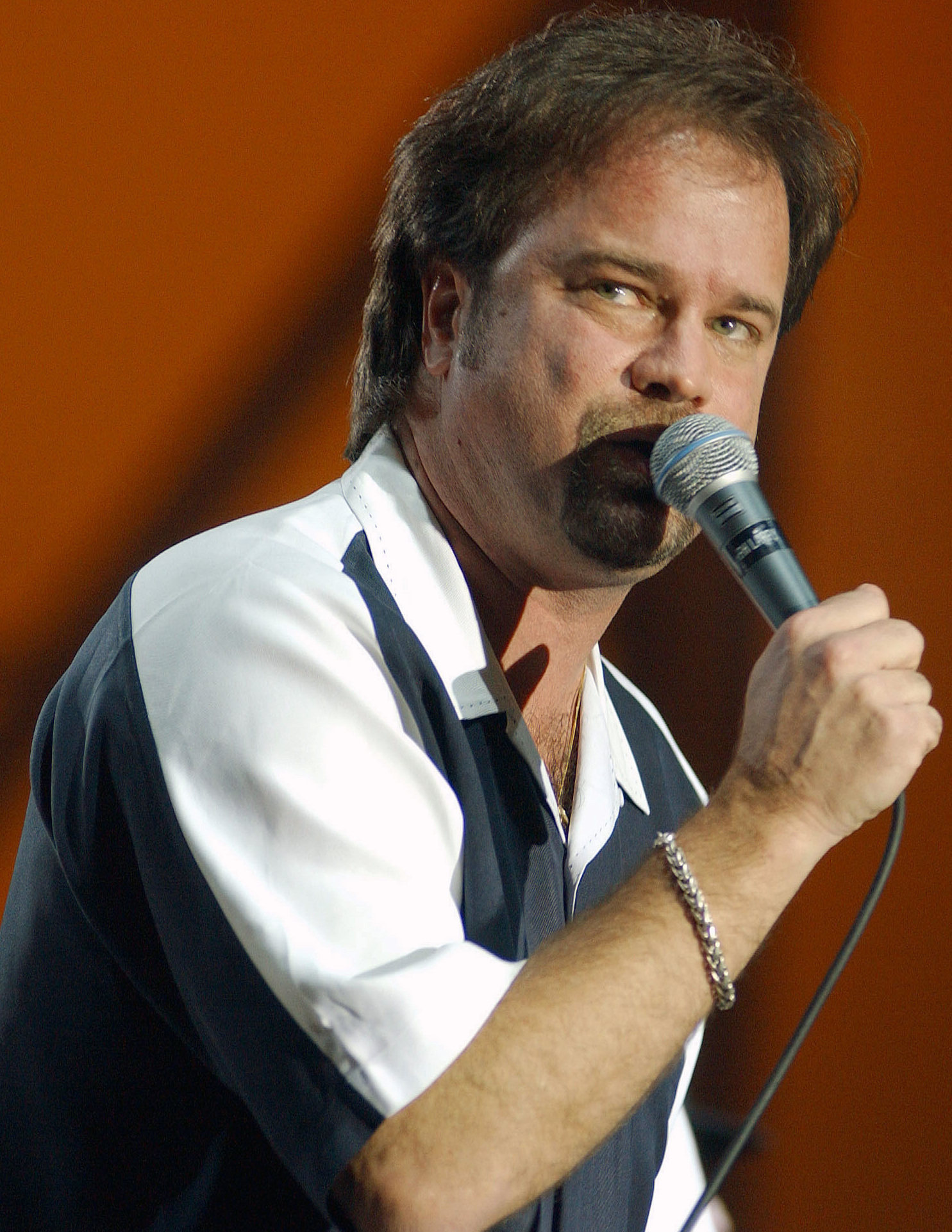
Larry Stewart; * 2. März

- 02. März: Larry Stewart, US-amerikanischer Country-Sänger
- 03. März: Frode Alnæs, norwegischer Fusion- und Jazzgitarrist
- 03. März: Liliana Vitale, argentinische Komponistin, Sängerin und Pianistin
- 07. März: Andy Diagram, britischer Trompeter
- 08. März: Brian McGee, britischer Schlagzeuger
- 08. März: Ethan Freeman, US-amerikanischer Musicaldarsteller
- 10. März: Hans-Jürgen Kaiser, deutscher Organist
- 10. März: Rita Marcotulli, italienische Jazzpianistin und Komponistin
- 13. März: Iwan Leonidowitsch Kutschin, russischer Popkomponist, Sänger, Arrangeur und Dichter
- 13. März: Greg Norton, US-amerikanischer Bassist und Koch (Hüsker Dü)
- 15. März: Peter Ablinger, österreichischer Komponist († 2025)
- 15. März: Mattis Hætta, norwegischer Sänger und Schauspieler († 2022)
- 15. März: Eivind Rølles, norwegischer Sänger und Gitarrist († 2013)[96]

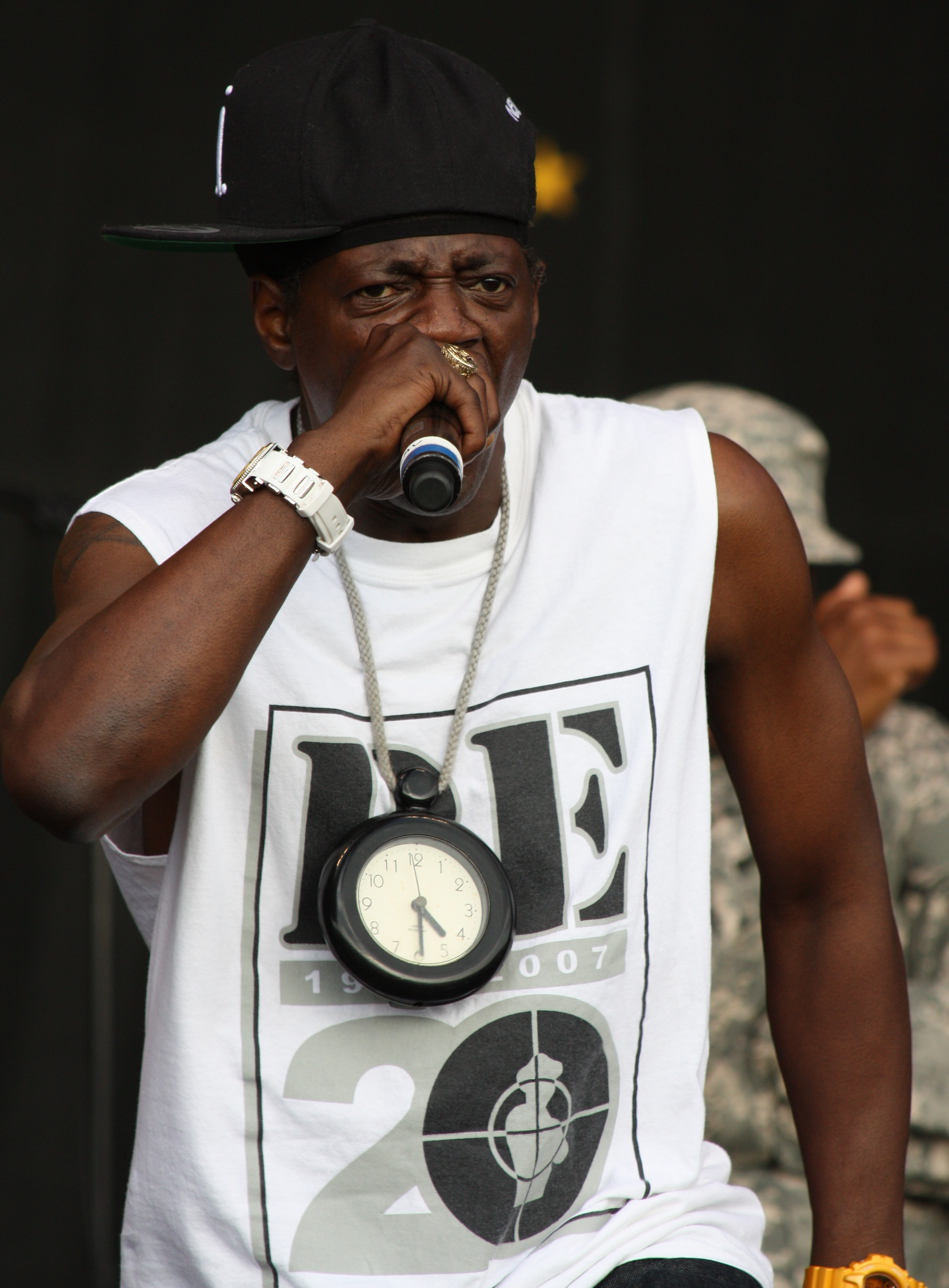
Flavor Flav; * 16. März

- 16. März: Flavor Flav, US-amerikanischer Rapper (Public Enemy)
- 16. März: John Lindberg, US-amerikanischer Jazzmusiker (Bassist und Komponist)
- 16. März: Savina Yannatou, griechische Sängerin und Komponistin
- 17. März: Mike Lindup, britischer Keyboarder, Songschreiber und Sänger (Level 42)
- 18. März: Irene Cara, US-amerikanische Sängerin und Schauspielerin († 2022)

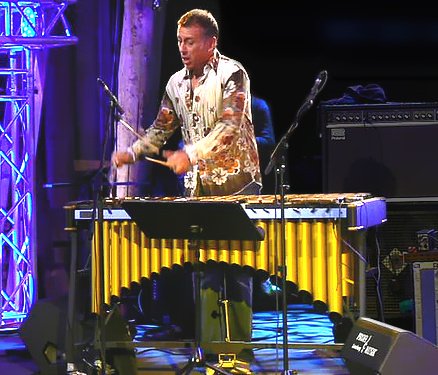
Joe Locke; * 18. März

- 18. März: Joe Locke, US-amerikanischer Jazz-Vibraphonist und Komponist
- 19. März: Terry Hall, britischer Pop-Sänger (The Specials) († 2022)
- 21. März: Renato D’Aiello, italienischer Jazzmusiker
- 21. März: Nobuo Uematsu, japanischer Musiker und Computerspielkomponist
- 22. März: Bernd Asmus, deutscher Komponist und Hochschuldozent
- 23. März: Epic Soundtracks, britischer Musiker und Künstler († 1997)
- 25. März: Per Hillestad, norwegischer Schlagzeuger und Musikproduzent
- 25. März: André Ruschkowski, deutscher Musikwissenschaftler und Komponist

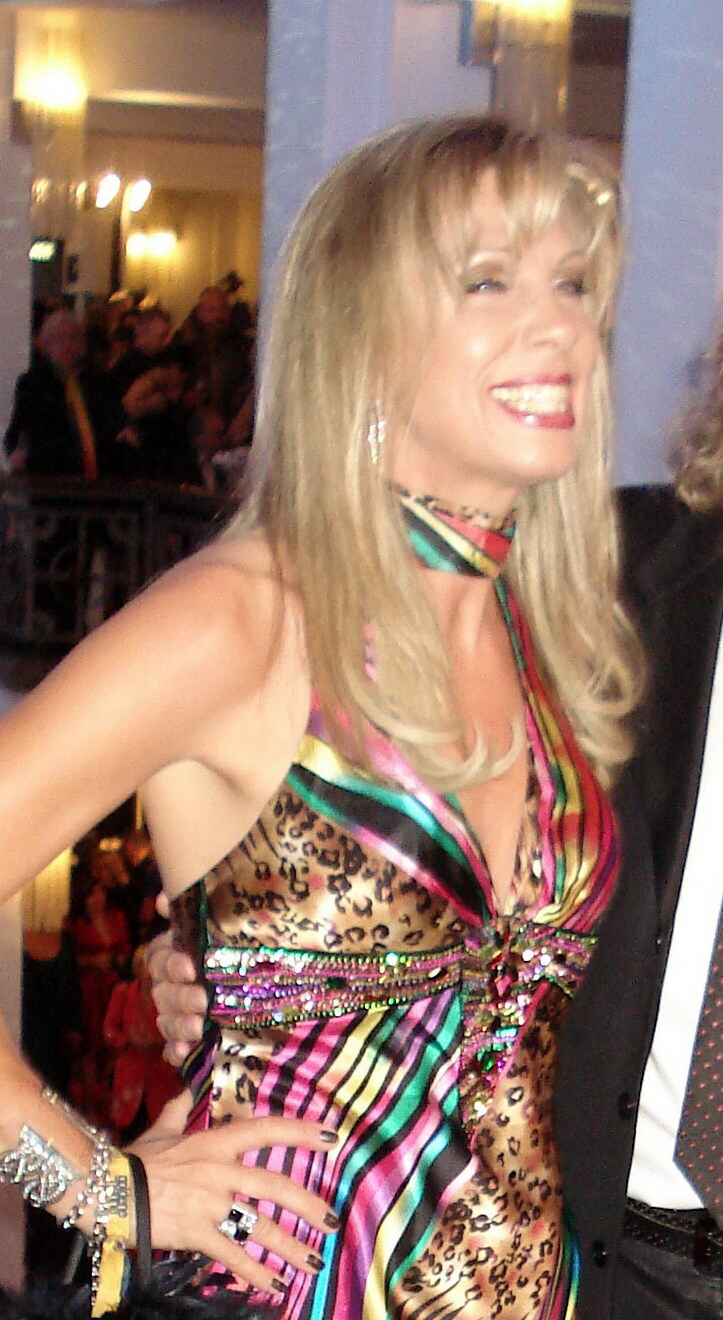
Petra Zieger; * 25. März

- 25. März: Petra Zieger, deutsche Rocksängerin
- 27. März: Andrew Farriss, australischer Rockmusiker (INXS)
- 28. März: Jacob de Haan, niederländischer Komponist und Musiker
- 28. März: Christopher Lamb, US-amerikanischer Perkussionist und Musikpädagoge
- 29. März: Perry Farrell, US-amerikanischer Rockmusiker (Jane’s Addiction)
- 30. März: Nils Jansen, norwegischer Jazzsaxophonist und -klarinettist

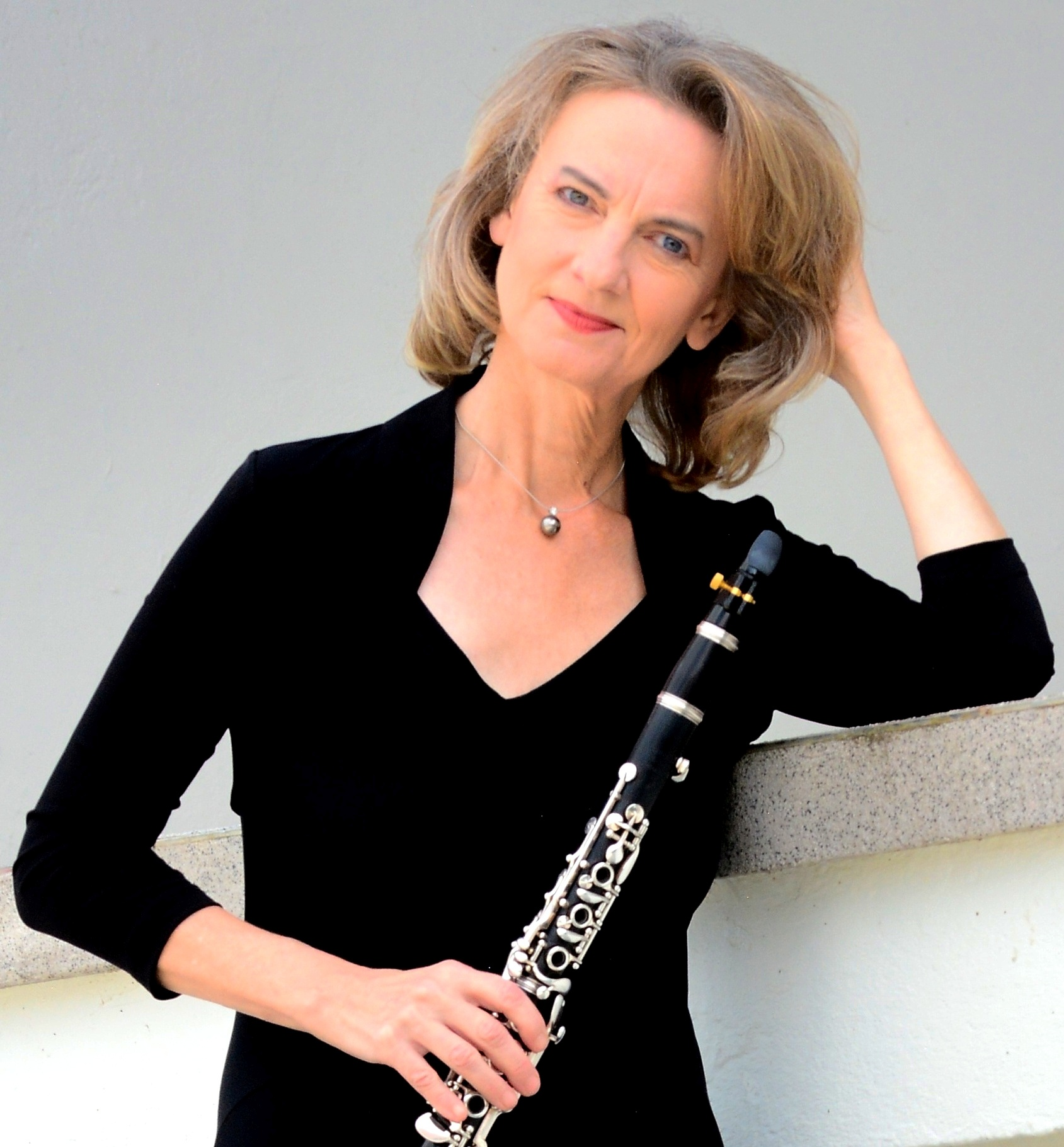
Sabine Meyer; * 30. März

- 30. März: Sabine Meyer, deutsche Klarinettistin

### April
- 01. April: Margita Stefanović, serbische Keyboarderin († 2002)

Christian Thielemann; * 1. April

- 01. April: Christian Thielemann, deutscher Dirigent
- 03. April: James Gelfand, kanadischer Jazzpianist und Filmkomponist
- 05. April: John Parricelli, britischer Jazz-Gitarrist
- 05. April: Elin Rosseland, norwegische Jazz-Sängerin und Komponistin
- 05. April: Co Streiff, Schweizer Saxophonistin und Flötistin
- 05. April: Martin Verdonk, niederländischer Jazzperkussionist
- 08. April: Andreas Schäfer, deutscher Filmmusikkomponist

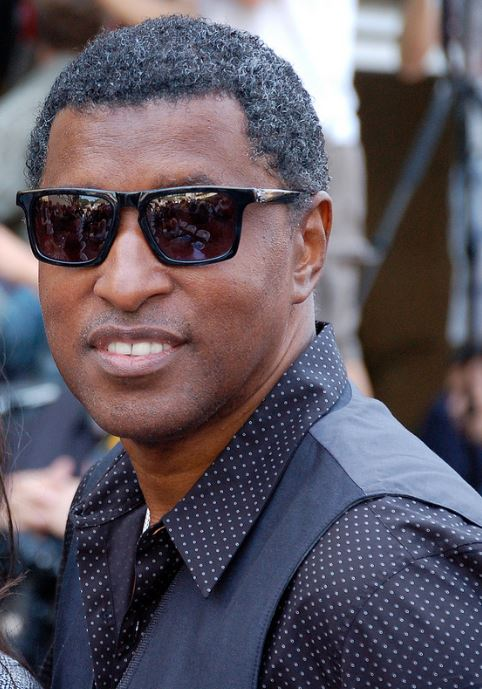
Babyface; * 10. April

- 10. April: Babyface, US-amerikanischer R&B- und Popsänger, Songwriter und Produzent
- 10. April: Perri Lister, britische Tänzerin, Sängerin und Schauspielerin
- 10. April: Brian Setzer, US-amerikanischer Musiker (The Stray Cats)
- 18. April: Salman Gambarov, aserbaidschanischer Jazzmusiker (Piano, Komposition)
- 21. April: Jerry Only, US-amerikanischer Rockmusiker (The Misfits, Osaka Popstar und Kryst the Conqueror)

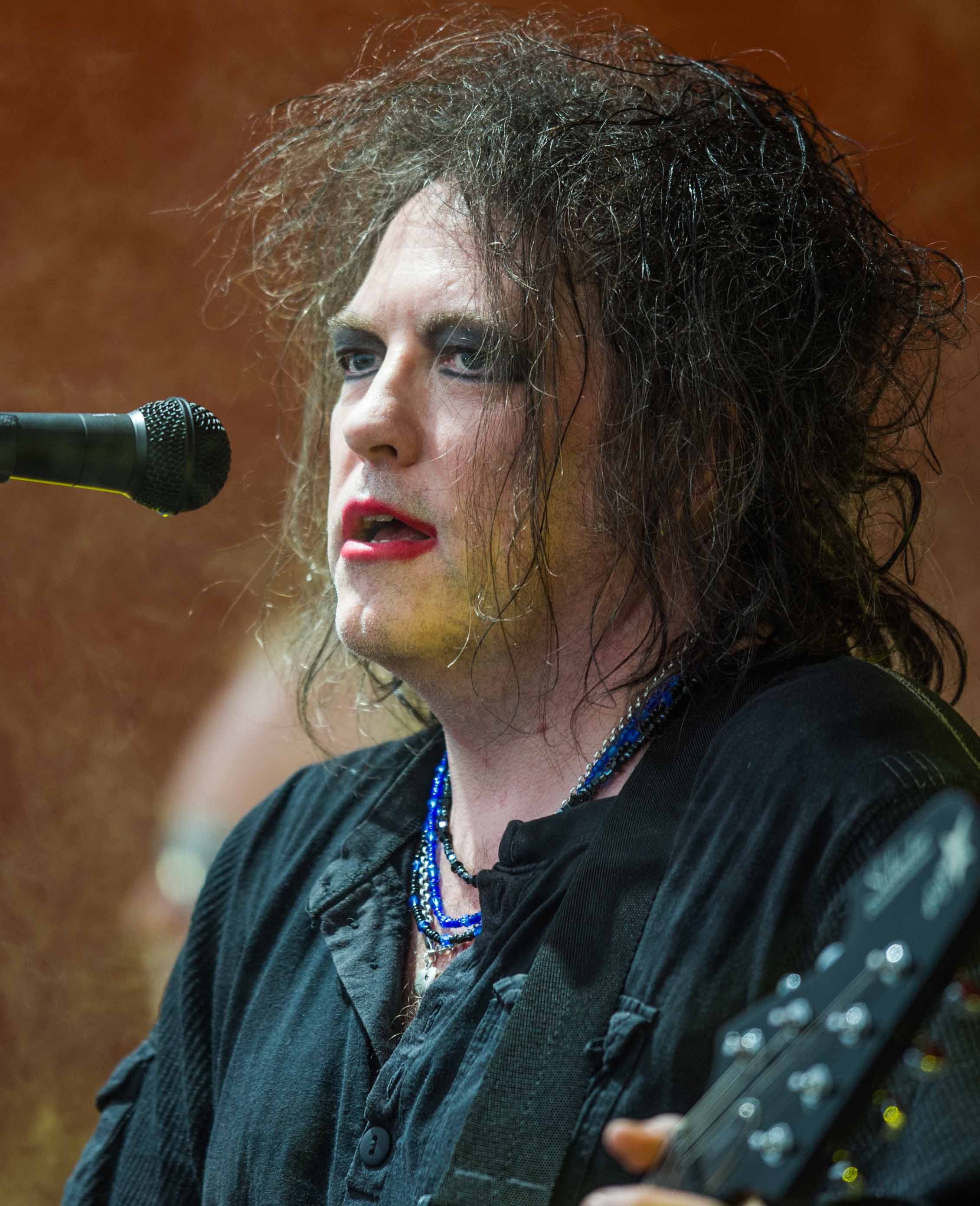
Robert Smith; * 21. April

- 21. April: Robert Smith, britischer Sänger und Gitarrist (The Cure)
- 23. April: Georgina Abela, maltesische Sängerin und Komponistin
- 23. April: Thilo Berg, deutscher Schlagzeuger
- 23. April: Marty Brem, österreichischer Musiker und Modeschöpfer
- 25. April: Burhan Öçal, türkischer Perkussionist und Schauspieler
- 27. April: Helmut Michael Brand, deutscher Kirchenmusiker und Komponist

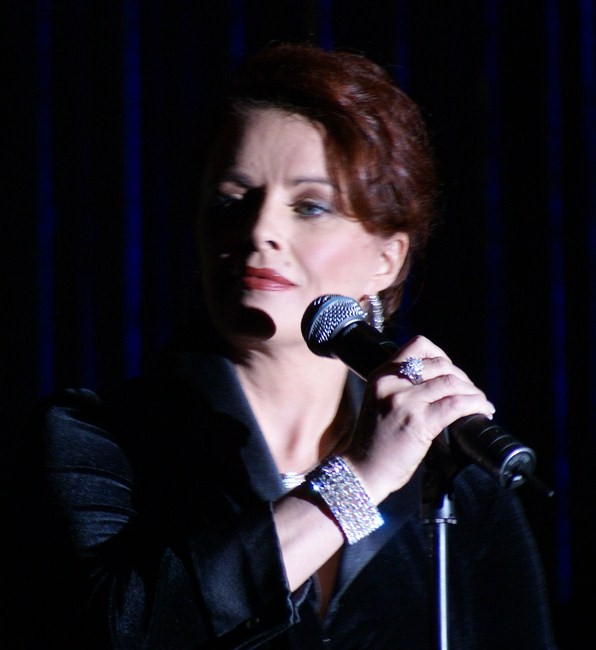
Sheena Easton; * 27. April

- 27. April: Sheena Easton, britische Sängerin und Schauspielerin
- 27. April: Daniel E. Freeman, US-amerikanischer Musikhistoriker und -wissenschaftler
- 27. April: Odd Magne Gridseth, norwegischer Jazzbassist
- 27. April: Marco Pirroni, britischer Gitarrist, Songwriter und Produzent (Adam and the Ants, Siouxsie and the Banshees, The Models, The Wolfmen)
- 27. April: Scott Robinson, US-amerikanischer Jazzsaxophonist
- 28. April: Norbert Campmann, deutscher Musiker († 2007)
- 29. April: Craig Armstrong, britischer Komponist
- 29. April: Branko Arnšek, Bassist, Komponist, Musikproduzent und Dozent slowenischer Abstammung
- 29. April: Yasuhiro Kobayashi, japanischer Akkordeonist, Komponist und Arrangeur
- 30. April: Elaine Fine, US-amerikanische Komponistin und Flötistin

### Mai
- 02. Mai: Marcel van de Beeten, niederländischer Jazzgitarrist und Singer-Songwriter
- 03. Mai: David Ball, britischer Musiker und Produzent (Soft Cell)
- 03. Mai: Bobby Ellsworth, US-amerikanischer Sänger und Leadsänger (Overkill)
- 03. Mai: Shigeru Kanno, japanischer Dirigent und Komponist

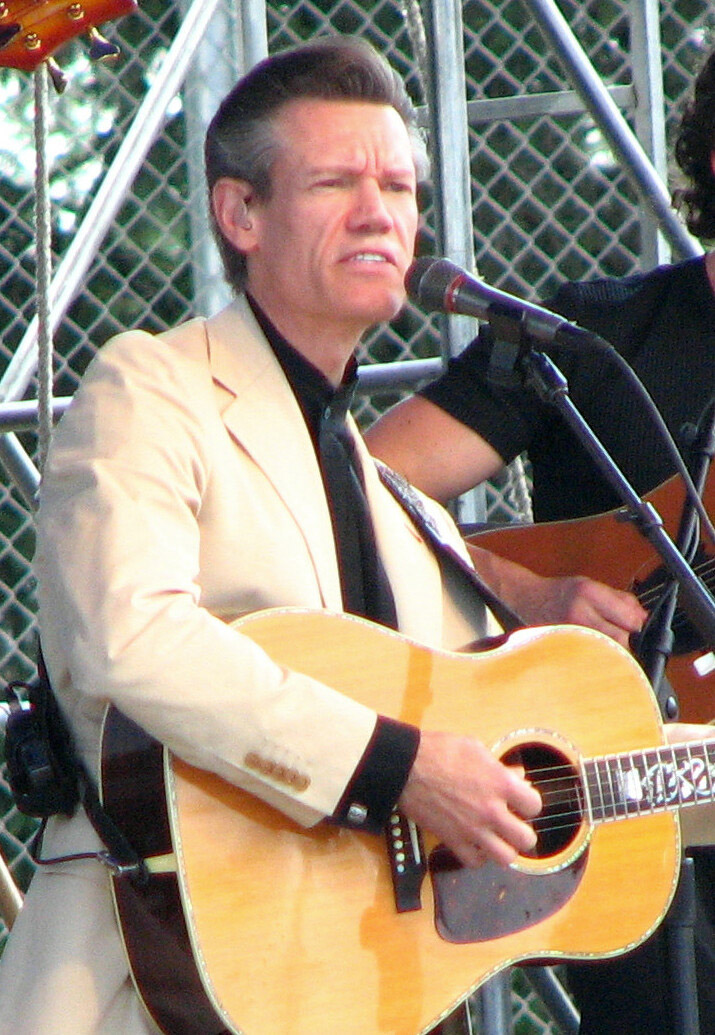
Randy Travis; * 4. Mai

- 04. Mai: Randy Travis, US-amerikanischer Country-Sänger und Songwriter
- 05. Mai: Éric Barret, französischer Saxophonist († 2025)
- 05. Mai: Steve Stevens, US-amerikanischer Musiker
- 05. Mai: Ian McCulloch, britischer Singer-Songwriter (Echo & the Bunnymen)

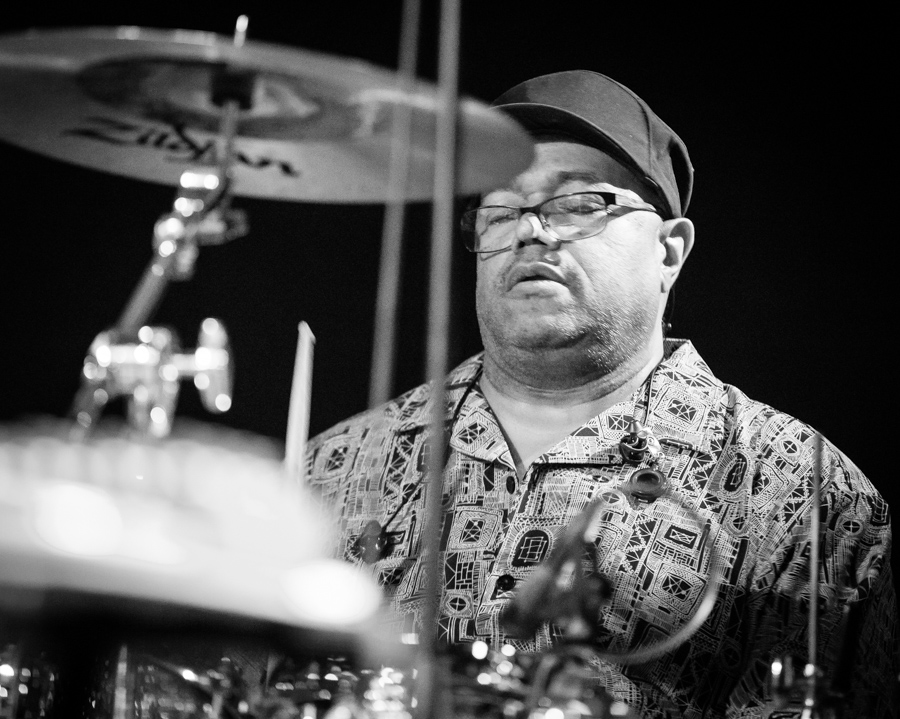
Dennis Chambers; * 9. Mai

- 09. Mai: Dennis Chambers, US-amerikanischer Schlagzeuger
- 13. Mai: Roger Muraro, französischer Pianist und Musikpädagoge
- 14. Mai: Patrick Bruel, französischer Sänger und Schauspieler
- 14. Mai: Virginia Mayhew, US-amerikanische Jazzmusikerin
- 15. Mai: Andrew Eldritch, britischer Sänger und Produzent
- 16. Mai: Guy Zerafa, kanadischer Musiker und Komponist
- 18. Mai: Lauren Flanigan, US-amerikanische Opernsängerin
- 20. Mai: Susan Cowsill, US-amerikanische Singer-Songwriterin (The Cowsills, Continental Drifters)
- 20. Mai: Daniel Darc, französischer Sänger († 2013)
- 20. Mai: Gregory Gray, britischer Singer-Songwriter († 2019)
- 20. Mai: Israel Kamakawiwoʻole, hawaiischer Sänger († 1997)

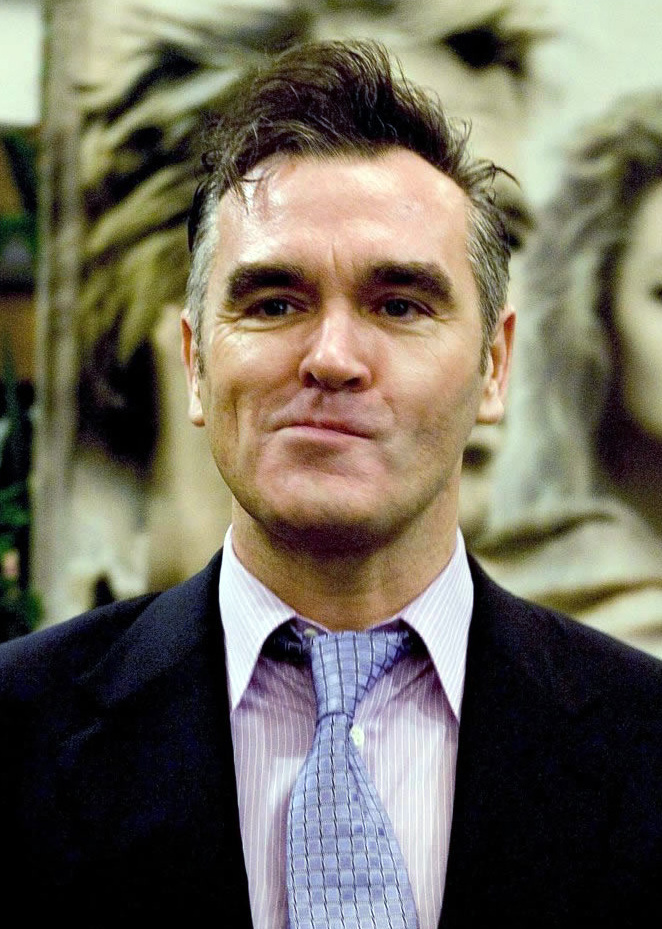
Morrissey; * 22. Mai

- 22. Mai: Morrissey, britischer Sänger
- 23. Mai: Ken Peplowski, US-amerikanischer Jazzklarinettist
- 26. Mai: Benoît Fromanger, französischer Flötist, Dirigent und Musikpädagoge
- 28. Mai: Michael Bartel, deutscher Dialogbuchautor, Synchronregisseur, Musiker und Filmproduzent († 2019)
- 28. Mai: Eddie Parker, britischer Flötist
- 28. Mai: Steve Strange, britischer Musiker (Visage) († 2015)
- 29. Mai: Mel George Gaynor, britischer Schlagzeuger (Simple Minds)
- 29. Mai: Steve Hanley, britischer Musiker (The Fall)
- 30. Mai: Pietro Tonolo, italienischer Jazzsaxophonist

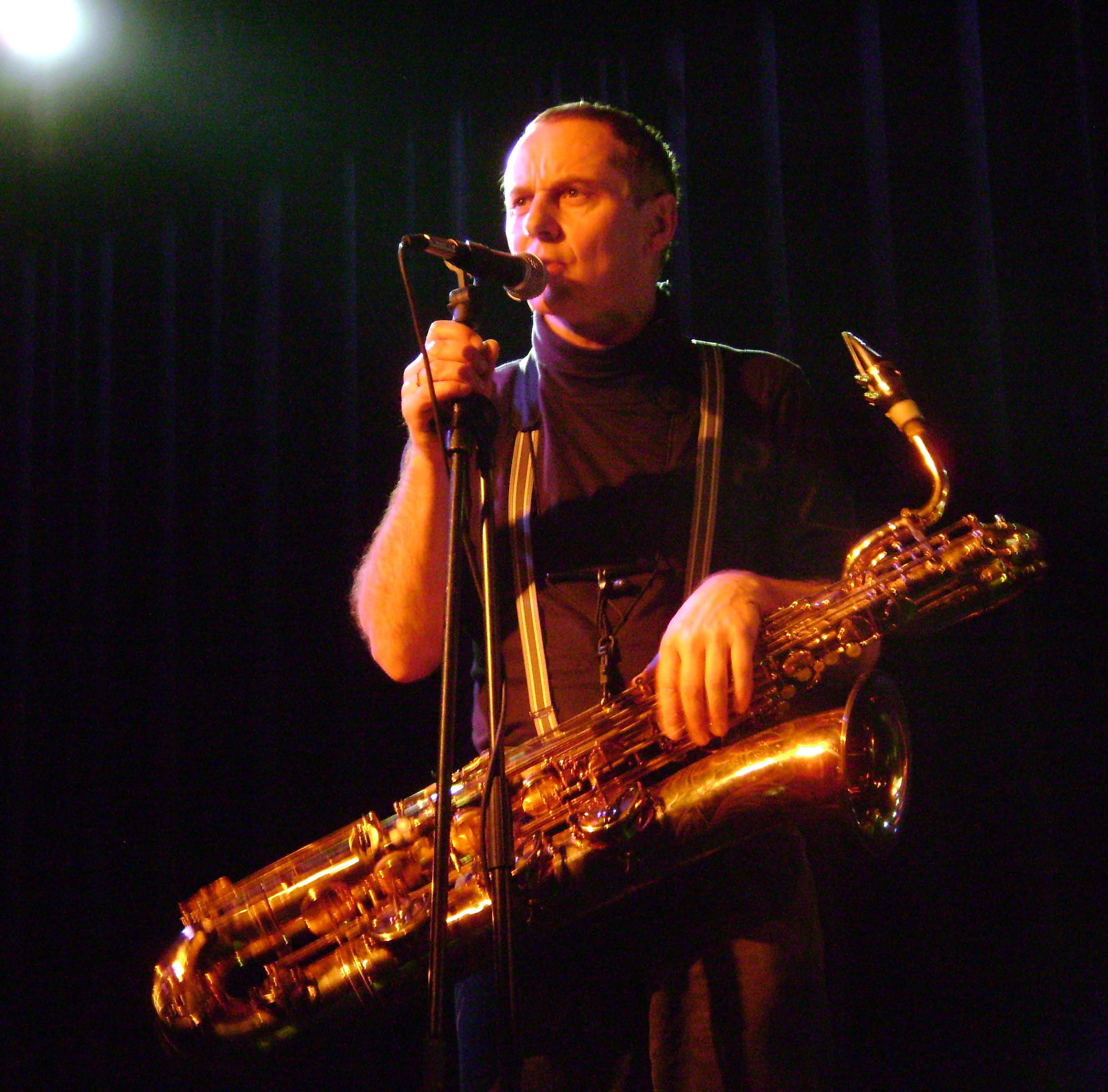
Florian Bramböck; * 31. Mai

- 31. Mai: Florian Bramböck, österreichischer Komponist und Dozent

### Juni
- 01. Juni: Alan Wilder, britischer Musiker, Komponist, Arrangeur und Produzent (Depeche Mode)
- 03. Juni: Victor Schultz, kanadischer Geiger
- 04. Juni: Brent Michael Davids, US-amerikanischer Komponist indianischer Herkunft
- 05. Juni: Robert Lloyd, britischer Sänger (The Nightingales)
- 07. Juni: Roy Gerson, US-amerikanischer Jazzmusiker (Piano) († 2023)
- 08. Juni: Emmanuel Bex, französischer Jazzorganist
- 09. Juni: Gregg Bissonette, US-amerikanischer Schlagzeuger
- 11. Juni: Kathinka Pasveer, niederländische Soloflötistin
- 12. Juni: John Linnell, US-amerikanischer Musiker (They Might Be Giants)

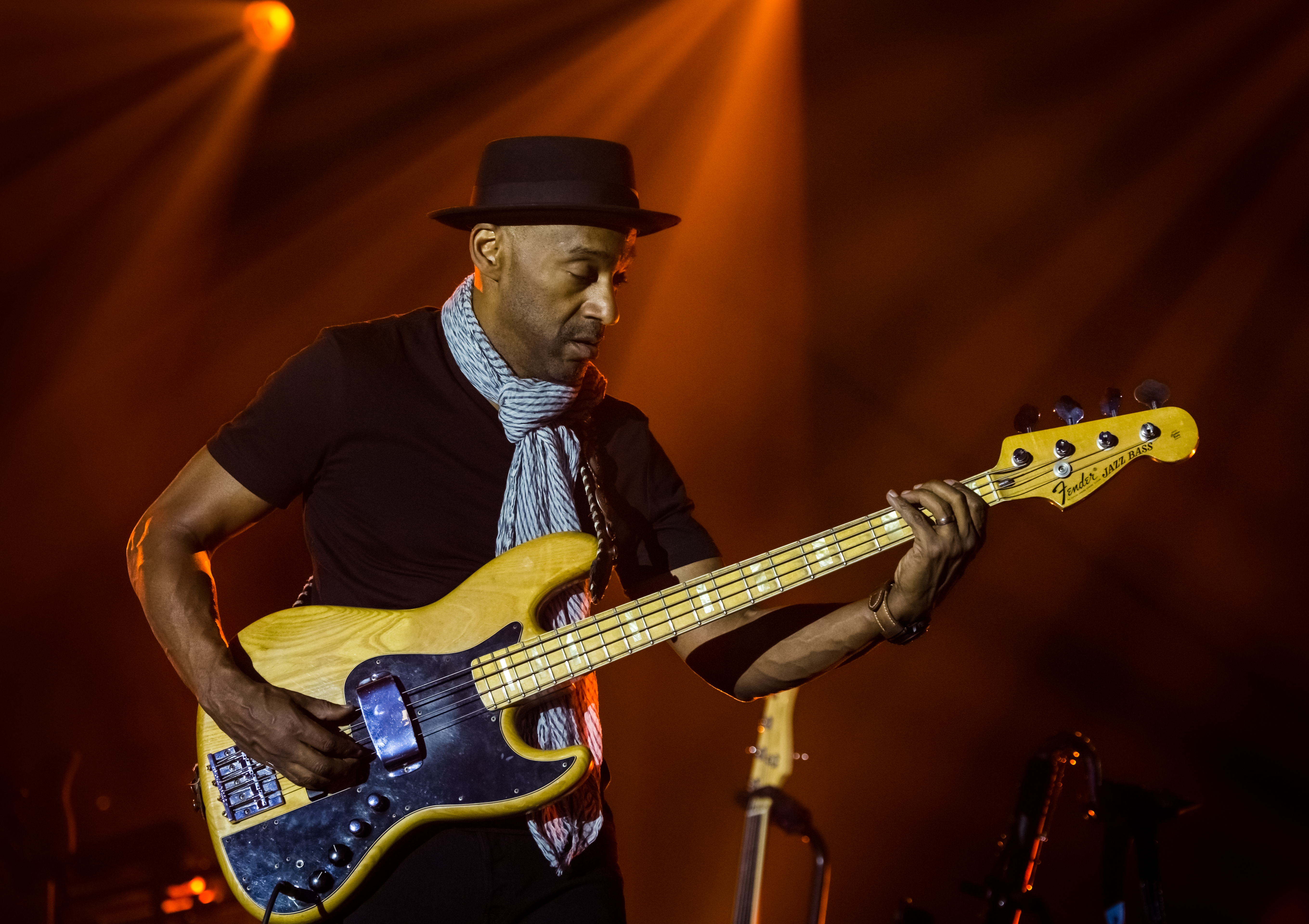
Marcus Miller; * 14. Juni

- 14. Juni: Marcus Miller, US-amerikanischer Musiker (Bassgitarre, Keyboard, Gitarre, Saxophon, Bassklarinette, Komposition)
- 15. Juni: Robert Cohen, britischer Cellist und Musikpädagoge
- 15. Juni: Tor Endresen, norwegischer Popsänger
- 15. Juni: Vicki Genfan, US-amerikanische Fingerstyle-Gitarristin, Komponistin und Sängerin
- 15. Juni: Jeff Stevens, US-amerikanischer Musiker und Produzent
- 16. Juni: Susan Schubert, deutsche Sängerin
- 17. Juni: Bob Andrews, britischer Musiker

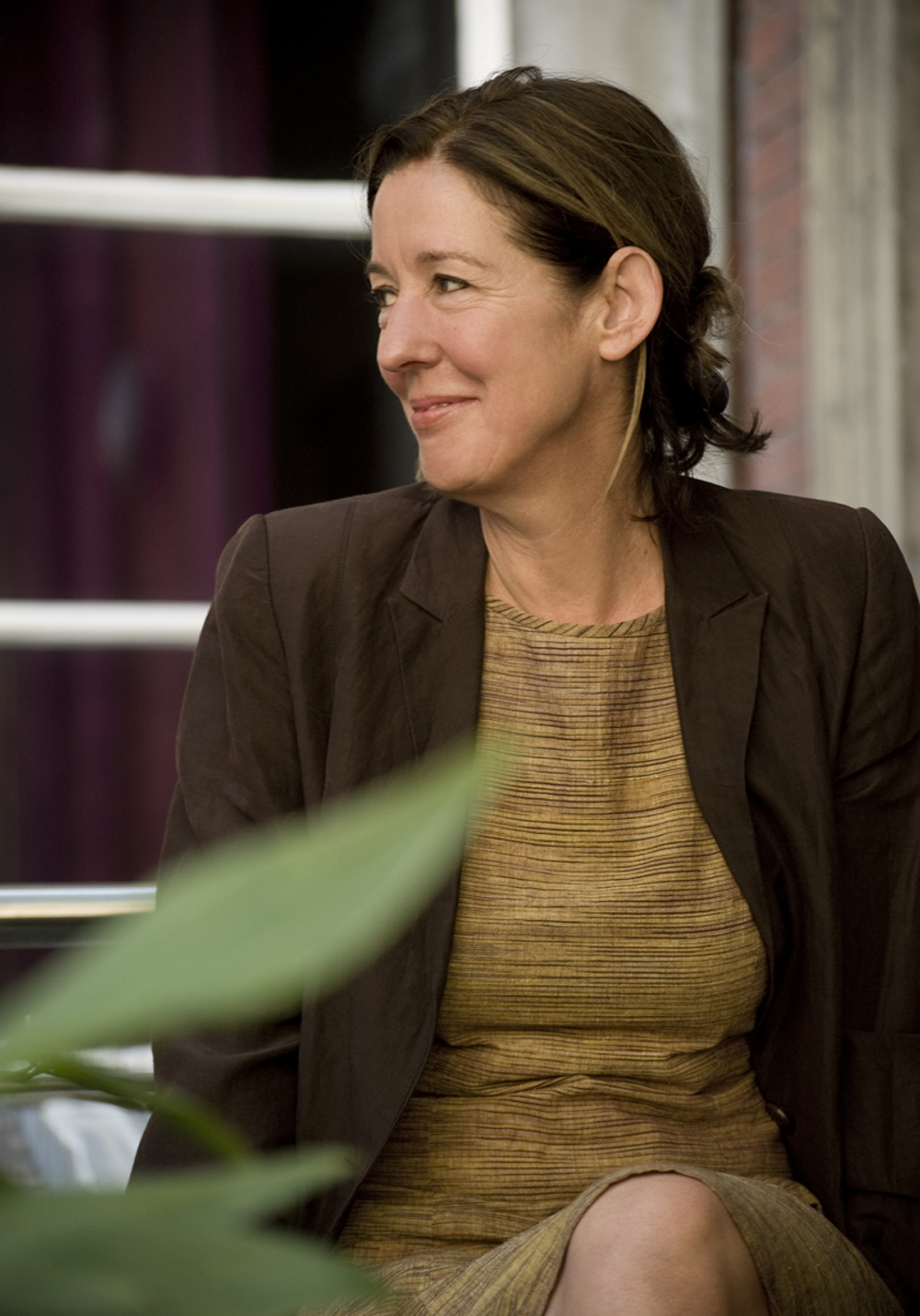
Judith Kuckart; * 17. Juni

- 17. Juni: Judith Kuckart, deutsche Tänzerin, Choreografin, Regisseurin und Schriftstellerin
- 17. Juni: Reinmar Henschke, deutscher Jazz-Pianist und Komponist
- 18. Juni: Ricky van Helden, deutscher Rockmusiker
- 18. Juni: Zuzana Navarová, tschechische Sängerin, Musikerin und Komponistin († 2004)
- 19. Juni: Diesel Dahl, norwegischer Schlagzeuger (TNT)
- 19. Juni: Mark DeBarge, US-amerikanischer Musiker (DeBarge)
- 19. Juni: Billy Drummond, US-amerikanischer Jazz-Schlagzeuger
- 19. Juni: Dennis Fuller, britischer Sänger (London Boys) († 1996)
- 19. Juni: Roberto Magris, italienischer Jazzpianist

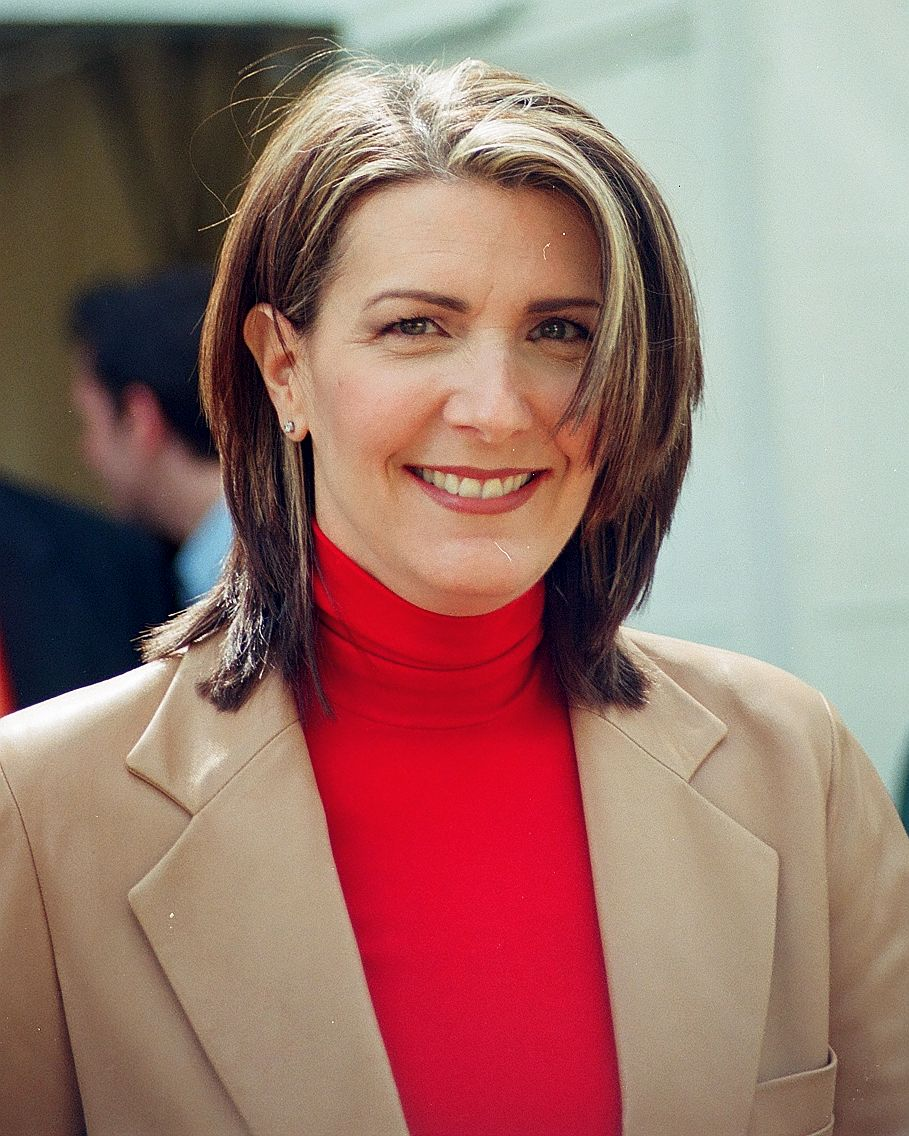
Kathy Mattea; * 21. Juni

- 21. Juni: Kathy Mattea, US-amerikanische Country-Sängerin und Songschreiberin
- 22. Juni: Alan Anton, kanadischer Bassist (Cowboy Junkies)
- 22. Juni: Nicola Sirkis, französischer Musiker
- 22. Juni: Stéphane Sirkis, französischer Musiker († 1999)
- 24. Juni: Andy McCluskey, britischer Musiker, Songwriter und Musikproduzent (Orchestral Manoeuvres in the Dark)
- 24. Juni: Markus Wienstroer, deutscher Gitarrist und Geiger
- 27. Juni: Lorrie Morgan, US-amerikanische Country-Sängerin

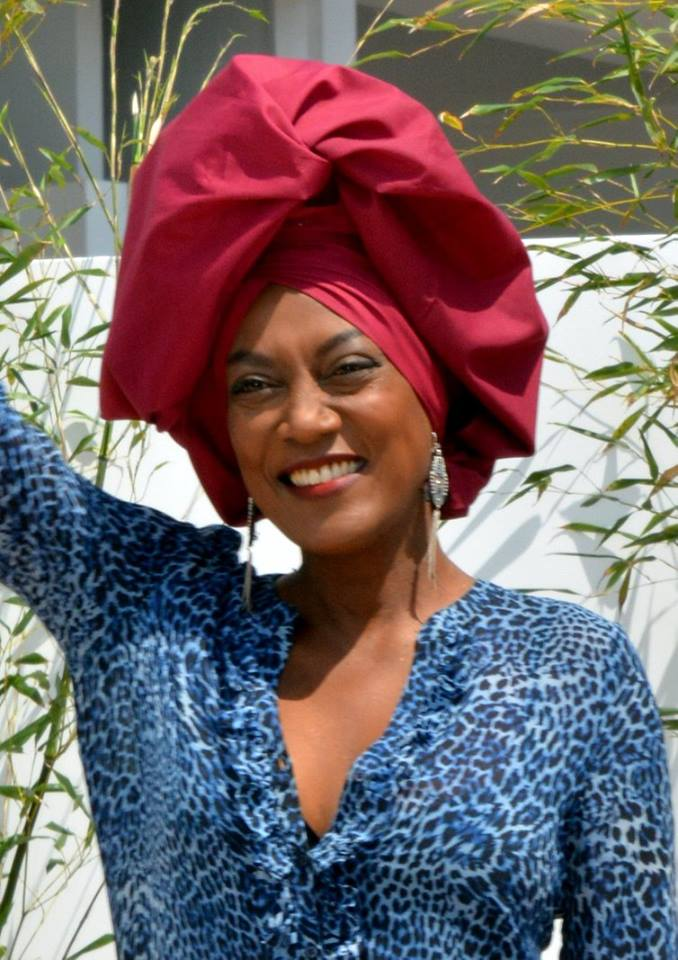
Khadja Nin; * 27. Juni

- 27. Juni: Khadja Nin, belgische Musikerin
- 28. Juni: Clint Boon, britischer Sänger und Keyboarder (Inspiral Carpets und The Clint Boon Experience)
- 29. Juni: Buren Fowler, US-amerikanischer Gitarrist (Drivin N Cryin) († 2014)
- 29. Juni: Rene Van Verseveld, niederländischer Musiker, Songwriter, Komponist und Musikproduzent
- 30. Juni: Brendan Perry, britischer Sänger und Multi-Instrumentalist (Dead Can Dance und The Scavengers)

### Juli
- 01. Juli: Marilyn Perkins Biery, US-amerikanische Kirchenmusikerin und Komponistin
- 01. Juli: Edem Ephraim, britischer Sänger (London Boys) († 1996)
- 03. Juli: Stephen Pearcy, US-amerikanischer Musiker (Ratt)
- 04. Juli: Eiríkur Hauksson, isländischer Sänger
- 05. Juli: Marc Cohn, US-amerikanischer Singer-Songwriter
- 08. Juli: Víctor Rasgado, mexikanischer Komponist († 2023)

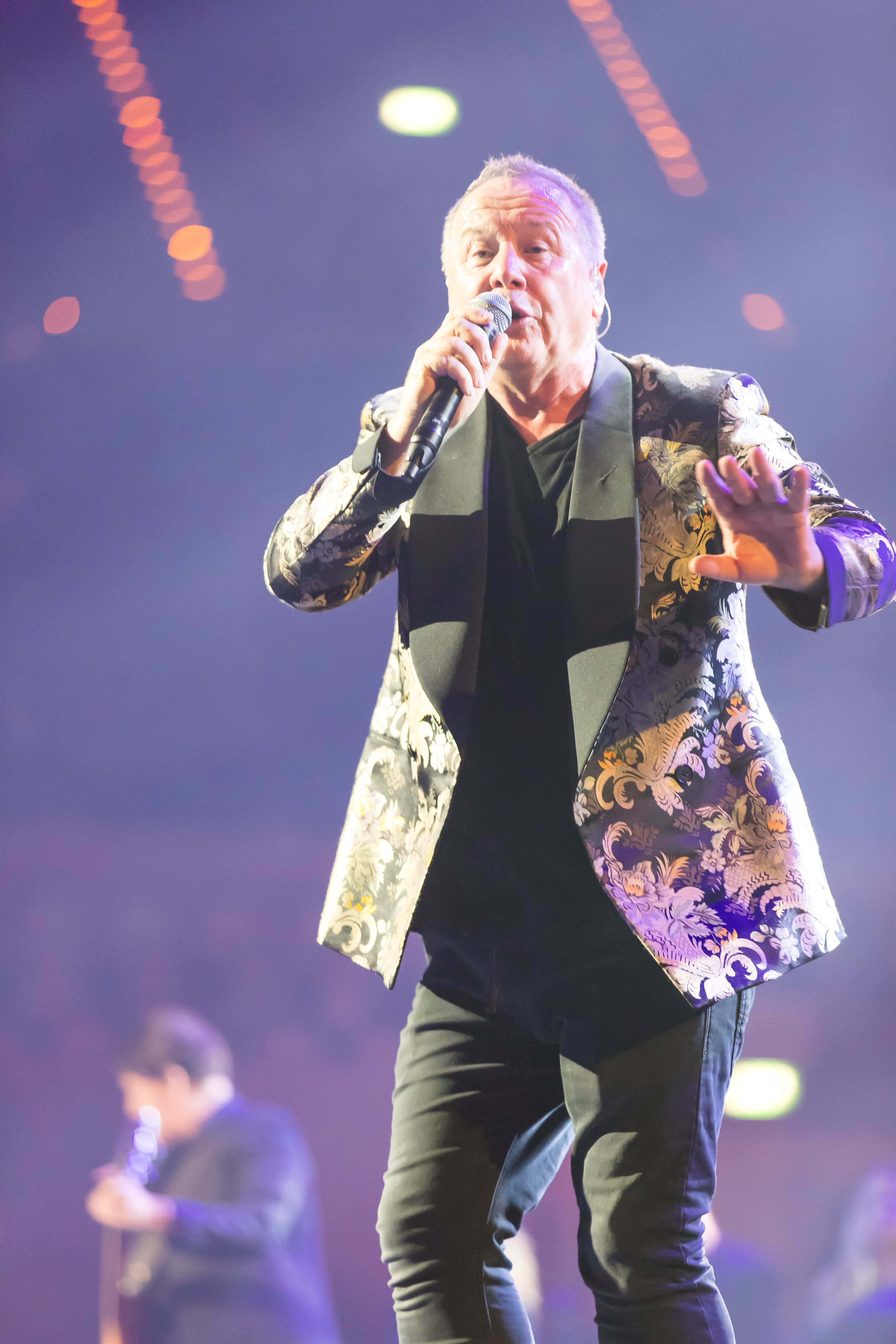
Jim Kerr; * 9. Juli

- 09. Juli: Jim Kerr, britischer Musiker, Leadsänger und Songwriter (Simple Minds)
- 10. Juli: Anjani, US-amerikanische Sängerin und Pianistin
- 10. Juli: Sandy West, US-amerikanische Sängerin, Songwriterin und Schlagzeugerin († 2006)
- 11. Juli: Richie Sambora, US-amerikanischer Rock-Gitarrist (Bon Jovi)

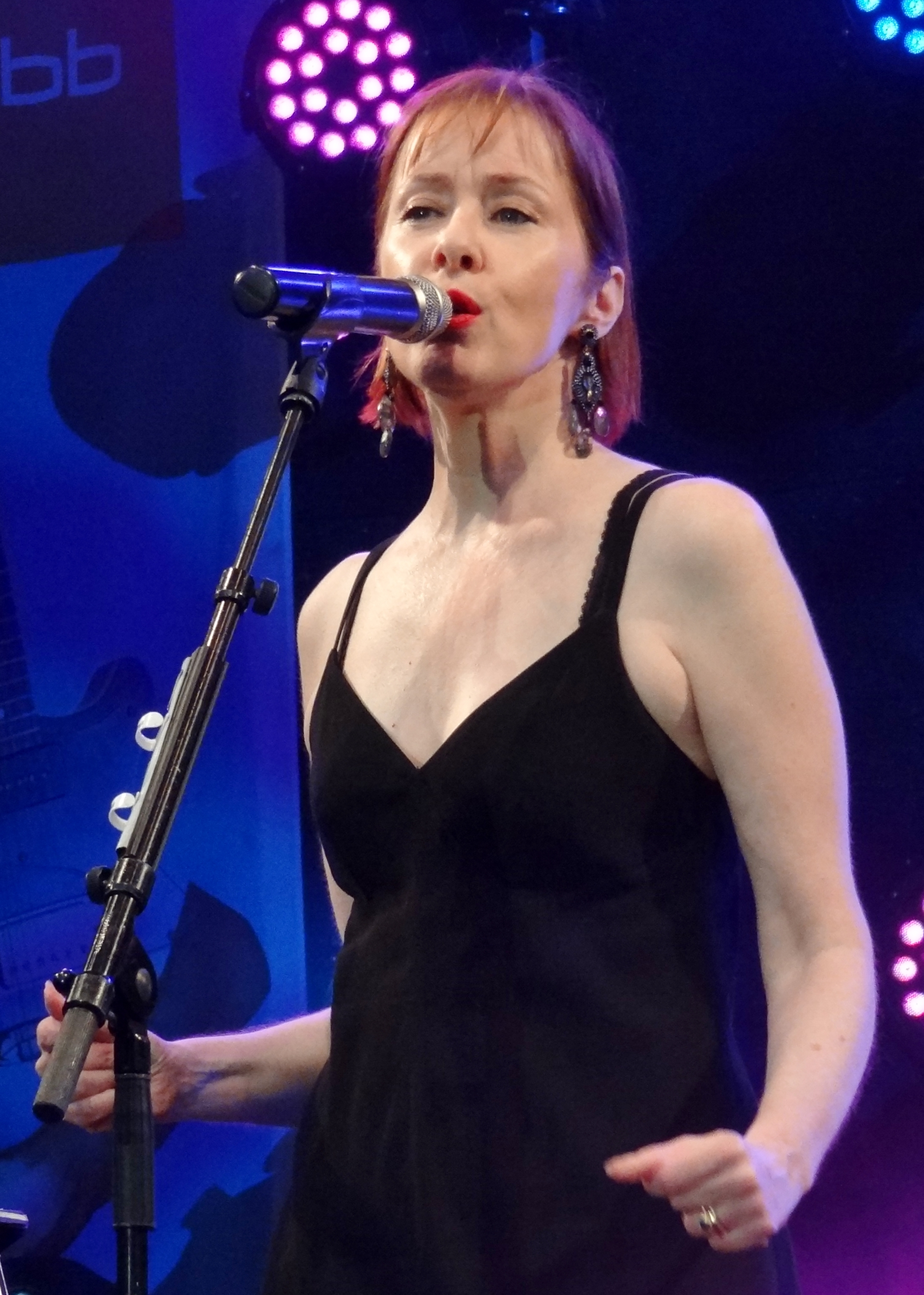
Suzanne Vega; * 11. Juli

- 11. Juli: Suzanne Vega, US-amerikanische Singer-Songwriterin
- 12. Juli: Steve Melling, britischer Jazzmusiker (Piano, Komposition)
- 16. Juli: Joanna MacGregor, britische Konzertpianistin und Dirigentin
- 16. Juli: James MacMillan, britischer Komponist und Dirigent
- 18. Juli: Jonathan Dove, britischer Komponist
- 20. Juli: Radney Foster, US-amerikanischer Country-Sänger und Songwriter (Foster & Lloyd)
- 21. Juli: Michael Hull, deutscher Wettkampftänzer
- 23. Juli: Pedro Aznar, argentinischer Rock- und Fusionmusiker (Bassgitarre, Gitarre, Gesang, Komposition)
- 23. Juli: Alan Barnes, britischer Jazzmusiker
- 24. Juli: Barry Romberg, kanadischer Jazz-Schlagzeuger, Bandleader und Komponist
- 24. Juli: James Zollar, US-amerikanischer Jazztrompeter und Flügelhornist
- 27. Juli: Michael Sagmeister, deutscher Jazzmusiker
- 28. Juli: Bjørn Ole Rasch, norwegischer Keyboarder, Komponist und Produzent
- 29. Juli: John Sykes, britischer Rock-Gitarrist († 2024)
- 31. Juli: Guillo Espel, argentinischer Komponist und Gitarrist
- 31. Juli: Stanley Jordan, US-amerikanischer Jazz-Gitarrist

### August

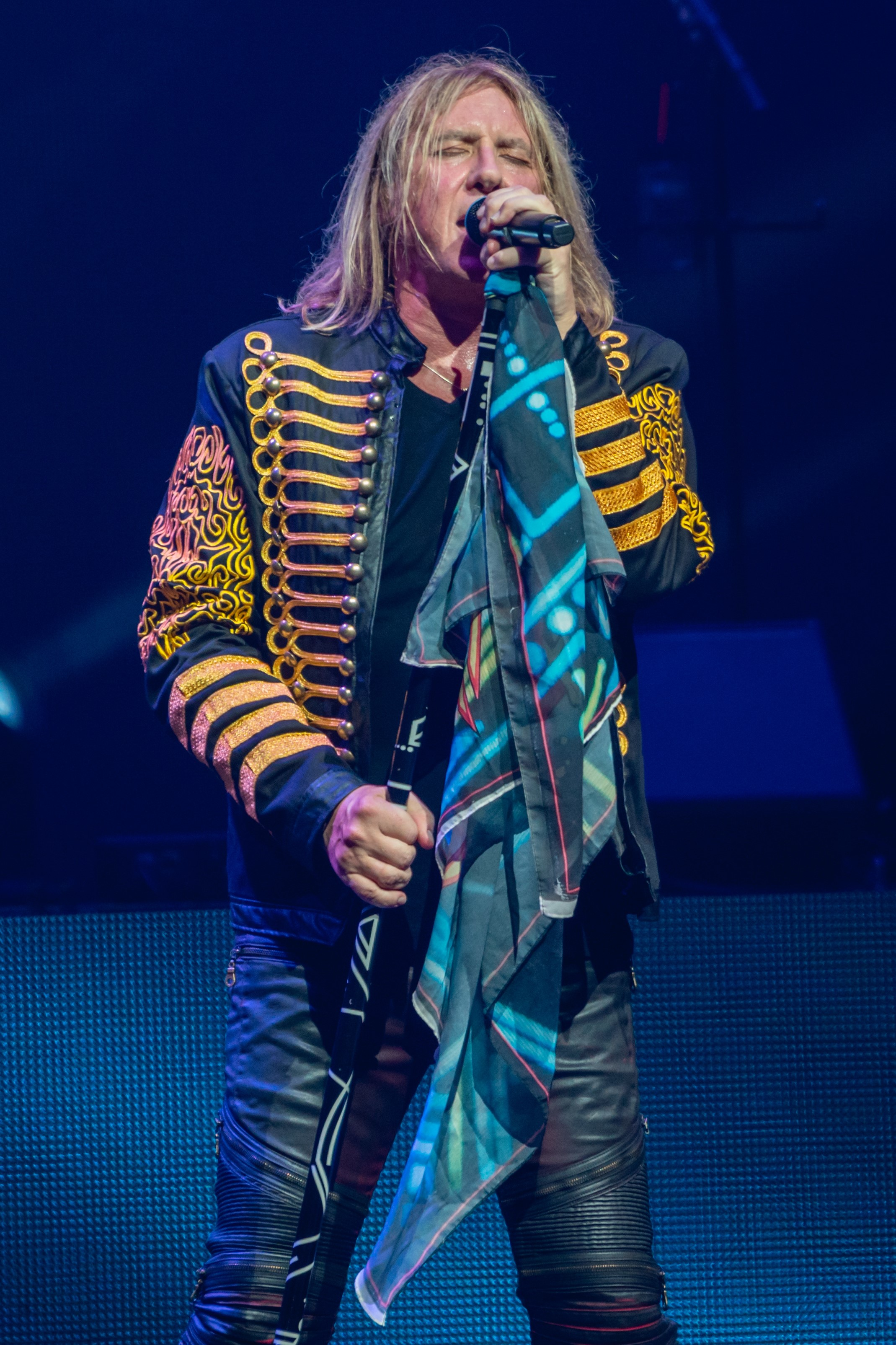
Joe Elliott; * 1. August

- 01. August: Joe Elliott, britischer Musiker (Def Leppard)
- 01. August: Otomo Yoshihide, japanischer Musiker und Komponist
- 05. August: Pete Burns, britischer Popsänger, Songschreiber und Entertainer (Dead or Alive) († 2016)
- 05. August: Pat Smear, US-amerikanischer Musiker
- 06. August: Sigurd Køhn, norwegischer Jazzsaxophonist, Komponist und Bandleader († 2004)[97]
- 06. August: Joyce Sims, US-amerikanische Sängerin, Pianistin und Songwriterin († 2022)
- 07. August: Patrick Defossez, belgischer Pianist und Komponist
- 07. August: Michael Peterson, US-amerikanischer Country-Musiker
- 07. August: Paolo Ravaglia, italienischer Klarinettist
- 07. August: Edward Simoni, deutsch-polnischer Panflötist

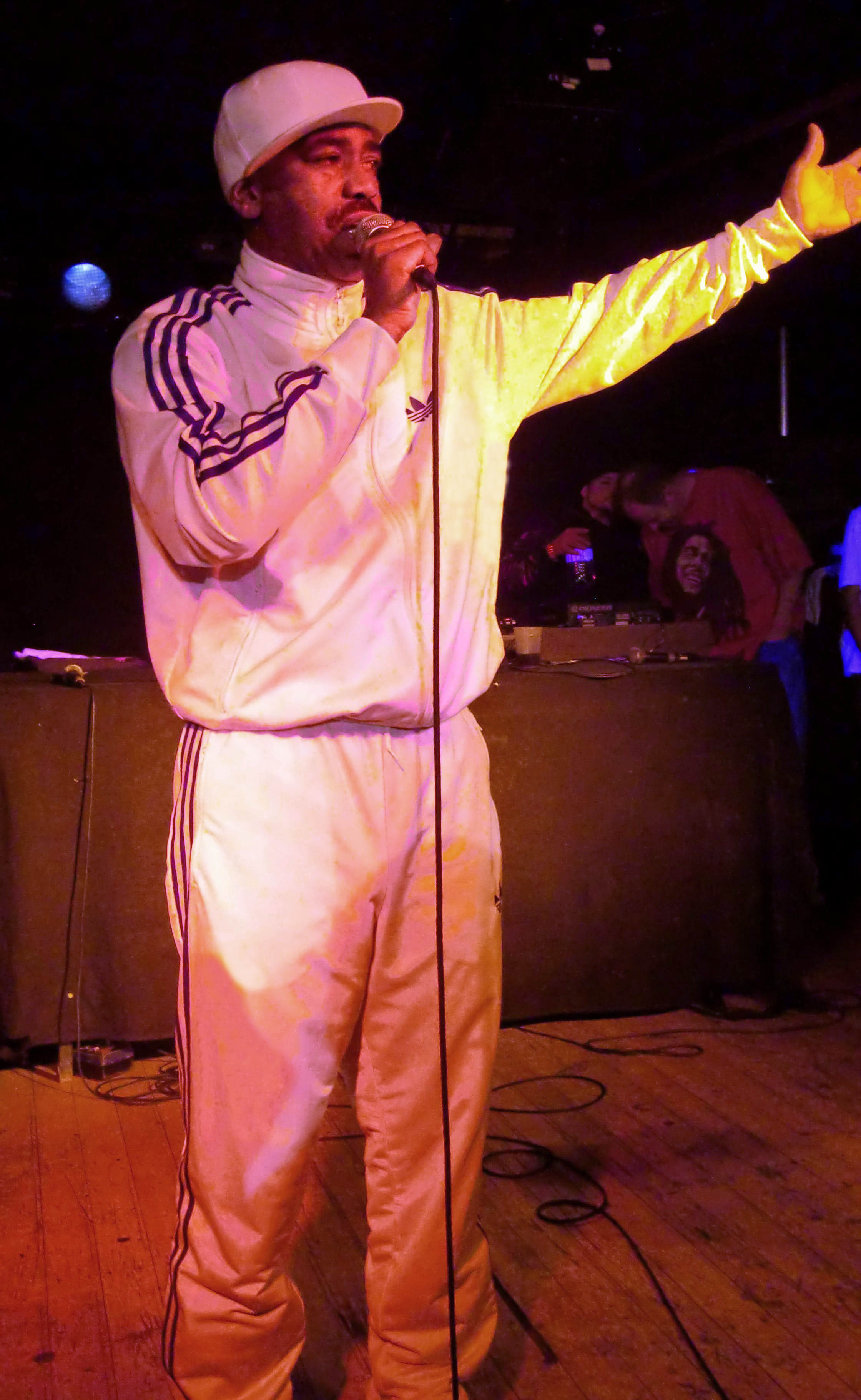
Kurtis Blow; * 9. August

- 09. August: Kurtis Blow, US-amerikanischer Musiker, Pionier des Rap
- 11. August: Russ Gershon, US-amerikanischer Saxophonist und Komponist
- 12. August: Jerzy Kornowicz, polnischer Komponist
- 13. August: Martyn Brabbins, britischer Dirigent
- 14. August: Tony Monaco, US-amerikanischer Jazzorganist
- 15. August: Tim Ries, US-amerikanischer Jazz-Saxophonist und Hochschullehrer

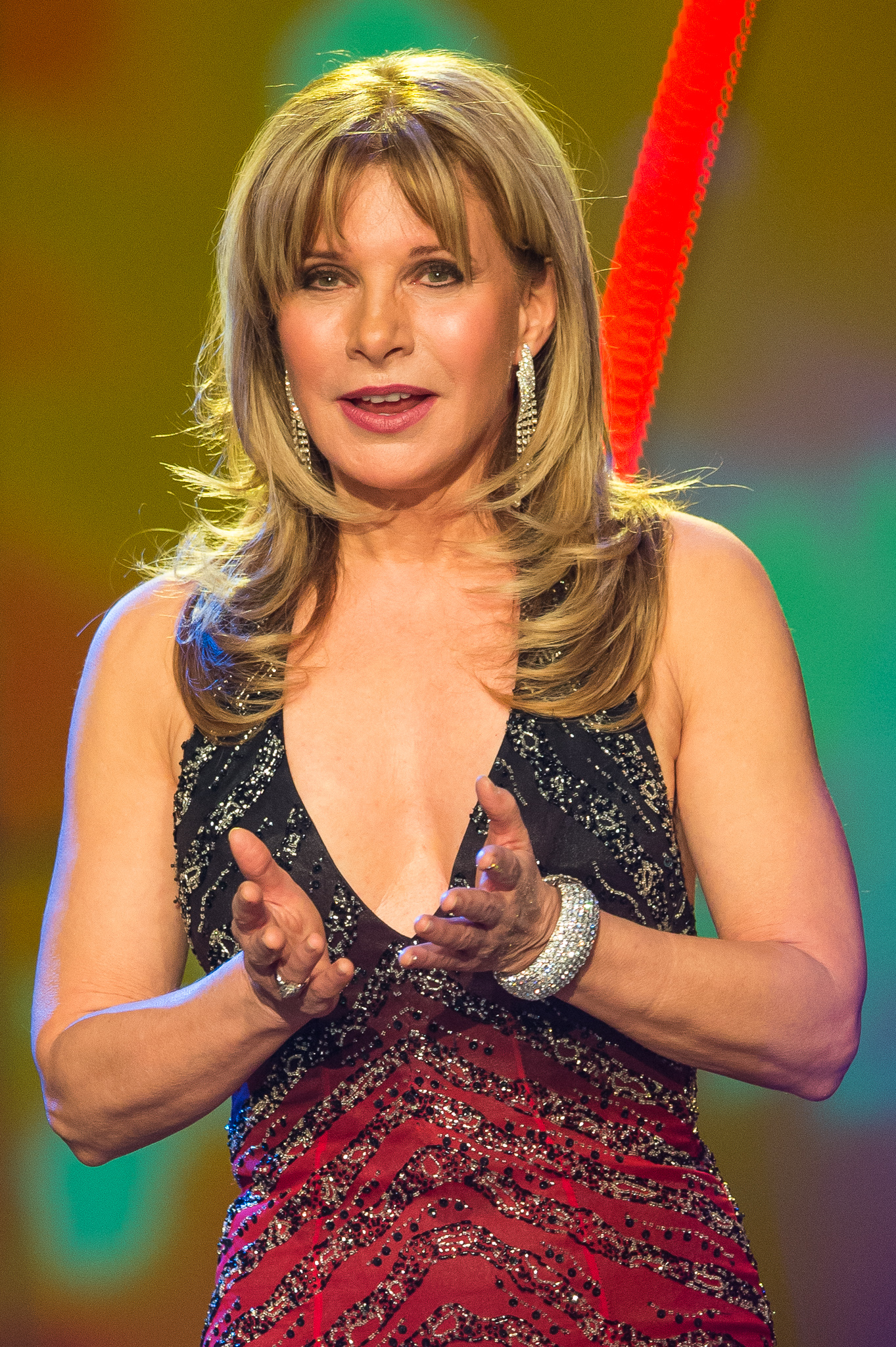
Deborah Sasson; * 22. August

- 16. August: Ellery Eskelin, US-amerikanischer Tenorsaxophonist
- 19. August: Maridalia Hernández, dominikanische Sängerin
- 20. August: Gaute Storaas, norwegischer Jazzbassist und Komponist
- 22. August: Eric Boeren, niederländischer Jazzkornettist
- 22. August: Deborah Sasson, US-amerikanische Opernsängerin und Musicaldarstellerin
- 23. August: Bruno Chevillon, französischer Jazzkontrabassist
- 26. August: Mark Bender, deutscher Countrysänger
- 27. August: Frode Fjellheim, norwegischer Yoiker und Keyboarder (Transjoik)
- 27. August: Markus, deutscher Popsänger

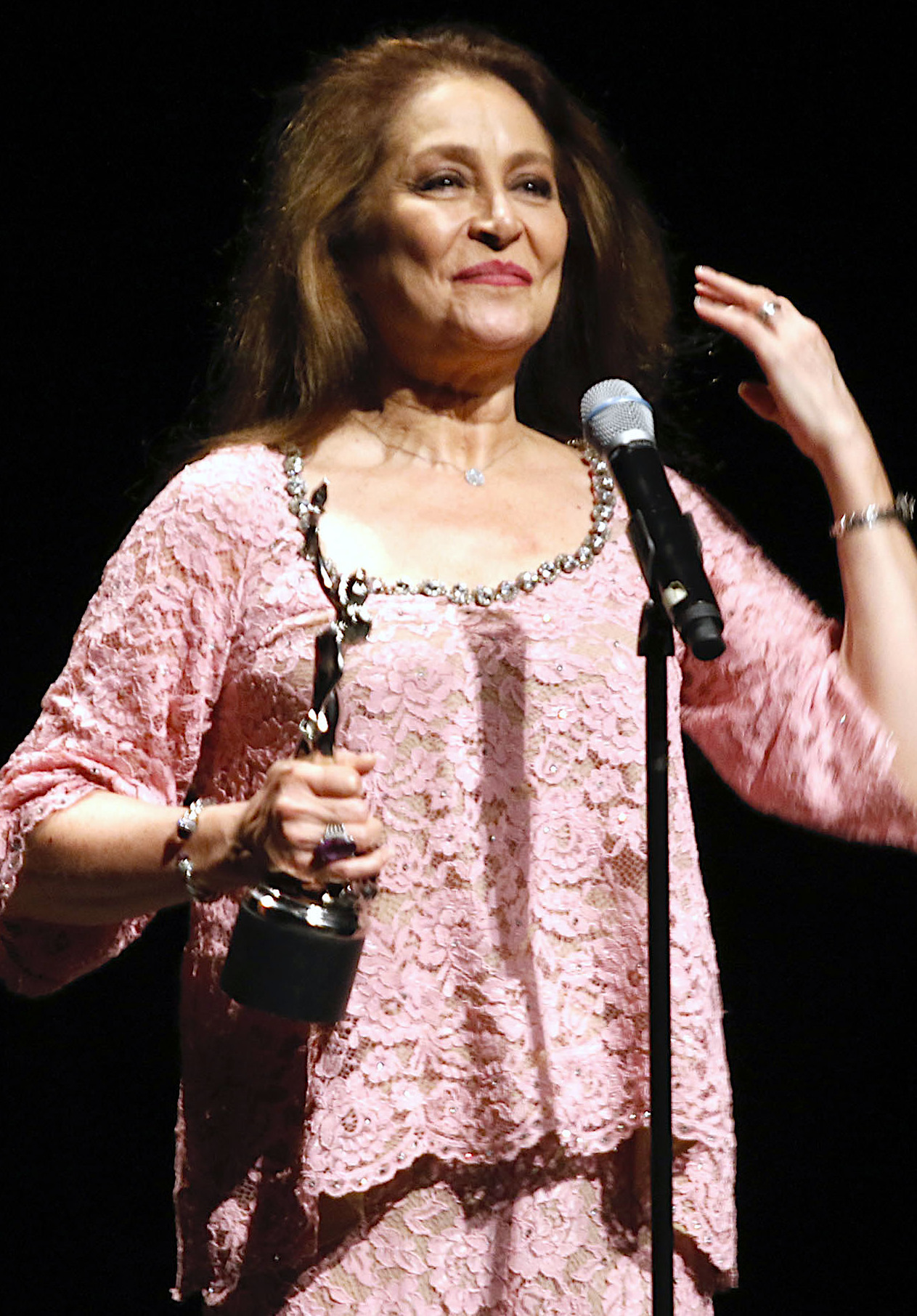
Daniela Romo; * 27. August

- 27. August: Daniela Romo, mexikanische Sängerin und Schauspielerin
- 29. August: Eddi Reader, britischer Sänger
- 29. August: Ernesto Rodrigues, portugiesischer Geiger und Komponist
- 30. August: Andreas Delfs, deutscher Dirigent

### September
- 03. September: Andrew Lawrence-King, britischer Solo-Harfenist, Continuo-Spieler und Dirigent
- 03. September: Cocoa Tea, jamaikanischer Reggae- und Dancehall-Sänger († 2025)
- 05. September: Patrick Yandall, US-amerikanischer Jazzgitarrist
- 07. September: Florian Schneider, Schweizer Sänger, Liedermacher, Schauspieler, Erzähler und Kolumnist
- 08. September: Daler Nazarov, tadschikischer Filmkomponist, Sänger und Schauspieler

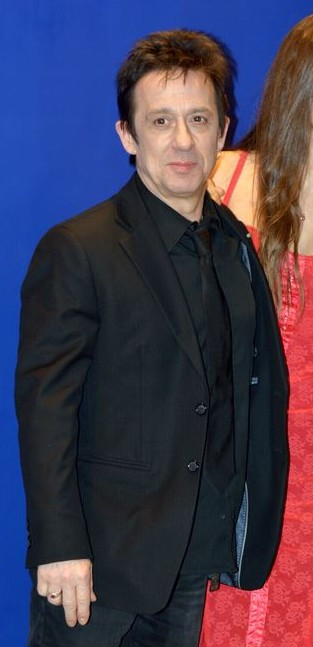
Eric Serra; * 9. September

- 09. September: Éric Serra, französischer Komponist
- 10. September: Hayk Dèinyan, armenischer Opernsänger
- 10. September: Tim Knight, britischer Komponist, Chorleiter und Musikpädagoge
- 11. September: Jeffrey Hoover, US-amerikanischer Komponist und Maler
- 13. September: Sheldon Reynolds, US-amerikanischer Gitarrist sowie Singer-Songwriter
- 14. September: John Berry, US-amerikanischer Country-Sänger

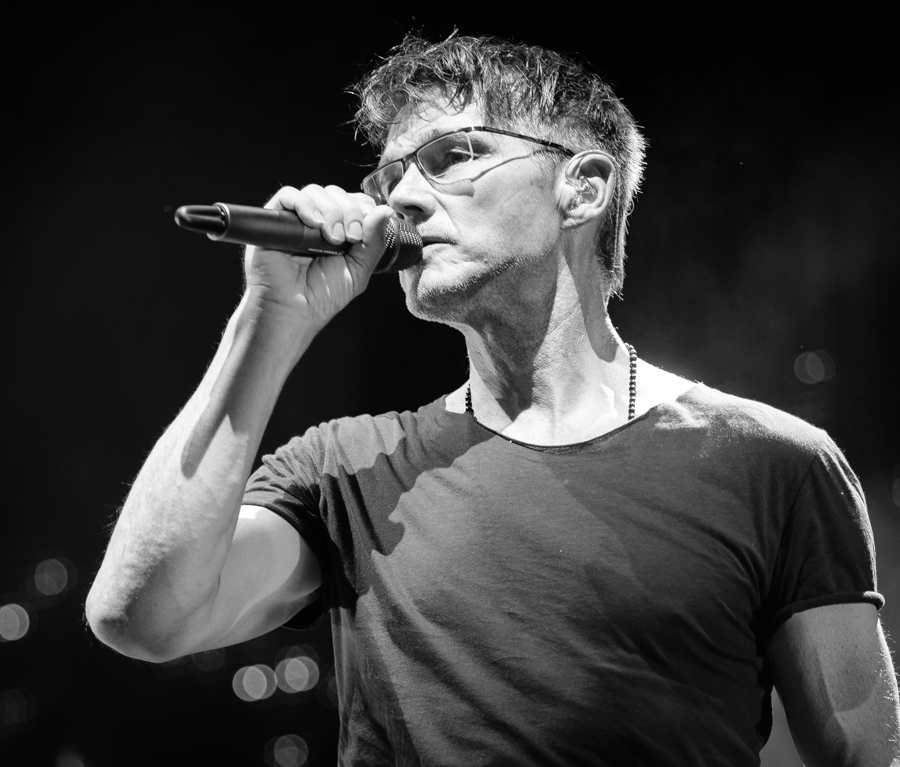
Morten Harket; * 14. September

- 14. September: Morten Harket, norwegischer Sänger (A-ha)
- 19. September: Sally Barker, britische Folk-Rock-Sängerin und Songwriterin
- 19. September: Gwen Hoebig, kanadische Geigerin und Musikpädagogin
- 21. September: Corinne Drewery, britische Singer-Songwriterin
- 21. September: John Oliver, kanadischer Komponist
- 22. September: Tony Reedus, US-amerikanischer Jazzschlagzeuger († 2008)
- 22. September: Mario Steller, deutscher Sänger und Gesangspädagoge
- 23. September: Adelaide Ferreira, portugiesische Sängerin und Schauspielerin

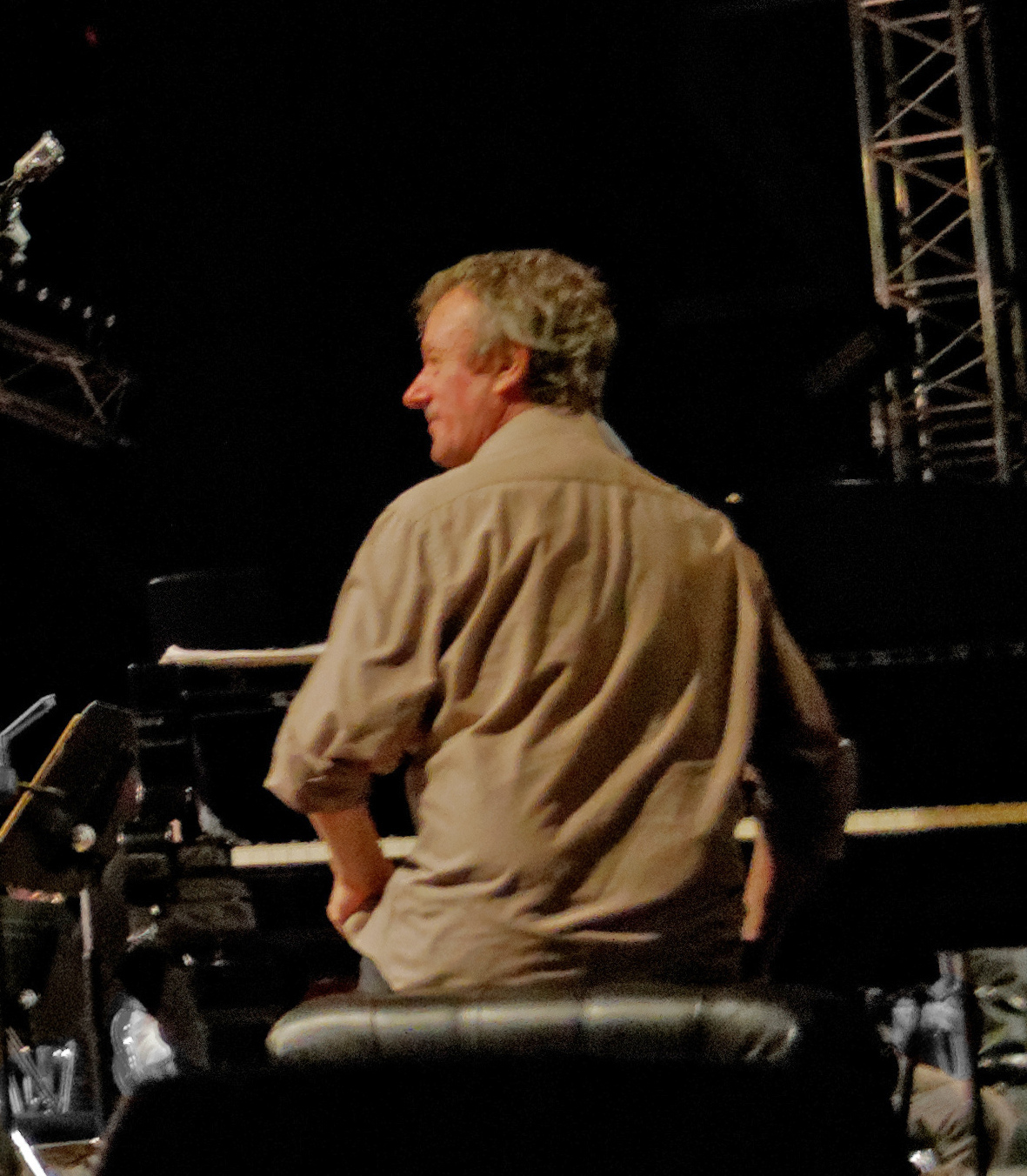
Didier Squiban; * 23. September

- 23. September: Didier Squiban, bretonischer Pianist und Pianist
- 24. September: Drummie Zeb, britischer Musik (Aswad) († 2022)
- 26. September: François Bourassa, kanadischer Jazzmusiker (Piano, Komposition)
- 29. September: Raf, italienischer Sänger und Songwriter
- 30. September: Hilde Heltberg, norwegischer Sänger, Gitarrist und Songwriter († 2011)[98]

### Oktober
- 01. Oktober: Youssou N’Dour, senegalesischer Sänger und Komponist
- 02. Oktober: Saúl Vera, venezolanischer Mandolinen- und Bandolaspieler
- 03. Oktober: Michy Reincke, deutscher Popsänger

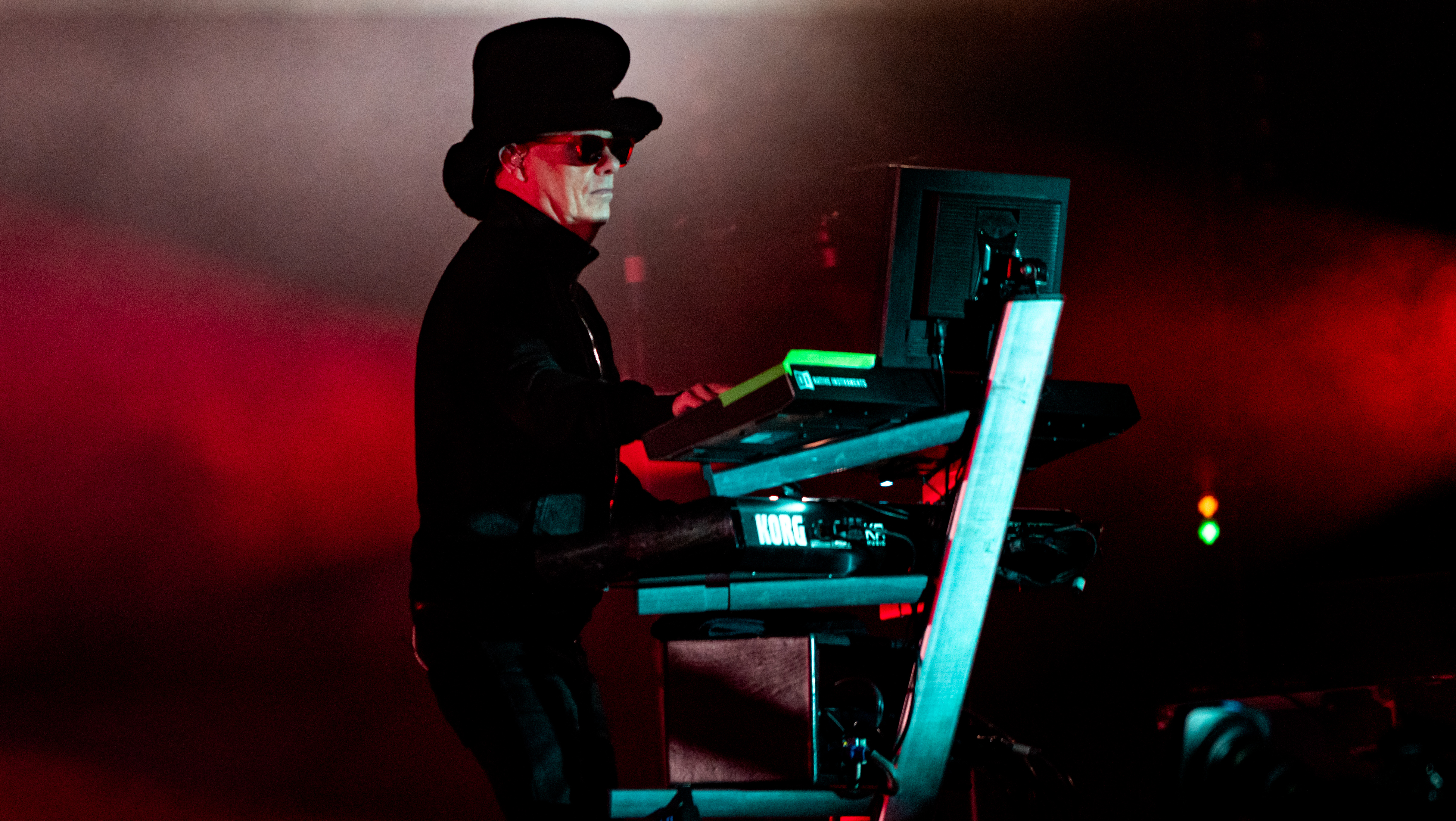
Chris Lowe; * 4. Oktober

- 04. Oktober: Chris Lowe, britischer Musiker (Pet Shop Boys)
- 04. Oktober: Hitonari „Jinsei“ Tsuji, japanischer Schriftsteller, Musiker, Fotograf und Regisseur
- 07. Oktober: Simon Cowell, britischer Musik- und Filmproduzent (The X Factor und American Idol)
- 08. Oktober: Mayada El Hennawy, syrische Sängerin
- 09. Oktober: Christian Jaudes, US-amerikanischer Jazzmusiker (Trompete) und Hochschullehrer († 2024)
- 10. Oktober: Kirsty MacColl, britische Sängerin und Songwriterin († 2000)
- 10. Oktober: Michael Langer, österreichischer Gitarrist, Komponist und Gitarrenlehrer
- 12. Oktober: Michael Philip Mossman, US-amerikanischer Jazzmusiker (Trompete, Flügelhorn, Arrangement, Komposition)
- 13. Oktober: Jesús Medina, mexikanischer Dirigent

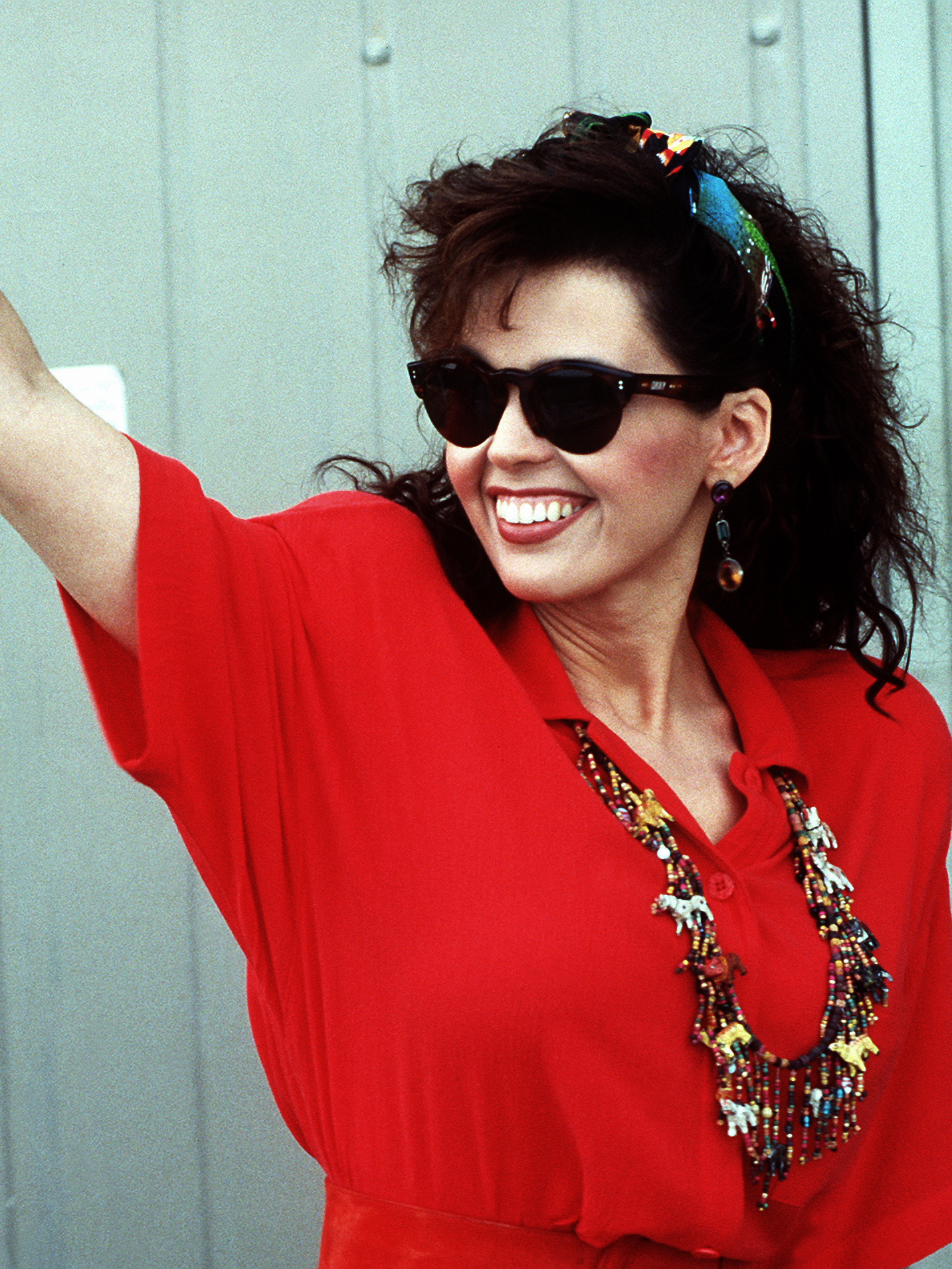
Marie Osmond; * 13. Oktober

- 13. Oktober: Marie Osmond, US-amerikanische Country-Sängerin und Schauspielerin
- 15. Oktober: Erik Vermeulen, belgischer Jazz-Pianist
- 16. Oktober: Gary Kemp, britischer Schauspieler, Gitarrist und Songwriter (Spandau Ballet)
- 16. Oktober: Erkki-Sven Tüür, estnischer Komponist
- 18. Oktober: Jimmy Bosch, US-amerikanischer Latin-Music und Salsa Posaunist und Komponist
- 18. Oktober: Gary Schocker, US-amerikanischer Flötist und Komponist
- 19. Oktober: Ronnie Burrage, US-amerikanischer Jazzschlagzeuger
- 20. Oktober: Ole Hamre, norwegischer Schlagzeuger, Percussionist und Komponist
- 21. Oktober: Cleveland Watkiss, britischer Jazzsänger, Schauspieler und Komponist
- 23. Oktober: Svein Dag Hauge, norwegischer Gitarrist, Songwriter und Musikproduzent

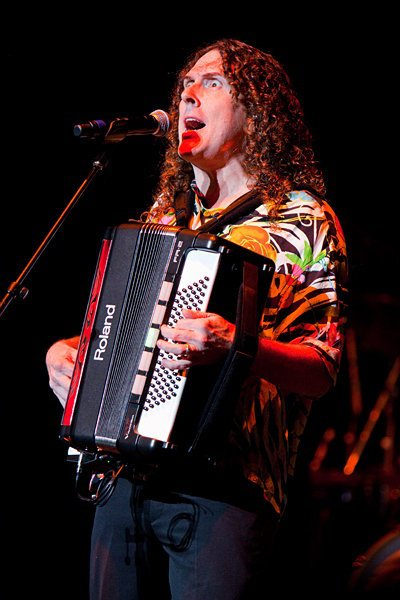
Weird Al Yankovic; * 23. Oktober

- 23. Oktober: Weird Al Yankovic, US-amerikanischer Musiker und Parodist
- 24. Oktober: Per Eirik Johansen, norwegischer Rocksänger und Musikmanager († 2014)[99]
- 25. Oktober: Christine Joy Amphlett, australische Sängerin, Songwriterin und Schauspielerin († 2013)

### November
- 01. November: Conrad Herwig, US-amerikanischer Jazzposaunist
- 01. November: Hans-Dieter Karras, deutscher Kirchenmusiker und Organist

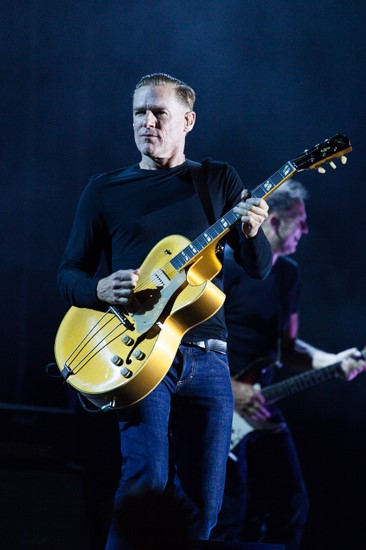
Byan Adams; * 5. November

- 05. November: Bryan Adams, kanadischer Rock-Sänger, -Komponist und Fotograf
- 07. November: Richard Barrett, britischer Komponist und Improvisationsmusiker
- 07. November: Keith Lockhart, US-amerikanischer Dirigent
- 07. November: Klaus Suonsaari, finnischer Jazzschlagzeuger
- 09. November: Donnie McClurkin, US-amerikanischer Gospelmusiker

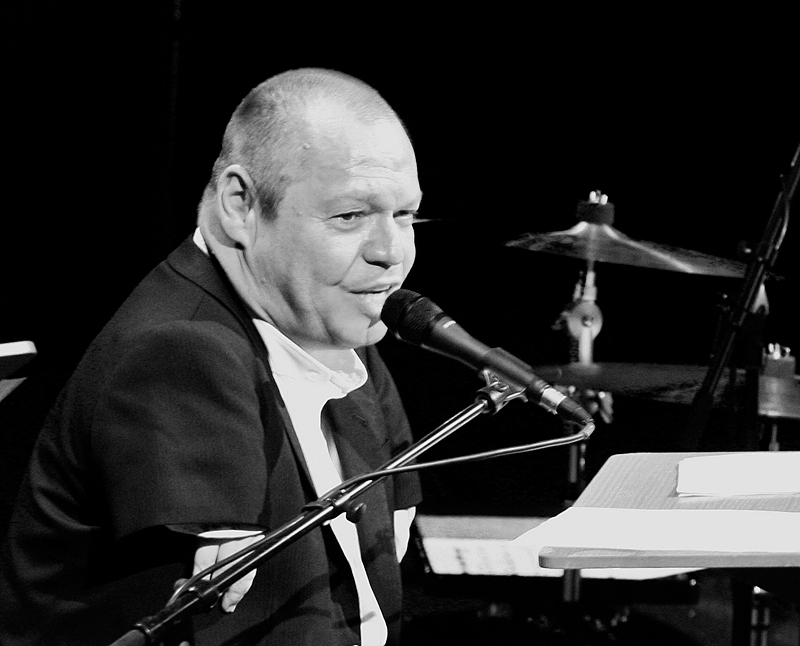
Thomas Quasthoff; * 9. November

- 09. November: Thomas Quasthoff, deutscher Sänger (Bassbariton), Gesangspädagoge und Hochschullehrer
- 09. November: Harry Schärer, Schweizer Musicalkomponist, -autor und -regisseur
- 10. November: Fernando Geraldes, dominikanischer Dirigent, Chorleiter, Musikpädagoge und Sänger
- 11. November: Arkadijus Gotesmanas, litauischer Jazz- und Improvisationsmusiker (Schlagzeug, Perkussion)
- 11. November: Michael Pfeuti, Schweizer Kontrabassist († 2022)

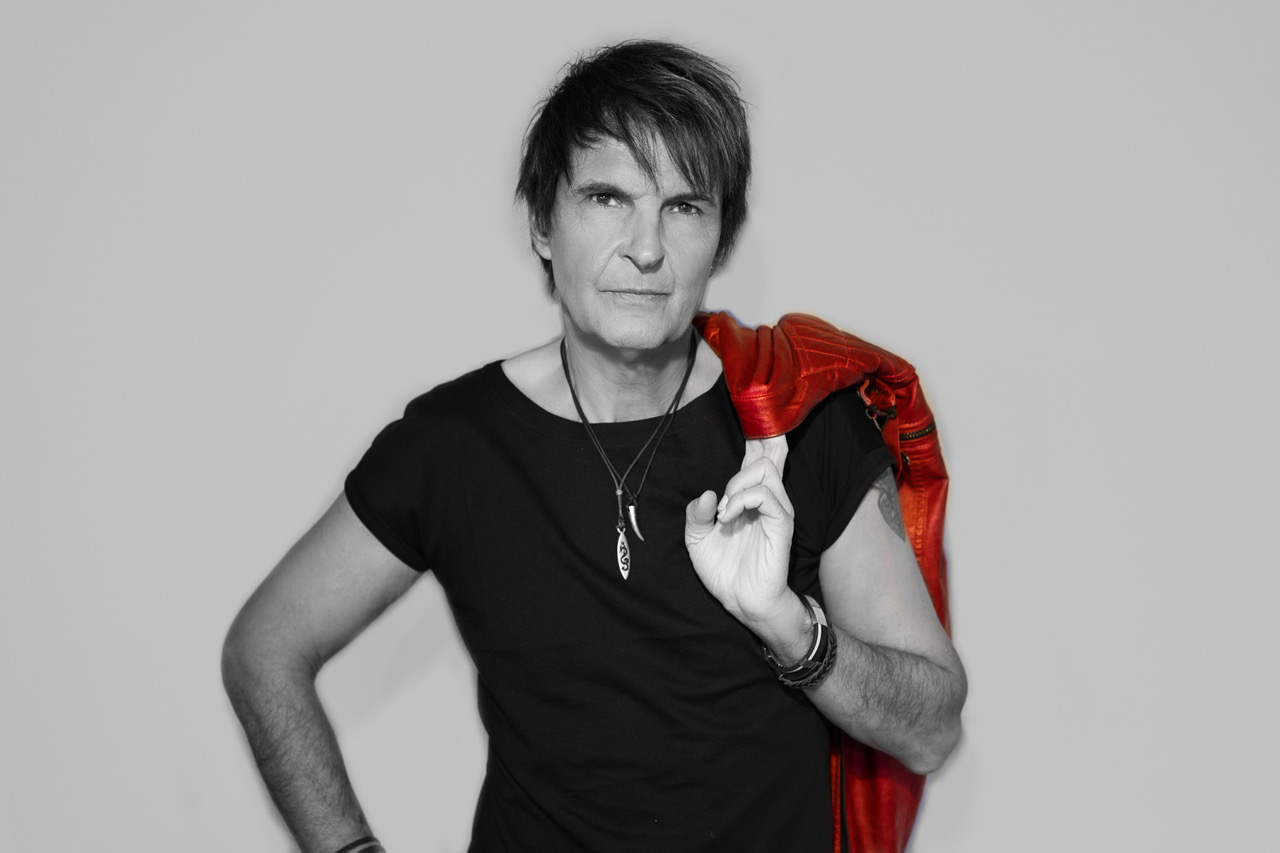
Paul Etterlin; * 17. November

- 17. November: Paul Etterlin, Schweizer Musiker
- 18. November: Cindy Blackman, US-amerikanische Jazz-Schlagzeugerin
- 20. November: Drew Gress, US-amerikanischer Jazzbassist und -komponist
- 25. November: Marti Epstein, US-amerikanische Komponistin und Musikpädagogin

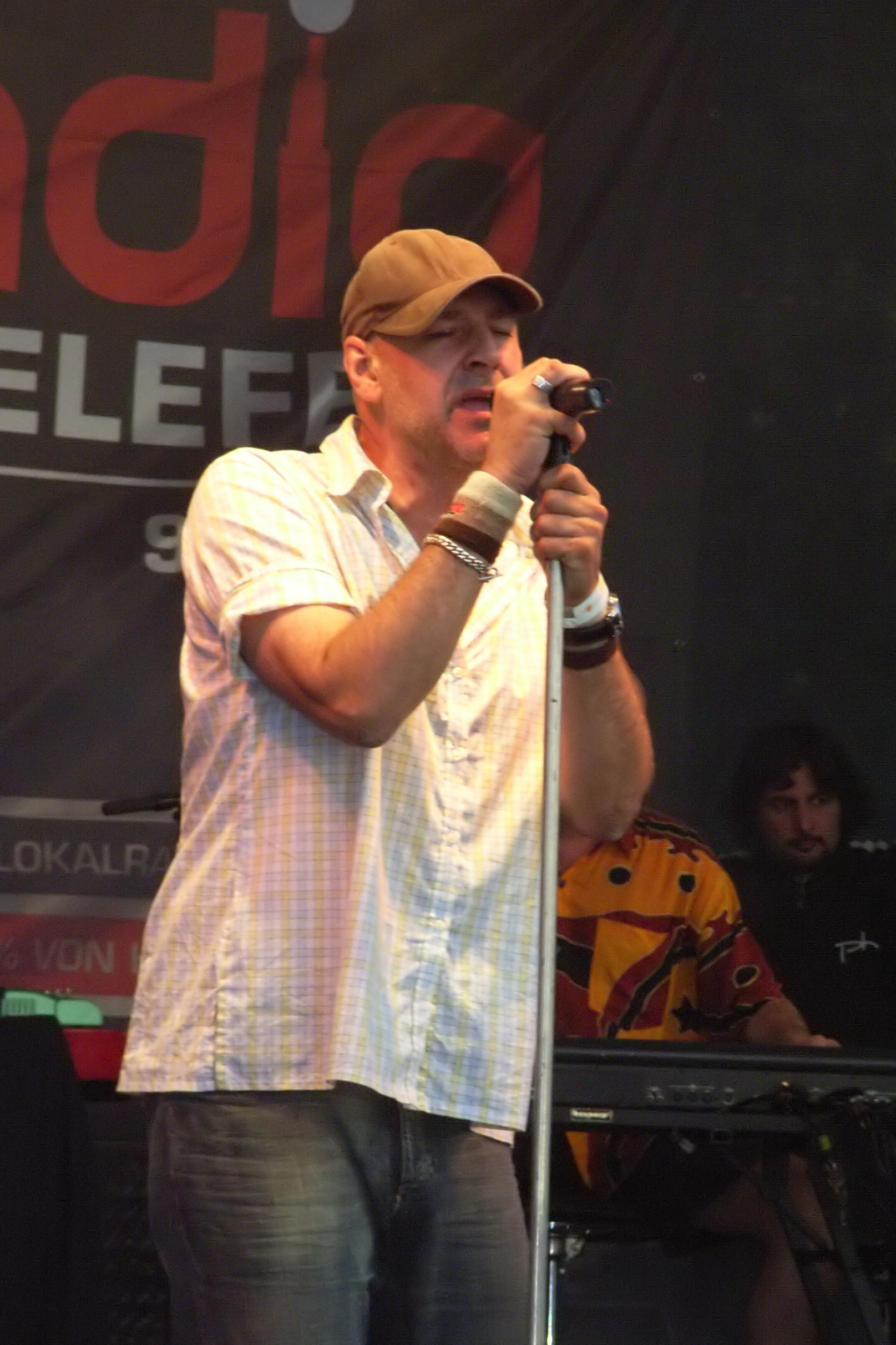
Kai Wingenfelder; * 26. November

- 26. November: Kai Wingenfelder, deutscher Sänger und Songschreiber (Fury In The Slaughterhouse)
- 27. November: Charlie Burchill, britischer Gitarrist (Simple Minds)
- 27. November: Viktoria Mullova, russische Violinistin
- 28. November: Miki Matsubara, japanische Sängerin, Liedtexterin und Komponistin († 2004)
- 29. November: Johannes Maria Suykerbuyk, niederländischer Komponist und Musiker
- 30. November: Kris Defoort, belgischer Pianist und Komponist
- 30. November: Lars Anders Tomter, norwegischer Bratschist

### Dezember

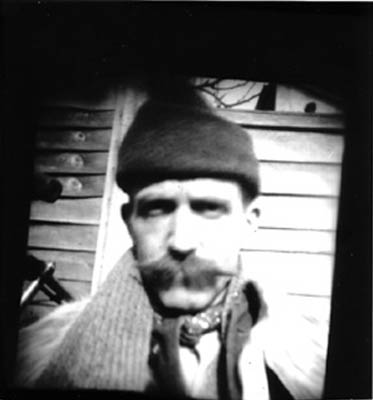
Billy Childish; * 1. Dezember

- 01. Dezember: Billy Childish, britischer Independent-Musiker, Autor und Maler
- 04. Dezember: Marcel Pavel, rumänischer Sänger

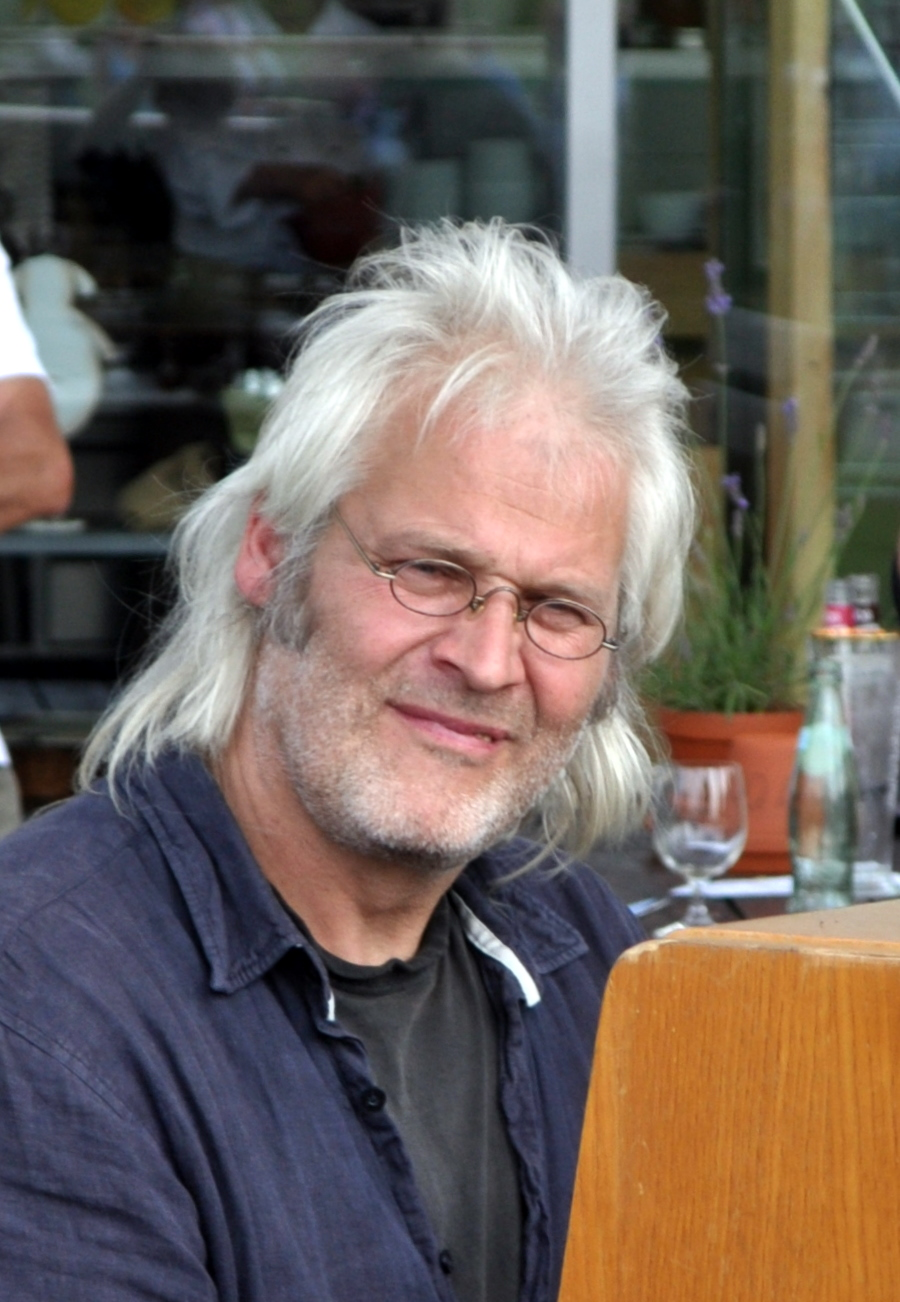
Thomas Putensen; * 4. Dezember

- 04. Dezember: Thomas Putensen, deutscher Schauspieler, Pianist, Komponist und Sänger
- 05. Dezember: Dieter Falk, deutscher Musikproduzent, Keyboarder, Arrangeur und Komponist
- 05. Dezember: Michael Hasel, deutscher Flötist und Dirigent
- 08. Dezember: Marty Raybon, US-amerikanischer Country-Musiker (Shenandoah)
- 10. Dezember: Reinhard Kobialka, deutscher Tonmeister und zuvor Jazzmusiker (Schlagzeug)
- 13. Dezember: Staffan William-Olsson, schwedischer Jazzgitarrist und Komponist
- 14. Dezember: Lars-Erik Jonsson, schwedischer Operntenor († 2006)
- 15. Dezember: Betsy Arakawa, US-amerikanische Pianistin und Unternehmerin († 2025)
- 16. Dezember: Jeremy Bacon, US-amerikanischer Jazzpianist († 2024)
- 16. Dezember: Graham Clark, britischer Violinist

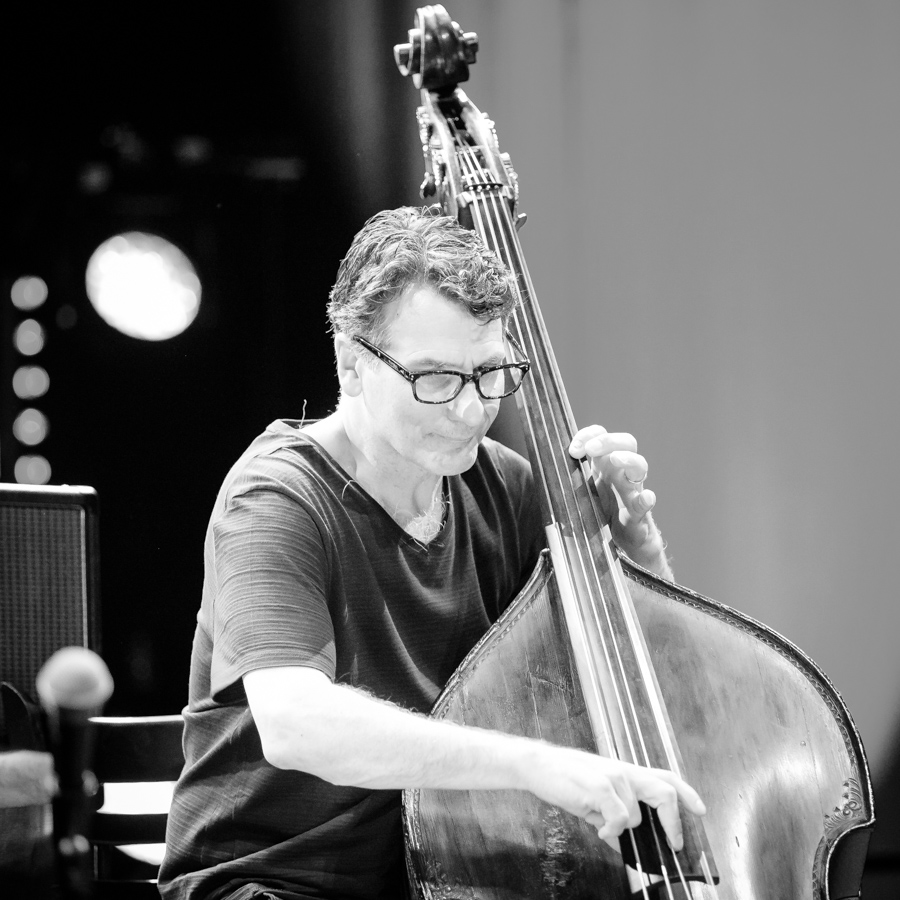
John Patitucci; * 22. Dezember

- 22. Dezember: John Patitucci, US-amerikanischer Jazz-Bassist
- 25. Dezember: Dale Barlow, australischer Jazzmusiker

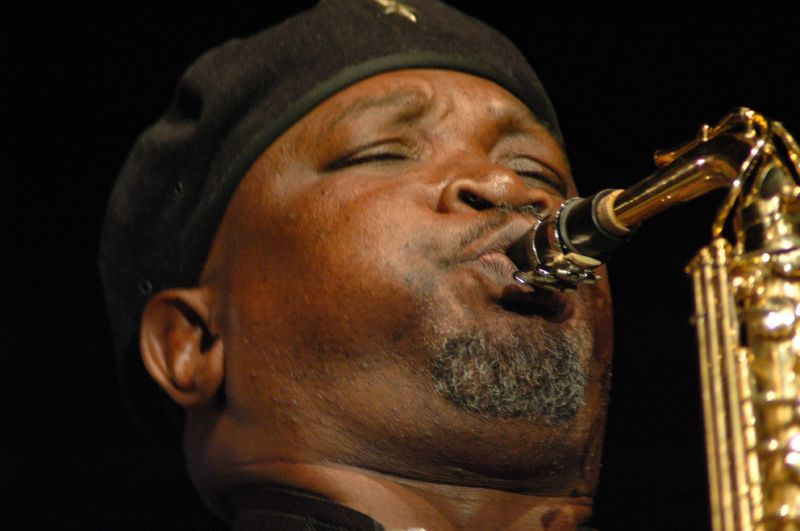
Zim Ngqawana; * 25. Dezember

- 25. Dezember: Zim Ngqawana, südafrikanischer Jazzmusiker († 2011)

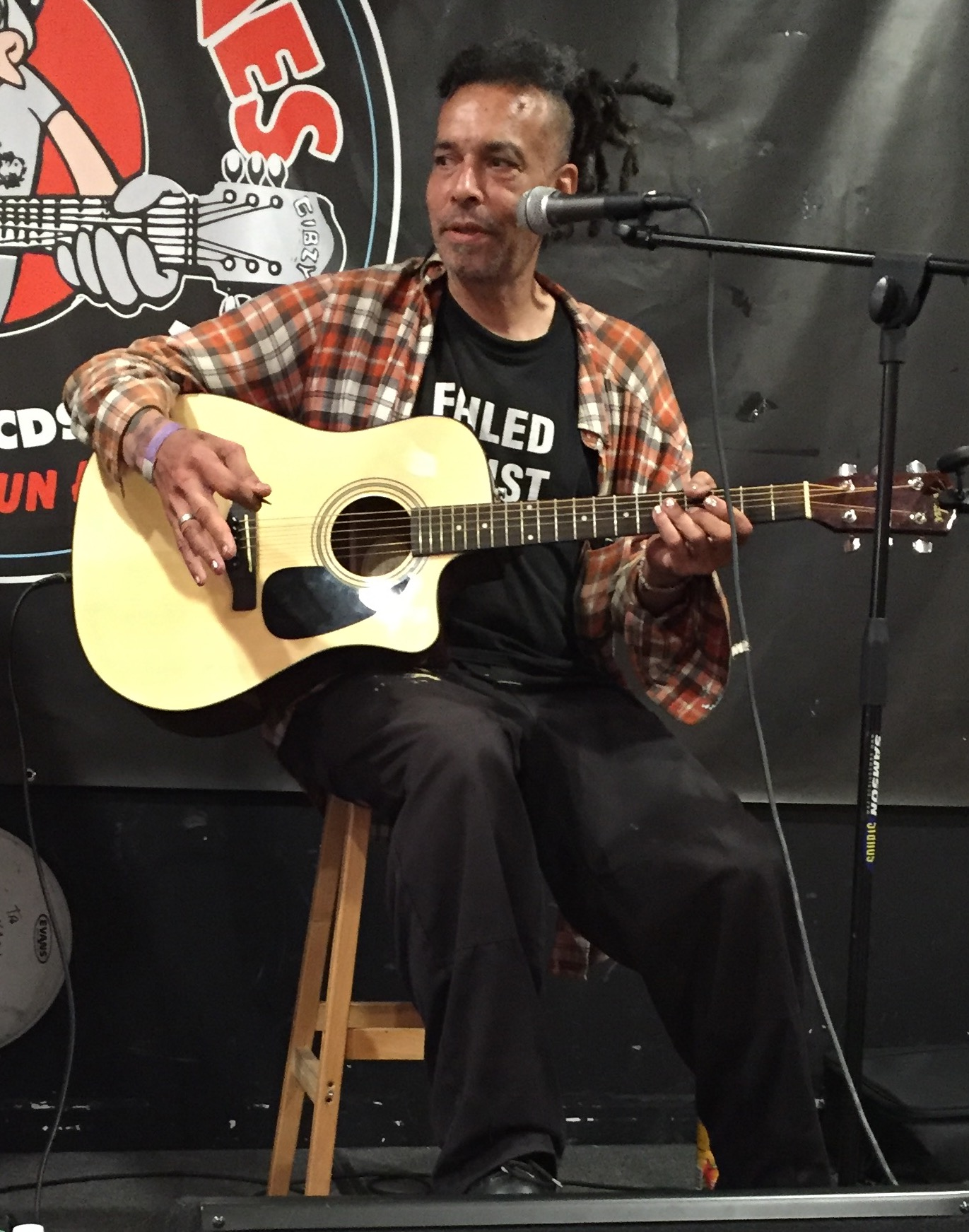
Chuck Mosley; * 26. Dezember

- 26. Dezember: Chuck Mosley, US-amerikanischer Sänger und Musiker († 2017)
- 28. Dezember: Marka Míková, tschechische Schauspielerin und Sängerin
- 29. Dezember: Jørn Christensen, norwegischer Gitarrist, Schauspieler und Musikproduzent
- 30. Dezember: Paul Jackson Jr., US-amerikanischer Komponist, Arrangeur, Produzent und Gitarrist
- 30. Dezember: Kåre Thomsen, norwegischer Jazzgitarrist und Grafikdesigner
- 30. Dezember: Tracey Ullman, britische Schauspielerin und Sängerin
- 31. Dezember: Val Kilmer, US-amerikanischer Schauspieler und Sänger († 2025)
- 31. Dezember: Baron Waqa, nauruischer Politiker und Komponist
- 31. Dezember: Paul Westerberg, US-amerikanischer Sänger, Gitarrist und Songschreiber (The Replacements)
- 00. Dezember: Karl Ritter, österreichischer Musiker und Komponist

### Genaues Geburtsdatum unbekannt
- Aeone, britische Sängerin und Komponistin
- Federico Agostini, italienischer Violinist
- Ingo Ahmels, deutscher Musiker, bildender Künstler/Klanginstallateur, Publizist und Lehrer
- Ehsan Aman, afghanischer Sänger
- Efraín Amaya, venezolanischer Komponist und Dirigent
- Matthias Ank, deutscher Kirchenmusiker
- John Arch, US-amerikanischer Metal-Sänger
- Virginia Astley, britische Musikerin
- Tahir Aydoğdu, türkischer Kanunspieler
- Albert Beger, israelischer Jazzmusiker
- Kristina Böhm, deutsche Schauspielerin, Sängerin und Schriftstellerin
- Winfried Bönig, deutscher Organist und Hochschullehrer
- Arno Bornkamp, niederländischer Saxophonist und Musikpädagoge
- Ted Brandsen, niederländischer Balletttänzer und Choreograph
- Ingo Bredenbach, deutscher Organist und Kirchenmusiker
- Claudia Calderón, kolumbianische Pianistin, Komponistin, Musikpädagogin und -wissenschaftlerin
- Alejandro Cardona, costa-ricanischer Komponist, Filmemacher und Gitarrist
- Deborah Carter, US-amerikanische Jazzmusikerin (Gesang, Komposition)
- Pei-Yu Chang, chinesisch-österreichische Dirigentin
- Horst Christill, deutscher Kirchenmusiker und Komponist
- Paul Coletti, schottischer Bratschist und Musikpädagoge
- Dominique di Piazza, französischer Jazzbassist
- Walter Hilgers, deutscher Tubist und Dirigent
- Stefan Houy, deutscher Trompeter
- Yvi Jänicke, deutsche Opern-, Konzert-, Liedsängerin und Hochschullehrerin
- Rebecca Jenkins, kanadische Schauspielerin und Sängerin
- Bjørn Jenssen, norwegischer Jazzschlagzeuger
- Lynn Job, US-amerikanische Komponistin und Lyrikerin
- Nosie Katzmann, deutscher Musikproduzent
- Joachim Klemm, deutscher Klarinettist und Musikpädagoge
- Dal Martino, deutscher Musiker
- Andreas Meisner, deutscher Organist und Kirchenmusiker
- James Moyer, US-amerikanischer Musikpädagoge, Perkussionist und Komponist
- John Palmer, britischer Pianist und Komponist
- Frank-Manuel Peter, deutscher Tanzwissenschaftler
- Norbert Pfafflmeyer, österreichischer Dirigent
- Tine Plesch, deutsche Musikjournalistin und feministische Autorin († 2004)
- Martin Pohl-Hesse, deutscher Klarinettist, Saxophonist, Musikpädagoge und Komponist
- Ingo Politz, deutscher Musiker, Komponist, Produzent und Schlagzeuger
- Tina Powileit, deutsche Rock-Schlagzeugerin
- Johannes Quack, deutscher Organist und Kirchenmusiker
- Abi von Reininghaus, deutscher Gitarrist, Musikpädagoge, Komponist, Dozent, Kolumnen- und Lehrbuchautor
- François Rose, kanadischer Komponist und Musikpädagoge
- Ted Rosenthal, US-amerikanischer Jazzmusiker und Komponist
- Ronald Royer, kanadischer Cellist, Dirigent und Komponist
- Lee Santana, US-amerikanischer Lautenist und Komponist
- Christine Schornsheim, deutsche Cembalistin und Pianistin
- Gerhard Schramke, österreichischer Jazzmusiker (Piano, Komposition)
- Carola Schwab, deutsche Balletttänzerin und Tanzpädagogin
- Andi Spicer, Komponist elektro-akustischer Musik († 2020)
- Josef Still, deutscher Organist
- Birgit Stolzenburg, deutsche Musikerin (Hackbrett, Salterio)
- Martin Strohhäcker, deutscher Organist
- Sweet Baby J’ai, US-amerikanische Jazzsängerin
- Miroslav Tadić, serbischer Gitarrist
- Sue Terry, US-amerikanische Jazzmusikerin (Saxophone, Komposition)
- Isabel Trimborn, deutsche Schauspielerin, Sängerin, Kabarettistin und Comedienne
- Henk van Twillert, niederländischer Saxophonist, Singer-Songwriter und Musikpädagoge
- Evan Ziporyn, US-amerikanischer Komponist und Klarinettist

## Gestorben

### Januar
- 03. Januar: Ed Cuffee, US-amerikanischer Jazz-Posaunist (* 1902)
- 06. Januar: José Enrique Pedreira, puerto-ricanischer Komponist (* 1904)
- 11. Januar: Gérard Carbonara, US-amerikanischer Musiker und Filmkomponist (* 1886)
- 12. Januar: John Brownlee, australischer Opernsänger (Bariton) (* 1900)[10]
- 12. Januar: Henri Nouveau, deutsch-französischer Maler, Bildhauer, Komponist, Pianist, Schriftsteller und Kunsttheoretiker (* 1901)
- 16. Januar: Carl Bartuzat, deutscher Flötist (* 1882)
- 16. Januar: Hryhorij Kompanijez, ukrainischer Komponist, Chordirigent und Pädagoge (* 1881)
- 16. Januar: Dagny Schjelderup, norwegische Schauspielerin und Opernsängerin (* 1890)
- 17. Januar: Joan Amades, katalanischer Ethnologe und Folklorist (* 1890)

Rita Sacchetto; † 18. Januar

- 18. Januar: Rita Sacchetto, deutsche Tänzerin und Schauspielerin (* 1880)
- 19. Januar: Oleksandr Nossalewytsch, ukrainischer Opernsänger (* 1874)
- 26. Januar: Goebel Reeves, US-amerikanischer Country- und Folksänger (* 1899)
- 28. Januar: Martha Warren Beckwith, US-amerikanische Folkloristin und Ethnographin (* 1871)
- 28. Januar: Viktor Keldorfer, österreichischer Chordirigent und Komponist (* 1873)

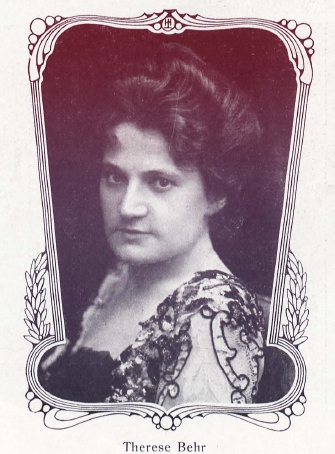
Therese Behr-Schnabel; † 30. Januar

- 30. Januar: Therese Behr-Schnabel, deutsche Sängerin (* 1876)
- 30. Januar: Boyce Brown, US-amerikanischer Jazz-Saxophonist (* 1910)
- 31. Januar: Margarete Klinckerfuß, deutsche Pianistin (* 1877)

### Februar

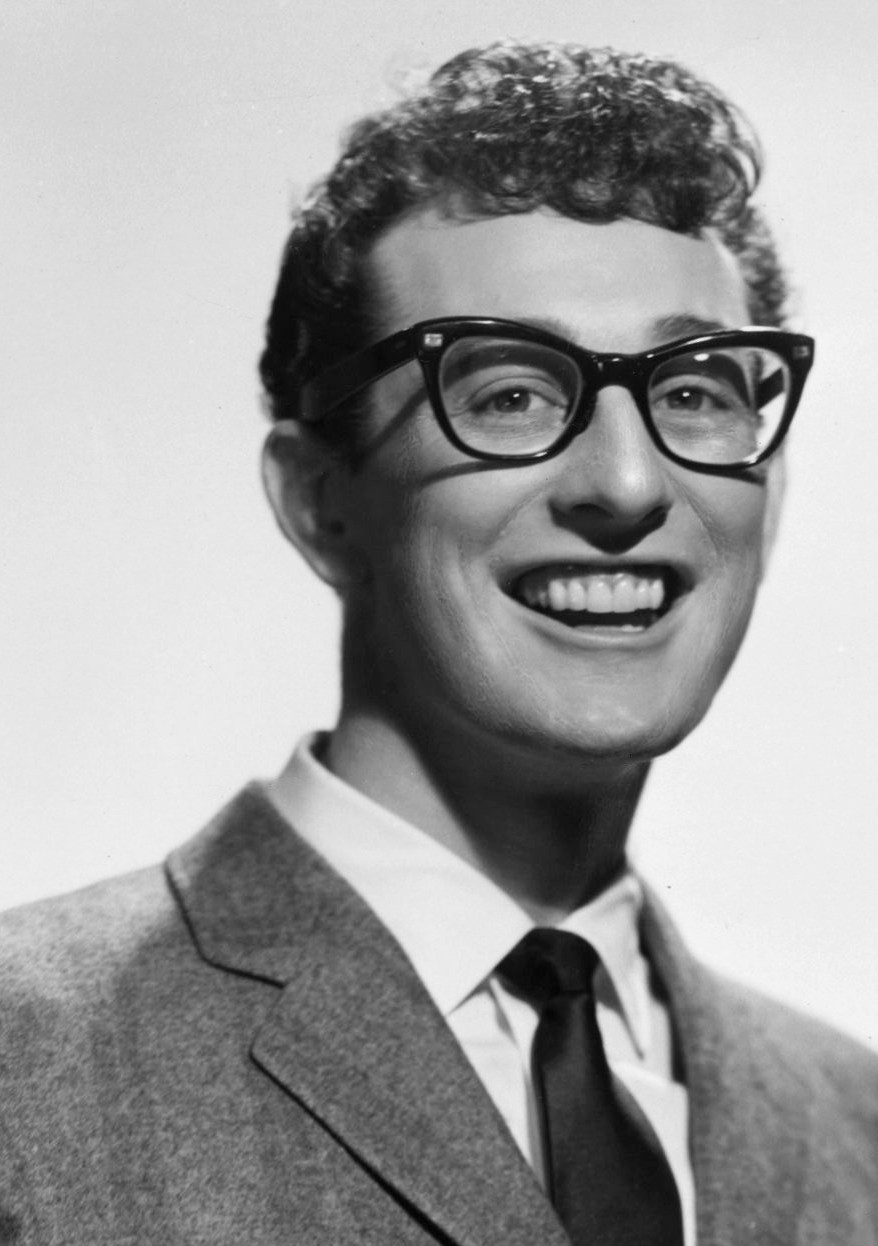
Buddy Holly; † 3. Februar

- 03. Februar: Buddy Holly, US-amerikanischer Rock-’n’-Roll-Musiker und Komponist (* 1936)
- 03. Februar: Ritchie Valens, US-amerikanischer Rock-’n’-Roll-Musiker mit mexikanischen Wurzeln (* 1941)

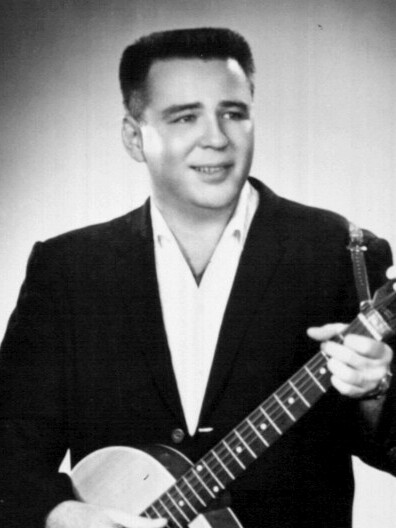
The Big Bopper; † 3. Februar

- 03. Februar: The Big Bopper, US-amerikanischer Rock-’n’-Roll-Musiker (* 1930)
- 05. Februar: Curt Sachs, deutsch-US-amerikanischer Musiktheoretiker und Hochschullehrer (* 1881)
- 06. Februar: Jules Mazellier, französischer Komponist (* 1879)
- 07. Februar: Eddie „Guitar Slim“ Jones, US-amerikanischer Blues-Gitarrist (* 1926)
- 08. Februar: Próspero Bisquertt, chilenischer Komponist (* 1881)
- 12. Februar: George Antheil, US-amerikanischer Pianist, Komponist, Erfinder (* 1900)
- 13. Februar: William Axt, US-amerikanischer Komponist (* 1888)
- 13. Februar: Magda von Hattingberg, österreichische Pianistin und Schriftstellerin (* 1883)

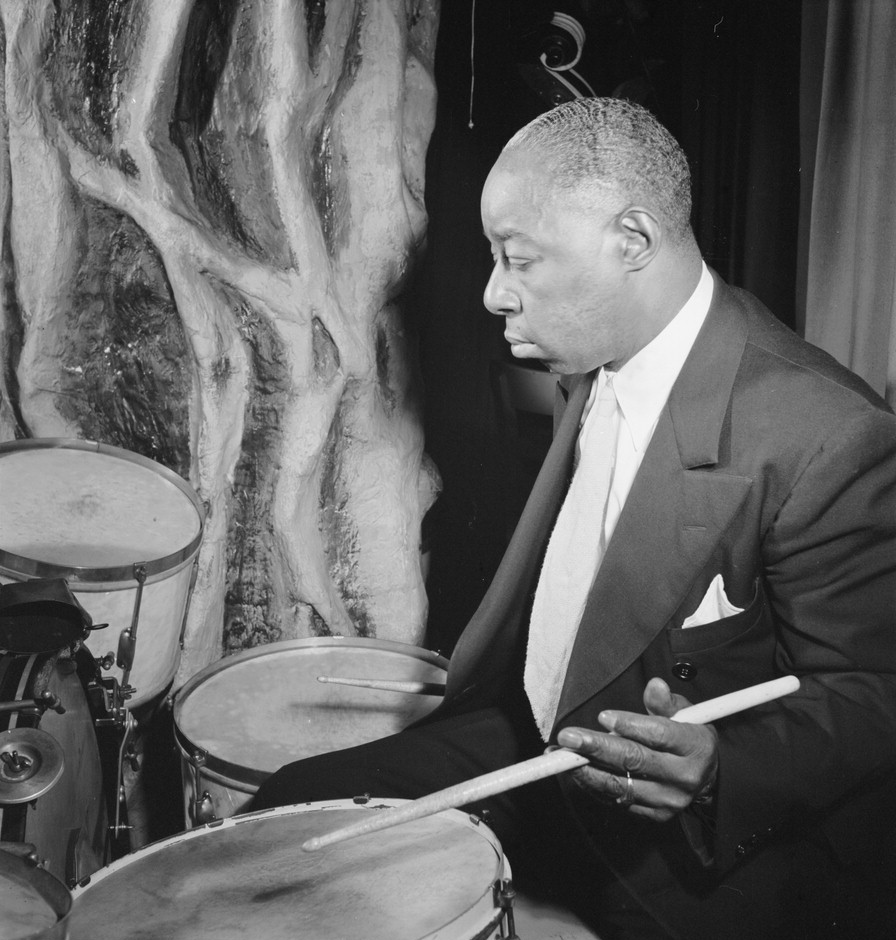
Baby Dodds; † 14. Februar

- 14. Februar: Baby Dodds, US-amerikanischer Jazz-Schlagzeuger (* 1898)
- 16. Februar: Frederick Charles Adler, US-amerikanisch-deutscher Dirigent (* 1889)
- 18. Februar: Alfred Alessandrescu, rumänischer Komponist, Dirigent, Pianist, Musikwissenschaftler, Hochschullehrer und Musikkritiker (* 1893)
- 18. Februar: Robert Kandelhardt, deutscher Geigenbauer (* 1867)
- 18. Februar: Erich Zeisl, österreichischer Komponist und Musikpädagoge (* 1905)
- 19. Februar: Selma vom Scheidt, deutsche Opernsängerin (* 1874)
- 28. Februar: James Maxwell Anderson, US-amerikanischer Dramatiker und Librettist (* 1888)
- 00. Februar: Griff Williams, US-amerikanischer Pianist und Bigband-Leader (* 1911)

### März
- 01. März: Mack Gordon, US-amerikanischer Komponist und Liedtexter (* 1904)
- 02. März: Yrjö Kilpinen, finnischer Komponist (* 1892)
- 03. März: Maurits Frank, niederländischer Cellist und Musikpädagoge (* 1892)
- 05. März: Cécile Lauru, französische Cellistin und Komponistin (* 1881)
- 11. März: Haydn Wood, britischer Komponist und Geiger (* 1882)
- 13. März: Andrés Gaos, spanischer Komponist, Violinist und Musikpädagoge (* 1874)
- 14. März: Arnett Nelson, US-amerikanischer Jazz- und Bluesmusiker (* 1892)

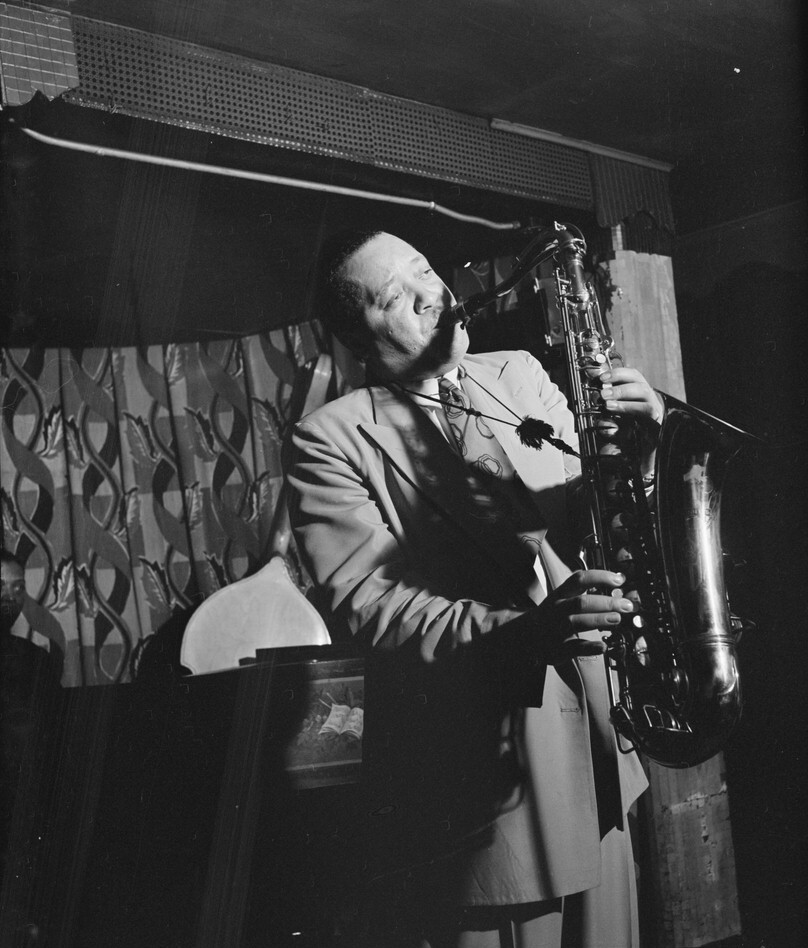
Lester Young; † 15. März

- 15. März: Lester Young, US-amerikanischer Tenorsaxophonist (* 1909)
- 17. März: Raffaele d’Alessandro, Schweizer Komponist, Pianist und Organist (* 1911)
- 19. März: Beata Ziegler, deutsche Musikpädagogin (Klavier) (* 1885)
- 22. März: Václav Bláha, tschechischer Trompeter und Komponist (* 1901)
- 23. März: Faye Richmonde, US-amerikanischer Jazzsängerin (* 1917)
- 23. März: Emma Trentini, US-amerikanische Sängerin italienischer Herkunft (* 1878)
- 24. März: Paul A. Miedtke, US-amerikanischer Musiker und Marschmusikkomponist (* 1894)
- 25. März: Billy Mayerl, britischer Pianist und Komponist (* 1902)
- 31. März: Pepi Wakovsky, österreichischer Liederkomponist und Schrammelmusiker (* 1900)

### April
- 09. April: Charles Borel-Clerc, französischer Komponist (* 1879)
- 10. April: Karl Kamann, deutscher Sänger (Bassbariton) (* 1899)
- 12. April: Ernest Willem Mulder, niederländischer Komponist und Musikpädagoge (* 1898)

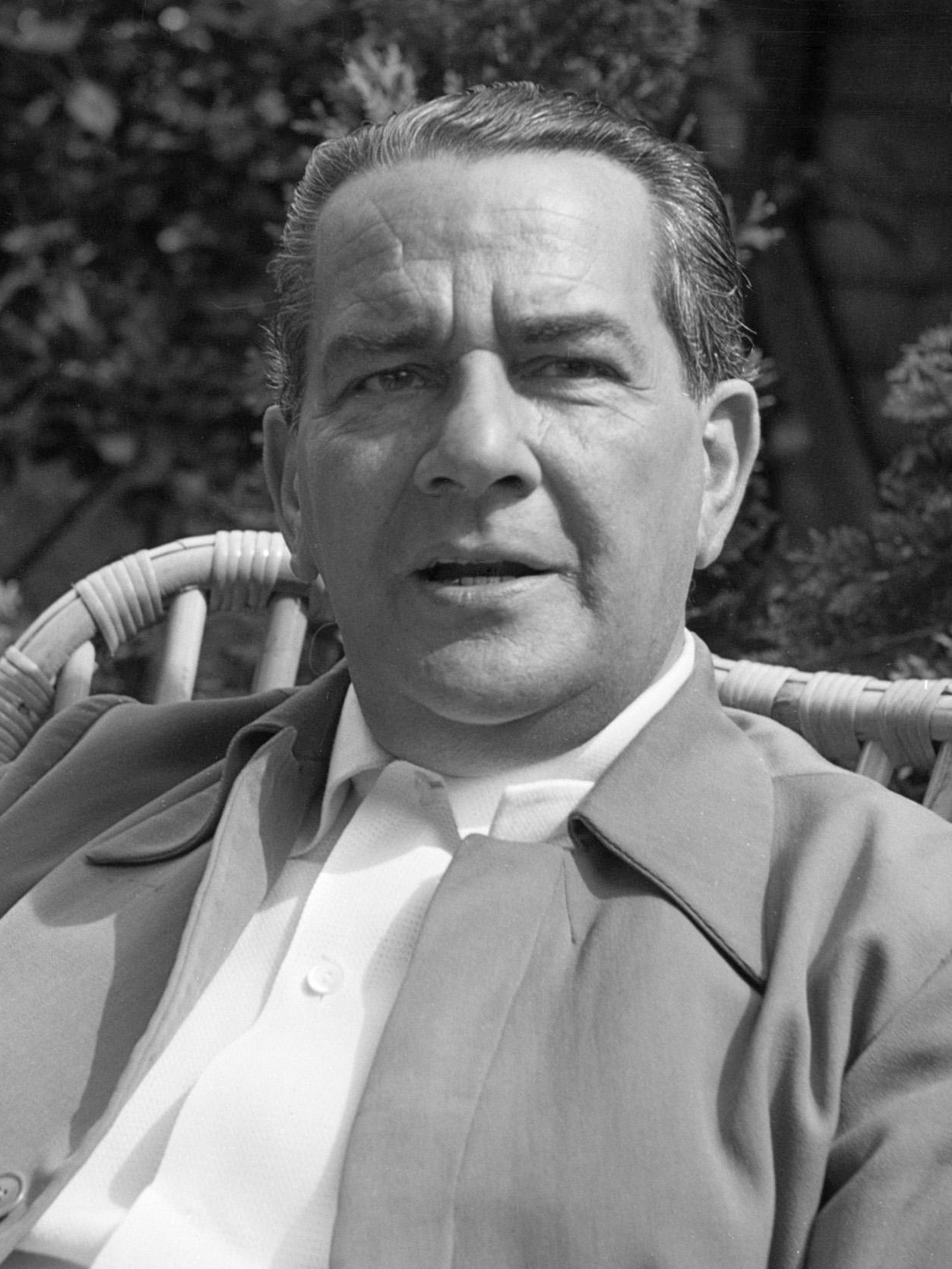
Eduard van Beinum; † 13. April

- 13. April: Eduard van Beinum, niederländischer Dirigent (* 1900)

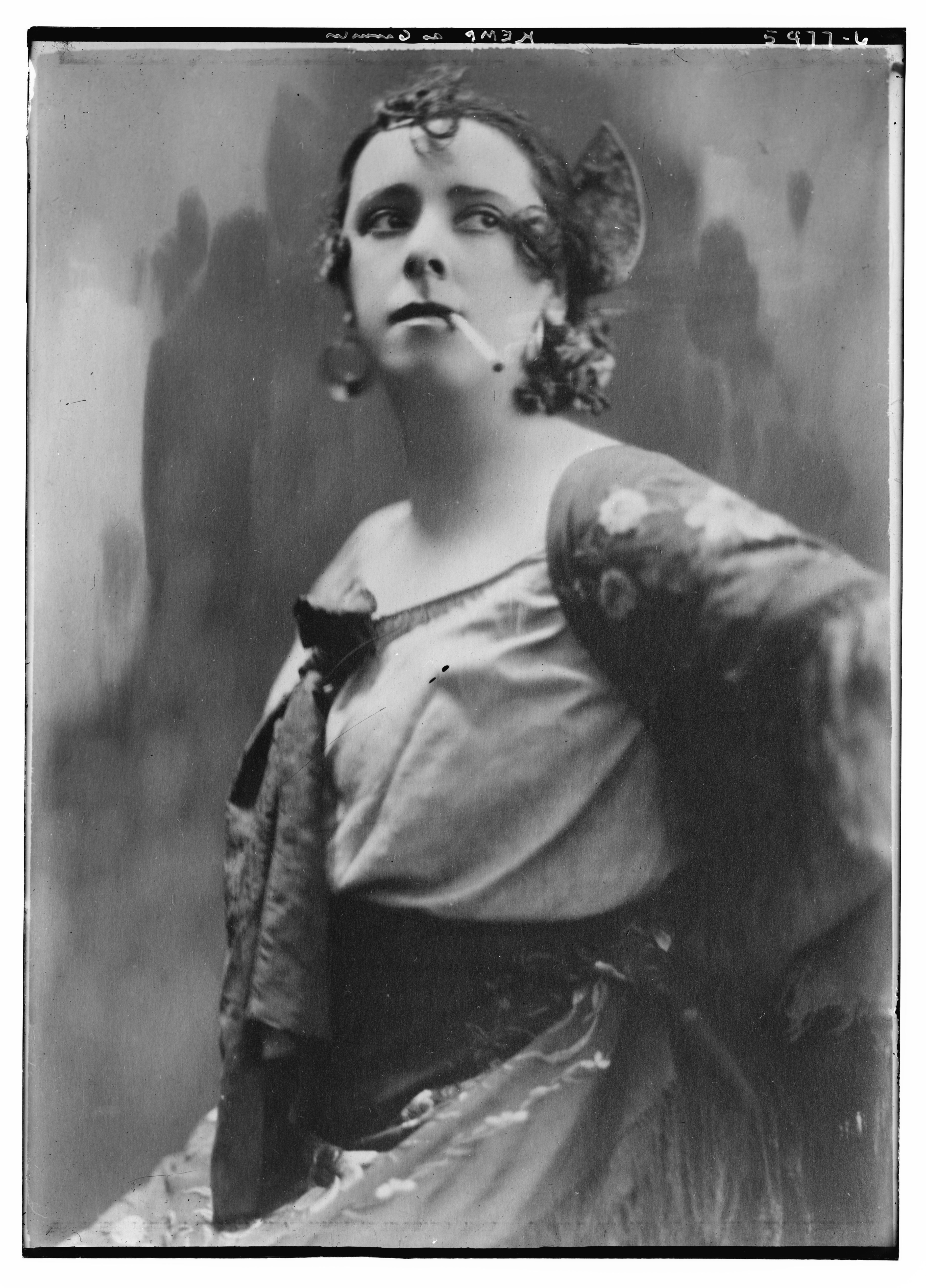
Barbara Kemp; † 17. April

- 17. April: Barbara Kemp, deutsche Opernsängerin (Sopran) und Opernregisseurin (* 1881)
- 20. April: Edward Johnson, kanadischer Sänger und Operndirektor (* 1878)
- 20. April: Arthur Willner, britischer Komponist (* 1881)
- 22. April: Claire Delbos, französischer Violinist und Komponist (* 1906)
- 22. April: Richard Mondt, deutscher Komponist und Dichter (* 1873)
- 22. April: Theodor Scheidl, österreichischer Bariton, Schwimmer, Hochspringer, Weitspringer und Diskuswerfer (* 1880)
- 24. April: Broadus Farmer, kanadischer Geiger und Musikpädagoge (* 1890)
- 24. April: David Mannes, US-amerikanischer Geiger, Dirigent und Musikpädagoge (* 1866)
- 30. April: Armand Marsick, belgischer Violinvirtuose und Komponist (* 1877)

### Mai
- 05. Mai: Karl Giebel, deutscher Opernsänger (* 1898)
- 05. Mai: Hal McIntyre, US-amerikanischer Jazzmusiker und Bigband-Leader (* 1914)

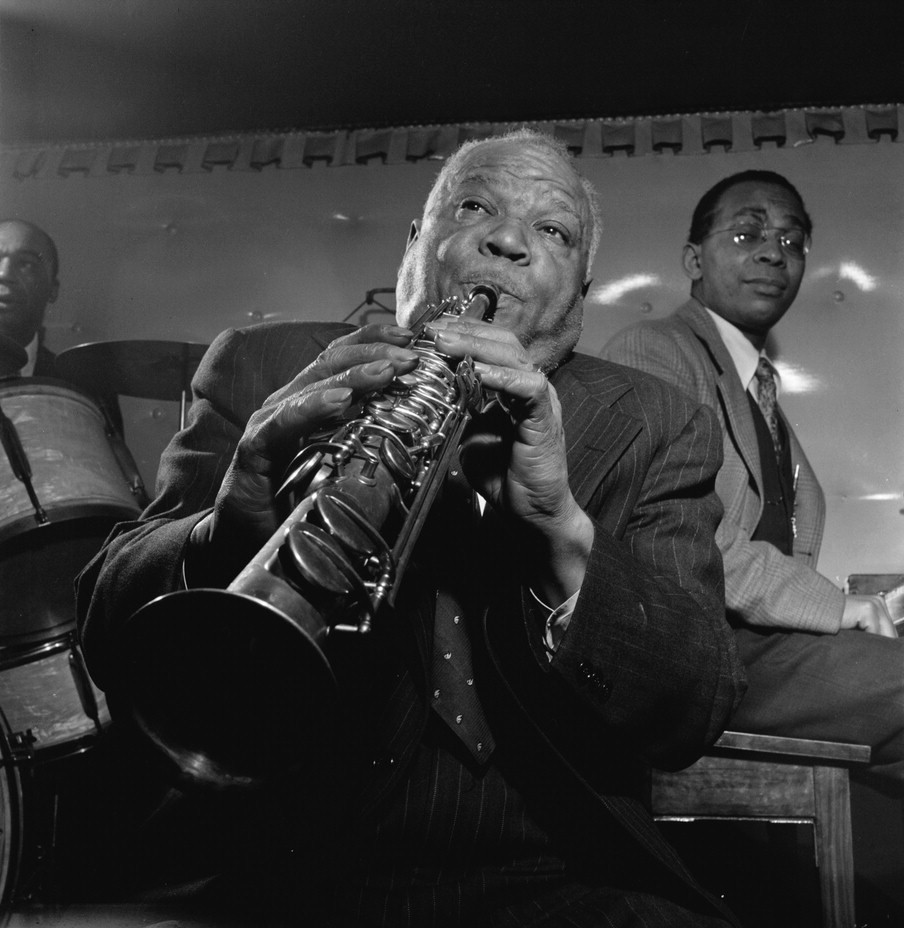
Sidney Bechet; † 14. Mai

- 14. Mai: Sidney Bechet, kreolischer Sopransaxophonist und Klarinettist (* 1897)
- 15. Mai: Max d’Ollone, französischer Komponist (* 1875)
- 19. Mai: Margarete Teschemacher, deutsche Opernsängerin (Sopran) (* 1903)
- 20. Mai: Rudolf Wagner, österreichischer Violinist und Musikpädagoge (* 1884)
- 22. Mai: Karl Kipp, deutscher Opernsänger (* 1896)
- 25. Mai: Ferdinand Frantz, deutscher Opernsänger (Bassbariton, ursprünglich Bass) (* 1906)
- 26. Mai: Jess Willard, US-amerikanischer Country-Musiker (* 1916)
- 29. Mai: Frank Marshall i King, katalanischer klassischer Pianist, Komponist und Musikpädagoge (* 1883)

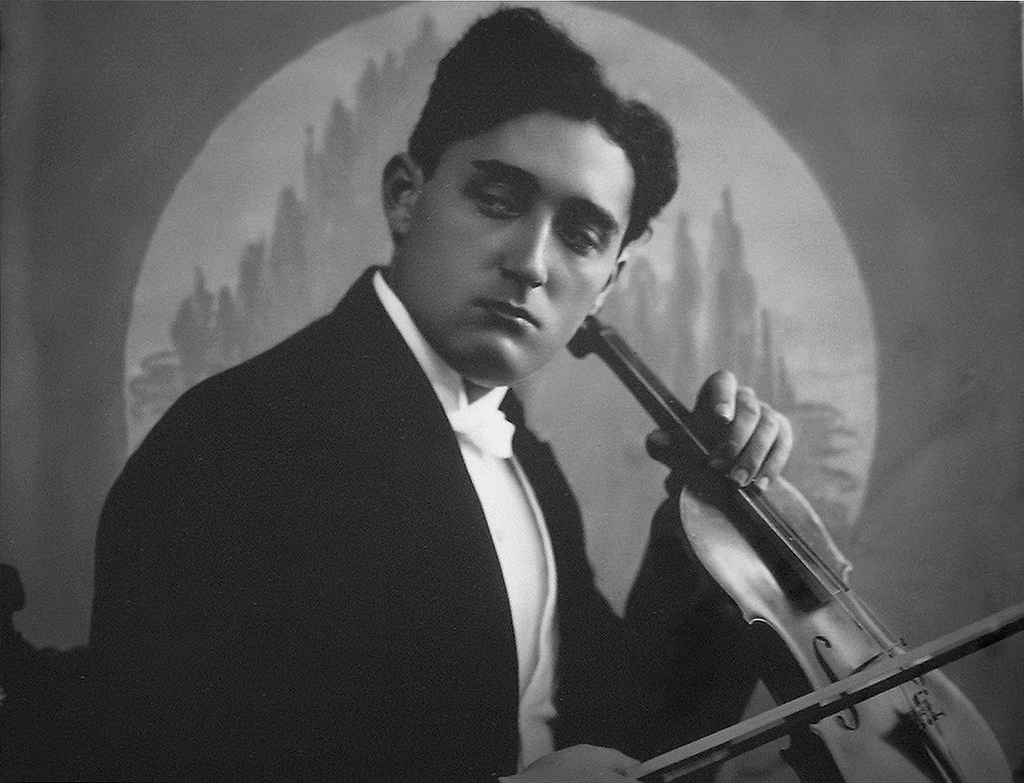
Ede Zathurecky; † 31. Mai

- 31. Mai: Ede Zathureczky, ungarischer Geiger und Musikpädagoge (* 1903)

### Juni
- 03. Juni: Ole Windingstad, norwegischer Dirigent, Pianist und Komponist (* 1886)[100]
- 04. Juni: Jimmy Grier, US-amerikanischer Jazzmusiker (Klarinette, Komposition) und Bandleader (* 1902)
- 06. Juni: Lawrence Marrero, US-amerikanischer Musiker des Hot Jazz (Banjo, Gitarre, Basstrommel) (* 1900)
- 08. Juni: Pietro Canonica, italienischer Komponist und Bildhauer (* 1869)
- 08. Juni: May Harrison, britische Violinistin (* 1890)
- 16. Juni: Ludwig Eisenschmid, deutscher Orgelbauer (* 1879)

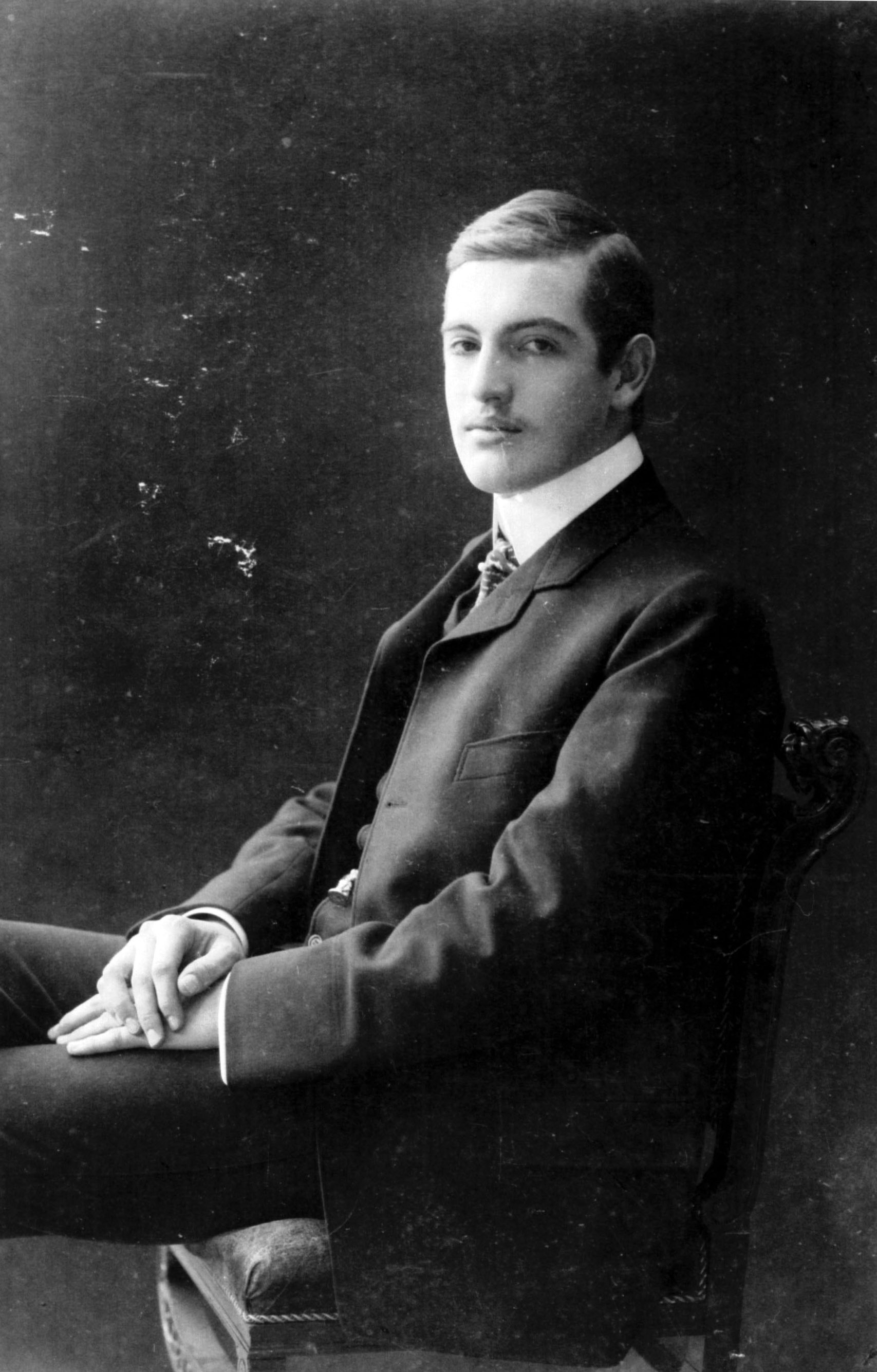
Fridtjof Backer-Grøndahl; † 21. Juni

- 21. Juni: Fridtjof Backer-Grøndahl, norwegischer Pianist und Komponist (* 1885)
- 22. Juni: Tulsi Lahiri, indischer Dramatiker, Komponist, Schauspieler und Filmregisseur (* 1897)
- 23. Juni: Jean Gallon, französischer Komponist und Kompositionslehrer (* 1878)

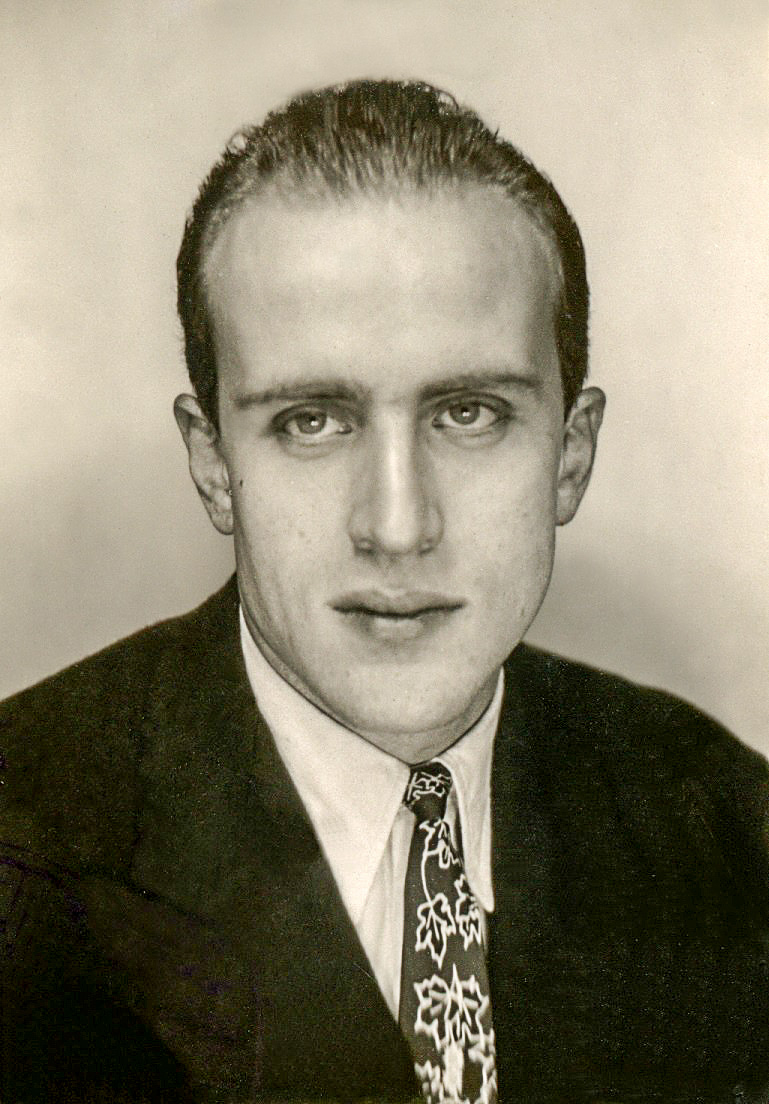
Boris Vian; † 23. Juni

- 23. Juni: Boris Vian, französischer Schriftsteller, Ingenieur, Jazztrompeter, Chansonnier, Schauspieler und Übersetzer (* 1920)
- 28. Juni: Hermann Leopoldi, österreichischer Komponist, Kabarettist und Klavierhumorist (* 1888)
- 29. Juni: Virgilio Scarabelli, uruguayischer Geiger, Dirigent und Musikpädagoge (* 1868)
- 30. Juni: Lazare Saminsky, russisch-jüdischer Komponist (* 1882)

### Juli
- 01. Juli: Władysław Raczkowski, polnischer Dirigent, Chorleiter, Organist und Pianist (* 1893)
- 01. Juli: Nicolás Urcelay, mexikanischer Sänger (* 1919)
- 02. Juli: Antonio Savasta, italienischer Komponist und Musikpädagoge (* 1874)
- 03. Juli: Robert Kemp, französischer Literatur-, Musik- und Theaterkritiker (* 1879)
- 07. Juli: Ernest Newman, britischer Musikkritiker (* 1868)
- 07. Juli: Ángel Vargas, argentinischer Tangosänger, -dichter und -komponist (* 1904)
- 10. Juli: Eugen Schmitz, deutscher Musikwissenschaftler und -kritiker (* 1882)
- 11. Juli: Shadow Wilson, US-amerikanischer Jazz-Schlagzeuger (* 1919)

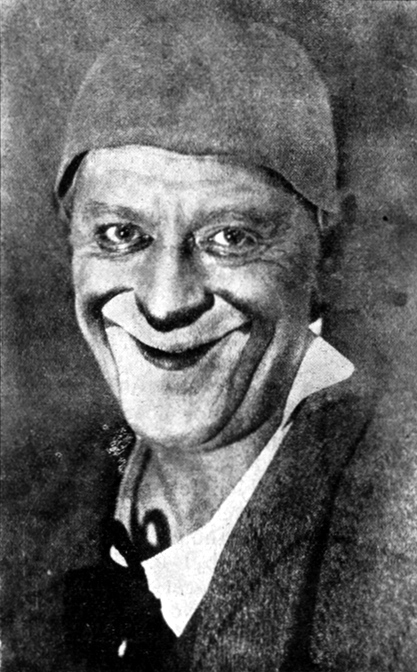
Grock; † 14. Juli

- 14. Juli: Grock, Schweizer Musikclown (* 1880)
- 15. Juli: Ernest Bloch, US-amerikanischer Komponist (* 1880)

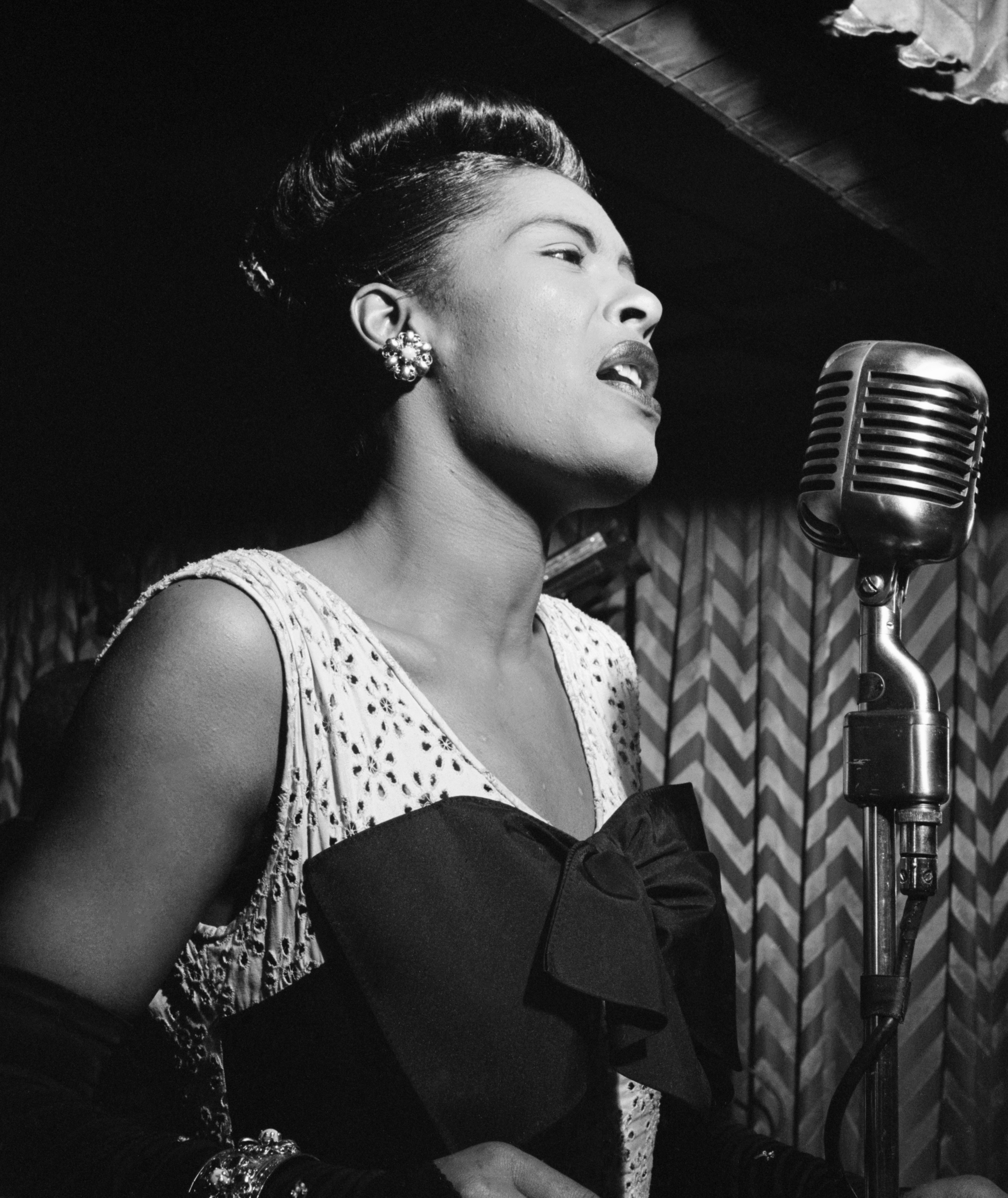
Billie Holiday; † 17. Juli

- 17. Juli: Billie Holiday, US-amerikanische Jazzsängerin (* 1915)
- 19. Juli: Licco Amar, ungarischer Violinist (* 1891)
- 25. Juli: Enno Popkes, ostfriesischer Orgelsachverständiger und Kirchenmusiker (* 1904)
- 31. Juli: Walter Pörschmann, deutscher Bandoneonspieler und Komponist (* 1903)

### August
- 02. August: Johann Heinrich Müller, Schweizer Dirigent und Komponist (* 1879)
- 05. August: Qamar-al-Moluk Vaziri, iranische Mezzosopranistin (* um 1905)
- 06. August: John Hermann Loud, US-amerikanischer Organist und Komponist (* 1873)
- 07. August: Armas Launis, finnischer Komponist (* 1884)
- 09. August: Emil František Burian, tschechischer Komponist (* 1904)
- 13. August: Henri Garat, französischer Schauspieler, Sänger und Tänzer (* 1902)
- 14. August: Pál Jávor, ungarischer Schauspieler und Sänger (* 1902)
- 14. August: Felix Swinstead, britischer Pianist, Komponist und Musikpädagoge (* 1880)

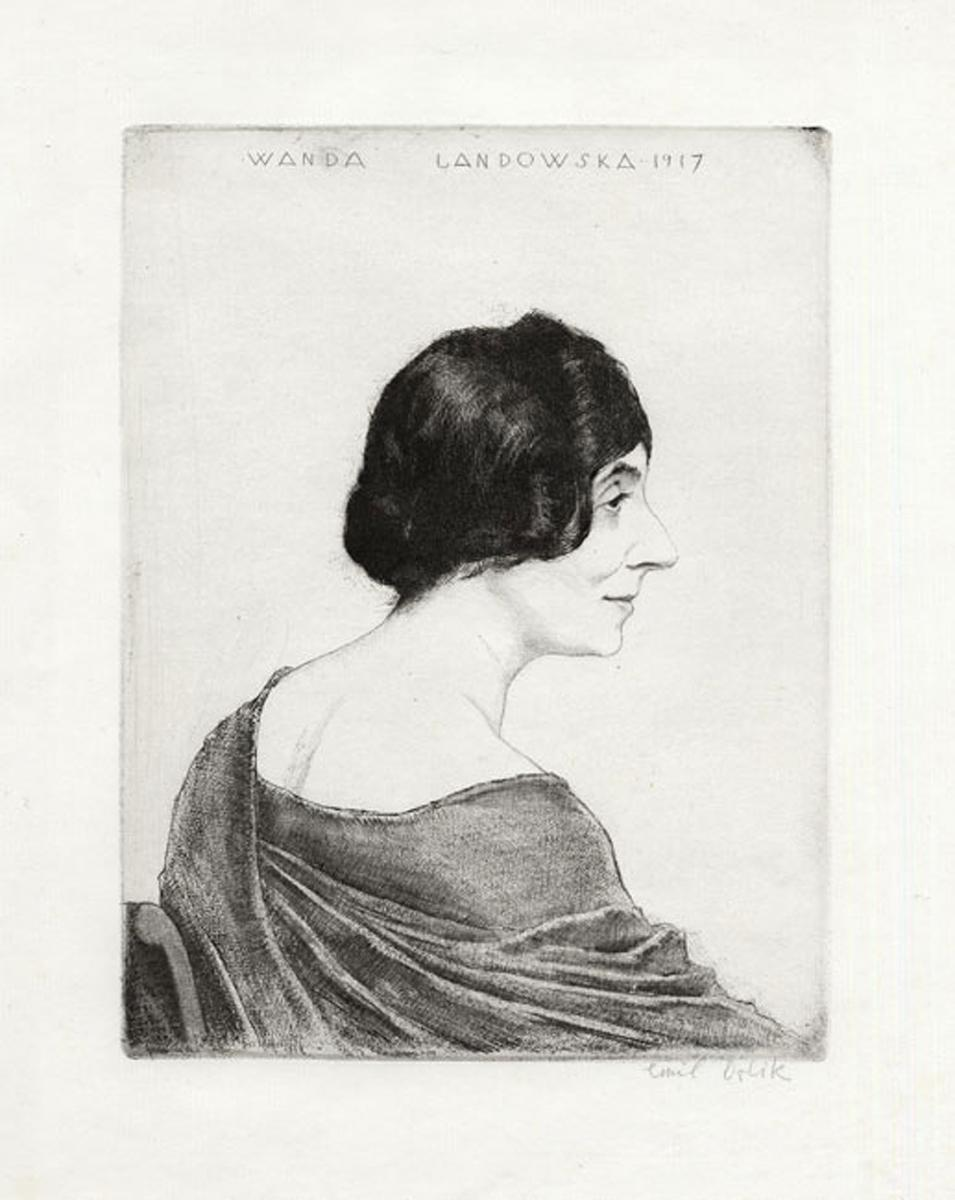
Wanda Landowska; † 16. August

- 16. August: Wanda Landowska, polnische Cembalistin und Pianistin (* 1879)
- 16. August: Jakob Ortner, österreichischer Gitarrist, Lautenist, Komponist und Musikpädagoge (* 1879)
- 17. August: Pedro Humberto Allende Sarón, chilenischer Komponist (* 1885)
- 19. August: Blind Willie McTell, US-amerikanischer Bluesmusiker (* 1901)
- 20. August: Walter Serauky, deutscher Musikwissenschaftler und Händel-Forscher (* 1903)
- 23. August: Octávio Bevilacqua, brasilianischer Musikwissenschaftler und -pädagoge (* 1887)
- 25. August: Verner Nerep, estnischer Komponist und Dirigent (* 1895)
- 26. August: Hans Sattler, deutscher Komponist, Musiker und Autor (* 1901)
- 28. August: Bohuslav Martinů, tschechischer Komponist (* 1890)
- 28. August: George W. Meyer, US-amerikanischer Songwriter (* 1884)

### September
- 01. September: Jack Norworth, US-amerikanischer Lyriker, Komponist und Produzent (* 1879)
- 02. September: Wilhelm Rode, deutscher Opernsänger (Bass) und Intendant (* 1887)
- 04. September: Hubert Clifford, britischer Komponist und Dirigent (* 1904)
- 08. September: Mohammed El-Bakkar, libanesischer Tenor, Oud-Spieler und Dirigent (* 1913)
- 11. September: Ann Drummond-Grant, britische Sängerin und Schauspielerin (* 1905)
- 16. September: Hans Mahlke, deutscher Violinist, Bratschist und Musikpädagoge (* 1889)
- 17. September: Omer Simeon, US-amerikanischer Klarinettist und Saxophonist (* 1902)
- 18. September: Ernst Viebig, deutscher Komponist (* 1897)
- 21. September: Agnes Nicholls, britische Sängerin (* 1876)

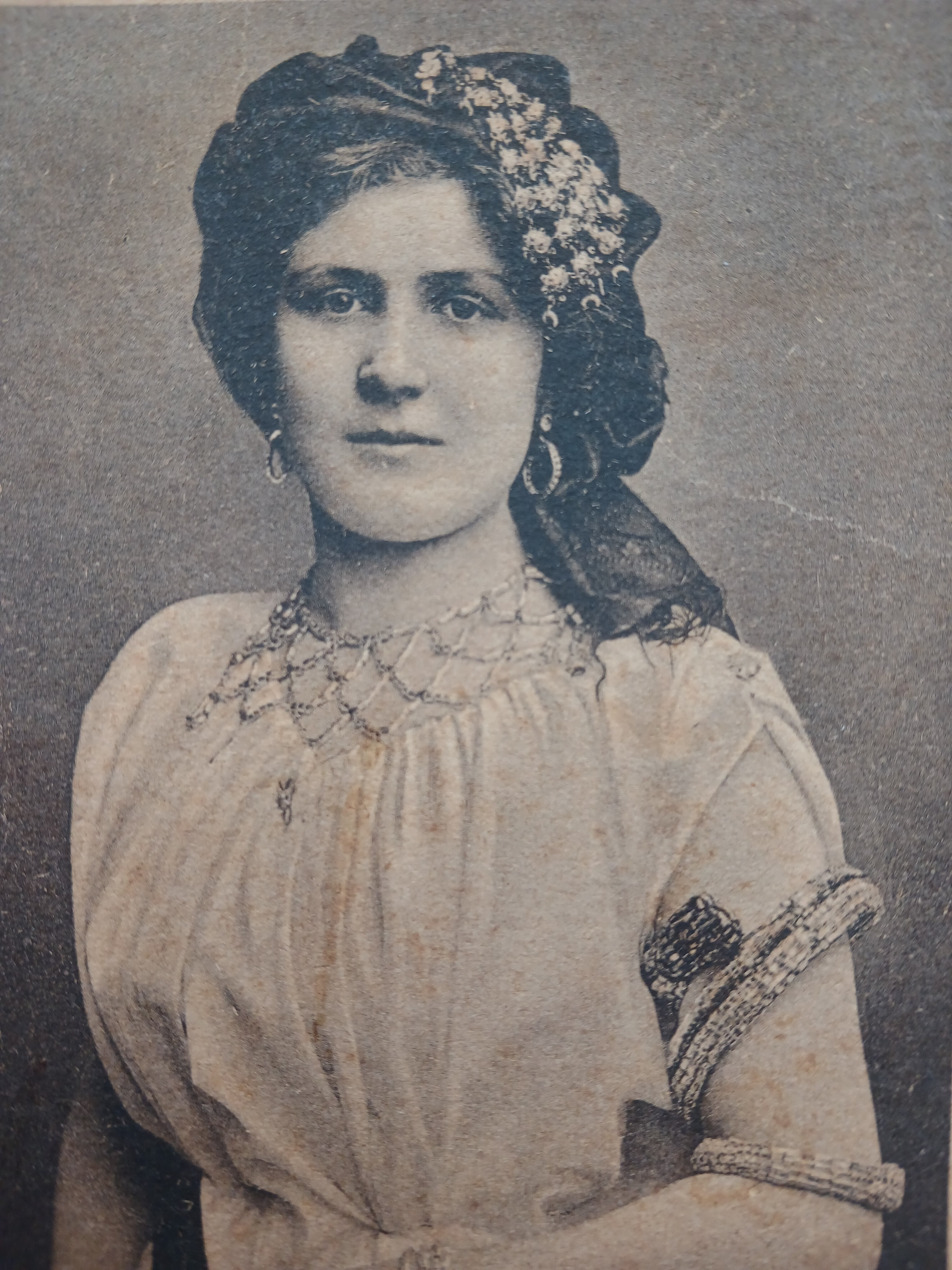
Sofija Stadnykowa; † 21. September

- 21. September: Sofija Stadnykowa, sowjetisch-ukrainische Schauspielerin und Sängerin (* 1888)
- 22. September: Josef Matthias Hauer, österreichischer Komponist (* 1883)

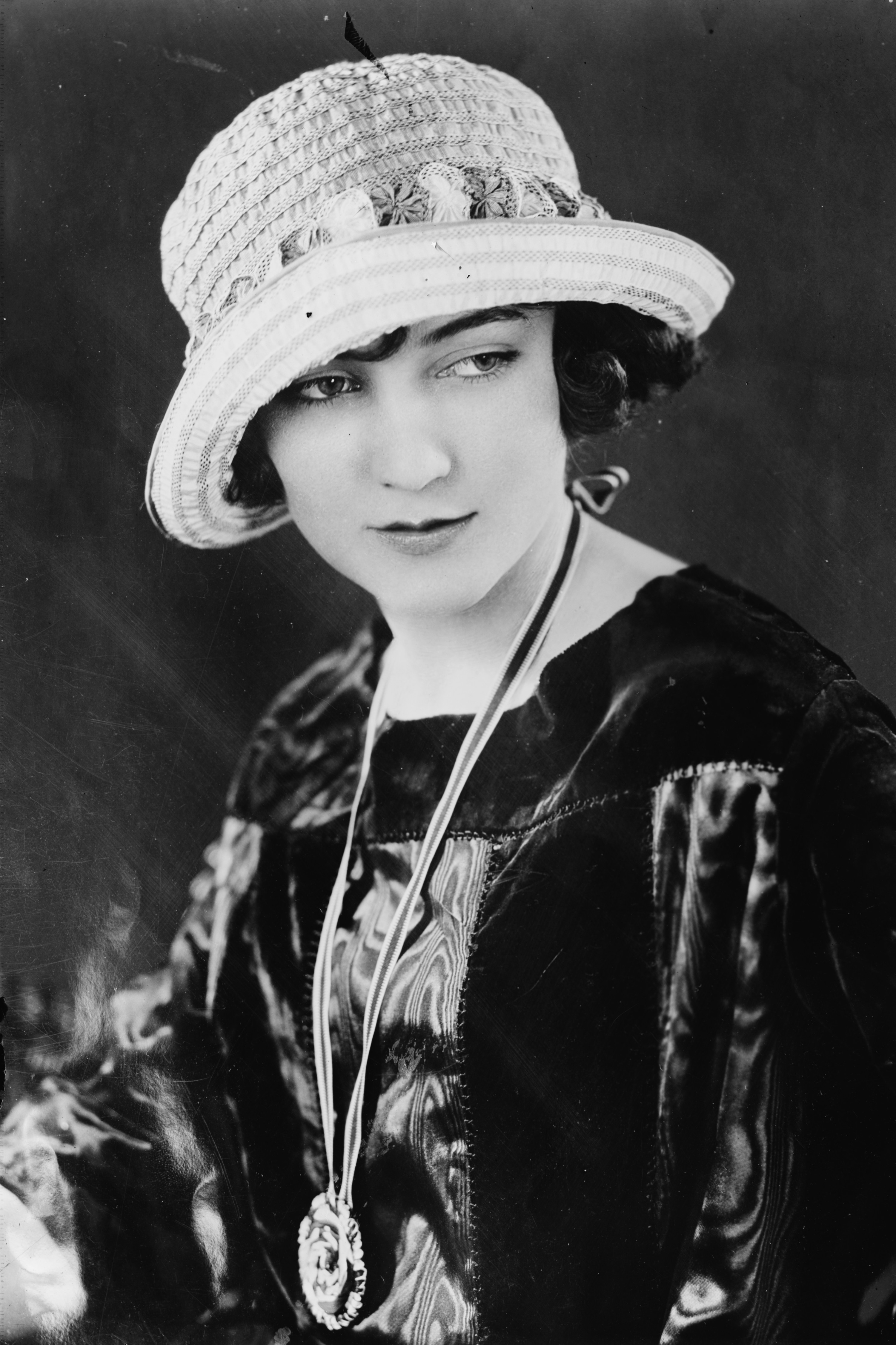
Jane Winton; † 22. September

- 22. September: Jane Winton, US-amerikanische Schauspielerin, Tänzerin, Sängerin und Schriftstellerin (* 1905)
- 23. September: Alberto Castellanos, argentinischer Pianist, Bandleader und Tangokomponist (* 1892)
- 25. September: Helen Broderick, US-amerikanische Theater- und Filmschauspielerin (* 1891)
- 28. September: Frank Martin Church, US-amerikanischer Organist, Komponist und Musikpädagoge (* 1874)
- 28. September: Gerard Hoffnung, deutscher Karikaturist und Tubist (* 1925)

### Oktober
- 02. Oktober: Géza de Kresz, österreich-ungarisch-kanadischer Geiger, Musikpädagoge und Komponist (* 1882)
- 03. Oktober: Friedrich-Heinrich Neumann, deutscher Musikwissenschaftler (* 1924)
- 05. Oktober: Josip Mandić, kroatischer Komponist (* 1883)
- 07. Oktober: Mario Lanza, italo-US-amerikanischer Opernsänger (Tenor) und Schauspieler (* 1921)

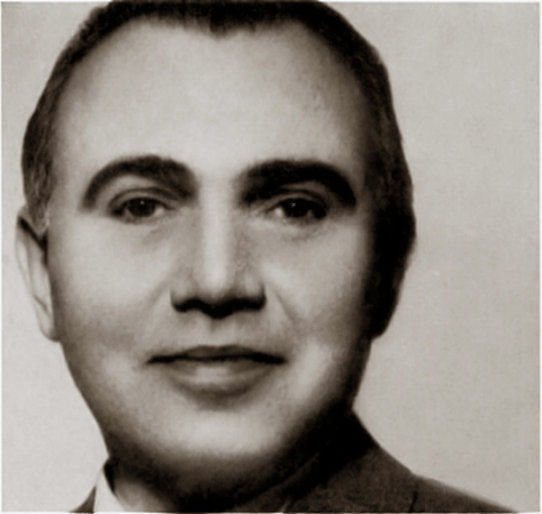
Bernd Aldenhoff; † 8. Oktober

- 08. Oktober: Bernd Aldenhoff, deutscher Opernsänger (Tenor) (* 1908)
- 12. Oktober: Richard Schubert, deutscher Opernsänger (Tenor) (* 1885)
- 13. Oktober: Rudolf Mengelberg, niederländischer Komponist und Musikwissenschaftler (* 1892)
- 14. Oktober: Alphonse Trent, US-amerikanischer Jazz-Bandleader und Pianist (* 1905)
- 16. Oktober: Minor Hall, US-amerikanischer Jazzschlagzeuger (* 1897)
- 19. Oktober: Stanley Bate, britischer Komponist (* 1911)
- 20. Oktober: Maria Sazarina, russische Tänzerin und Schauspielerin (* 1914)
- 21. Oktober: August Schmid-Lindner, deutscher Komponist (* 1870)

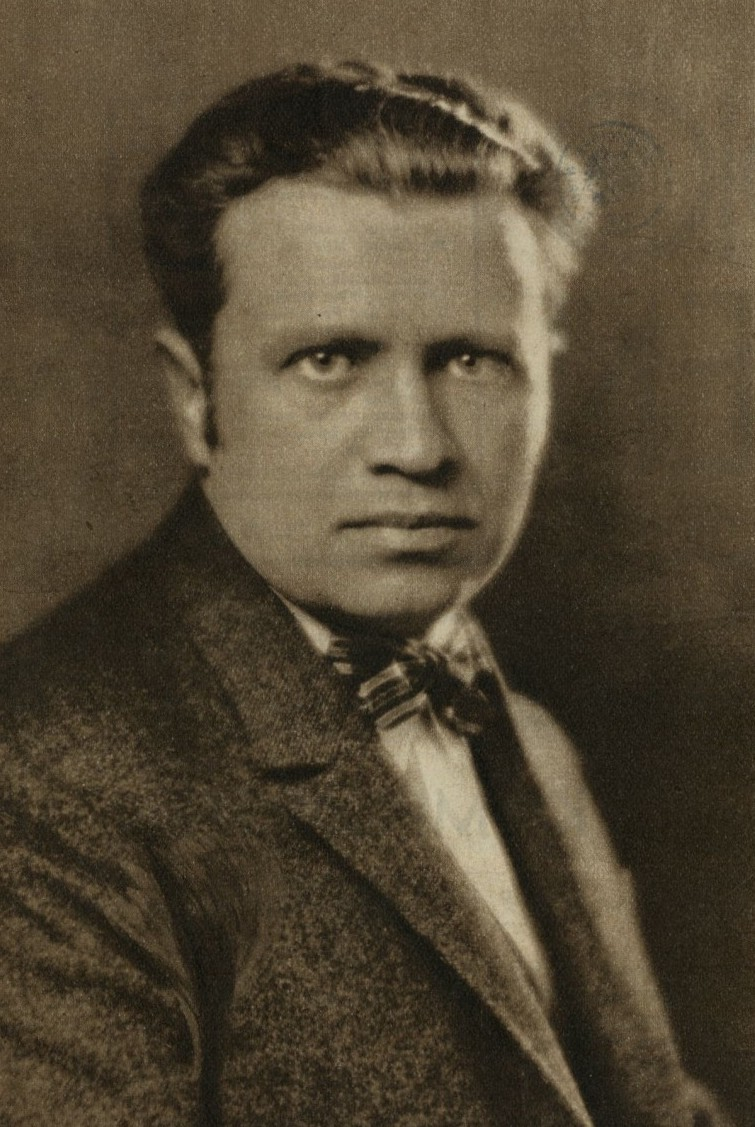
Egon Kornauth; † 28. Oktober

- 28. Oktober: Egon Kornauth, österreichischer Komponist (* 1891)
- 30. Oktober: Cesarino Franco, italienischer Flötist und Komponist (* 1884)

### November
- 03. November: Friedrich Niggli, Schweizer Komponist und Musikpädagoge (* 1875)
- 05. November: Paul Kickstat, deutscher Organist und Musikpädagoge (* 1893)
- 07. November: Alberto Guerrero, chilenisch-kanadischer Komponist, Pianist und Klavierlehrer (* 1886)
- 10. November: Gertrud Bodenwieser, Tänzerin, Choreografin, Tanzlehrerin und Pionierin des Ausdruckstanzes (* 1890)
- 11. November: Ernst Uebel, deutscher Komponist und Musiker (* 1882)
- 14. November: Al Cake Wichard, US-amerikanischer R&B- und Jazzmusiker (* 1919)
- 16. November: Reuben Roddy, US-amerikanischer Jazzmusiker (* 1906)

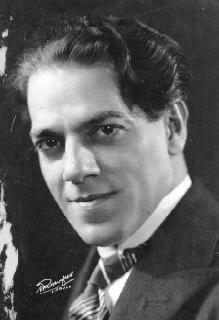
Heitor Villa-Lobos (c. 1922).jpg

- 17. November: Heitor Villa-Lobos, brasilianischer Komponist und Dirigent (* 1887)
- 20. November: Hermann Weißenborn, deutscher Bariton und Gesangspädagoge (* 1876)
- 22. November: Jiver Hutchinson, jamaikanischer Bandleader und Jazz-Trompeter (* 1906)
- 22. November: Sam M. Lewis, US-amerikanischer Songtexter (* 1885)
- 26. November: Albert Ketèlbey, britischer Komponist (* 1875)
- 29. November: Fritz Brun, Schweizer Komponist und Dirigent (* 1878)
- 29. November: Hans Henny Jahnn, deutscher Schriftsteller, Orgelbauer und Verleger (* 1894)
- 00. November: Achille Philip, französischer Organist und Komponist (* 1878)

### Dezember

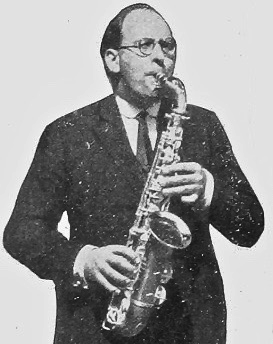
Jaap Kool; † 1. Dezember

- 01. Dezember: Jaap Kool, niederländischer Komponist, Musikwissenschaftler, Jazz-Saxophonist, Pädagoge und Autor (* 1890)
- 01. Dezember: Max Ernst Unger, deutscher Musiker und Musikwissenschaftler (* 1883)
- 02. Dezember: Sidney Desvigne, US-amerikanischer Jazz-Trompeter (* 1895)
- 02. Dezember: Josef Hutter, tschechischer Musikwissenschaftler und -pädagoge (* 1894)
- 04. Dezember: Hubert Marischka, österreichischer Schauspieler, Operettensänger (Tenor), Regisseur und Drehbuchautor (* 1882)
- 10. Dezember: Giovanni Inghilleri, italienischer Bariton (* 1894)[10]
- 10. Dezember: Avery Parrish, US-amerikanischer Jazz-Pianist und Komponist des Swing (* 1917)

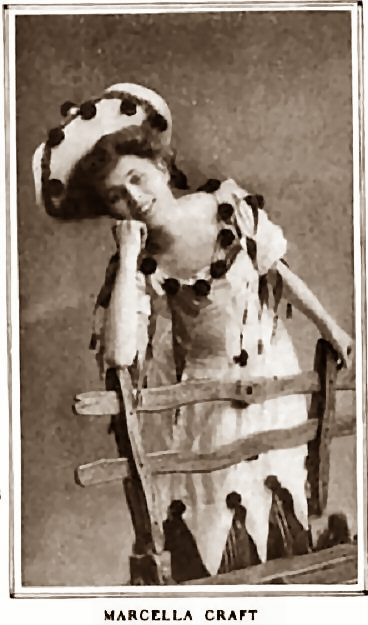
Marcella Craft; † 12. Dezember

- 12. Dezember: Marcella Craft, US-amerikanische Sopranistin (* 1874)
- 13. Dezember: Charlie Johnson, US-amerikanischer Jazz-Pianist und Bandleader (* 1891)
- 16. Dezember: Georg Drumm, deutsch-US-amerikanischer Musiker (* 1874)
- 19. Dezember: Carlo Lombardo, italienischer Operettenkomponist und -librettist (* 1869)

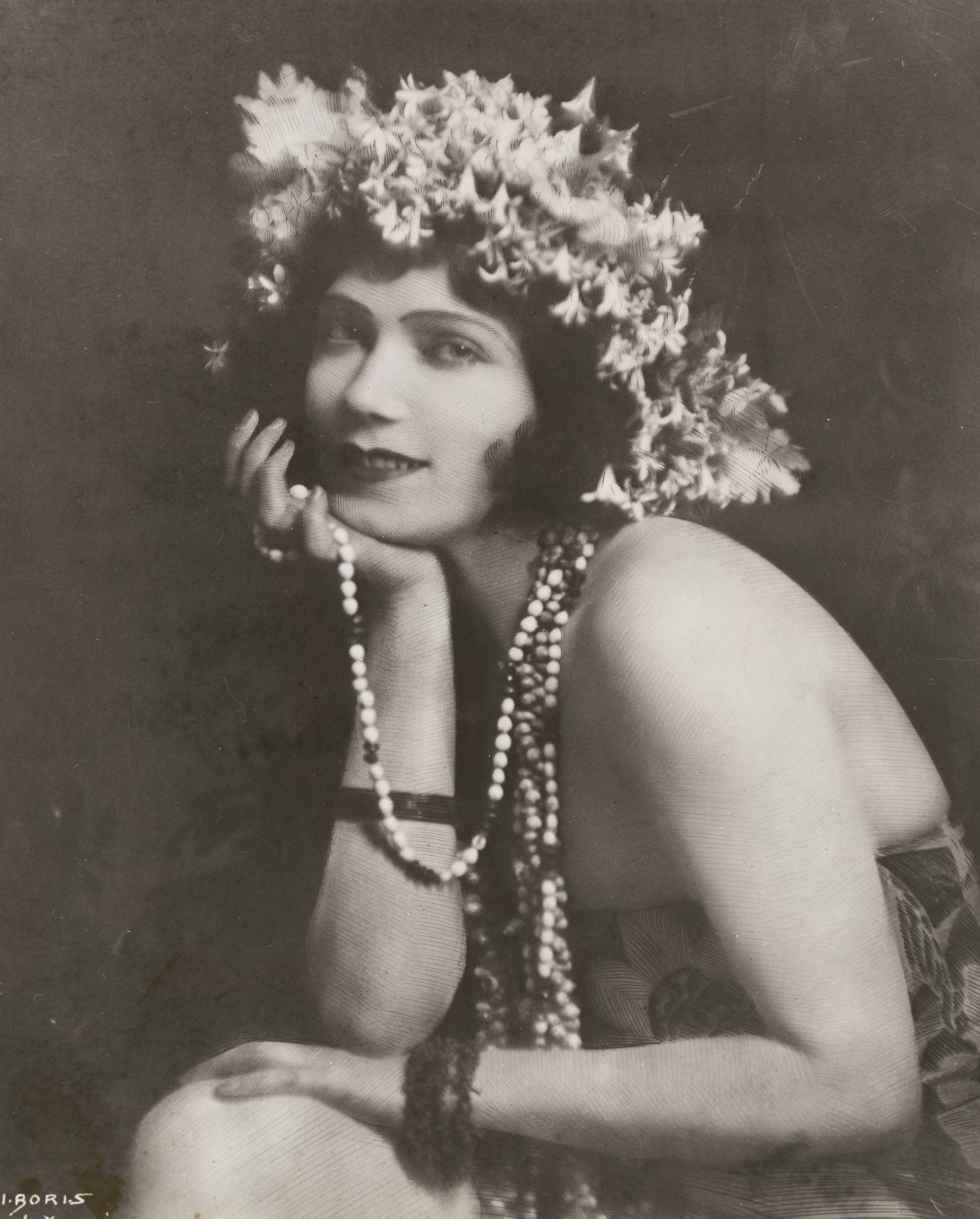
Gilda Gray; † 20. Dezember

- 20. Dezember: Juhan Simm, estnischer Komponist (* 1885)
- 22. Dezember: Alex Conrad, argentinischer klassischer Pianist und Musikpädagoge (* 1900)
- 22. Dezember: Gilda Gray, US-amerikanisch-polnische Schauspielerin und Tänzerin (* 1901)
- 25. Dezember: Max Hempel, deutscher Militärmusiker und Komponist (* 1877)
- 28. Dezember: Leif Halvorsen, norwegischer Komponist, Geiger und Dirigent (* 1887)
- 29. Dezember: Robin Milford, britischer Komponist (* 1903)
- 30. Dezember: Gustav Grossmann, deutscher Kapellmeister und Komponist (* 1890)
- 31. Dezember: Romolo Ferrari, italienischer Gitarrist, Komponist und Professor für Kontrabass (* 1894)
- 00. Dezember: Shelton Hemphill, US-amerikanischer Jazztrompeter (* 1906)
- 00. Dezember: Willie Hightower, US-amerikanischer Jazzmusiker (Trompete, Kornett) (* 1888)

### Genaues Todesdatum unbekannt
- Andrzej Bielecki, polnischer Opernsänger in der Stimmlage Tenor (* 1907)
- Max Büttner, deutscher Komponist und Harfenist (* 1891)
- Susan Metcalfe Casals, US-amerikanische Mezzosopranistin
- Willy Dold, deutscher Orgelbauer (* 1906)
- Warren Evans, US-amerikanischer Jazz- und Rhythm-&-Blues-Sänger (* um 1910)
- Wiegand Helfenbein, deutscher Orgelbauer (* 1889)
- Daniel Kuntz, deutscher Musiker (* 1860)
- George Nelson, US-amerikanischer Doowop-Sänger (* 1926)
- Emmerich Schwach, rumäniendeutscher Komponist, Geiger, Dirigent und Chorleiter (* 1880)
- Anton Strasser, österreichischer Harmonikabauer (* 1897)